# Trier

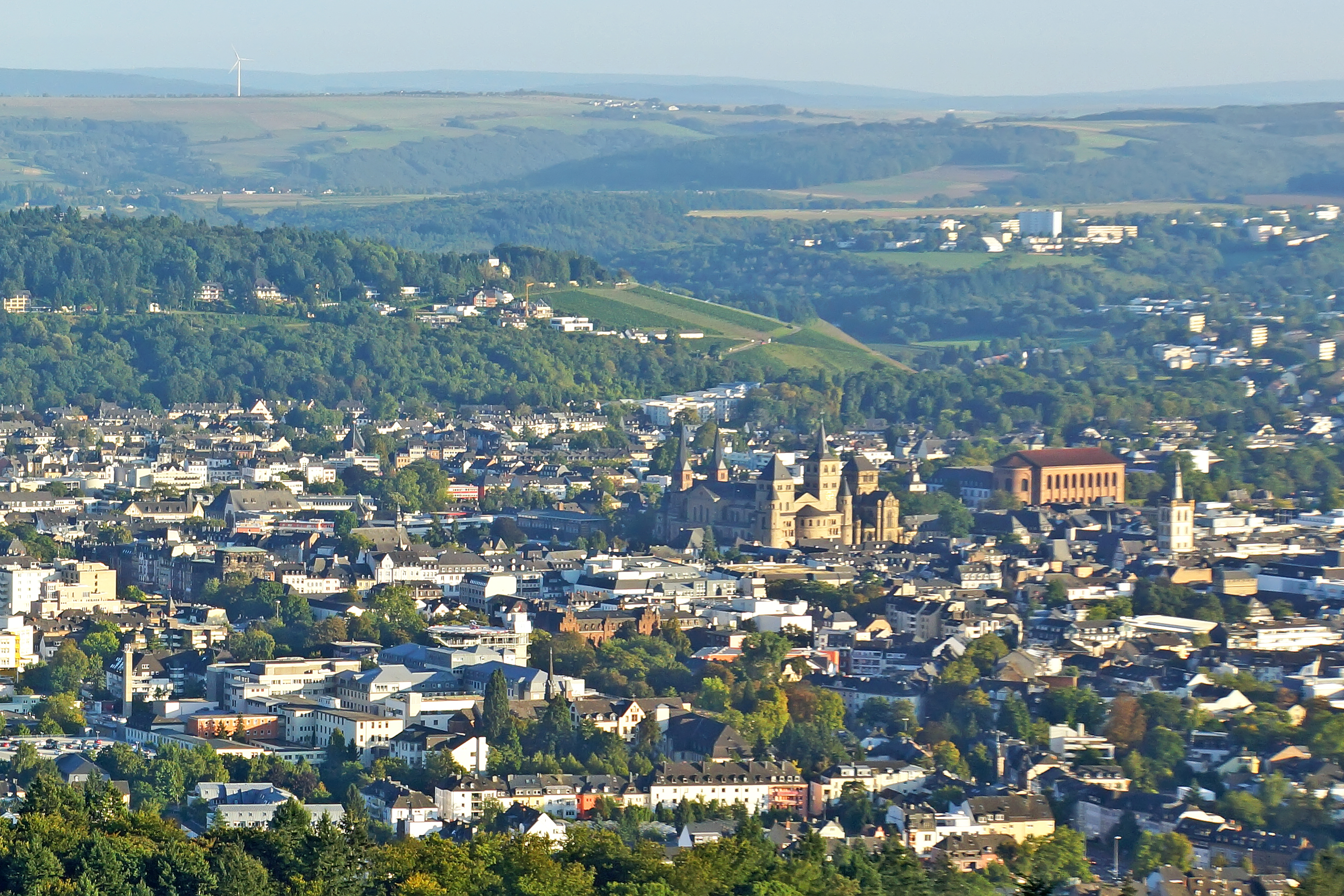
Blick auf Trier

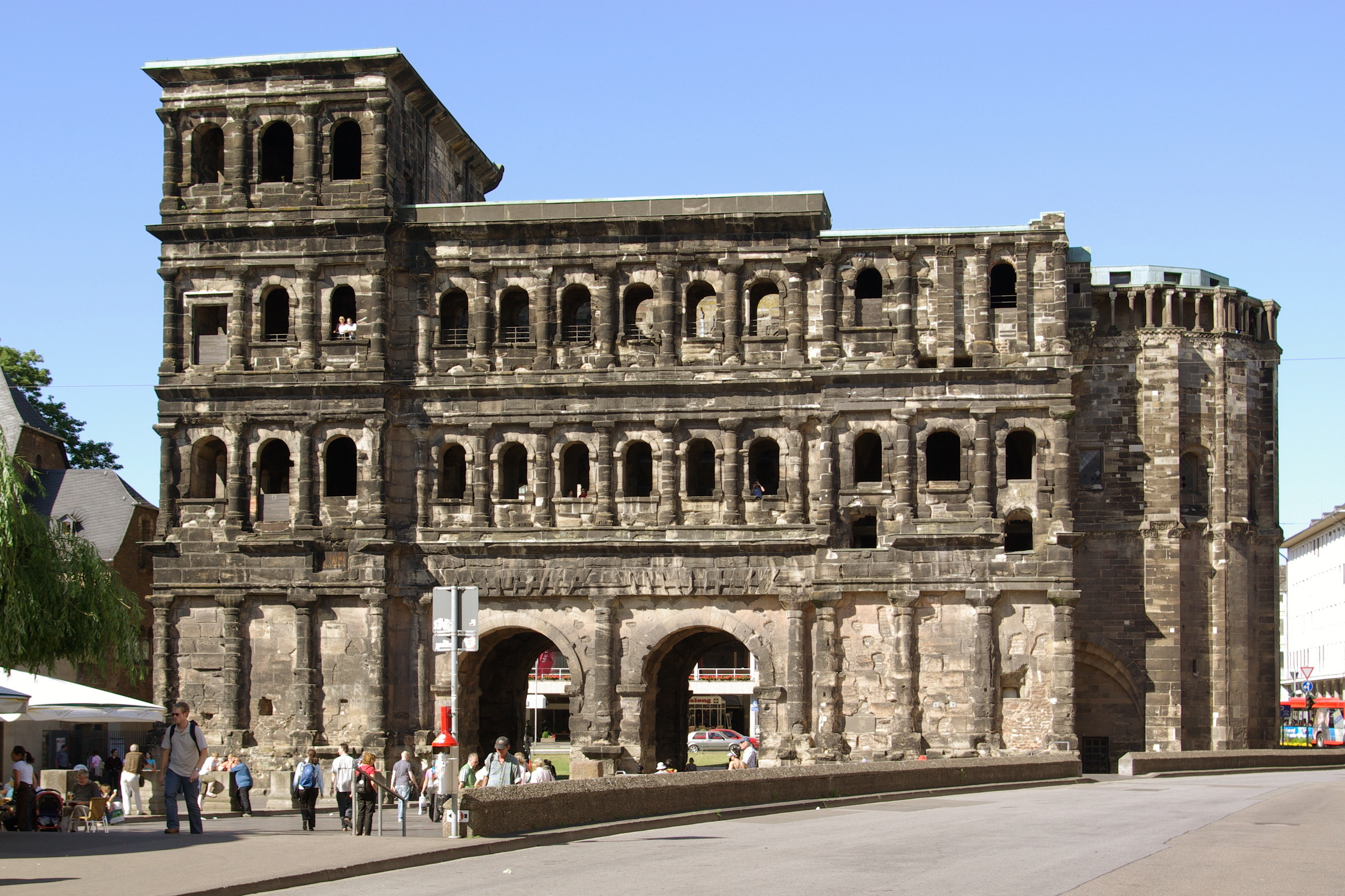
Wahrzeichen der Stadt: die Porta Nigra

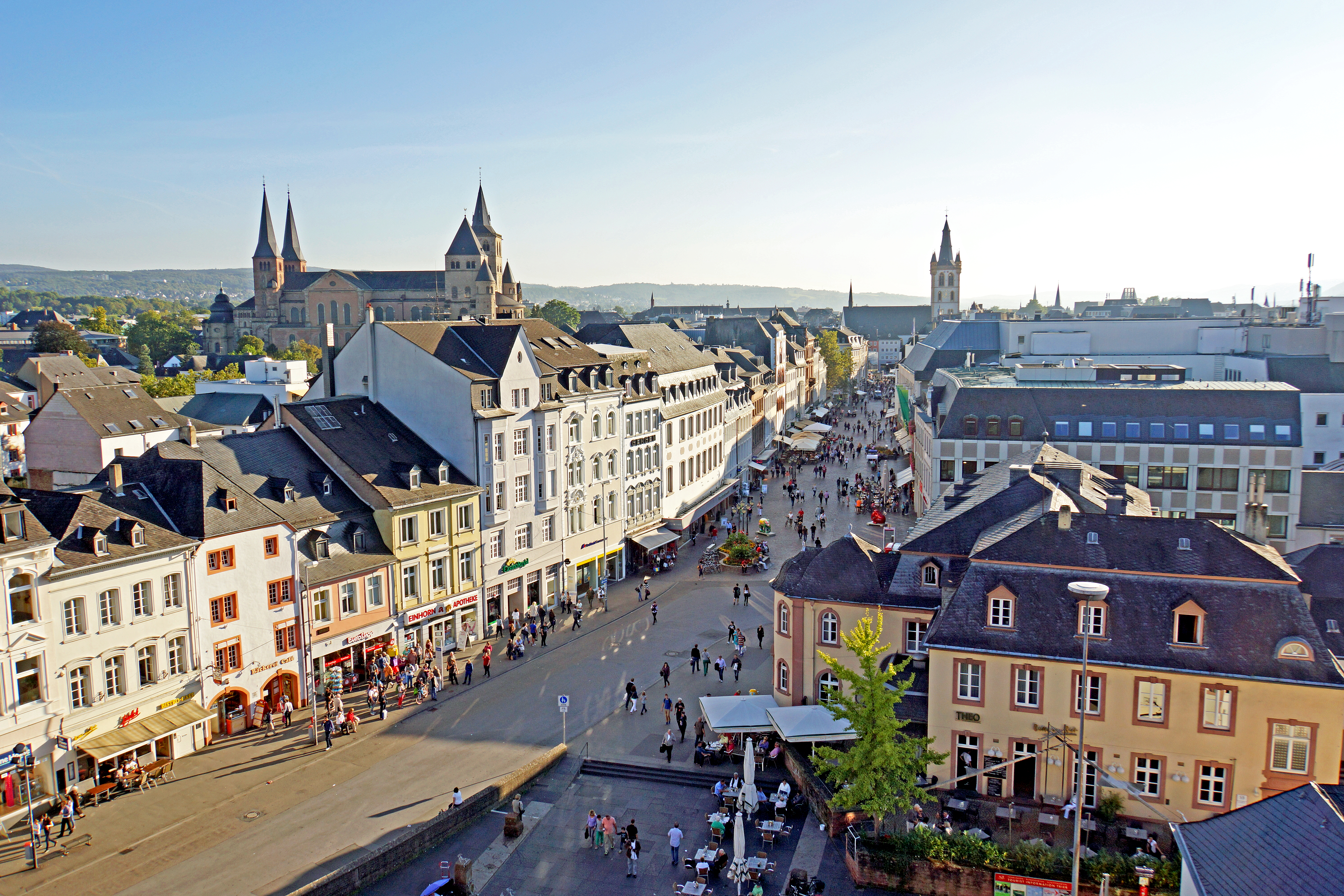
Blick von der Porta Nigra in die Simeonstraße (Gegenperspektive)

Trier (ⓘ, französisch Trèvesⓘ, luxemburgisch Tréierⓘ, lateinisch Augusta Treverorum) ist eine kreisfreie Großstadt an der Mosel und mit 104.342 Einwohnern (31. Dezember 2024) nach Mainz, Ludwigshafen am Rhein und Koblenz die viertgrößte des Landes Rheinland-Pfalz.
Das vor mehr als 2000 Jahren als Augusta Treverorum gegründete Trier gilt als älteste Stadt Deutschlands, da es Stadtrecht bereits in römischer Zeit besaß. Unter dem Namen Treveris erlangte es in der Spätantike, zur Zeit der Römischen Tetrarchie nach 293, seine größte Bedeutung. Es war Residenzstadt eines der vier römischen Kaiser, und der gesamte Nordwesten des Römischen Reichs wurde damals von Trier aus regiert. Im Heiligen Römischen Reich deutscher Nation war Trier seit dem 12. Jahrhundert eine kurfürstliche Residenzstadt (Kurfürst im gleichnamigen Kurfürstentum war jeweils zugleich der Erzbischof von Trier). Trier wurde 1798 Sitz des französischen Département de la Sarre, kam dann zu Preußen (1815 bis 1945) und gehört seit 1946 zum neu gegründeten Land Rheinland-Pfalz.
Triers Baudenkmäler aus römischer Zeit sind seit 1986 UNESCO-Welterbe: das Amphitheater, die Barbarathermen, die Kaiserthermen, die Konstantinbasilika, die Porta Nigra und die Römerbrücke. Zum Welterbe gehören außerdem zwei mittelalterliche Bauten: der im Kern noch aus spätrömischer Zeit stammende, romanische Trierer Dom und die frühgotische Liebfrauenkirche. Darüber hinaus umfasst die Liste der Kulturdenkmäler in Trier Orte, Gebäude und Monumente aus nahezu allen Epochen von der Frühgeschichte bis zum 21. Jahrhundert.
Trier ist Sitz der römisch-katholischen Diözese Trier, des ältesten Bistums nördlich der Alpen, und des evangelischen Kirchenkreises Trier. Die Stadt verfügt über eine Universität, eine Hochschule sowie über zahlreiche Bundes-, Landes- und Kommunalbehörden.

## Geographie

### Geographische Lage
Trier liegt in der Mitte einer Talweitung des mittleren Moseltals mit dem Hauptteil am rechten Ufer des Flusses. Bewaldete und zum Teil mit Weinbergen besetzte Hänge steigen zu den Hochflächen des Hunsrücks im Südosten und der Eifel im Nordwesten an. Die Grenze zum Großherzogtum Luxemburg bei Wasserbillig ist etwa 15 km von der Stadtmitte entfernt. Die nächsten größeren Städte sind
Luxemburg, etwa 50 km westlich,
Saarbrücken, etwa 90 km südlich,
Kaiserslautern, etwa 120 km südöstlich, und
Koblenz, etwa 130 km nordöstlich, von Trier.
„Trierer Schweiz“ ist eine ältere Bezeichnung für das Naherholungs- und Ausflugsgebiet der Stadt Trier links der Mosel. Um 1905 hatte die Trierer Schweiz eine Kapazität von etwa 1800 Gästen, die gleichzeitig in neun Gasthäusern in diesem Bereich hätten bewirtet werden können.
Aufgrund des überwiegend ländlichen Umlands hat Trier ein für seine Größe relativ großes Einzugsgebiet, das sich aus großen Teilen des Moseltals, des unteren Saartals, der Eifel und des Hunsrücks zusammensetzt; siehe auch: Region Trier.
Die Höhenlage von Trier erstreckt sich von 124 m. ü. NHN auf der Mosel kurz vor Schweich bis auf 427 m. ü. NHN auf dem Kuppensteiner Wild bei Trier-Irsch. Die Höhe der Innenstadt, gemessen am Hauptmarkt, beträgt 137 m. ü. NHN.
Auf der rechten Moselseite liegen der Petrisberg, der Allenberg und der Grüneberg, links der Mosel Mohrenkopf, Markusberg, Pulsberg, Kockelsberg, Steigenberg und Zoonenberg. Zuflüsse der Mosel sind von rechts Kobenbach, Aulbach mit Pfahlweiher und Mattheiser Weiher, Olewiger Bach, Aveler Bach, Gruberbach, Meierbach, Ruwer und Kennerbach und von links der Mosel Zewenerbach, Eurenerbach, Irrbach, Sirzenicher Bach mit Gillenbach, Biewerbach, Kyll und Quintbach.
Der größte Teil des Trierer Stadtgebietes gehört zu der naturräumlichen Haupteinheit Moseltal (Nr. 25).
Weitere Teile im Westen gehören zum Gutland (Nr. 26), im Norden zur Osteifel (Nr. 27) und im Osten zum Hunsrück (Nr. 24).

### Stadtgliederung
Das Stadtgebiet von Trier gliedert sich in 18 Gemarkungen und 19 Ortsbezirke. In jedem Ortsbezirk gibt es einen aus 9 bis 15 Mitgliedern bestehenden Ortsbeirat und einen Ortsvorsteher. Die Ortsbeiräte sind zu wichtigen, den Ortsbezirk betreffenden Angelegenheiten anzuhören. Die endgültige Entscheidung über eine Maßnahme obliegt dem Stadtrat. Die Ortsbeiräte können auch im Rahmen eines ihnen zugeteilten Budgets über kleinere Maßnahmen im Ortsbezirk selbstständig entscheiden.
Für die 19 Ortsbezirke gibt es Stadtteilrahmenpläne, die bei der Aufstellung von Bauleitplänen nach dem Baugesetzbuch zu berücksichtigen sind.
Die Ortsbezirke beinhalten insgesamt 28 Stadtbezirke, von denen 10 in ihren Merkmalen identisch mit dem Ortsbezirk sind.
Nach der kleinräumigen Gliederung gehören die Stadtbezirke zu den Planungsbereichen 1 bis 5 (Mitte, Nord, West, Ost und Süd) und sind ihrerseits wieder untergliedert in 100 statistische Bezirke.
Ortsbezirke mit Fläche und Einwohnerzahl (Erst- und Zweitwohnsitz):
| Nr. | Ortsbezirk       | Stadtbezirke                     | Fläche in ha | Einwohner 31. Dez. 2006 | Einwohner 31. Dez. 2013 | Einwohner 31. Dez. 2023 |
| --- | ---------------- | -------------------------------- | ------------ | ----------------------- | ----------------------- | ----------------------- |
| 11  | Mitte/Gartenfeld | Altstadt, Gartenfeld             | 0.294,7      | 12.648                  | 12.256                  | 12.537                  |
| 12  | Nord             | Nells Ländchen, Maximin          | 0.375,6      | 14.256                  | 13.628                  | 15.282                  |
| 13  | Süd              | Barbara, Matthias                | 0.164,8      | 09.409                  | 09.386                  | 09.435                  |
| 21  | Ehrang/Quint     | Ehrang, Quint                    | 2.522,9      | 09.397                  | 09.133                  | 09.175                  |
| 22  | Pfalzel          | Pfalzel                          | 0.238,5      | 03.558                  | 03.543                  | 03.408                  |
| 23  | Biewer           | Biewer                           | 0.515,6      | 01.985                  | 01.860                  | 01.961                  |
| 24  | Ruwer/Eitelsbach | Ruwer, Eitelsbach                | 0.910,3      | 03.142                  | 03.020                  | 02.964                  |
| 31  | West/Pallien     | Pallien, Trier-West              | 0.841,2      | 07.117                  | 07.053                  | 07.466                  |
| 32  | Euren            | Euren                            | 1.271,5      | 04.116                  | 04.271                  | 04.284                  |
| 33  | Zewen            | Zewen                            | 0.783,6      | 03.695                  | 03.564                  | 03.548                  |
| 41  | Olewig           | Olewig                           | 0.305,4      | 03.312                  | 03.076                  | 03.442                  |
| 42  | Kürenz           | Alt-Kürenz, Neu-Kürenz           | 0.584,6      | 08.578                  | 09.567                  | 10.182                  |
| 43  | Tarforst         | Tarforst                         | 0.550,2      | 06.827                  | 06.688                  | 06.470                  |
| 44  | Filsch           | Filsch                           | 0.149,6      | 00.830                  | 00.836                  | 01.881                  |
| 45  | Irsch            | Irsch                            | 0.395,0      | 02.410                  | 02.290                  | 02.250                  |
| 46  | Kernscheid       | Kernscheid                       | 0.381,6      | 00.999                  | 00.936                  | 00.954                  |
| 51  | Feyen/Weismark   | Feyen, Weismark                  | 0.538,3      | 05.845                  | 05.866                  | 07.397                  |
| 52  | Heiligkreuz      | Alt-Heiligkreuz, Neu-Heiligkreuz | 0.203,2      | 06.766                  | 06.676                  | 06.831                  |
| 53  | Mariahof         | Mariahof                         | 0.678,5      | 03.212                  | 03.031                  | 02.994                  |
|     | Stadt Trier      |                                  | 011.705,1    | 108.1020                | 106.6800                | 112.4610                |

### Nachbargemeinden
Die kreisfreie Stadt Trier ist vollständig vom Landkreis Trier-Saarburg umschlossen. In unmittelbarer Nähe, nur wenige Kilometer entfernt, liegen der Eifelkreis Bitburg-Prüm und der Landkreis Bernkastel-Wittlich.
Nachbargemeinden sind im Uhrzeigersinn (beginnend im Norden):
- Schweich, Longuich, Kenn und nochmals Longuich im Bereich der Verbandsgemeinde Schweich an der Römischen Weinstraße
- Mertesdorf, Kasel, Waldrach, Morscheid, Korlingen und Gusterath im Bereich der Verbandsgemeinde Ruwer
- Hockweiler und Franzenheim im Bereich der Verbandsgemeinde Trier-Land
- Konz und Wasserliesch im Bereich der Verbandsgemeinde Konz
- Igel, Trierweiler, Aach, Newel, Kordel und Zemmer im Bereich der Verbandsgemeinde Trier-Land

### Geologie
Im Bereich von Trier trennt die Mosel die Trierer Bucht im Norden vom Rheinischen Schiefergebirge im Süden.
Die Trierer Bucht ist geprägt durch Buntsandstein, Muschelkalk und Keuper des Trias (Erdmittelalter) und das Rheinische Schiefergebirge durch Schiefer des Devon (Erdaltertum).

### Klima
Die Stadt Trier befindet sich in der gemäßigten Klimazone. Die durchschnittliche Jahrestemperatur im Messzeitraum von 1971 bis 2000 betrug 9,8 °C und die mittlere jährliche Niederschlagsmenge 774,2 mm. Im Zeitraum von 1981 bis 2010 lag die Jahresmitteltemperatur bei 9,9 °C und der durchschnittliche Jahresniederschlag bei 781,1 mm.
Von 1991 bis 2020 lag die Jahresmitteltemperatur bei 10,3 °C und der durchschnittliche Jahresniederschlag bei 744,7 mm.
Im Zeitraum von 1961 bis 1990 gab es pro Jahr:
- 17,0 Eistage (Lufttemperatur stets unter 0 °C)
- 73,1 Frosttage (Minimum der Lufttemperatur unter 0 °C)
- 34,5 Sommertage (Tageshöchsttemperatur ab 25 °C)
- 07,1 Heiße Tage (Tageshöchsttemperatur ab 30 °C)

Im Zeitraum von 1991 bis 2020 gab es pro Jahr:
- 11,4 Eistage
- 62,0 Frosttage
- 51,6 Sommertage
- 13,9 Heiße Tage

|                        | Jan  | Feb  | Mär   | Apr   | Mai   | Jun   | Jul   | Aug   | Sep   | Okt  | Nov  | Dez  |   |       |
| Mittl. Temperatur (°C) | 2    | 2,8  | 6,2   | 10    | 13,9  | 17,2  | 19,1  | 18,6  | 14,6  | 10,3 | 5,8  | 2,9  | ⌀ | 10,3  |
|                        |      |      |       |       |       |       |       |       |       |      |      |      |   |       |
| Niederschlag (mm)      | 63,5 | 53   | 51,3  | 44,2  | 66,7  | 66    | 72,4  | 62    | 60,4  | 65,4 | 62,2 | 77,6 | Σ | 744,7 |
|                        |      |      |       |       |       |       |       |       |       |      |      |      |   |       |
| Sonnenstunden (h/d)    | 48,1 | 70,3 | 130,9 | 187,1 | 213,8 | 224,7 | 235,1 | 215,3 | 159,8 | 96,4 | 44,8 | 38,7 | ⌀ | 139,1 |

|  |

|  |

|  |

|  |

|  |

|  |

|  |

|  |

|  |

|  |

|  |

|  |

|  |

|  |

|  |

|  |

|  |

|  |

|  |

|  |

|  |

|  |

|  |

|  |

Die DWD-Station Trier-Petrisberg auf 265 m ü. NHN besteht seit 1941 und misst durchgehend seit 1948. In Trier-Zewen befindet sich seit 2008 eine weitere DWD-Station auf 132 m ü. NHN.
Der lokale Hitzerekord von 40,6 °C (Trier-Petrisberg) ist gleichzeitig der rheinland-pfälzische Hitzerekord und datiert vom 25. Juli 2019.

### Raumplanung
In Rheinland-Pfalz bildet Trier eines der fünf Oberzentren für die Mittelzentren Bernkastel-Kues, Bitburg, Daun, Gerolstein, Hermeskeil, Konz, Neuerburg, Prüm, Saarburg, Traben-Trarbach und Wittlich.
Trier ist Mitgründer des im März 2016 in Rostock gegründeten Deutschen Regiopolen-Netzwerks.
In der Stadt Trier gibt es einen starken Nachfrageüberhang nach Miet- und Eigentumswohnungen: Deutschlandweit gab es in Trier gemäß einer Erhebung des Bundesinstituts für Bau-, Stadt- und Raumforschung (BBSR) zwischen 2005 und 2010 die höchste Mietsteigerung. Der Landkreis Trier-Saarburg liegt bei dem bundesweiten Ranking mit 13,4 Prozent Mietzinssteigerung auf Platz drei. Ursache dieser Entwicklung ist die geographische Nähe Triers zu Luxemburg.

## Geschichte
Trier ist eine von den Römern gegründete Stadt und hieß ursprünglich Augusta Treverorum, als eine Stadt des Kaisers Augustus und der Treverer. Die Treverer waren ein keltischer Stamm, der sich in der Region niedergelassen hatte. In der Spätantike war der Ort sehr bedeutend und hieß Treveris. Von dieser Bezeichnung leitet sich der heutige Ortsname Trier her. Nach der Gründungssage Triers hingegen, die erstmals 1105 in den Gesta Treverorum schriftlich aufgezeichnet wurde, soll Trebeta, der Sohn des Assyrerkönigs Ninus, Trier 1300 Jahre vor der Entstehung Roms gegründet haben.:S. 91. Darauf weist auch die Inschrift aus dem Jahr 1684 am Roten Haus am Trierer Hauptmarkt hin:

### Vorgeschichte

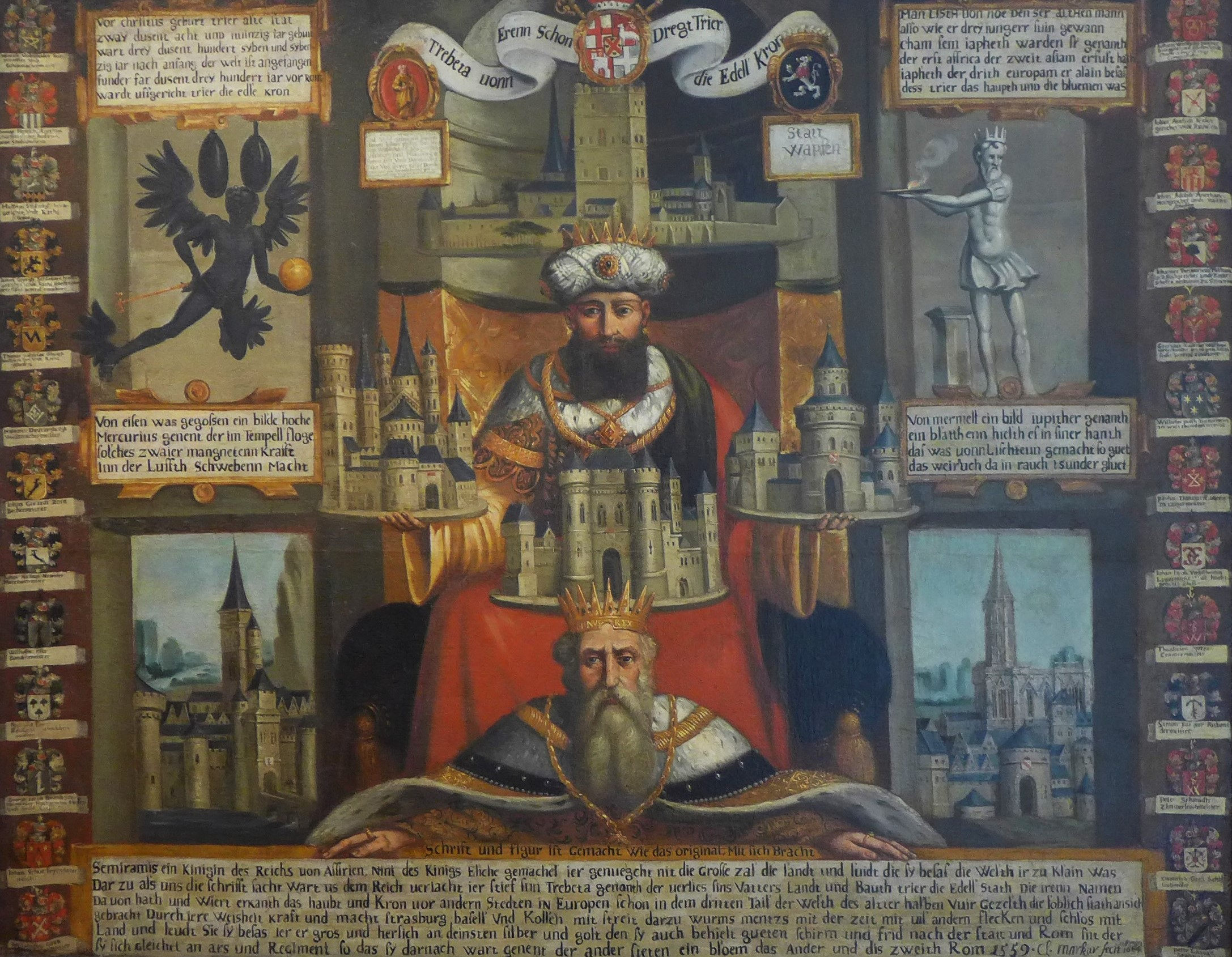
Trebeta als sagenhafter Stadtgründer, Ölgemälde im Trebeta-Saal des Trierer Simeonstiftes

Funde im Stadtgebiet weisen auf kleine bandkeramische Siedlungsstellen aus der älteren Jungsteinzeit als älteste Spuren menschlicher Besiedelung der Trierer Talweite hin. Durch Grab- und Siedlungsfunde lässt sich eine Besiedlung verschiedener Plätze im heutigen Stadtgebiet in den letzten fünf Jahrtausenden v. Chr. nachweisen. In der Spätbronzezeit entwickelte sich aus kleinen besiedelten und bewirtschafteten Rodungsinseln in dichtem Urwald durch langsames Zurückdrängen des Waldes und Ausbau der Land- und Viehwirtschaft eine von immer mehr Einzelgehöften und kleinen Weilern durchzogene Feldlandschaft.:S. 7–8.
Seit den letzten vorchristlichen Jahrhunderten siedelten Angehörige des keltischen Stammes der Treverer auf dem heutigen Stadtgebiet. Vor der Römerzeit war das Trierer Gebiet noch kein Hauptsiedlungsplatz des Stammes, der seine Hauptorte in befestigten Höhensiedlungen hatte. Während der Gallischen Feldzüge des Gaius Iulius Caesar waren die Treverer anfangs mit den Römern verbündet, wechselten aber die Seiten, nachdem die romfeindliche Partei im treverischen Adel die Oberhand gewonnen hatte. Zur Feier der Eroberung Galliens durch die Römer hielten diese im Jahr 50 v. Chr. eine Truppenparade im Grenzgebiet des Treverer-Landes ab. Danach gerieten der Stamm und das Trierer Stadtgebiet immer mehr in den römischen Machtbereich.:S. 8–11.

### Römisches Reich

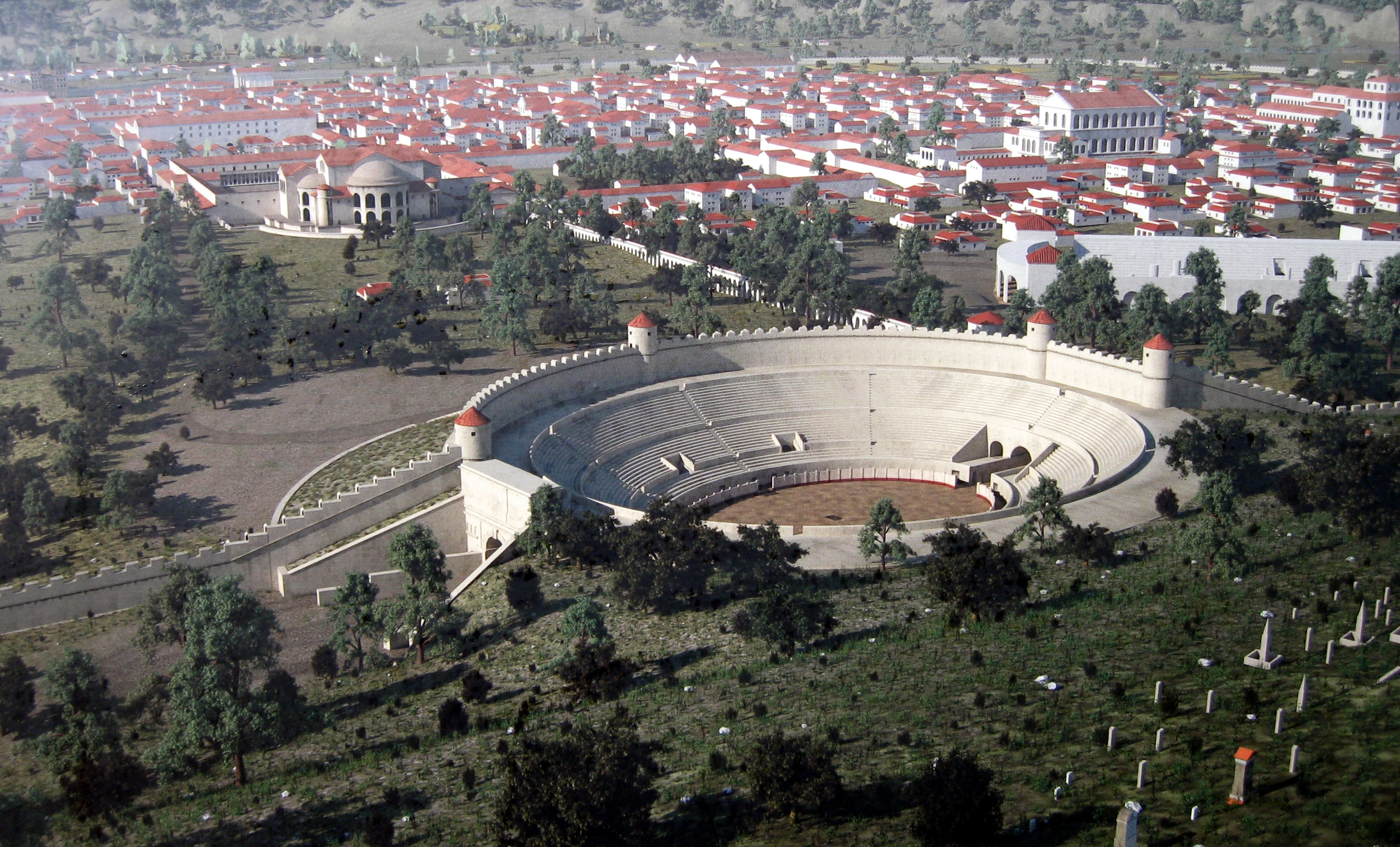
Blick auf die spätantike Stadt (3D-Rekonstruktion)

Zu Füßen eines 30 v. Chr. errichteten, kurzzeitig bestehenden Militärlagers auf dem Petrisberg gründeten die Römer wahrscheinlich 18/17 v. Chr. die Stadt Augusta Treverorum (Stadt des Augustus im Land der Treverer). Unter Kaiser Claudius kam der Zusatz Colonia hinzu – Colonia Augusta Treverorum.:S. 15–17. Zwei Aufstände der in Teilen den Römern weiter misstrauisch eingestellten Treverer wurden 21. n. Chr. und 69/70 n. Chr. niedergeschlagen. Beim letzteren hatten treverische Adlige während des Vierkaiserjahrs den Thronkandidaten Vitellius mit Hilfstruppen unterstützt. Truppen des am Ende siegreichen Kaisers Vespasian besiegten die Treverer endgültig im Jahr 70 n. Chr. auf der Trierer Moselbrücke. Nach dem römischen Historiker Tacitus flohen die Anführer des Aufstandes und viele treverische Ratsherren über den Rhein nach Germanien. Der Widerstand der Treverer gegen die Römer war endgültig gebrochen, ihre Eliten setzten fortan auf Kooperation.:S. 15–17.
Nach der Gründung wuchs Trier schnell zu bedeutender Größe und erlebte vor allem in der langen Friedenszeit des 2. Jahrhunderts einen großen wirtschaftlichen Aufschwung. Vom Reichtum und der großen Bedeutung, die die Stadt bis zum Ende des Jahrhunderts erlangte, zeugen noch heute Bauwerke wie die Barbarathermen, das Amphitheater und die 6,4 Kilometer lange Stadtmauer mit dem erhaltenen nördlichen Stadttor, der Porta Nigra. Politisch erfuhr die Stadt Aufwertung durch den Sitz der Finanzprokuratur für die Provinz Gallia Belgica und später auch die beiden germanischen Provinzen.:S. 19–25.
Frühestens in der zweiten Hälfte des dritten Jahrhunderts wurde Trier Bischofssitz; erster Bischof war Eucharius. In der Reichskrise des 3. Jahrhunderts war Trier ab 260 Teil des kurzlebigen Gallischen Sonderreichs, ab dieser Zeit verlegte der Statthalter der Provinz Belgica seinen Sitz hierher. Von 271 bis 274 residierte der gallo-römische Gegenkaiser Tetricus I. in der Stadt. Im Jahr 275 wurde Trier durch den Alamanneneinfall geplündert und teilweise zerstört.:S. 32–34. Trotzdem nahm die Bedeutung der Stadt weiter zu. Kaiser Probus sicherte die Grenzen gegen die Germanen und förderte durch seine Erlasse die Weinproduktion. Maximian, Mitkaiser im Westen des Reiches, machte Trier zu seiner wichtigsten Residenz.:S. 35. Bis 390 war die nun Treveris genannte Stadt eine der Residenzen der römischen Kaiser im Westen.:S. 46–48.
Unter der Herrschaft Konstantins des Großen (306–337) wurde die Stadt ausgebaut und Gebäude wie die Palastaula (die heutige Konstantinbasilika) und die Kaiserthermen errichtet.:S. 39–41. 326 wurden Teile der privaten Wohnpaläste der kaiserlichen Familie zu einer großen Doppelbasilika verändert und erweitert, deren Reste heute noch zum Teil im Bereich des Doms und der Liebfrauenkirche erkennbar sind. Ab 318 war Trier Sitz der Dioecesis Galliae und Residenzstadt des gallischen Prätorianerpräfekten, der zu den mächtigsten Beamten des Reiches gehörte. 328 bis 340 residierte Kaiser Konstantin II. dort. Von 367 bis 390 war Trier unter Valentinian I., Gratian, Magnus Maximus und Valentinian II. erneut Regierungssitz des Römischen Reiches und gleichzeitig mit nach realistischen Schätzungen bis zu 40.000 Einwohnern die größte Stadt nördlich der Alpen.:S. 46–48, 53. 407, kurz nach dem Einfall der Vandalen, Alanen und Sueben in Gallien (Rheinübergang von 406), wurde das Residenz- und Verwaltungszentrum Galliens nach Arelate (heute Arles) an die Rhone verlegt. Im 5. Jahrhundert wurde Trier wiederholt, vermutlich um 413 und 421, von den Franken sowie 451 von den Hunnen unter Attila erobert.
Rheinische Franken bemächtigten sich um 455 der Metropole, verloren sie aber wenige Jahre später wieder. Um 475 wurde die Stadt, die zwischenzeitlich von Arbogast dem Jüngeren verwaltet wurde, endgültig von den Franken eingenommen.
| Staat                       | Untereinheit                            | Zeitraum      |
| --------------------------- | --------------------------------------- | ------------- |
| Römisches Reich             | Belgica                                 | −16 bis 260   |
| Gallisches Sonderreich      |                                         | 260 bis 274   |
| Römisches Reich             | Belgica, Belgica Prima                  | 274 bis 475   |
| Reich der Rheinfranken      |                                         | 475 bis 509   |
| Fränkisches Reich           | Bistum Trier                            | 509 bis 840   |
| Lotharingien                | Erzstift Trier                          | 840 bis 870   |
| Ostfrankenreich             | Erzstift Trier                          | 870 bis 911   |
| Westfrankenreich            | Erzstift Trier                          | 911 bis 923   |
| Heiliges Römisches Reich    | Erzstift Trier (ab 1794: Franzosenzeit) | 923 bis 1797  |
| Frankreich                  | Saardepartement                         | 1797 bis 1814 |
| Königreich Preußen          | Provinz Großherzogtum Niederrhein       | 1815 bis 1822 |
| Königreich Preußen          | Rheinprovinz                            | 1822 bis 1871 |
| Deutsches Reich             | Rheinprovinz                            | 1871 bis 1945 |
| Französische Besatzungszone | Rheinland-Pfalz (ab 1946)               | 1945 bis 1949 |
| Deutschland                 | Rheinland-Pfalz                         | seit 1949     |

### Mittelalter

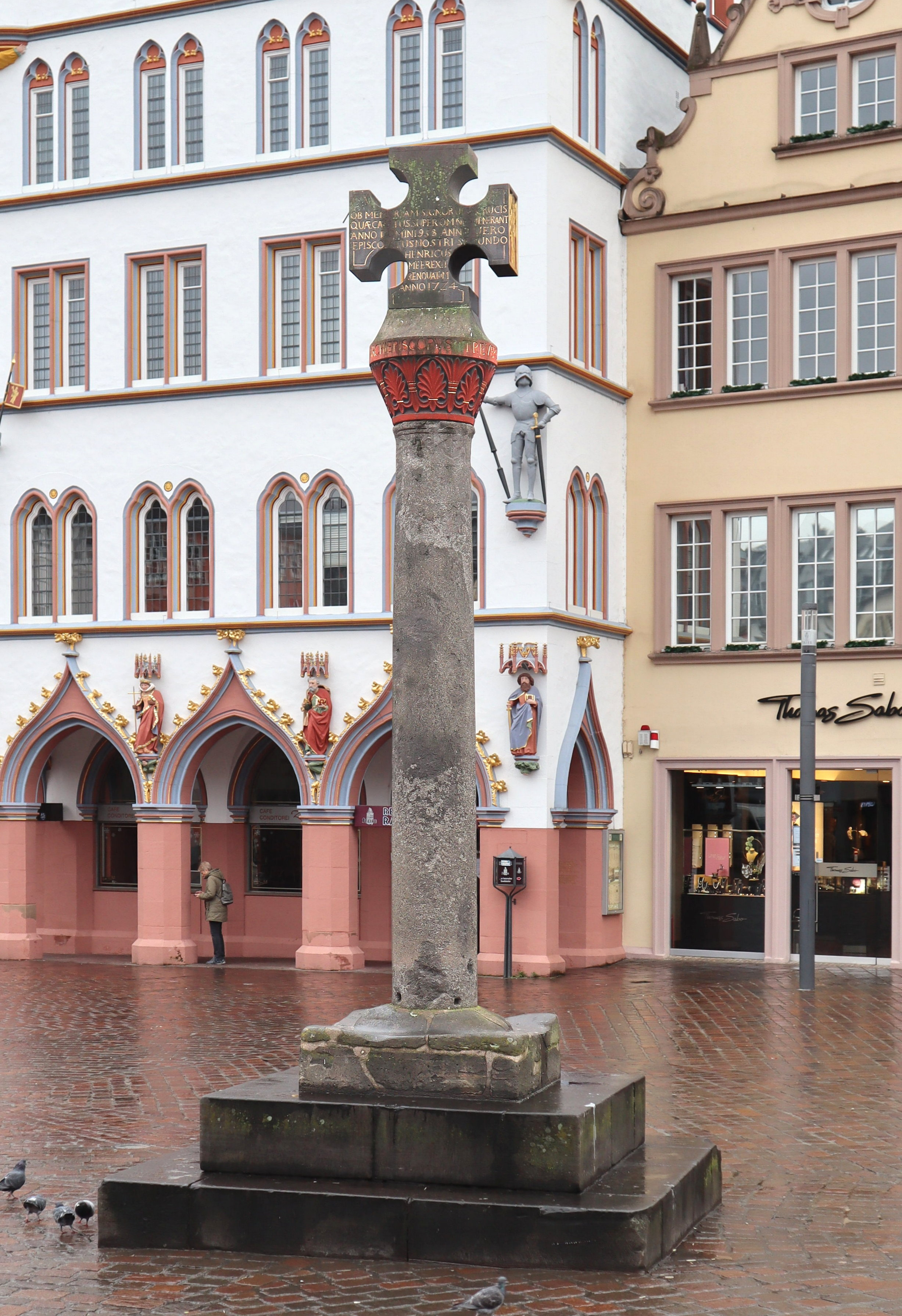
Trierer Marktkreuz

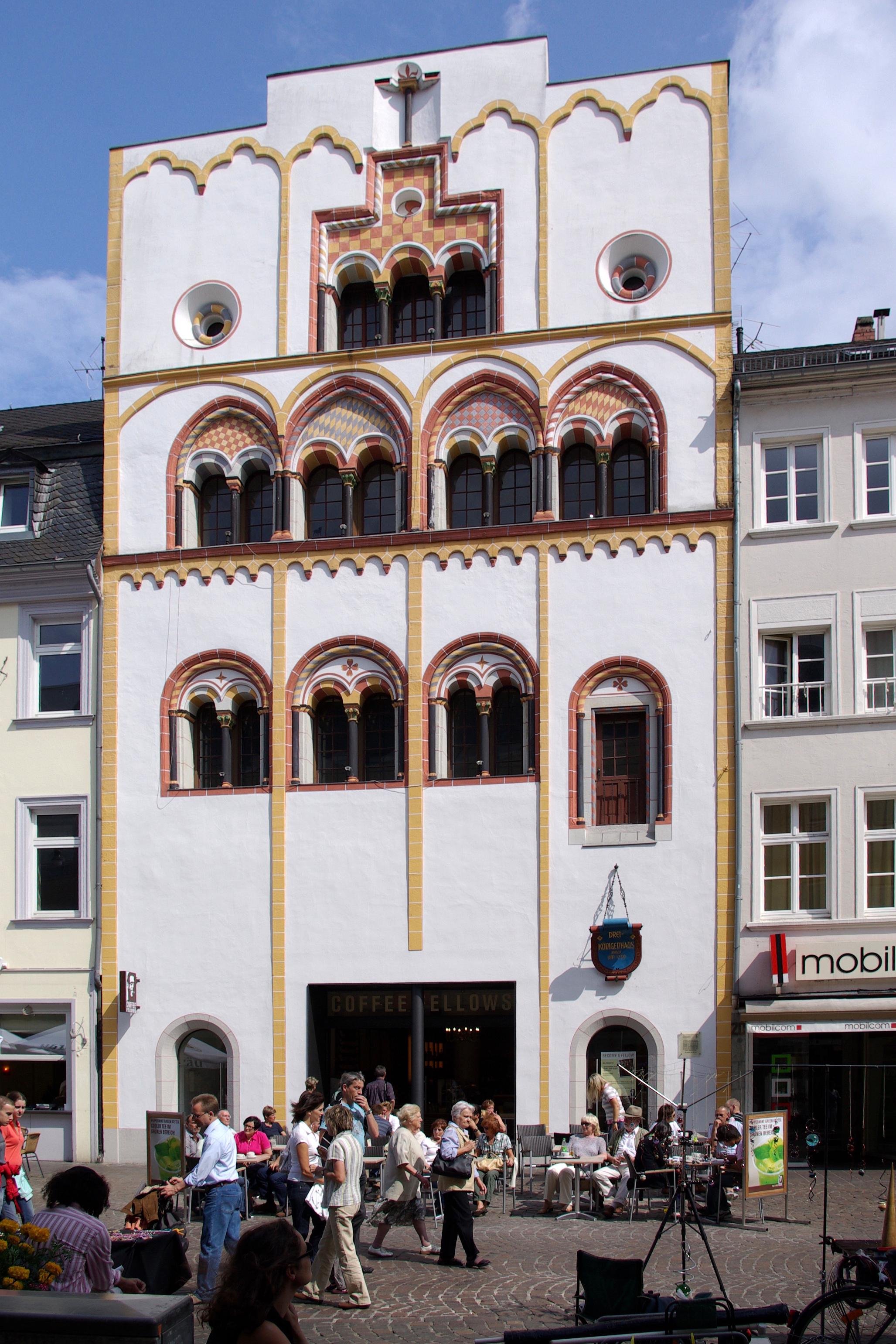
Dreikönigenhaus

Ende des 5. Jahrhunderts kam Trier unter die Herrschaft der Franken unter König Chlodwig. Die fränkischen Gaugrafen nahmen ihren Sitz in den Nebengebäuden der Konstantinbasilika, die vermutlich bereits Ruine war, und verwalteten von dort aus das umfangreiche Königsgut in Trier und Umgebung. Die antike Palastaula bauten sie zur Königspfalz (Palatium) und Festung aus, die Fenster wurden zugemauert, Zinnen aufgesetzt, die Apsis wurde zum Heidenturm umgestaltet.
Im Jahr 882 wurde Trier bei einem Raubzug der Wikinger erobert und nahezu vollständig zerstört. 892 suchten die Wikinger Trier ein zweites Mal heim und plünderten es erneut. Durch den Vertrag von Verdun Lothringen zugeschlagen, wurde es unter Heinrich I. 925 dem Ostfrankenreich einverleibt. Zunächst verwalteten die Grafen des Triergaus die Stadt; 902 schenkte König Ludwig das Kind dem Erzbischof Radbod wesentliche Hoheitsrechte sowie die Einnahmen der königlichen Pfalz. Die politischen und wirtschaftlichen Verhältnisse stabilisierten sich im folgenden Jahrhundert.:S. 71. Der Wohnsitz der Erzbischöfe war der Bischofshof innerhalb der Domimmunität, angrenzend an die Liebfrauenkirche; erst 1197 wurde das Palatium als bischöfliche Residenz genannt; zuvor war es nur als Fluchtburg genutzt worden wegen der besonderen Stärke und Festigkeit des antiken Mauerwerks. Dies und der seit der zweiten Hälfte des 10. Jahrhunderts behauptete Status Triers als Roma secunda dürften zu dem Umzug geführt haben. Das Palatium wurde über die Jahrhunderte zum Nieder- und Hochschloss und schließlich zum Kurfürstlichen Palais erweitert.
Anfangs machte die Reichsabtei St. Maximin nördlich der antiken Stadtmauern den Bischöfen große Konkurrenz um den Einfluss auf die Stadt. Vor den Mauern der Abtei entwickelte sich eine weitere Siedlung. Im bischöflichen Kern der Stadt sicherte Erzbischof Heinrich I. (956-964), ein Verwandter Kaiser Ottos I., den Markt vor der Domimmunität rechtlich ab, was durch die Errichtung des Marktkreuzes zum Ausdruck kam.:S. 72–73. Nachdem Ende des 10. Jahrhunderts zunächst der Dombering befestigt worden war, wurde im 12. und 13. Jahrhundert eine Stadtmauer errichtet. Der Gürtel, der in etwa dem heutigen Alleenring entspricht, umfasste eine Fläche von etwa 138 Hektar. Die damals als Kirche ausgebaute Porta Nigra war Teil der Befestigung, aber kein Tor. Ebenfalls einbezogen wurden die Ruinen der Kaiserthermen.
Im Winter 1147/48 verbrachte Papst Eugen III. samt seiner Kurie drei Monate in der Stadt. Wahrscheinlich im Zuge des Papstbesuchs entstand das erste Stadtsiegel, eines der ältesten in Europa. Mit dem Siegel wurde 1149 ein Zollvertrag mit der Stadt Köln beglaubigt. Im Jahr 1197 erhielt Erzbischof Johann I. die weltliche Gerichtsbarkeit in Trier von den bisherigen Vögten des Erzstifts, den Pfalzgrafen bei Rhein.:S. 84–88.
Im Bemühen der Stadt um Unabhängigkeit vom Erzbischof bzw. Reichsunmittelbarkeit erhielt sie 1212 von Kaiser Otto IV. einen Freibrief, den Konrad IV. erneuerte. 1309 musste Trier jedoch erneut die Gerichtsbarkeit des Erzbischofs anerkennen, damals des bedeutenden Balduin von Luxemburg, was Kaiser Karl IV. 1364 erneut bestätigte. Im 14. Jahrhundert kämpfte die Stadt lange um ihre Selbstverwaltung und um die Einführung einer Ratsverfassung. Sie erreichte die Trennung der Gemeindeverwaltung von der kurfürstlichen Gerichtsbarkeit. Im 15. Jahrhundert erließ der Rat Münzordnungen und zog auch die Niedere Gerichtsbarkeit an sich. An der Stadtspitze stand ein Schöffengericht, das 1443 von Erzbischof Jakob I. von Sierck durch Einsetzung zweier Bürgermeister ergänzt wurde.
Im Jahr 1473 kamen Kaiser Friedrich III. und Herzog Karl der Kühne von Burgund in Trier zusammen, um über die Eheschließung ihrer Kinder Maria von Burgund und Maximilian von Österreich zu verhandeln.:S. 110. Im selben Jahr wurde in Trier eine Universität gestiftet, die 1797 unter Napoleon aufgehoben wurde.

### Neuzeit bis nach dem Ersten Weltkrieg

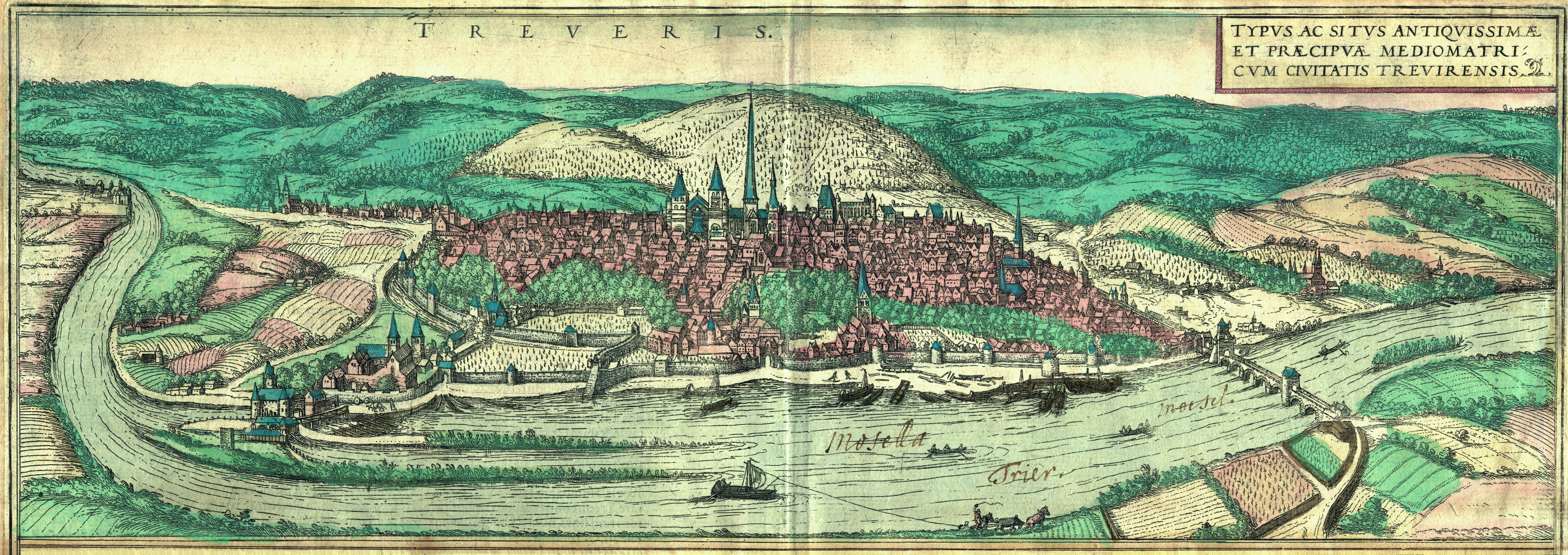
Stadtansicht von Trier von Georg Braun und Frans Hogenberg, 1572

1512 fand in Trier ein Reichstag statt, auf dem die Einteilung der Reichskreise endgültig festgelegt wurde. Im Jahr 1522 versuchte der Reichsritter Franz von Sickingen im Ritterkrieg vergeblich, das Erzstift Trier im Sinne der Reformation zu säkularisieren. Er belagerte im September 1522 mehrere Tage lang Trier. Seine Artillerie beschoss das Stadtgebiet – unter anderem von der Berghöhe, die später den Namen „Franzensknüppchen“ erhielt. Weil die Befestigungen der Stadt zu stark waren, zog Sickingens Heer nach wenigen Tagen wieder ab.
Im Jahr 1559 versuchte Caspar Olevian, ein Schüler von Johannes Calvin, die Reformation in Trier durchzusetzen. Seine Predigten überzeugten vor allem viele Mitglieder der Weber-, Schneider- und Schmiedezunft. Kurfürst Johann von der Leyen brachte aber eine Mehrheit des Stadtrats hinter sich, untersagte der Stadt das Recht zur Reformation und ließ Olevian verhaften. Nach Zahlung eines Bußgeldes durfte er Trier verlassen, alle konvertierten Bürger, die nicht zum katholischen Glauben zurückkehren wollten, mussten ihm folgen. Zur Sicherung des katholischen Einflusses holte von der Leyen 1560 die Jesuiten in die Stadt.:S. 111–112.
Der jahrhundertelange Kampf der Bürgerschaft gegen die Trierer Kurfürsten mit dem Ziel, den Status einer Freien Reichsstadt zu erlangen, wurde im Zuge der Gegenreformation unter dem Kurfürsten Jakob III. von Eltz endgültig zugunsten des Erzstifts Trier entschieden. Zuerst ließ er im sogenannten „Bohnenkrieg“ 1568 die Stadt durch eine Blockade vom Geschäftsverkehr abschneiden, wie es schon manche Amtsvorgänger getan hatten. 1580 erwirkte er eine Verfügung Kaiser Rudolfs II., wonach Trier der Landeshoheit des Kurfürsten bedingungslos unterstellt sei. Der Stadtschlüssel musste ihm übergeben werden und die neue Stadtverfassung (Constitutio Eltziana) setzte einen kurfürstlichen Statthalter an die Spitze der bisher selbstverwalteten Stadt. Bis zum Ende des Alten Reichs blieb die Stadt geistliches Zentrum und (Neben-)Residenz des nach ihr benannten Kurstaats.
Ende des 16. Jahrhunderts eskalierten die Hexenverfolgungen in Kurtrier und dem angrenzenden Luxemburg. Zwischen 1580 und 1596 wurden hunderte Frauen und Männer sowie einzelne Kinder zum Tode verurteilt und hingerichtet. 1589 fiel der Trierer Schultheiß und Universitätsrektor Dietrich Flade, der vorher als Hexenrichter zahlreiche Prozesse geleitet hatte, selbst einem solchen zum Opfer. Nachdem zahlreiche Skandale in der Prozessführung aufgedeckt wurden, kam es 1596 zu einem vorläufigen Ende der Hexenprozesse. Der den Prozessen gegenüber kritisch eingestellte Jesuit und Autor der Cautio Criminalis, Friedrich Spee, kam 1633 nach Trier. Mit durch den Einfluss seines Werks wurden Verfahren gegen angebliche Hexen in Kurtrier im Jahr 1652 endgültig verboten.:S. 121–122.

#### Bedeutungsverlust durch Kriege
Unter Kurfürst Philipp Christoph von Sötern verlagerte sich die Residenz der Kurfürst-Erzbischöfe zunehmend nach Koblenz-Ehrenbreitstein, wo Sötern 1626–1632 das Schloss Philippsburg im Schutz der Festung Ehrenbreitstein erbauen ließ. Obwohl der Renaissancebau des Trierer Kurfürstlichen Palais ebenfalls gerade erst vollendet war, wurde Koblenz fortan die wichtigere Residenzstadt. Während der militärischen Auseinandersetzungen an der Westgrenze des Reiches suchten die Kurfürsten dort häufig Schutz. Durch häufige militärische Besetzungen verarmte die Stadt zusehends. Wirtschaftlich florierte lediglich der Export von Textilien und der Handel mit Holz, Getreide und Wein, während das Handwerk als wichtigstes städtisches Gewerbe stagnierte.:S. 115–120.
Die Machtpolitik Kurfürst Philipp Christophs zog die Stadt in den Dreißigjährigen Krieg hinein. Die Stadt suchte den Schutz des Kaisers und der spanischen Regierung in Luxemburg gegen den Machtanspruch und die finanziellen Forderungen des Kurfürsten. Zur Durchsetzung seiner Macht rief der Kurfürst im Jahr 1630 Truppen der Katholischen Liga zu Hilfe. Als Trier diesen den Einzug verweigerte, ließ Kurfürst Sötern die Stadt belagern. Spanische Truppen aus Luxemburg kamen der Stadt zu Hilfe, vertrieben die Ligatruppen und ließen eine Besatzung zurück. Die Präsenz der Spanier und das Vorrücken der protestantischen Schweden in Deutschland bewegten Sötern, das nahegelegene Frankreich um Unterstützung zu bitten, zu dem er wie seine Vorgänger gute Beziehungen pflegte. 1632 rückten französische Truppen an, zwangen die spanische Besatzung zur Kapitulation und übergaben Trier wieder der Kontrolle des Kurfürsten. Die offene Gegnerschaft zu den Spaniern wurde ihm drei Jahre später zum Verhängnis. Im März 1635 wurde die französische Besatzung der Stadt überraschend von spanischen Truppen unter dem Luxemburger Gouverneur Graf Emden angegriffen und überwältigt. Philipp Christoph von Sötern wurde festgenommen und blieb zehn Jahre in Gefangenschaft des Kaisers. Die Herrschaft über Kurtrier wurde dem Domkapitel übertragen. Söterns Gefangennahme diente Frankreich als Vorwand für den direkten Kriegseintritt, womit gleichzeitig der Französisch-Spanische Krieg begann. Erst 1645 wurde der Trierer Kurfürst als französische Vorbedingung zum Westfälischen Frieden freigelassen. Er nahm weiter für Frankreich Partei und ließ das noch immer spanisch besetzte Trier am 18. November 1645 durch den französischen General Turenne zurückerobern. Vier Jahre später scheiterte Söterns Versuch, durch die eigenmächtige Berufung eines Koadjutors seine Nachfolge zu regeln. Das Domkapitel warb Truppen an, die Trier eroberten, und wählte 1650 Karl Kaspar von der Leyen zum Koadjutor und Nachfolger des Kurfürsten.:S. 15–20.

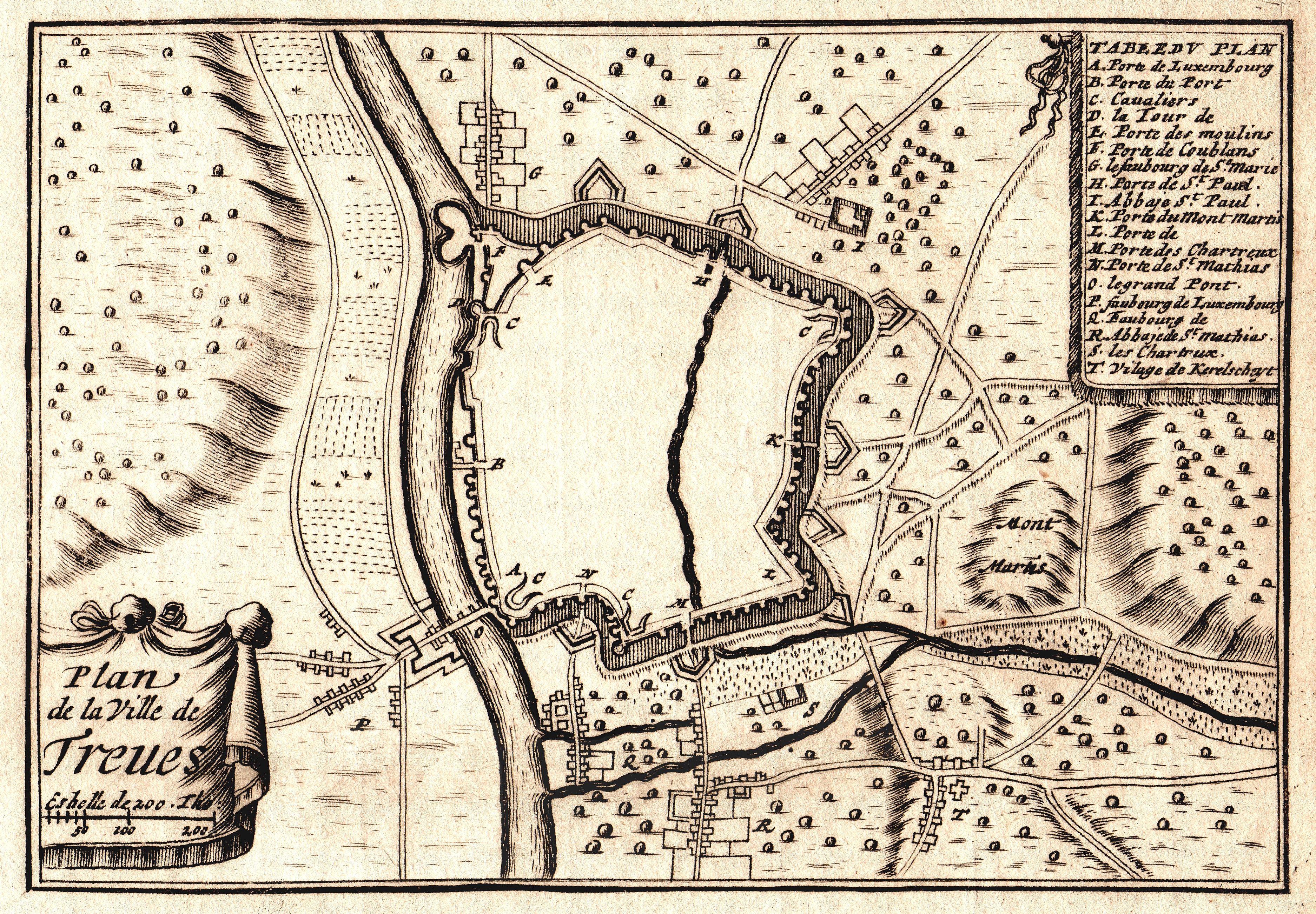
Befestigungsplan von Trier, Kupferstich von Sébastien de Beaulieu, etwa 1680

Während des Holländischen Krieges, zwischen dem französischen König Ludwig XIV. und den Vereinigten Niederlanden, bemühte sich der Trierer Kurfürst Karl Kaspar von der Leyen erfolglos um Neutralität. Nach einmonatiger Belagerung nahmen französische Truppen die Stadt am 8. September 1673 ein. Der neue französische Stadtkommandant, Graf Pierre de Vignory, ließ Trier befestigen und ordnete dazu an, das Vorfeld der Mauern niederzulegen, um Angreifern keine Deckung zu bieten. Vor den Mauern wurden alle Wohn- und Wirtschaftsgebäude und die Klöster und Stifte (Reichsabtei St. Maximin, Stift St. Paulin, Kloster St. Alban, Kloster St. Barbara, Kloster Löwenbrücken) mit Ausnahme der weiter entfernt gelegenen Benediktinerabtei St. Matthias abgerissen. Vignorys Nachfolger, Marschall Créquy, ordnete zusätzlich den Abriss des Klosters St. Marien, der Barbarathermen und der Marienkirche an der Römerbrücke an; sogar die Obstbäume der Klöster wurden gefällt. Nach der Schlacht an der Konzer Brücke im August 1675 gelang es, die Stadt von den französischen Truppen zu befreien.:S. 26–27. Erneute französische Besetzungen der Stadt folgten 1684 (Reunionskrieg), 1688–1698 (Pfälzischer Erbfolgekrieg) sowie 1702 bis 1704 und 1705 bis 1714 (Spanischer Erbfolgekrieg). Zeitweise entsprach die Zahl der Besatzungstruppen der damaligen Bevölkerungszahl von rund 4000 Köpfen. Erst gegen Ende des 18. Jahrhunderts war die Bevölkerungszahl wieder auf etwa 8000 Menschen angewachsen.

#### Ende der alten Ordnung
Unter dem letzten Kurfürsten Clemens Wenzeslaus von Sachsen zog der kurfürstliche Hof mit dem Stiftsadel endgültig nach Koblenz um. Der Kurfürst hielt sich in seiner von 1768 bis 1794 dauernden Regentschaft nur drei Mal in Trier auf. Unter dem Einfluss der Aufklärung schränkte er 1784 das Wallfahrtswesen im Erzbistum ein und verbot Prozessionen, die mehr als eine Stunde dauerten. Für die Stadt bedeutete das größere Einnahmeeinbußen, aber nach dem Aufkommen von Widerstand und Unruhe in der Bevölkerung hob der Kurfürst das Verbot 1790 wieder auf.:S. 115–120.
Während des Ersten Koalitionskrieges war Trier im Sommer 1792 Etappenquartier der gegen Frankreich ziehenden preußisch-hessischen Invasionsarmee. Nach deren Niederlage während der Kanonade von Valmy wurde die Stadt im Herbst 1792 ihrerseits zum Angriffsziel französischer Revolutionstruppen. Der österreichische Generalmajor Anton Joseph von Brentano-Cimaroli verteidigte das Trierer Land jedoch erfolgreich. Zwei Jahre später, einen Tag nach der Niederlage gegen den französischen General Jean René Moreaux, in der Schlacht an den Pellinger Schanzen (8. August 1794), fiel Trier allerdings dauerhaft an die Franzosen.:S. 125. Im Frieden von Campo Formio (1797) erkannte Kaiser Franz II. den Rhein als Ostgrenze Frankreichs an (völkerrechtlich bestätigt 1801 im Frieden von Lunéville). Trier wurde Hauptstadt des Département de la Sarre.
Nach der Unterdrückung während der Besatzungszeit seit 1794 folgte nun eine Phase des inneren Friedens und wirtschaftlichen Aufschwungs. Die Bewohner Triers erhielten die französische Staatsbürgerschaft und alle damit verbundenen Rechte. Die Stadt profitierte vom direkten Zugang zu den französischen Märkten und wurde Sitz wichtiger Justiz- und Verwaltungsbehörden wie dem Appellationsgericht Trier als oberstes Gericht für die vier linksrheinischen Départements Sarre, Mont-Tonnerre, Rhin-et-Moselle und Roer.:S. 126–127. Fast alle der zahlreichen Klöster und Stifte der Stadt wurden unter französischer Herrschaft aufgehoben. Einige davon wurden unmittelbar oder in den nächsten Jahrzehnten abgerissen, ein Teil durch neue Nutzungen wie die Umwidmung zur Pfarrkirche bei St. Matthias und St. Paulin gerettet.:S. 132.

#### Preußische Zeit

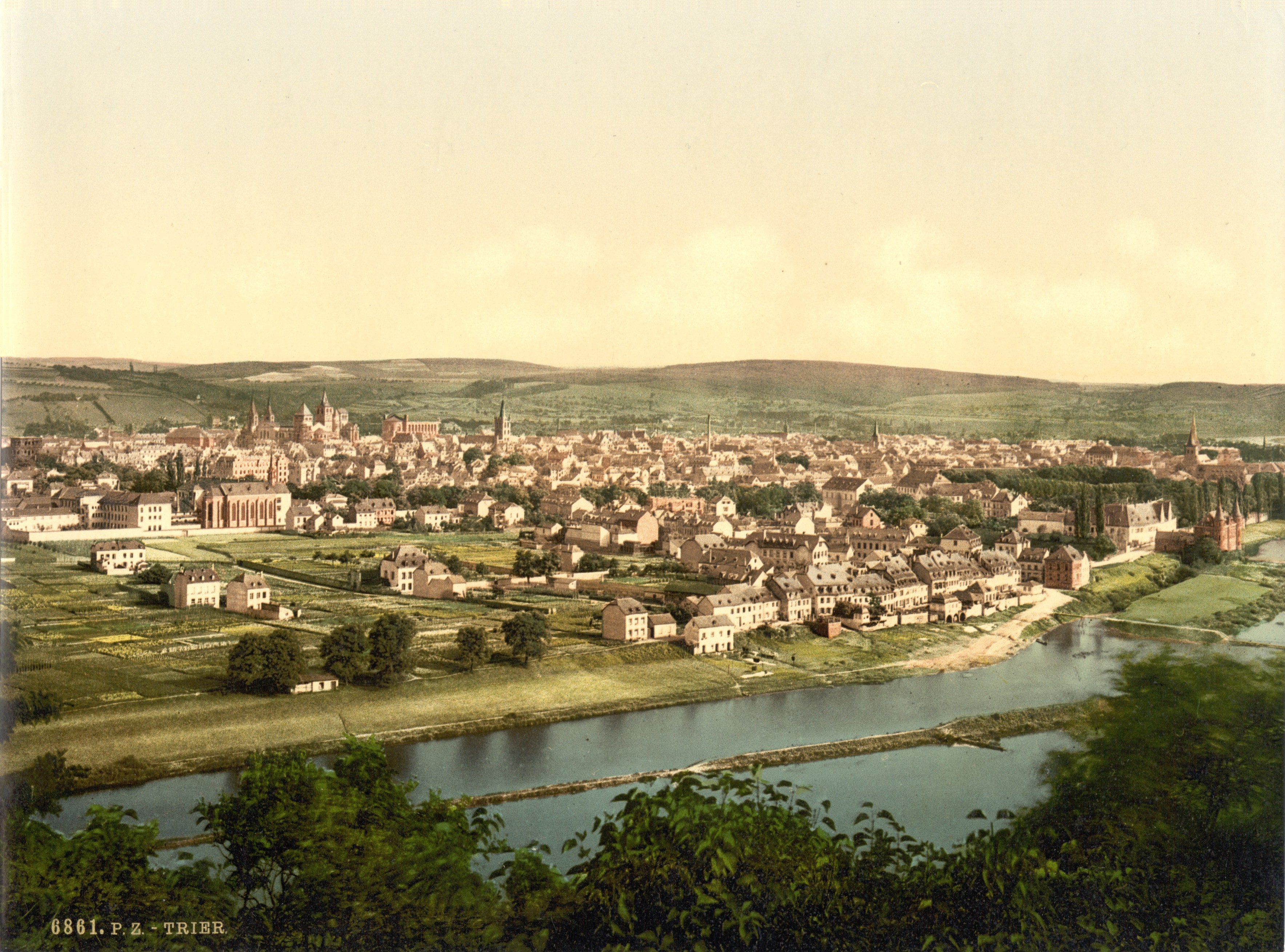
Photochromdruck von Trier im Jahr 1895

Im Zuge der Befreiungskriege wurde Trier am 6. Januar 1814 von preußischen Truppen eingenommen. Seit dem Wiener Kongress 1815 gehörte Trier zu Preußen. Die Stadt verlor 1819 den Sitz des Appellationsgerichtshofs an Köln, wurde aber Sitz des Regierungsbezirks Trier, des Stadtkreises Trier mit der Bürgermeisterei Trier und des Landkreises Trier. Die tiefkatholische Stadtbevölkerung und die protestantischen Herrscher standen sich noch über Jahrzehnte mit wenigen Sympathien gegenüber.:S. 133–134.
Wirtschaftlich litt die Stadt unter der erneuten Randlage und dem Verlust Frankreichs als Absatzmarkt. Die erfolgreiche Porzellanmanufaktur aus französischer Zeit musste deshalb in den 1820er Jahren schließen. Preußen erhob außerdem in seinen neu erworbenen Gebieten hohe Steuern zur Finanzierung seiner vorherigen Kriegskosten. 1820 wurde die „Mahl- und Schlachtsteuer“ auf alle nach Trier eingeführten Mehl- und Metzgerprodukte eingeführt, worunter vor allem die unteren Bevölkerungsschichten litten. Erhoben wurde sie über Kontrollen an den Stadttoren. 1875 fiel die unbeliebte Steuer weg, wodurch die alten Stadtmauern ihre Bedeutung verloren und kurz darauf zum Abriss freigegeben wurden. Dadurch konnte Trier über seine mittelalterliche Stadtgrenzen hinauswachsen.:S. 133–134.
Nach der Reichsgründung 1871 war auch Trier Schauplatz des eskalierenden Kulturkampfs zwischen Katholizismus und dem Reich unter Reichskanzler Otto von Bismarck. Der Trierer Bischof Matthias Eberhard und viele ihm untergebene Geistliche leisteten passiven Widerstand gegen Gesetze, die den Einfluss der Kirche auf Politik oder Schulwesen stark einschränken sollten. Eberhard saß deshalb 1874 eine Gefängnisstrafe ab. In der gleichen Zeit entwickelte sich langsam ein wirtschaftlicher Aufschwung durch den Anschluss an die Eisenbahn und die vergrößerten Absatzmöglichkeiten durch die Annexion Elsaß-Lothringens und die Zollunion mit Luxemburg. Eine größere Eisenindustrie entstand mit der Quinter Hütte oder dem Trierer Walzwerk, die Bauwirtschaft florierte durch zahlreiche repräsentative Neubauten, aber auch Brauereien und der Weinbau profitierten vom Aufschwung.:S. 142–147.
Nach dem Ersten Weltkrieg mussten sich alle deutschen Truppen hinter den Rhein zurückzuziehen, wie es im Waffenstillstand von Compiègne vom 11. November 1918 vereinbart worden war. An ihre Stelle traten zunächst Soldaten der 3. US-Armee, die am 1. Dezember 1918 in Trier einzogen und die Stadt besetzten. Die amerikanischen Truppen wurden im Sommer 1919 von der französischen Armee abgelöst, die bis 1930 als Besatzungsarmee in Trier blieb. Nach dem Abzug der französischen Besatzer lag Trier in den Folgejahren in der entmilitarisierten Zone.

### Nationalsozialismus und Zweiter Weltkrieg
Erst in der Wirtschaftskrise Anfang der 1930er Jahre entwickelte sich eine stärkere Anhängerschaft der NSDAP in der Hochburg des katholischen Zentrums. Nach der Ernennung Adolf Hitlers zum Reichskanzler gelang den Nationalsozialisten aber auch in Trier eine reibungslose Machtübernahme, da der deutsche Katholizismus sich infolge des Reichskonkordats mit den politischen Verhältnissen arrangierte. Der Oberbürgermeister Heinrich Weitz blieb zunächst im Amt, wurde aber politisch kaltgestellt, während Gauleiter Gustav Simon als tatsächlicher Machthaber ankündigte, „aus dem schwarzen Trier ein Bollwerk des nationalsozialistischen Staates zu machen“.:S. 156–157.
Ab März 1933 organisierten die Nationalsozialisten Boykottmaßnahmen gegen jüdische Geschäfte. Juden wurden aus dem Staatsdienst entlassen, verloren ihre politischen Rechte und wurden immer weiter vom öffentlichen Leben ausgeschlossen. In Trier verbot man ihnen ab Sommer 1935 den Schwimmbadbesuch. Die Verfolgungen intensivierten sich in der Reichspogromnacht 1938. Zahlreiche Wohnungen und Geschäfte jüdischer Menschen wurden zerstört, die Synagoge in der Zuckerbergstraße geschändet (1944 wurde sie bei einem Bombenangriff völlig zerstört). Anschließend zwang man die Juden in der Arisierung zum Verkauf ihrer Geschäfte weit unter Wert und beschlagnahmte bis 1941 ihren verbliebenen Besitz. Ab Oktober 1941 fanden Deportationen in Konzentrations- und Vernichtungslager statt. Etwa 400 jüdischen Trieren war die rechtzeitige Auswanderung gelungen, 323 wurden dagegen in Lager verschleppt, wo die meisten ums Leben kamen. Nur 14 kehrten später zurück.:S. 158–159.

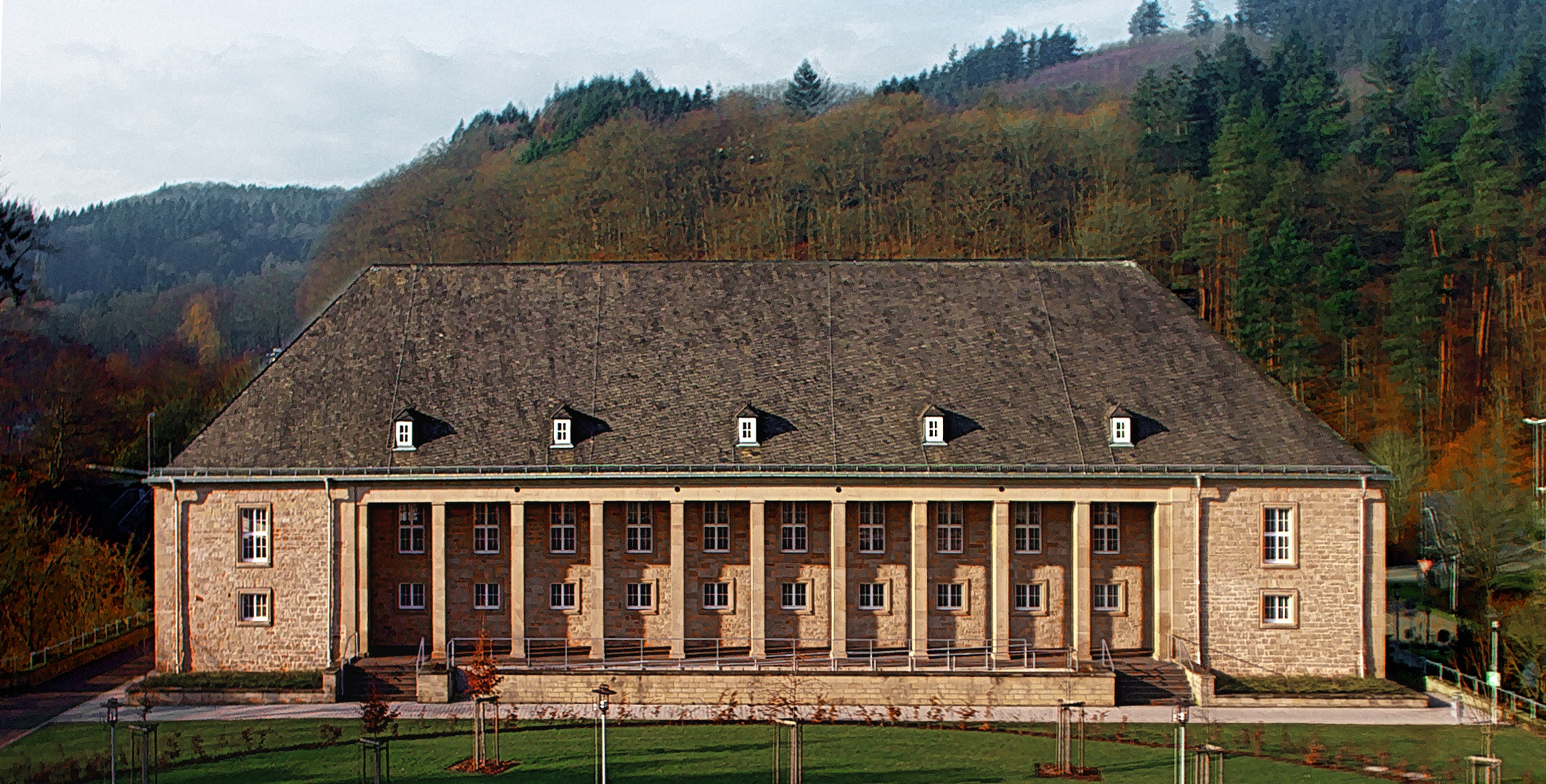
Sporthalle der nationalsozialistischen Lehrerbildungsanstalt Trier

Im Rahmen der Rheinlandbesetzung ließ Hitler unter Bruch der Verträge von Versailles und Locarno am 7. März 1936 die entmilitarisierte Zone und damit auch Trier durch Einheiten der Wehrmacht besetzen. Trier wurde wieder deutsche Garnisonsstadt. Weil die alten Kasernen aus der Zeit vor dem Ersten Weltkrieg inzwischen meist als Wohnungen umgenutzt worden waren, wurden neue Kasernen errichtet, zum Beispiel in Feyen und in Trier-Nord. Die von den Nationalsozialisten bis 1938 eingerichtete Kemmelkaserne auf dem Petrisberg wurde im Zweiten Weltkrieg zum berüchtigten Kriegsgefangenenlager Stalag XII D, in dem vor allem französische Kriegsgefangene untergebracht wurden.
Für die Trierer Hitlerjugend entstand 1936/1937 im Stadtteil Biewer die Staatsjugendschule. Mit der Einrichtung der Hochschule für Lehrerbildung durch das Reichsministerium für Wissenschaft, Erziehung und Volksbildung wurde Trier 1936 nach 138 Jahren wieder eine Hochschulstadt. Dafür wurden ab 1939 die heute noch vorhandenen Gebäude auf dem Schneidershof erbaut. Bereits 1940 degradierte ein Erlass Hitlers die Hochschule zur Lehrerbildungsanstalt.:S. 582.

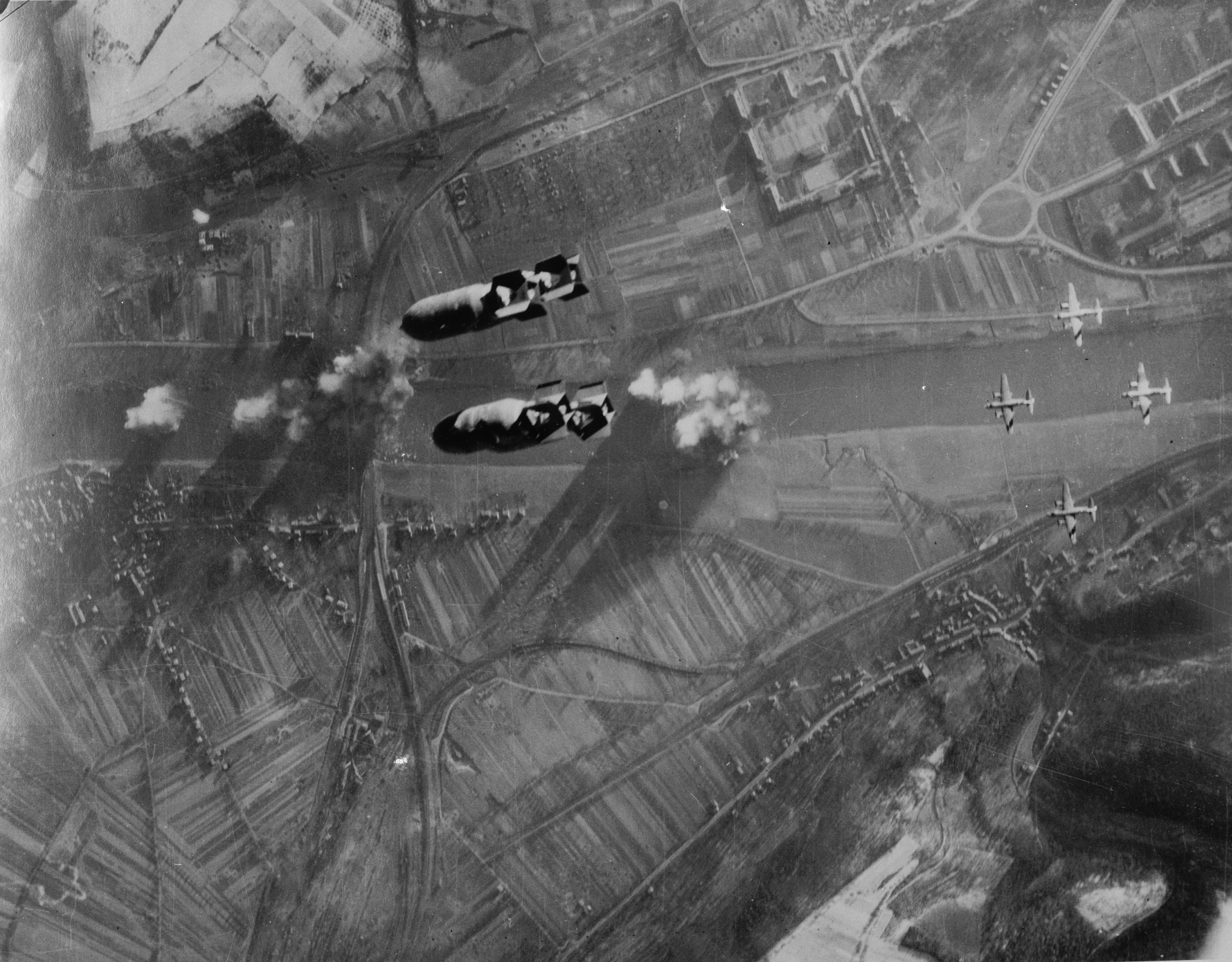
Am 24. Dezember 1944 griffen amerikanische B-26 die Pfalzeler Brücke an.

Im Zweiten Weltkrieg gab es in Trier in den Jahren 1940/41 erste Bombenabwürfe von britischen Flugzeugen, die nur geringe Schäden anrichteten. Am 1. April 1943 kamen bei einem Tieffliegerangriff auf das Bahnausbesserungswerk in Trier-West 21 Menschen um Leben. Die Innenstadt wurde am 14. August 1944 erstmals schwer von Luftangriffen getroffen. Am 13. September 1944 schlug vor der Pfarrkirche St. Paulin die erste Artilleriegranate ein und tötete dort einen neunjährigen Jungen. Trier war nicht mehr weit von der Front entfernt. Seitdem gab es fast täglich Artilleriebeschuss, der besonders gefürchtet war, weil die Geschosse ohne Vorwarnung detonieren. Im zweiten Halbjahr 1944 wurde dann auch die Bevölkerung evakuiert. Hierzu fuhren unter anderem zwischen 25. Oktober und 18. Dezember mehrere Sonderzüge nach Thüringen. Im Dezember 1944 trafen drei weitere schwere Luftangriffe der Alliierten Trier: Am 19. Dezember gegen 15:30 Uhr warfen 30 britische Lancaster-Bomber 136 Tonnen Sprengbomben über der Stadt ab, am 21. Dezember 1944 gegen 14:35 Uhr warfen 94 Lancaster-Bomber und 47 amerikanische Jagdbomber 427 Tonnen Bomben (Spreng-, Brand- und Napalmbomben) ab und am 23. Dezember wurden 700 Tonnen Bomben abgeworfen. Nach Recherchen des Heimatforschers Adolf Welter starben bei diesen drei Angriffen mindestens 420 Menschen. Zahlreiche Gebäude wurden beschädigt. Während des Krieges wurden 1600 Häuser völlig zerstört.

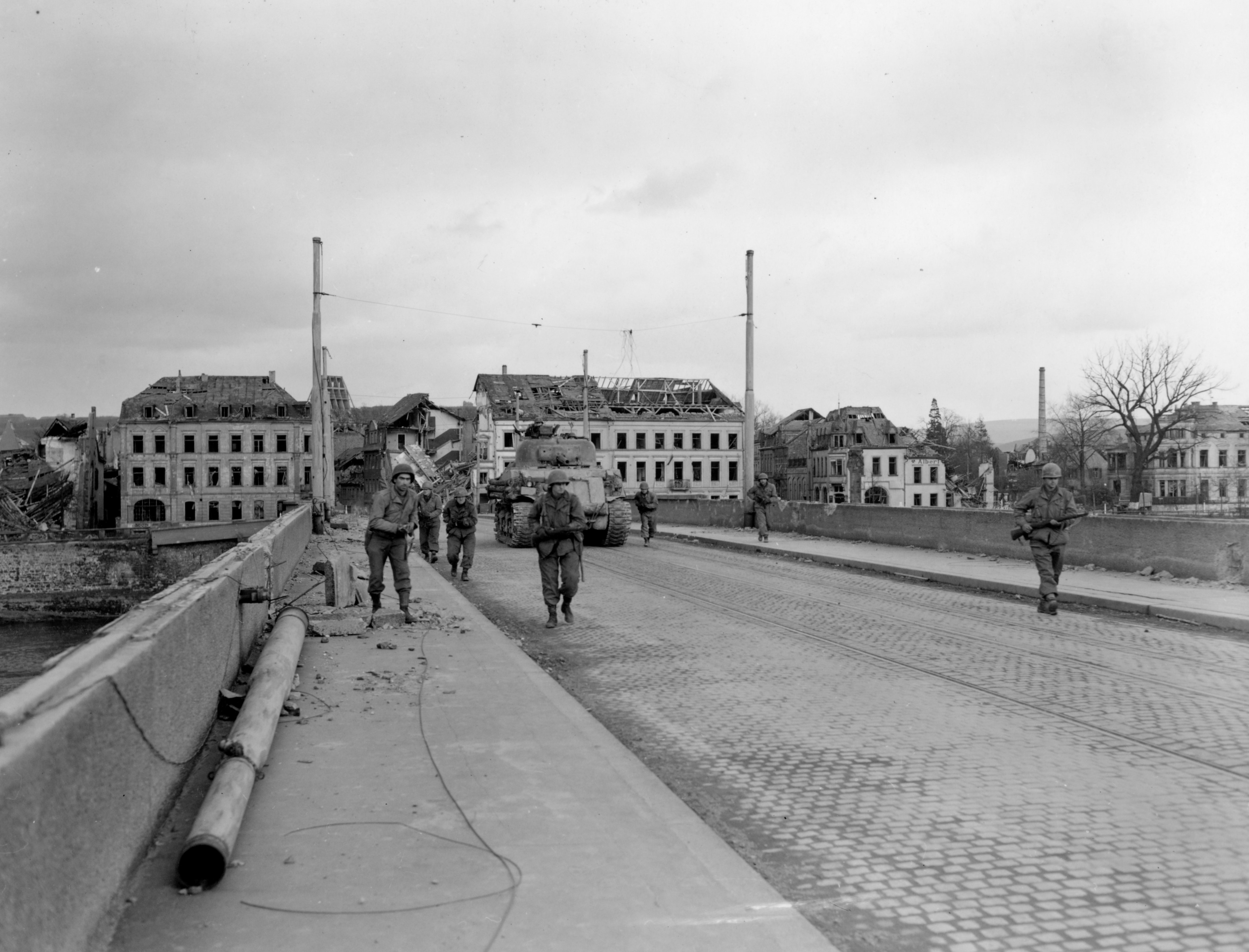
US-Soldaten überqueren die Römerbrücke am 5. März 1945.

Am Abend des 1. März 1945 startete die 10. US-Panzerdivision der 3. US-Armee einen handstreichartigen Angriff auf Trier. Die Task Force Richardson stieß von Zerf über Lampaden aus vor und erreichte über Irsch und Olewig vor Mitternacht die Innenstadt, wo eine überraschte Wehrmachtskompanie mit vier Panzerabwehrkanonen ohne einen Schuss kapitulierte. Die Task Force Haskell eroberte Filsch, Tarforst und den Petrisberg und marschierte über Kürenz in Trier-Nord ein. Von Konz-Niedermennig aus rückte die Task Force Norris auf Trier-Süd vor, während die Task Force Cherry Richtung Ruwer abriegelte. Die Task Force Richardson teilte sich in zwei Hälften zur Eroberung der beiden Moselbrücken auf. Ein Team fand gegen 2 Uhr die Kaiser-Wilhelm-Brücke gesprengt vor; das andere Team rückte von dort weiter Richtung Römerbrücke vor und meldete, dass sie intakt sei. Dort wurden die Amerikaner mit leichten Waffen vom anderen Ufer beschossen. Sie richteten Maschinengewehrfeuer ans andere Ende der Brücke und stießen mit einem Infanterie- und einem Panzertrupp über die Brücke vor. In diesem Moment rannten ein deutscher Major und fünf Soldaten mit brennenden Sprengzündern auf die Brücke zu. Eine Sprengung gelang ihnen aber nicht.
Am 2. März 1945 gegen 10 Uhr war Trier erobert:S. 162. und mehr als 800 deutsche Soldaten gingen in Gefangenschaft. Die Eroberung Triers wurde von den Amerikanern als großer Erfolg gefeiert und produzierte landesweit Schlagzeilen. Am 7. März besuchte sogar der Oberkommandierende der US-Truppen in Europa, der spätere US-Präsident Dwight D. Eisenhower, gemeinsam mit General George S. Patton und dem Kommandeur des XX. US-Korps, Walton Walker, Trier und verlieh Lieutenant Colonel Jack J. Richardson den Silver Star, den vierthöchsten Orden der US-Armee.
Zum Gedenken an das Kriegsende wurde im Mai 2020 eine Tafel auf der Römerbrücke angebracht.

### Nachkriegszeit bis zum Jahr 2000

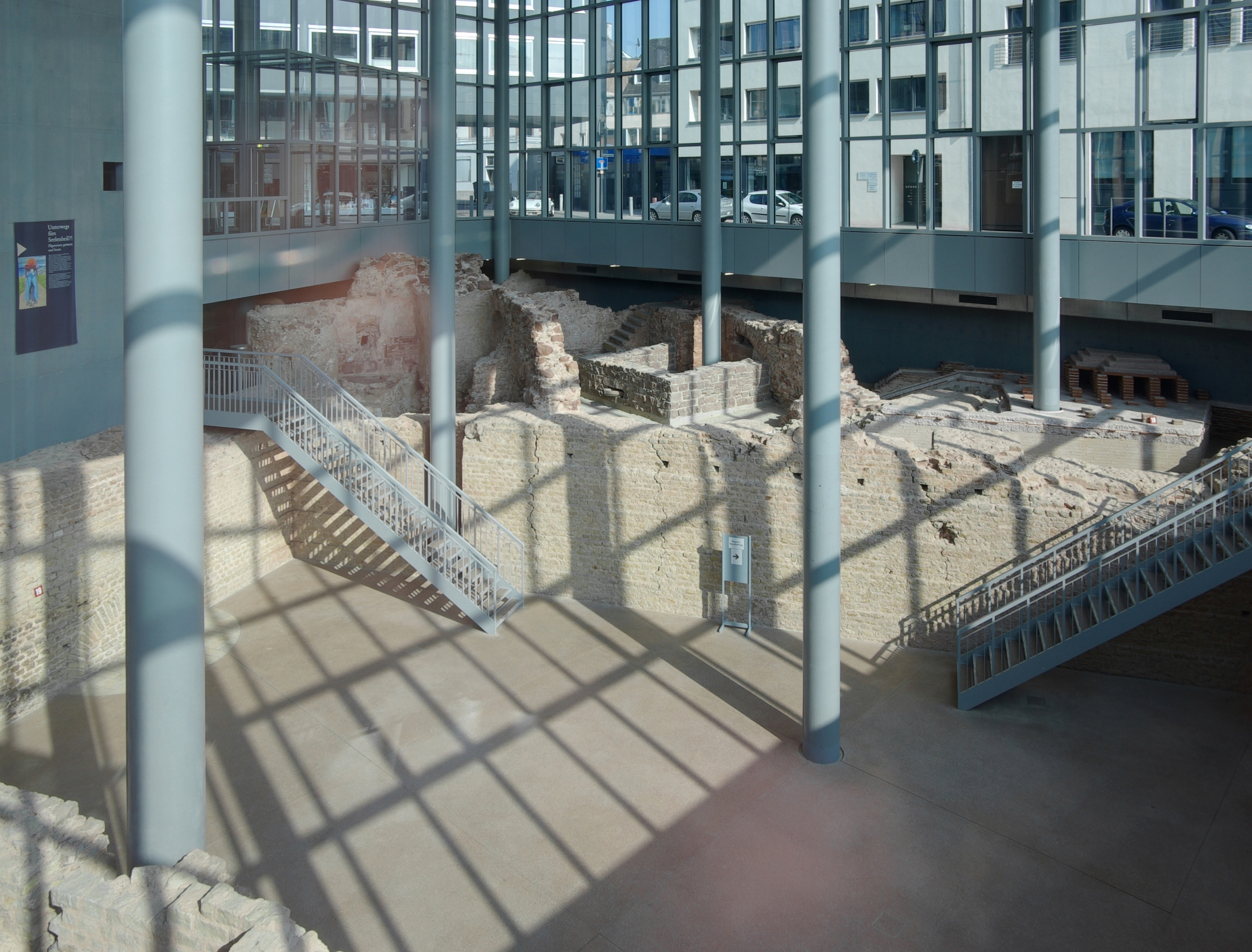
Thermenmuseum am Viehmarkt

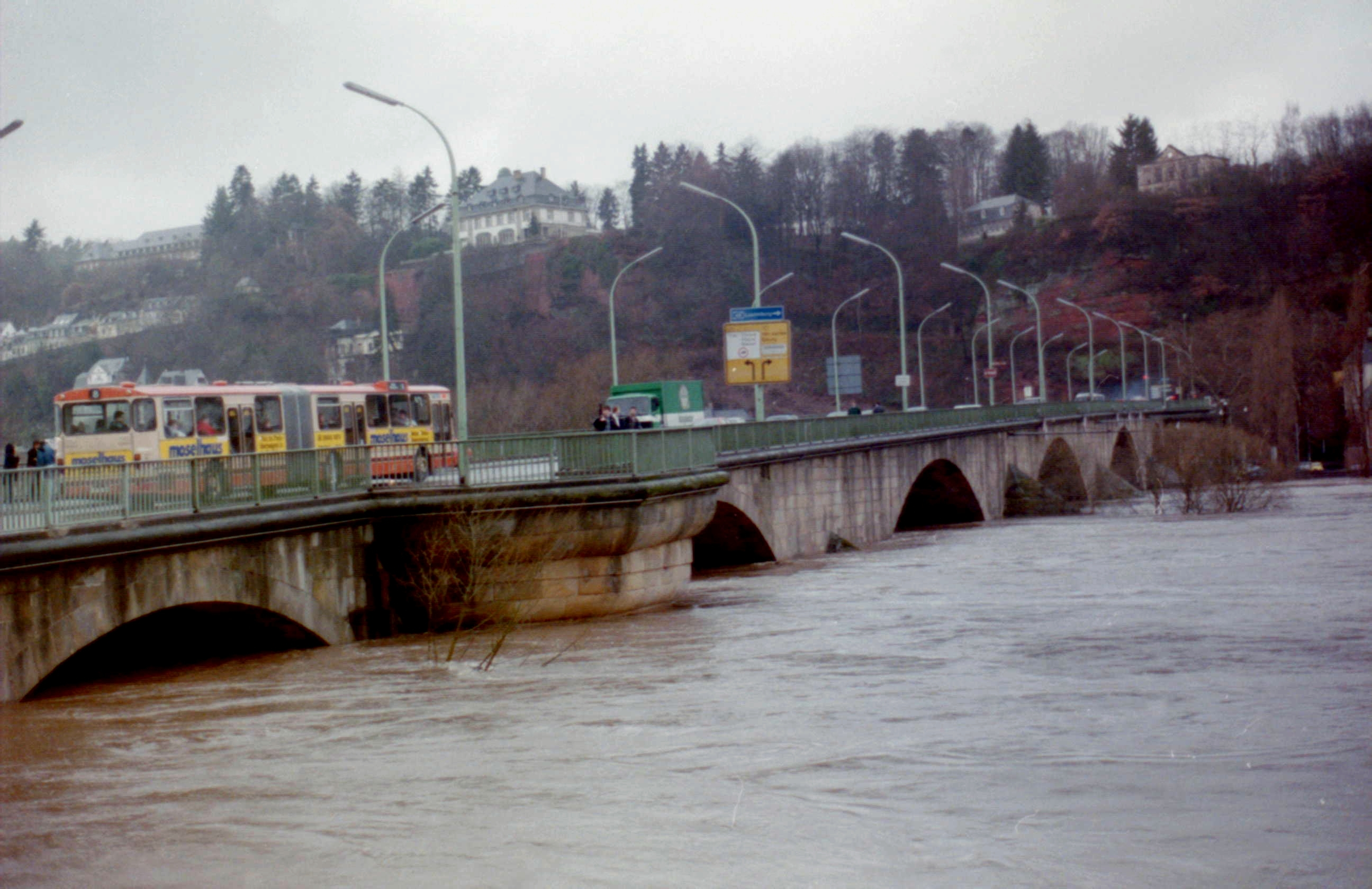
Hochwasser 1993 an der Kaiser-Wilhelm-Brücke

Nach Kriegsende herrschte große Not. Die Versorgungslage war katastrophal, die am 10. Juli 1945 auf die Amerikaner folgende französische Besatzung requirierte selbst Material für den Aufbau des eigenen Landes.:S. 162–163. In dieser Situation kam Hilfe aus Schweizer Dörfern. Ab dem 27. Mai 1946 wurden im sogenannten Schweizerdorf, d. h. in vier auf dem Augustinerhof errichteten Baracken, vor allem über 2000 Kinder verpflegt. Bis 30. Juni 1948, d. h. bis kurz nach der Währungsreform, nach der sich die Versorgungslage schlagartig verbesserte, wurden mehr als eine Million aus der Schweiz gelieferte Essensportionen ausgegeben.
Seit 1946 gehört Trier zum Land Rheinland-Pfalz. Trierer Lokalpolitiker forderten noch längere Zeit vergeblich einen Anschluss an Nordrhein-Westfalen. Durch die geringe Industrie in der Stadt blieben die Wachstumsraten auch während des Wirtschaftswunders niedrig. Der städtische Wiederaufbau konnte nur mit Landesmitteln finanziert werden. Eine Verbesserung der strukturellen Wirtschaftsnachteile brachte die Moselkanalisierung der 1960er Jahre und das Aktionsprogramm Eifel-Hunsrück zur Förderung industrieschwacher Regionen. Mittelständische Betriebe siedelten sich an, während sich die Stadt zum wichtigen Dienstleistungs- und Einkaufszentrum entwickelte und der Tourismus an Bedeutung gewann.:S. 164–165.
Im Jahr 1970 wurde die Universität eröffnet, zunächst als Teil der Doppeluniversität Trier–Kaiserslautern. Die Entwicklung Triers zur Universitätsstadt schritt am 1. April 1974 durch die Eröffnung des Studentenwohnheims Martinskloster weiter voran. Seit 1975 ist die Universität selbstständig. 1971 entstand aus den Vorgängerinstitutionen Staatliche Ingenieurschule für das Bau- und Maschinenwesen Trier und der Werkkunstschule Trier die Abteilung Trier der Fachhochschule Rheinland-Pfalz. Seit 1996 ist sie als Hochschule Trier (bis 11. September 2012 Fachhochschule Trier) eine eigenständige Fachhochschule.
Weitere wichtige Ereignisse in den 1970er Jahren waren die Einstellung der 99-jährigen Trierischen Landeszeitung am 31. März 1974 und die Wiedereröffnung des restaurierten Domes am 1. Mai desselben Jahres.
Vom 24. Mai bis 27. Mai 1984 feierte Trier offiziell das 2000-Jahr-Jubiläum der Stadt. 1986 erklärte die UNESCO die römischen Baudenkmäler, Dom und Liebfrauenkirche in Trier zum Weltkulturerbe. Bei Arbeiten zum Bau einer Tiefgarage im Oktober 1988 kamen unter dem Viehmarkt Reste einer römischen Thermenanlage zutage. Am 5. November wurde die Sternwarte Trier eingeweiht. Am 9. September 1993 wurde bei Ausschachtungsarbeiten für eine weitere Tiefgarage nahe der Römerbrücke ein Schatz mit 2558 römischen Goldmünzen gefunden. Er hat einen geschätzten Edelmetallwert von 2,5 Millionen Euro.
Beim Weihnachtshochwasser 1993 erreichte der Pegelstand der Mosel am 21. Dezember 1993 eine Marke von 11,28 m.
Nur an Silvester 1947 war der Stand mit 11,39 m höher, dies war der höchste Stand seit Beginn der Messungen 1817.

### Im 21. Jahrhundert

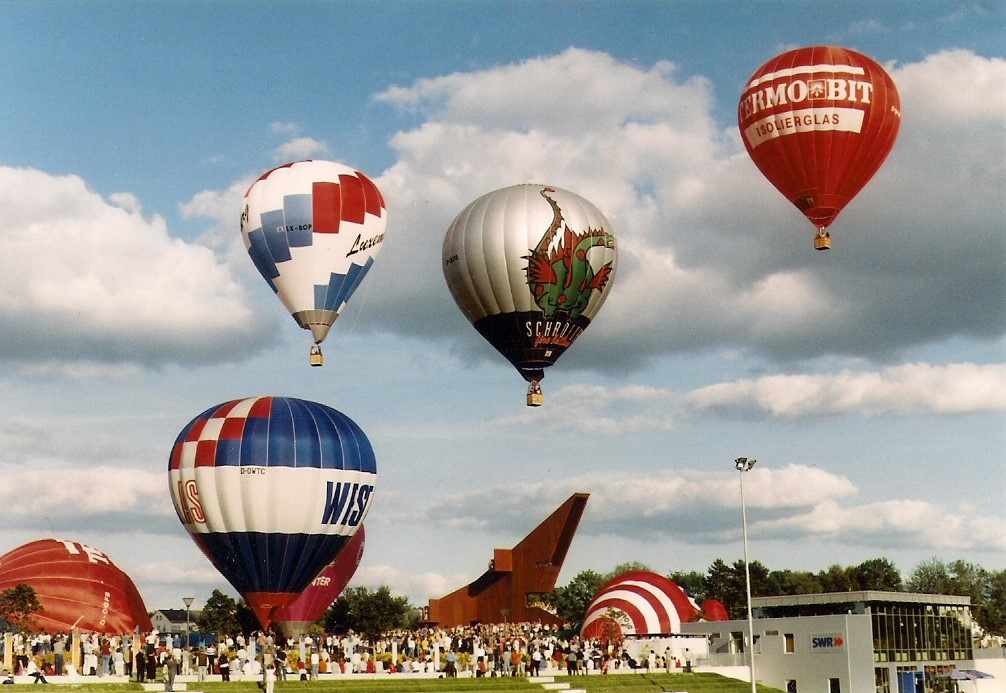
Landesgartenschau 2004, Ballonfest

Ab 2001 baute Trier zusammen mit Luxemburg, Metz und Saarbrücken das 2007 offiziell gegründete Städtenetz QuattroPole auf.:S. 166–167. Seit 2003 wird alle zwei Jahre der Oswald-von-Nell-Breuning-Preis der Stadt Trier vergeben. Er ist Oswald von Nell-Breuning (1890–1991) gewidmet, der als „Nestor der katholischen Soziallehre“ galt und Ehrenbürger Triers war.
Vom 22. April bis 24. Oktober 2004 fand die Landesgartenschau auf dem Petrisberg statt, die von 724.000 Gästen besucht wurde.
Bei einer Amokfahrt am 1. Dezember 2020 in der Innenstadt von Trier wurden sechs Menschen getötet und zahlreiche weitere verletzt.
Am 15. Juli 2021 wurde Trier-Ehrang vom Hochwasser in West- und Mitteleuropa 2021 schwer getroffen.
Die in den 1970er Jahren entstandene Fußgängerzone in Trier wurde im März 2024 um den südlichen Teil der Neustraße und weitere Teilbereiche erweitert und reicht somit in Nord-Süd-Richtung von der Porta Nigra nahe der Nordallee bis zur Kaiserstraße nahe der Südallee.

### Eingemeindungen
Ehemals selbstständige Gemeinden und Gemarkungen wurden in die Stadt Trier eingegliedert, davon waren einige zwischen 1798 und 1851 bereits Teil des Stadtgebiets. 1798 umfasste das Stadtgebiet insgesamt 890 Hektar.
Zum 1. Januar 1852 entstand die Bürgermeisterei der Vororte von Trier, die dem Landkreis Trier zugeordnet wurde.
Durch spätere Eingemeindungen in mehreren zeitlichen Schüben wurde dies wieder rückgängig gemacht.
Im Jahr 1888 wurden St. Paulin, Maar, Zurlauben, Löwenbrücken und St. Barbara eingemeindet und 1912 folgten Pallien (südlicher Teil), Heiligkreuz, St. Matthias, St. Medard und Feyen (mit Weismark).
Am 21. Mai 1930 kamen Euren, Biewer, Pallien (nördlicher Teil) und Olewig hinzu, am 1. Juli 1930 Kürenz. Nach Eingemeindungsverträgen Triers im Mai 1969 mit den acht Gemeinden Ehrang-Pfalzel (gebildet am 1. März 1968 durch Vereinigung der beiden selbstständigen Gemeinden), Eitelsbach, Filsch, Irsch, Kernscheid, Ruwer, Tarforst und Zewen folgte am 7. Juni 1969 die Eingliederung der acht Gemeinden sowie des Gebietes Kenner Flur aus den Gemeinden Kenn und Longuich.

### Einwohnerentwicklung

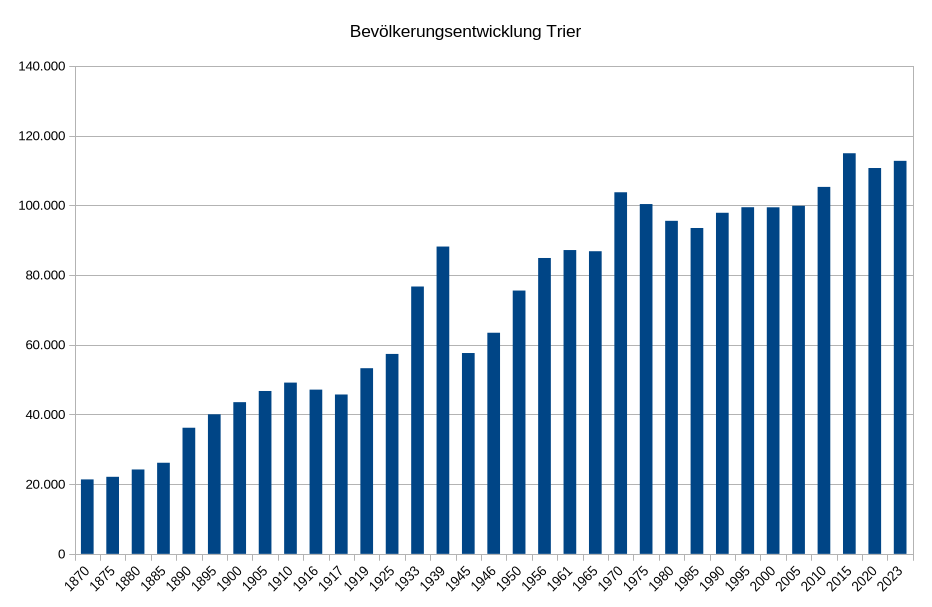
Bevölkerungsentwicklung von 1870 bis 2023

Im 4. Jahrhundert war Trier als Residenz der römischen Kaiser nach dem Geschichtsschreiber Zosimos die größte Stadt nördlich der Alpen. Der Circus besaß ein Fassungsvermögen von 50.000 bis 100.000 Menschen, aufgrund der niedrigen Höhe der Gebäude und den nur locker bebauten Stadträndern geht man aber eher von bis zu 40.000 Einwohner in der spätantiken Stadt aus.:S. 53. Im Mittelalter und bis zum Anfang der Neuzeit sank die Einwohnerzahl wegen der zahlreichen Kriege, Seuchen und Hungersnöte auf nur noch 2.677 im Jahr 1697. Im 18. Jahrhundert wuchs die Bevölkerung der Stadt bis auf 8.829 im Jahr 1801. Mit Beginn der Industrialisierung im 19. Jahrhundert beschleunigte sich das Bevölkerungswachstum. Im Jahr 1900 lebten in der Stadt über 43.000 Menschen. Bis 1939 verdoppelte sich diese Zahl auf über 88.000.
Im Zweiten Weltkrieg verlor die Stadt rund 35 Prozent ihrer Bewohner (30.551 Personen). Die Einwohnerzahl sank auf 57.000 im Jahr 1945. Erst im Zuge der Eingemeindung mehrerer Orte am 7. Juni 1969 wurde der Vorkriegsstand wieder erreicht. Gleichzeitig überschritt die Einwohnerzahl der Stadt erstmals die Grenze von 100.000, wodurch sie nach offizieller Definition zur Großstadt wurde. Diesen Status behielt Trier zunächst bis 1976. Seit der Jahrtausendwende lag die „Amtliche Einwohnerzahl“ für Trier nach Fortschreibung des Statistischen Landesamtes Rheinland-Pfalz (nur Hauptwohnsitze und nach Abgleich mit den anderen Landesämtern) meist sehr knapp unter 100.000. 2006 wurde der „Großstadt-Schwellenwert“ nach der Einführung einer Zweitwohnungsteuer wieder überschritten. Zum Jahresende 2021 hatte Trier über 110.000 Einwohner.
In den Einwohnerstatistiken sind die Angehörigen der zwischen 1945 und 1999 in Trier stationierten französischen Streitkräfte mit ihren Familien nicht enthalten. Das waren zeitweise über 30.000 Menschen.

## Religion

### Glaube zur keltisch-römischen Zeit
Zur Zeit der Treverer wurden keltische Gottheiten wie Lenus Mars in den Tempelbezirken in Trier-West unterhalb des Markusberges an einer Felsenquelle (Tempelbezirk Irminenwingert) und im Altbachtal verehrt. Im 2. Jahrhundert entstand ein gallo-römischer Tempelbezirk im Altbachtal mit 70 Tempeln und weiteren Kultstätten auf einer Fläche von etwa fünf Hektar.

### Christentum und Katholiken
Das römisch-katholische Christentum spielte und spielt in der Geschichte Triers eine überdurchschnittlich wichtige Rolle. Bereits der zeitweise in Trier residierende Kaiser Konstantin der Große, der sich selbst dem Christentum zuwandte und sich vor seinem Tod im Jahr 337 taufen ließ, förderte den Glauben öffentlich.:S. 43.
Trier wurde wohl schon zum Ende des 3. Jahrhunderts Sitz eines christlichen Bischofs, der später zum Erzbischof, Herrscher eines weltlichen Territoriums und Kurfürst im Heiligen Römischen Reich aufstieg. Die Reformation konnte sich in der Bischofsstadt nicht verbreiten; aus Trier ging jedoch mit Caspar Olevian einer der bedeutendsten deutschen reformierten Theologen hervor. Trier blieb eine überwiegend katholische Stadt; eine Minderheit der Trierer bekannte sich zum Judentum.:S. 43, 79–80, 111–112. Nach der Besetzung des Erzbistums durch die Franzosen 1794 wurde die Kirchenprovinz durch das Konkordat von 1801 aufgelöst und das Territorium 1815 der späteren preußischen Rheinprovinz eingegliedert. Trier wurde jedoch 1821 erneut Sitz eines Bischofs, dessen Diözese neu umschrieben und der Kirchenprovinz Köln zugeordnet wurde (Suffraganbistum Trier). Die heutigen Pfarrgemeinden der Stadt bildeten von November 2003 bis Ende Dezember 2021 das Dekanat Trier, sie gehören seit Januar 2022 zum neuen Pastoralen Raum Trier innerhalb des Bistums Trier.
Trier ist ein bedeutender Wallfahrtsort. Im Dom wird der Heilige Rock aufbewahrt, der in unregelmäßigen Abständen von einigen Jahrzehnten ausgestellt wird. Daneben gibt es die jährlichen Heilig-Rock-Tage. Eine weitere Wallfahrt geht zum Grab des Apostels Matthias in der Benediktinerabtei St. Matthias (dial. auch St. Mattheis). Der Überlieferung nach ist es das einzige Apostelgrab nördlich der Alpen. Die Reliquien des Apostels Matthias und des Heiligen Rocks sollen der mittelalterlichen Überlieferung nach im Auftrag der römischen Kaiserin Helena, Mutter des Kaisers Konstantin I., vom Trierer Bischof Agritius nach Trier überführt worden sein. Hauptwallfahrtszeit ist die Woche um Christi Himmelfahrt. Weitere Wallfahrtsstätten sind das Grab des heiligen Paulinus in der Kirche St. Paulin, das Grab der seligen Blandine Merten in der Blandinenkapelle auf dem Friedhof St. Paulin, die Maria-Hilf-Kapelle der Barmherzigen Brüder von Maria-Hilf, die Schönstatt-Kapelle im Caspary-Park in Heiligkreuz oder die Markuskapelle auf dem Markusberg.
Trier liegt am Schnittpunkt mehrerer Jakobswege, die Pilger nach Santiago de Compostela führen, darunter der Eifel- und der Mosel-Camino.

### Protestanten
Nachdem Trier preußisch geworden war, kamen auch Protestanten in die Stadt, die eine evangelische Kirchengemeinde gründeten. Die ehemalige Jesuitenkirche wurde nach einem Jahr als Simultankirche von 1819 bis 1856 evangelische Pfarrkirche. Danach wurde die zu diesem Zweck wiederaufgebaute Konstantinbasilika evangelische Pfarrkirche und die Jesuitenkirche wieder an die Katholiken übergeben. Durch die 1969 erfolgte Eingemeindung der ehemals selbstständigen Stadt Ehrang und anderer Gemeinden westlich der Mosel kam die heutige, seit 1946 selbstständige evangelische Kirchengemeinde Trier-Ehrang mit ihrer 1928 bis 1930 errichteten Kirche zu Trier. Das Gemeindegebiet der Evangelischen Kirchengemeinde Trier-Ehrang umfasst heute die Trierer Stadtteile westlich der Mosel sowie in etwa das Gebiet der Verbandsgemeinden Schweich, Trier-Land und Ruwer. Die 1963 geweihte Christuskirche im Stadtteil Heiligkreuz wurde 2014 wieder aufgegeben. Heute gehören alle evangelischen Christen Triers zum Kirchenkreis Trier der Evangelischen Kirche im Rheinland, es sei denn, dass sie Mitglieder einer Freikirche sind.

### Weitere Religionen
Als weitere Religionsgemeinschaften nennt die Stadt Trier auf ihrer Homepage:
- Evangelisch-Freikirchliche Gemeinde Trier – Baptisten
- Neuapostolische Kirche
- Freie evangelische Gemeinde
- Evangelische Stadtmission Trier
- Gemeinde des Lebendigen Gottes
- Russisch-Orthodoxe Gemeinde
- Jüdische Kultusgemeinde
- Islamisches Kulturzentrum Trier e. V.
- Buddhistisches Zentrum Trier der Karma Kagyü Linie
- Bahá'i-Gemeinde

Eine Trierer jüdische Gemeinde gab es wohl erstmals in der Römerzeit. Erneut entstand sie im Mittelalter mit dem ersten schriftlichen Beleg 1066. Bei einem Pogrom während des Volkskreuzzugs 1096 kam es nur zu wenigen Toten, aber vielen Zwangstaufen, die meisten kehrten nach einem Jahr zu ihrem alten Glauben zurück. Die Gemeinde konzentrierte sich auf das eng bebaute Judenviertel nahe dem Markt um die heutige Judengasse.:S. 79–80. Eine Blütezeit erlebte die Gemeinde Anfang des 14. Jahrhunderts in der Herrschaftszeit Balduins von Luxemburg. Nach einem schweren Pogrom 1349 und weiteren Ausweisungen 1418/19 hörte die Gemeinde auf zu existieren und ist erst für um 1610 wieder belegt. Im 18. und 19. Jahrhundert assimilierte sich die Gemeinde weitgehend in der Bevölkerung. Nach der Entrechtung, Flucht, Deportation und Ermordung während des Nationalsozialismus gründeten 14 zurückgekehrte Mitglieder die Gemeinde 1945 neu. Die neue Synagoge der jüdischen Gemeinde Trier in der Kaiserstraße wurde 1957 eingeweiht. Großen Zuwachs erhielt sie in den 1990ern durch Kontingentflüchtlinge aus der ehemaligen Sowjetunion. Die Gemeinde hat heute etwa 500 Mitglieder, die durch den Rabbiner von Thionville mitbetreut werden.
Unter dem Namen „les amis de l’humanité“ entstand 1805 unter der napoleonischen Herrschaft eine Freimaurerloge. Noch heute arbeitet diese Loge unter dem Namen „Zum Verein der Menschenfreunde“.

### Bilder

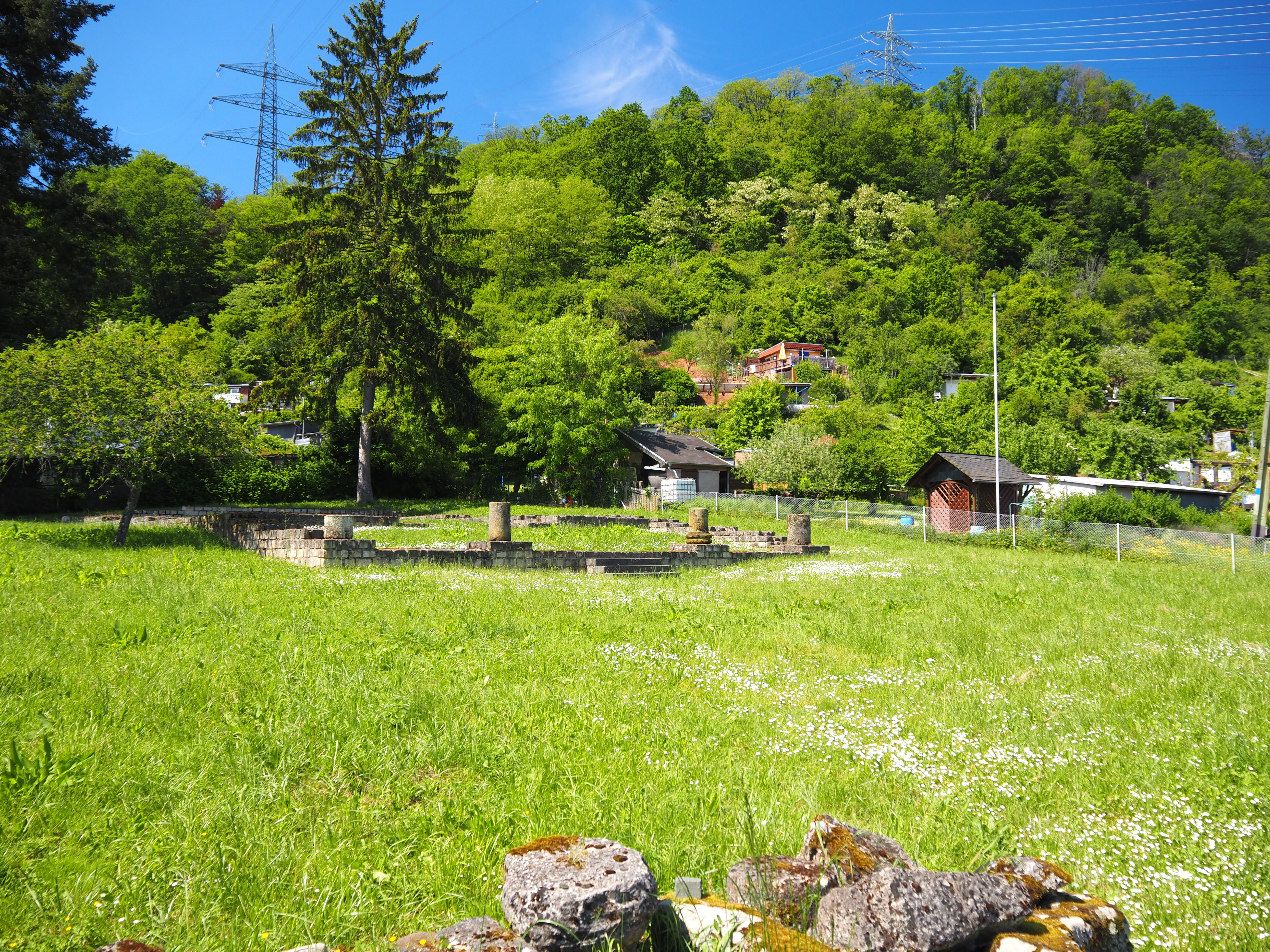
Tempelbezirk Irminenwingert
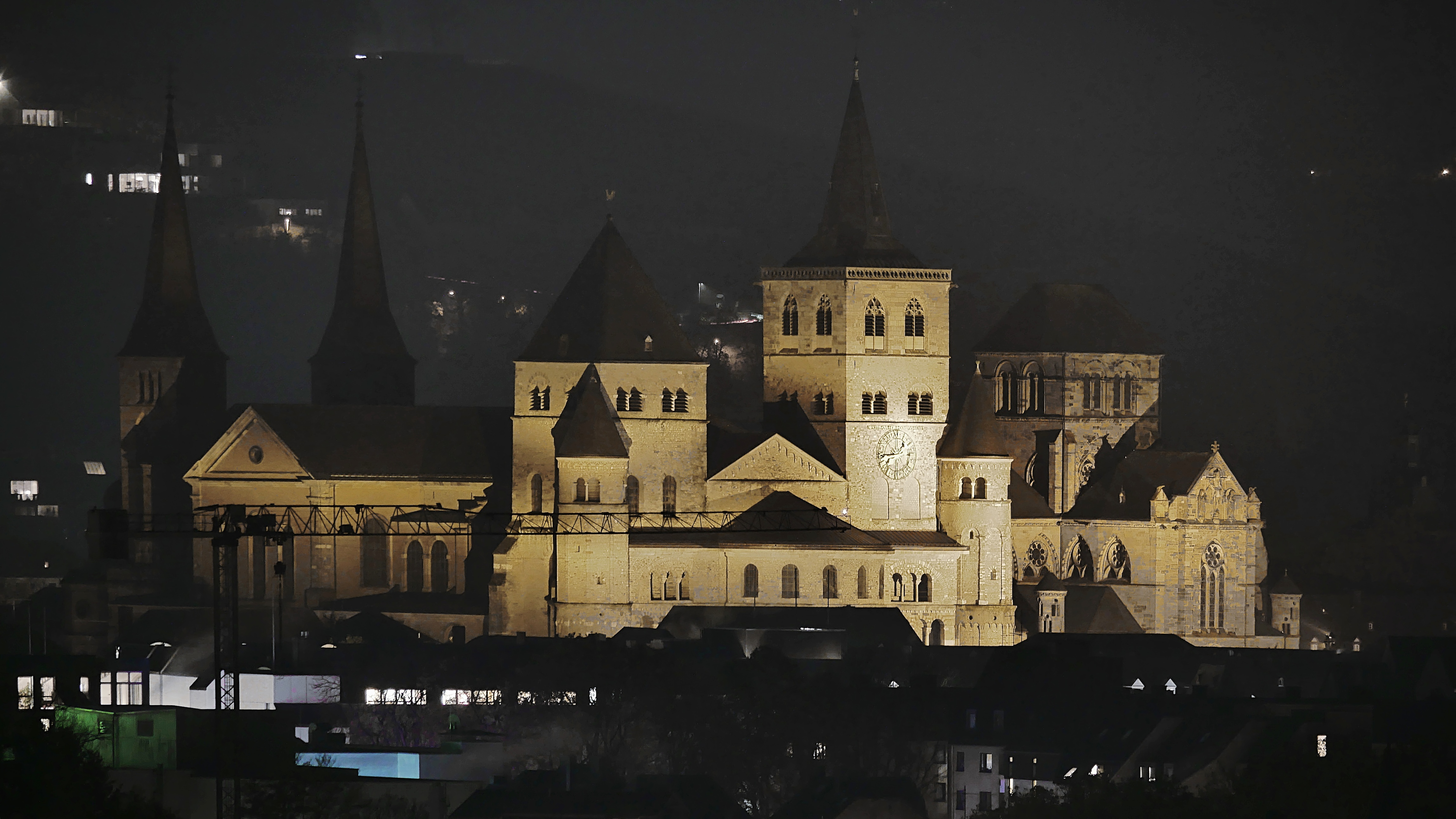
Dom (Mitte) und Liebfrauen (ganz rechts)
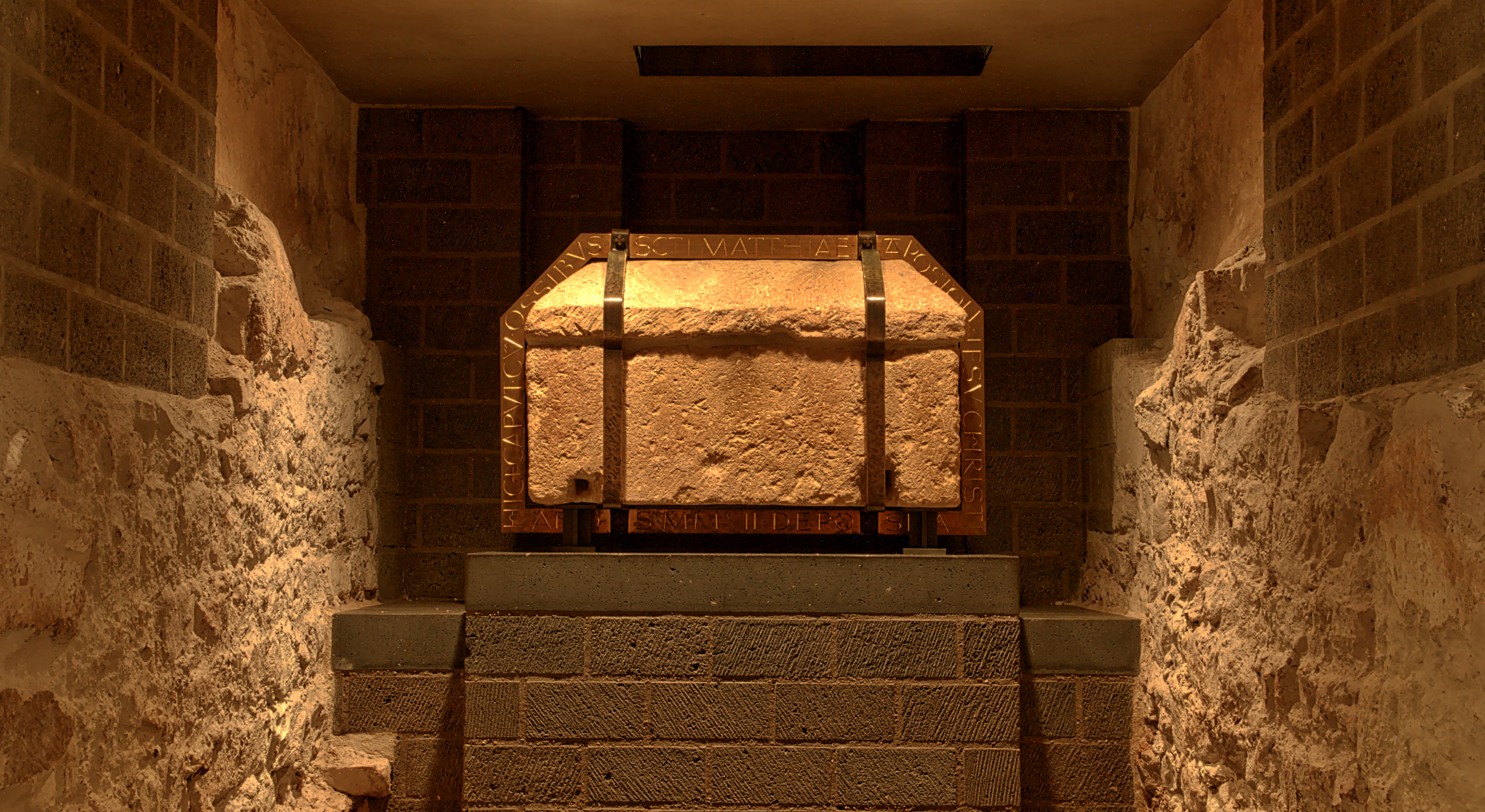
Sarkophag des Apostels Matthias
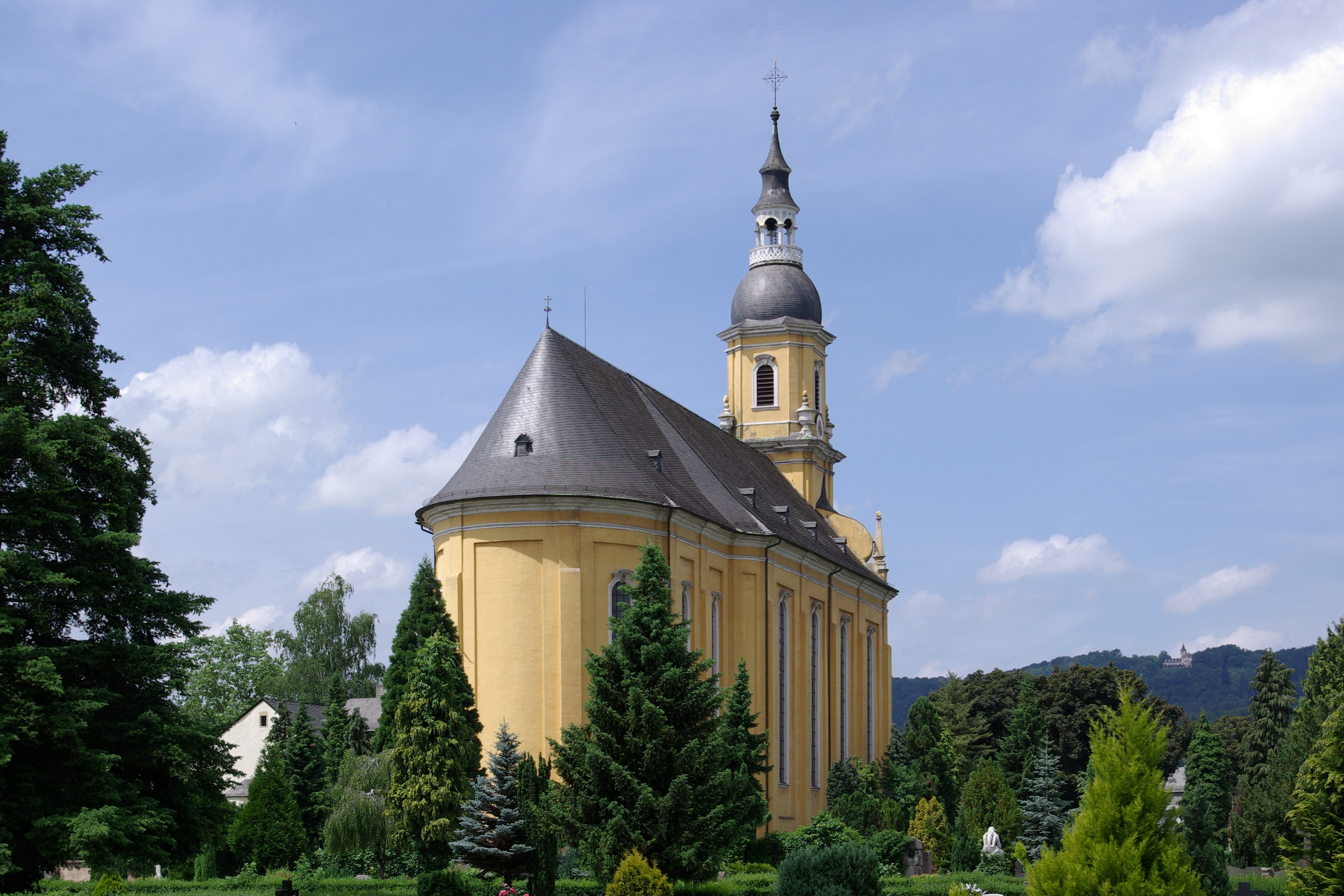
St. Paulin
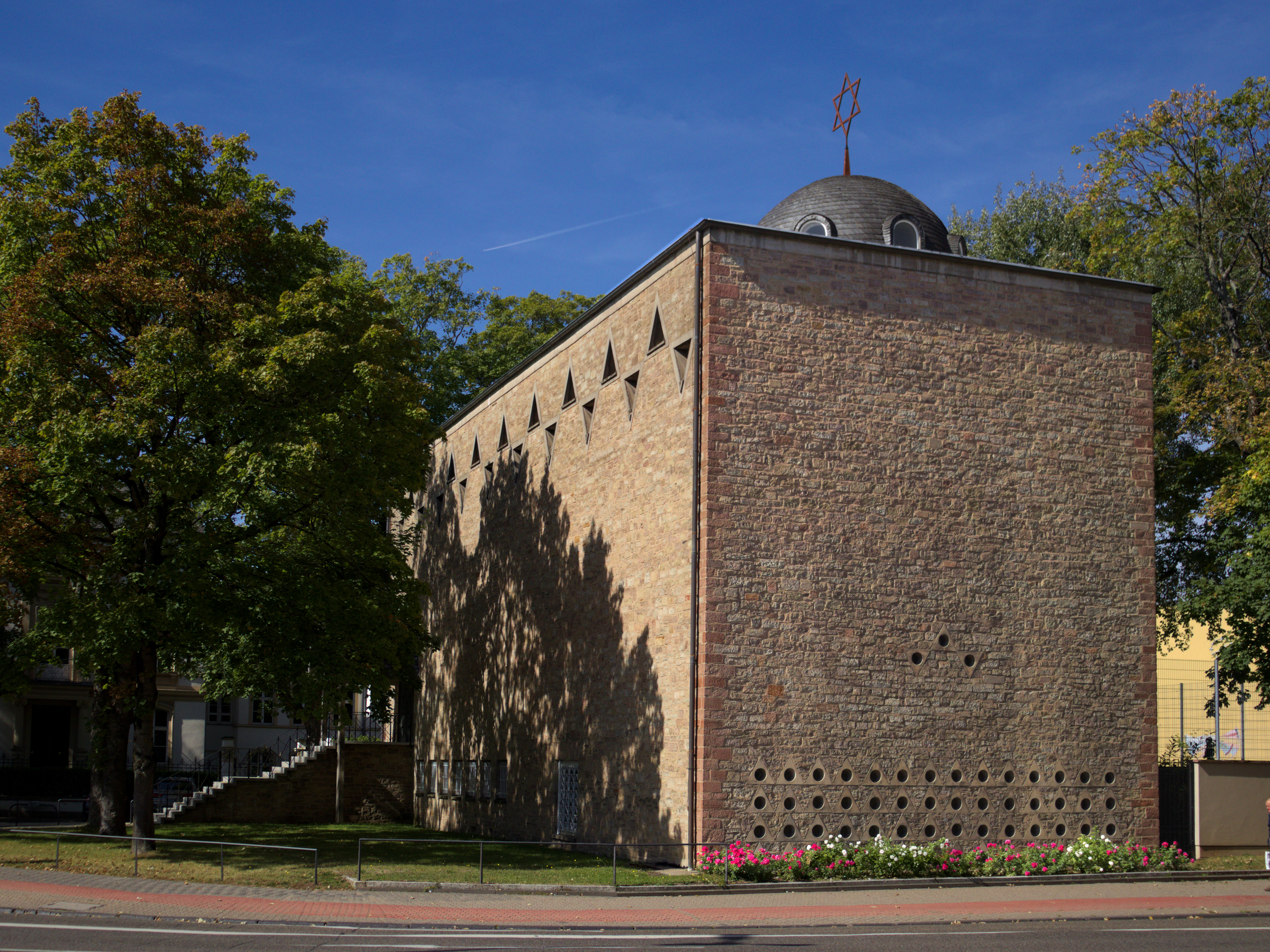
Synagoge in der Kaiserstraße

### Konfessionsstatistik
2007 lebten in Trier knapp 67.500 römisch-katholische Christen, rund 13.600 Evangelische, ca. 2.000 Muslime (Schätzung) und etwa 500 Juden. Ende 2012 waren 63,6 % der Einwohner römisch-katholisch und 12,9 % protestantisch. 23,2 % hatten keine oder eine sonstige Konfessionszugehörigkeit. Der Anteil der Protestanten und Katholiken an der Gesamtbevölkerung ist seitdem gesunken. Laut Zensus 2022 war Trier im Jahr 2022 die einzige Großstadt in Deutschland, in der Angehörige der katholischen Kirche die absolute Mehrheit bildeten (mit einem Anteil von 52 %). Im Jahr 2023 waren in Trier nur noch weniger als die Hälfte der Bürger katholisch. Ende Juni 2025 waren 45,6 % der Einwohner römisch-katholisch und 9,1 % evangelisch. 45,3 % gehörten entweder einer anderen Glaubensgemeinschaft an oder waren konfessionslos.

## Politik
Trier gehört zum Bundestagswahlkreis Trier und zu den Landtagswahlkreisen Trier und Trier/Schweich.

### Stadtrat
Der Stadtrat von Trier besteht aus 56 ehrenamtlichen Ratsmitgliedern, die zuletzt bei der Kommunalwahl am 9. Juni 2024 in einer personalisierten Verhältniswahl gewählt wurden, und dem hauptamtlichen Oberbürgermeister als Vorsitzendem.
Die Sitzverteilung im Stadtrat:
| Wahl | SPD | CDU | GRÜNE | AfD | FDP | FW | LINKE | UBT(*) | PARTEI | NPD | PIRATEN | Gesamt   |
| ---- | --- | --- | ----- | --- | --- | -- | ----- | ------ | ------ | --- | ------- | -------- |
| 2024 | 13  | 15  | 11    | 5   | 3   | 2  | 3     | 2      | 2      | –   | –       | 56 Sitze |
| 2019 | 12  | 13  | 15    | 4   | 3   | 1  | 4     | 3      | 1      | –   | –       | 56 Sitze |
| 2014 | 15  | 20  | 09    | 2   | 2   | –  | 3     | 4      | –      | –   | 1       | 56 Sitze |
| 2009 | 15  | 19  | 10    | –   | 4   | –  | 2     | 5      | –      | 1   | –       | 56 Sitze |
| 2004 | 11  | 21  | 09    | –   | 3   | –  | –     | 8      | –      | –   | –       | 52 Sitze |
| 1999 | 15  | 24  | 06    | –   | –   | –  | –     | 7      | –      | –   | –       | 52 Sitze |

(*) bis 2009 Unabhängige Bürgervertretung Maximini (UBM), 2009 bis 2017 Freie Wählergemeinschaft Trier (FWG), seit 2017 Unabhängige Bürgervertretung Trier (UBT)
Seit Ende 2011 gibt es in Trier ein Jugendparlament, das jeweils für zwei Jahre gewählt wird.

### Stadtoberhäupter
An der Spitze der Stadt Trier stand seit 1302 der Schöffenmeister, gelegentlich auch Bürgermeister genannt. Der Schultheiß war Vertreter der erzbischöflichen Hoheitsrechte gegenüber der Stadt. Im 15. Jahrhundert standen zwei Bürgermeister an der Spitze. Es herrschte stets Streit mit dem Erzbischof über den Status der Stadt. 1795 führte die französische Besatzung die kollegiale Munizipalverfassung ein. 1798 wurde die Mairieverfassung eingeführt und einige Vororte eingegliedert. 1801 folgte eine neue Gemeindeverfassung, die im Wesentlichen bis 1845 beibehalten wurde, wobei der Bürgermeister ab 1818 den Titel Oberbürgermeister führte (Trier war inzwischen Stadtkreis geworden). Der Oberbürgermeister war zugleich Landrat des Kreises Trier (bis 1851). 1856 erhielt die Stadt die „Rheinische Städteordnung“. Der Gemeinderat entschied sich für die Bürgermeisterverfassung (im Gegensatz zur Magistratsverfassung). Mit dem preußischen Gemeindeverfassungsgesetz von 1933 sowie der Deutschen Gemeindeordnung von 1935 wurde das Führerprinzip auf Gemeindeebene durchgesetzt. Nach dem Zweiten Weltkrieg wurde zunächst ein Bürgermeister eingesetzt, den 1946 die Stadtverordneten wählten. Er war zunächst ehrenamtlich, seit 1949 wieder hauptamtlich tätig.
Die Stadtoberhäupter seit dem 18. Jh.:
- 1782 und 1784: Franz Schaep, Bürgermeister von Trier, ein Vorfahr von Joseph Schaab
- bis 1794:00 Ludwig Karl Gottbill, Bürgermeister von Trier, in Kurtrier
- 1794–1796: Ludwig Karl Gottbill, erster Maire von Trier, in der Franzosenzeit
- 1796–1797: Matthias Gedeon Dupre, Maire
- 1797–1800: Franz Heddesdorf, Präsident der Munizipalverwaltung
- 1800–1810: Anton Joseph Recking, Maire
- ab 1810:00. Heinrich Leistenschneider, Maire
- 1815–1817: Anton Joseph Recking, erster Oberbürgermeister von Trier, unter preußischer Verwaltung
- 1818–1840: Wilhelm von Haw
- 1840:–0000 Franz Anton Kayser (kommissarisch)
- 1841–1848: Franz Damian Görtz
- 1849–1862: Franz Xaver Buhs
- 1862–1904: Karl de Nys
- 1904–1927: Albert von Bruchhausen
- 1928–1933: Heinrich Weitz, Zentrum
- 1933–1938: Ludwig Christ, NSDAP
- 1938–1945: Konrad Gorges, NSDAP
- 1945–1946: Friedrich Breitbach (von der US-Militärverwaltung eingesetzt)
- 1946–1949: Heinrich Kemper, CDU
- 1949–1963: Heinrich Raskin, CDU
- 1964–1976: Josef Harnisch, CDU
- 1976–1979: Carl-Ludwig Wagner, CDU
- 1979–1989: Felix Zimmermann, CDU
- 1989–2007: Helmut Schröer, CDU
- 2007–2015: Klaus Jensen, SPD
- 2015–0000: Wolfram Leibe, SPD

Der Trierer Oberbürgermeister trägt eine Amtskette aus Gold, die das alte Trierer Stadtsiegel zeigt, auf dem der Patron des Doms von Trier, der hl. Petrus, und der erste Bischof von Trier, Eucharius, von Christus den Schlüssel für die Sancta Treveris (das Heilige Trier) erhalten.
Der ehemalige Beigeordnete Ulrich Holkenbrink kandidierte am 24. September 2006 für die CDU bei der Wahl zum neuen Oberbürgermeister, unterlag jedoch seinem von SPD und Bündnis 90/Die Grünen unterstützten Gegenkandidaten Klaus Jensen, der zwar SPD-Mitglied ist, aber als unabhängiger Kandidat antrat, deutlich. Holkenbrink erreichte 33,1 % der gültigen Stimmen, Jensen 66,9 %. Die Wahlbeteiligung betrug 43,2 %. Der Trierer Oberbürgermeister wird somit seit dem 1. April 2007 erstmals nach Kriegsende nicht von der CDU gestellt. Helmut Schröer hatte nicht mehr erneut kandidiert. Als Nachfolger von Klaus Jensen wurde am 12. Oktober 2014 Wolfram Leibe (SPD) mit 50,2 % der Stimmen gewählt. Er trat sein Amt am 1. April 2015 an. Bei der Direktwahl am 25. September 2022 wurde Leibe mit einem Stimmenanteil von 72,2 % bei erneut geringer Wahlbeteiligung (32,2 %) für weitere acht Jahre im Amt bestätigt.

### Stadtvorstand
Der Trierer Stadtvorstand umfasst neben dem Oberbürgermeister noch den Bürgermeister sowie zwei hauptamtliche Beigeordnete. Die Mitglieder des Stadtvorstandes stehen zugleich den fünf Dezernaten vor.
- Dezernat I: Hauptdezernat – Oberbürgermeister Wolfram Leibe (SPD)
- Dezernat II: Soziales, Bildung, Jugend und Integration – Bürgermeisterin Elvira Garbes (Grüne), seit Februar 2018
- Dezernat III: Kultur, Tourismus und Weiterbildung – Beigeordneter Markus Nöhl (SPD), ab 1. September 2021[73][74]
- Dezernat IV: Planen, Bauen und Gestalten – Beigeordneter Thilo Becker (parteilos), ab Mai 2023, Vorgänger: Andreas Ludwig (CDU), 2015 bis 2023
- Dezernat V: Bürgerdienste, Innenstadt und Recht – Beigeordneter Ralf Britten (CDU), ab 1. November 2021[73][75]

### Wappen, Flagge und Banner
Die Blasonierung des aktuellen Wappens lautet: In Rot der stehende, nimbierte und golden gekleidete St. Petrus mit einem aufrechten, abgewendeten goldenen Schlüssel in der Rechten und einem roten Buch in der Linken. Der Hl. Petrus als Stadtpatron ist schon seit dem 12. Jahrhundert in den Siegeln der Stadt nachweisbar. Die Darstellung der Person wechselte mehrmals; seit dem 15. Jahrhundert steht sie aufrecht. Die Stadtfarben sind Gold-Rot und wurden erst im 19. Jahrhundert festgelegt.
Die neueste Version des Wappens hat die Form eines spanischen Schildes, darüber eine stilisierte rote Mauerkrone mit drei Zinnen. Die Flagge und das Banner sind gold-rot gestreift mit dem Wappen in der Mitte der Flagge bzw. in der oberen Hälfte des Banners.

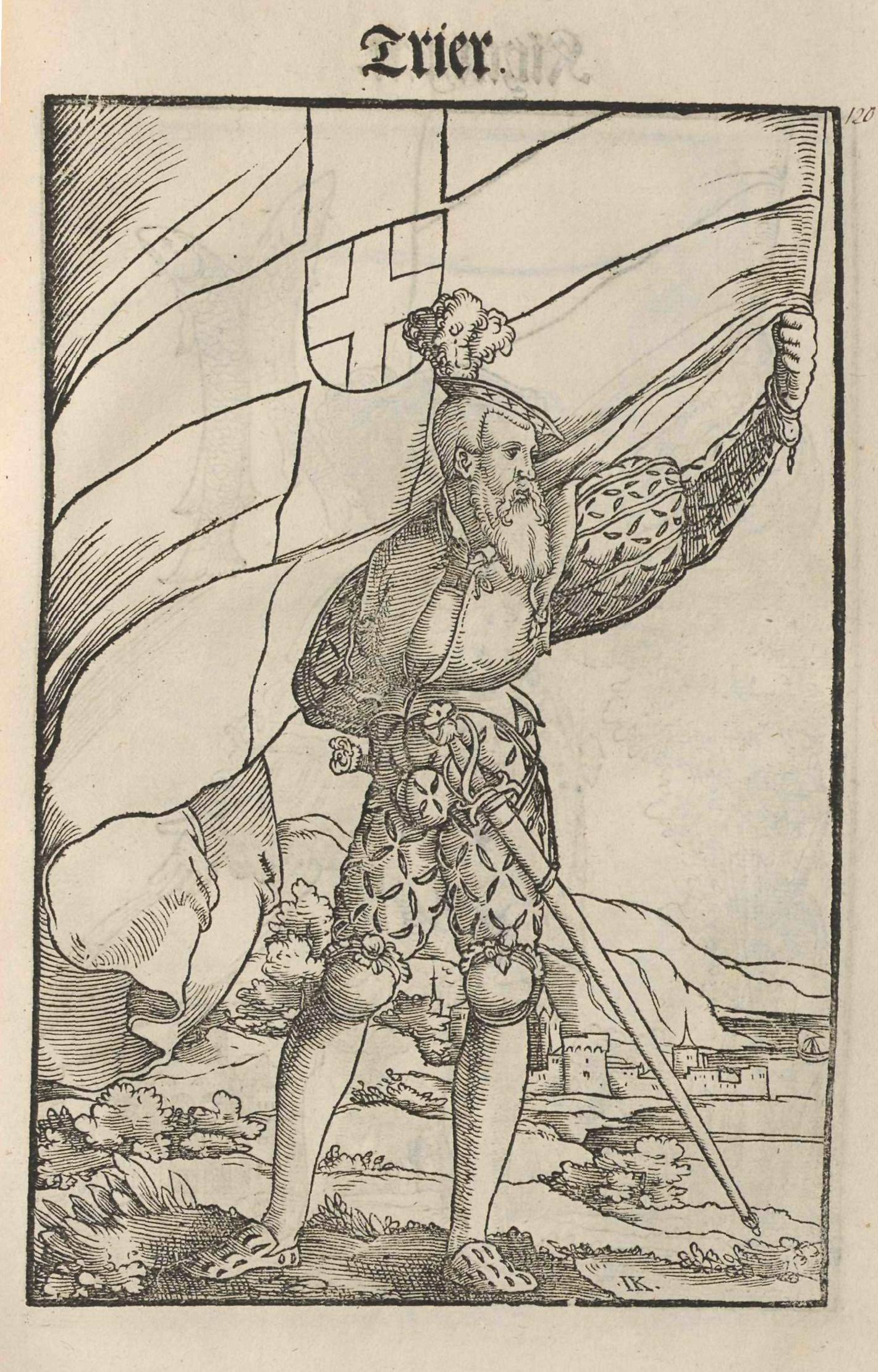
Wappen 1545
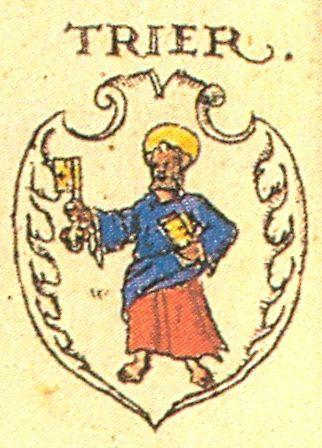
Wappen 1605
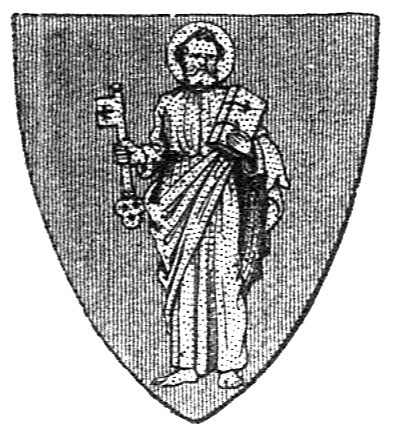
Wappen 1909
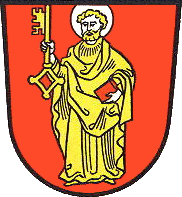
Wappen 1970
Aktuelles Wappen
Flagge
Banner

### Partnerschaften
Trier ist neben Luxemburg, Metz und Saarbrücken, mit denen es sich zum Städtebund QuattroPole zusammengeschlossen hat, ein Oberzentrum der Großregion Saar-Lor-Lux-Rheinland Pfalz-Wallonie.
Trier hat zehn Partnerstädte:
- Gloucester (Vereinigtes Königreich) seit Mai 1957
- Metz (Frankreich) seit 13. Oktober 1957
- Ascoli Piceno (Italien) seit 31. August 1958
- ’s-Hertogenbosch (Niederlande) seit 7. Juni 1968
- Pula (Kroatien) seit 8. September 1971
- Weimar (Deutschland) seit 24. Mai 1987
- Fort Worth (Vereinigte Staaten) seit 13. Juli 1987
- Nagaoka (Japan) seit 2. Juni 2006
- Xiamen (Volksrepublik China) seit 11. November 2010[78]
- Isjum (Ukraine) seit 21. Mai 2024[79]

### Verschuldung der Stadt
Im Jahr 2011 standen im Etat der Stadt Einnahmen von 301 Millionen Euro Ausgaben von 364 Millionen Euro gegenüber. Es mussten 63 Millionen Euro über Kredite finanziert werden. Insgesamt hatte die Stadt Trier 581 Millionen Euro Schulden. Bei der Pro-Kopf-Verschuldung lag Trier mit 6.174 Euro unter den kreisfreien Städten in Rheinland-Pfalz auf Platz fünf. Das ergab eine Analyse im Auftrag der Industrie- und Handelskammer Trier.
Die Verschuldung im Jahr 2021 betrug 961.936.000 Euro und somit 8.731 Euro je Einwohner. Alle kreisfreien Städte in Rheinland-Pfalz hatten zu diesem Zeitpunkt eine Pro-Kopf-Verschuldung in Höhe von 6.177 Euro.

## Kultur und Sehenswürdigkeiten

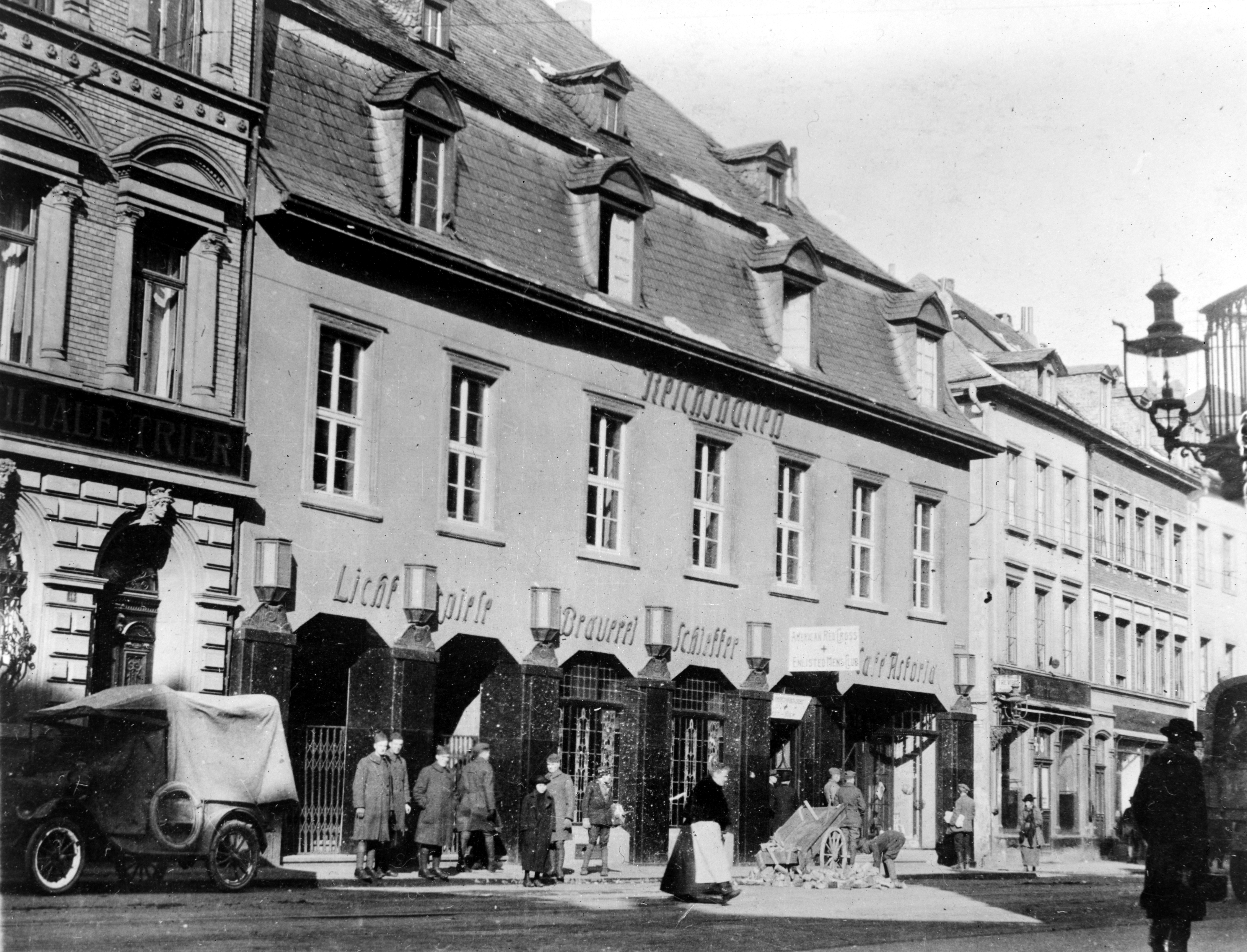
Reichshallen, Simeonstraße (1919)

Trier zeichnet sich durch bedeutende Kulturdenkmäler aus zwei Jahrtausenden aus und gilt mit seinen archäologischen Sammlungen als Museumsstandort von internationalem Rang. Neben großen Museen wie dem Rheinischen Landesmuseum Trier oder dem Museum am Dom besitzt die Stadt ein Dreispartentheater mit eigenen Ensembles.:S. 166–167.
Regelmäßig finden große Ausstellungen mit Bezug zur Stadtgeschichte statt. Als Stadt in der Großregion Saar-Lor-Lux nahm Trier mit der Konstantinausstellung am Programm des Europäischen Kulturhauptstadtjahres 2007 teil. Die Ausstellung Nero – Kaiser, Künstler und Tyrann wurde 2016 veranstaltet. Anlässlich des 200. Geburtstages von Karl Marx im Jahr 2018 veranstaltete man vom 5. Mai bis 21. Oktober 2018 die Große Landesausstellung Karl Marx 1818–1883. Leben. Werk. Zeit. sowohl im Rheinischen Landesmuseum als auch im Stadtmuseum Simeonstift Trier samt weiteren Ausstellungen im Museum Karl-Marx-Haus und im Museum am Dom.
Bei der Landesausstellung Der Untergang des Römischen Reiches vom 25. Juni bis 27. November 2022 mit über 205.000 Besuchern waren etwa 700 Exponate aus 130 Museen und 20 Ländern an den Standorten Rheinisches Landesmuseum Trier, Stadtmuseum Simeonstift Trier und Museum am Dom zu sehen.
Von Juni bis November 2025 ist die Landesausstellung Mark Aurel – Kaiser, Feldherr, Philosoph geplant.
Jugendzentren existieren in Trier-Mitte/Gartenfeld (Mergener Hof), Trier-Mariahof, Trier-Euren, Trier-Süd, Trier-Kürenz und Trier-Ehrang/Quint. Bis zur Schließung 2019 existierte in Trier-Nord mit dem Exzellenzhaus (Exhaus) knapp 50 Jahre ein Jugend- und Kulturzentrum. Ein Bürgerbegehren zur Wiederinbetriebnahme des Standortes wurde trotz erfüllten Quorums aus inhaltlichen Gründen vom Stadtrat Trier nicht zugelassen.
Im Stadtzentrum existieren zwei Kinos, das Programmkino Broadway Filmtheater und das Multiplex-Kino CinemaxX. Ergänzt wird die Kinolandschaft durch die Programme des Filmvereins F.ab! des Cineasta, des Unifilm und des Filmclubs Le Septième Art e. V.
Früher gab es über zwanzig Kinos im Bereich der heutigen Stadt Trier. Die größeren davon waren das Apollo in der Saarstraße, das Capitol in der Brotstraße, das Germania (Modernes Theater) in der Fleischstraße, das Metropol in der Moselstraße oder das Neue Theater (Reichshallen-Theater) in der Simeonstraße, jeweils mit 500 oder mehr Plätzen.

### Theater, Museen, Galerien
Seit 1802 besteht das Theater Trier (Oper, Operette, Musical, Ballett, Schauspiel, Studio-Bühne) und seit 1990 das Kleine Volkstheater Trier (Laienschauspiel in Trierer Mundart). Die Antikenfestspiele Trier wurden von 1998 bis 2010 veranstaltet.

Stadtmuseum Simeonstift
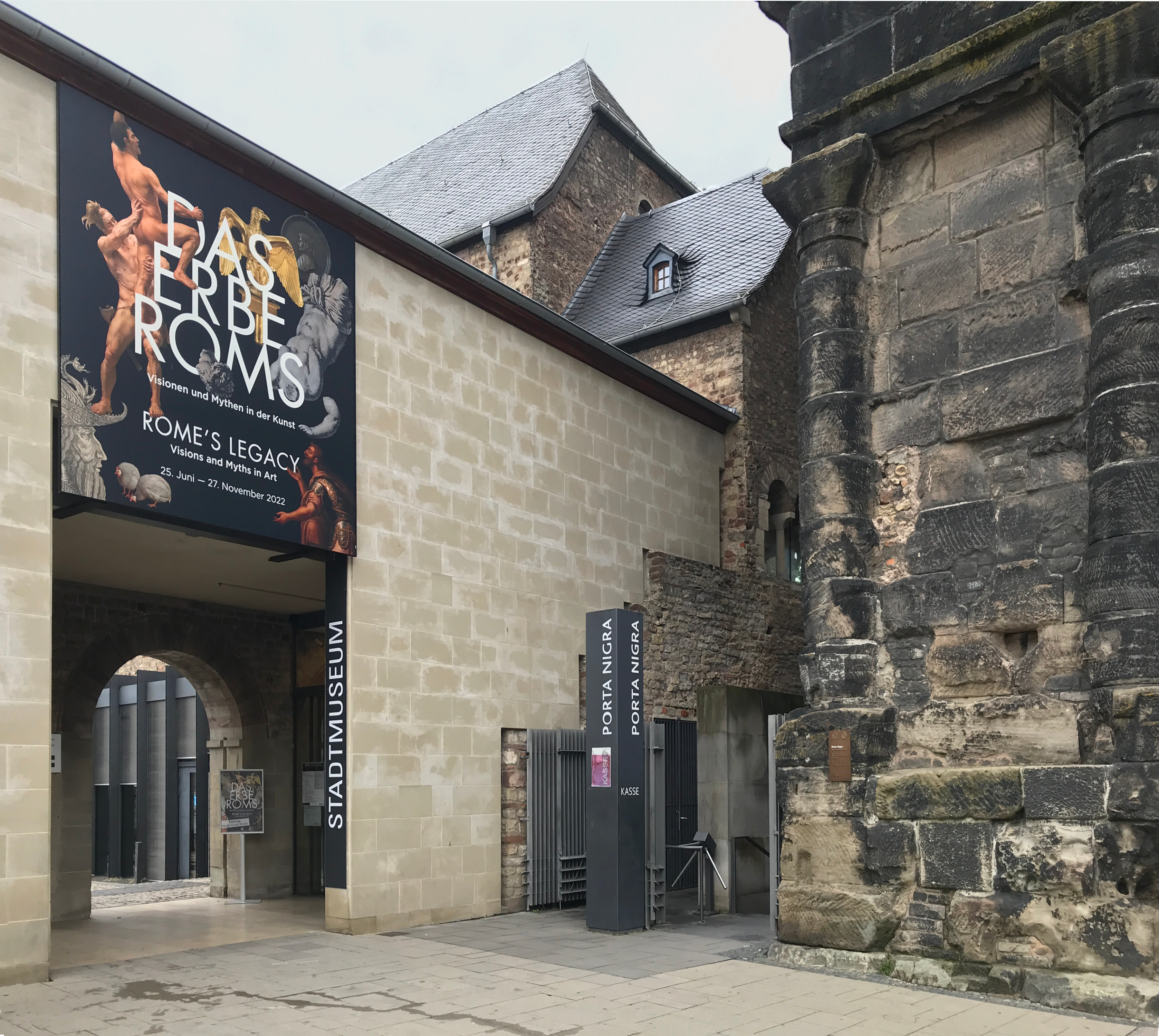
Eingang Museum und Porta Nigra
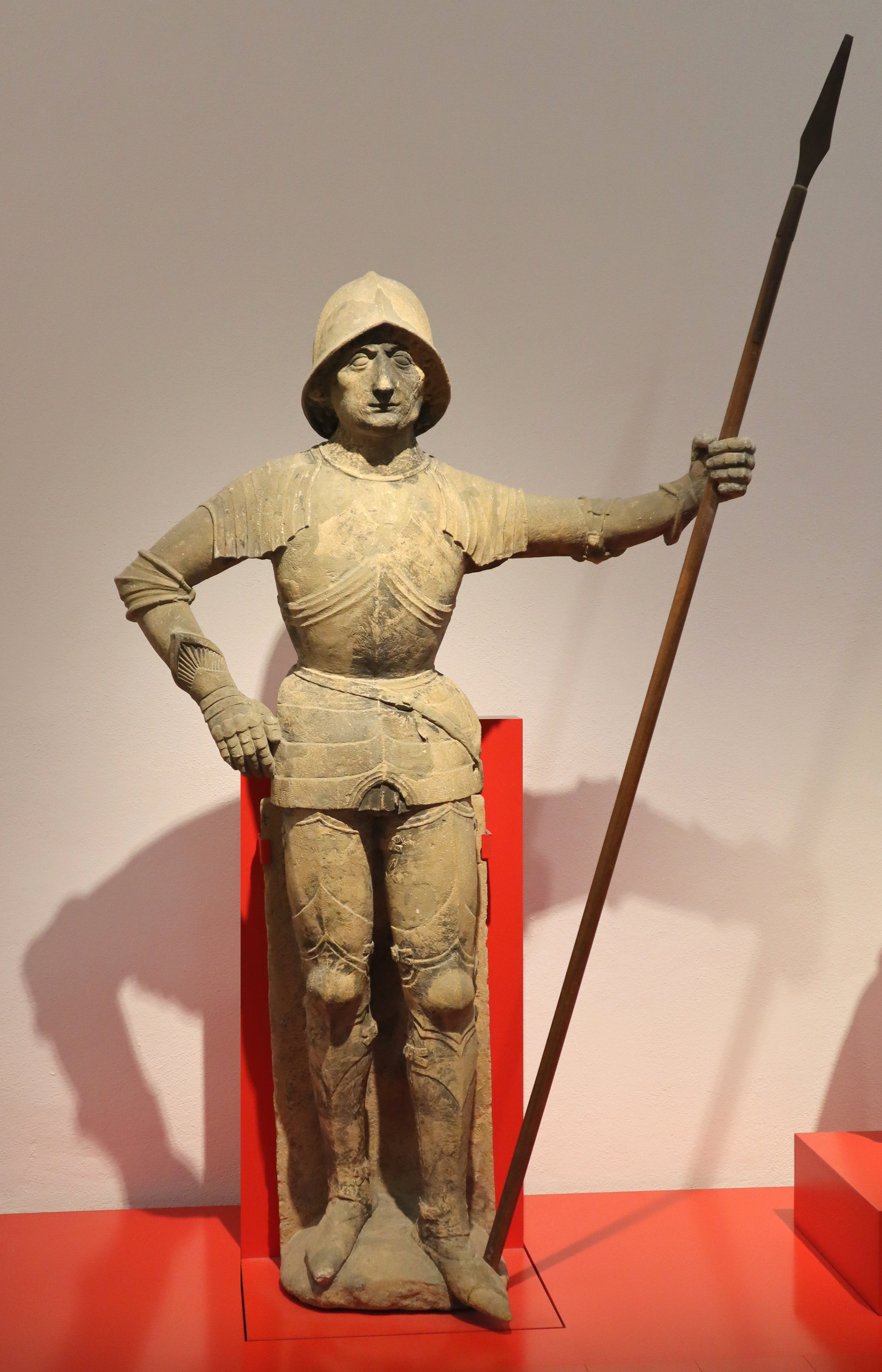
Ritter, ehemals an der „Steipe“
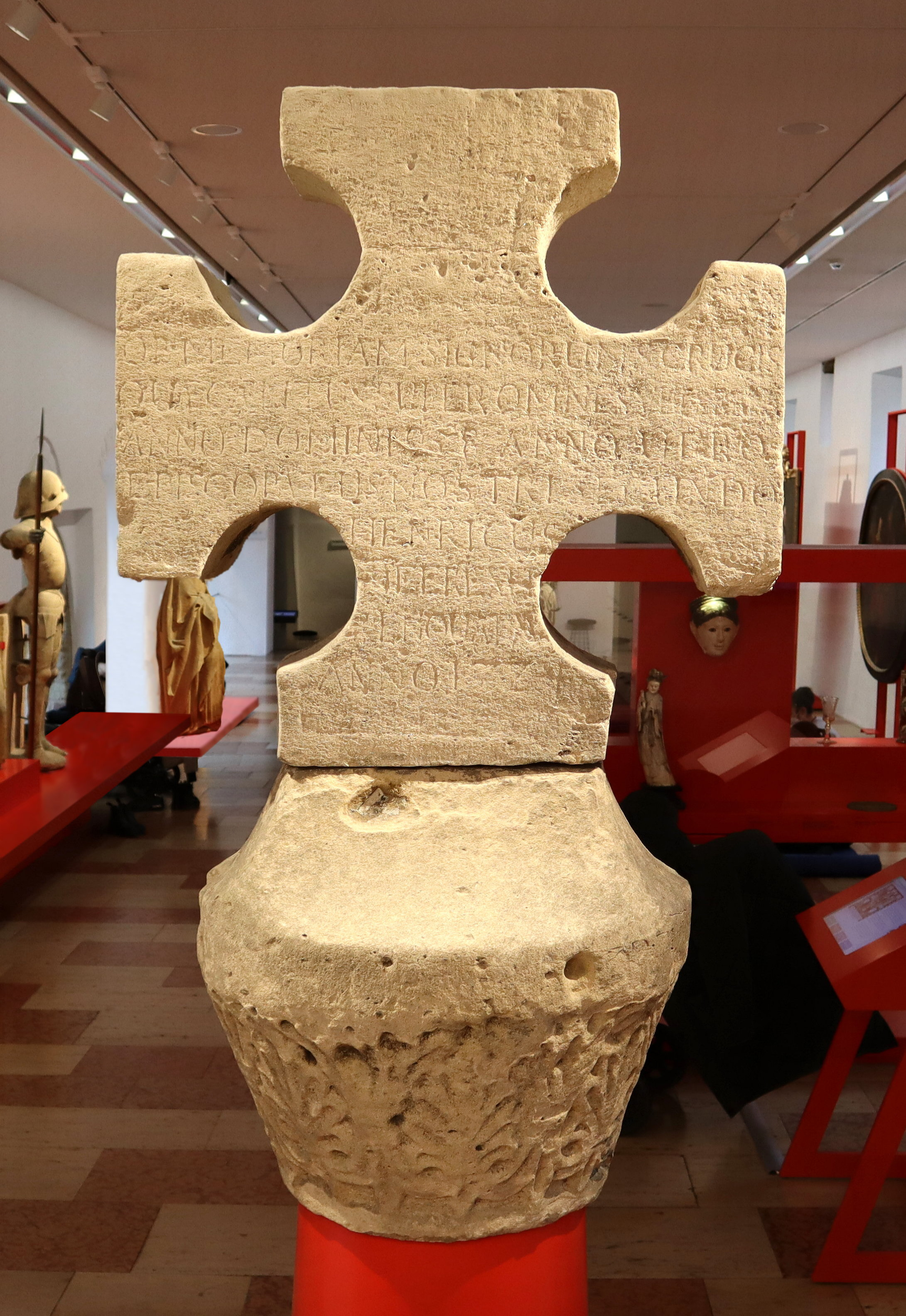
Marktkreuz, original

Das Rheinische Landesmuseum Trier ist eines der größten und bedeutendsten archäologischen Museen in Deutschland.
Exponate sind beispielsweise eine Nachbildung der Igeler Säule, antike Fundstücke, Mosaikfußböden oder das Neumagener Weinschiff.
Das Bischöfliche Dom- und Diözesanmuseum hat die Aufgabe, die Kultur- und Frömmigkeitsgeschichte des Bistums Trier zu erforschen.
Das Stadtmuseum Simeonstift zeigt Kunst- und Kulturschätze vom Mittelalter bis ins 20. Jahrhundert, so zum Beispiel das Trierer Gerichtsbild von 1589 oder ein Stadtmodell von Trier um 1800.
Das Karl-Marx-Haus ist das Geburtshaus des deutschen Ökonomen, Philosophen, Autors und Revolutionärs Karl Marx und heute ein Museum.
Die Schatzkammer der Stadtbibliothek Trier enthält kostbare Bücher und Handschriften aus dem Mittelalter und der frühen Neuzeit, wie zum Beispiel die Gutenberg-Bibel, Coronelli-Globen, Karten oder Glasmalerei.
Das Verkehrsmuseum Trier in der Gottbillstraße wird geführt von den Trierer Stadtwerken in Zusammenarbeit mit Mitgliedern des Straßenbahnervereins Trier.
Das Spielzeugmuseum in der Steipe am Hauptmarkt zeigt mehr als 5000 Exponate, darunter Puppen, Eisenbahnen, Brettspiele oder Baukästen aus verschiedenen Epochen und Ländern.
Das Haus des Waldes (Waldmuseum) befindet sich beim Drachenhaus im Weißhauswald beim Wildgehege und an einem Waldlehrpfad.
Das Freilichtmuseum Roscheider Hof liegt in Konz direkt an der Gemarkungsgrenze zu Trier. Es wurde 1973 u. a. vom Landkreis Trier-Saarburg und den Städten Trier und Konz gegründet und stellt die Volkskultur der Region dar.
Kunstvereine und Galerien sind der Kunstverein Trier Junge Kunst, die Gesellschaft für Bildende Kunst Trier, die Galerie Junge Kunst, die Galerie Kaschenbach und weitere.

### Musik
In Trier sind zahlreiche Chöre aktiv, darunter die Trierer Sängerknaben, der Trierer Bachchor, der Chor über Brücken oder der Kathedraljugendchor Trier.
Ansässige Orchester sind das Philharmonische Orchester der Stadt Trier, das Collegium Musicum der Universität Trier, bestehend aus Chor und Orchester, das Collegium Musicum des Bildungs- und Medienzentrums im Palais Walderdorff sowie das „da capo“ Orchester Ehrang 1999 e. V. Der Reservistenmusikzug Trier 1966 ist der älteste Reservistenmusikzug Deutschlands. In den Stadtteilen gibt es darüber hinaus zahlreiche Musikvereine.
Jährlich im Sommer finden die Internationalen Orgeltage im Trierer Dom statt sowie der Sommerzyklus der Orgelkonzerte in der Konstantinbasilika.
Das Summerblast Festival in der SWT-Arena (bis 2018 im Jugend- und Kulturzentrum Exzellenzhaus) fand zuletzt 2022 statt.
Das Electronic River Festival im Rahmen des Zurlaubener Heimatfestes gibt es seit 2011.
Trier ist auch Spielort des Mosel Musikfestivals mit nationalen und internationalen Stars und Orchestern. Des Weiteren spielen seit 2015 beim jährlichen Musikfestival Porta hoch drei verschiedene deutsche Musiker und Bands direkt vor der namensgebenden Sehenswürdigkeit.

### Bauwerke
Sechs römische und zwei mittelalterliche Kulturdenkmäler in Trier und die römische Igeler Säule im benachbarten Igel wurden 1986 als UNESCO-Welterbe Römische Baudenkmäler, Dom und Liebfrauenkirche in Trier ausgezeichnet.

#### Antike
Kulturdenkmäler aus der Antike sind die Porta Nigra, das Wahrzeichen der Stadt, das Amphitheater, die Kaiserthermen, die Barbarathermen, die Konstantinbasilika oder die Römerbrücke.
Sehenswert sind darüber hinaus die Thermen am Viehmarkt, das über 1000 Sarkophage umfassende antike Gräberfeld unter der Reichsabteikirche St. Maximin, die Albanagruft und weitere römische Grabkammern auf dem Gelände des Friedhofs der Benediktinerabtei St. Matthias oder außerhalb der Kernstadt das Palatiolum in Trier-Pfalzel mit dem sogenannten Küsterhaus, dem ältesten bewohnten römischen Steinhaus in Deutschland.

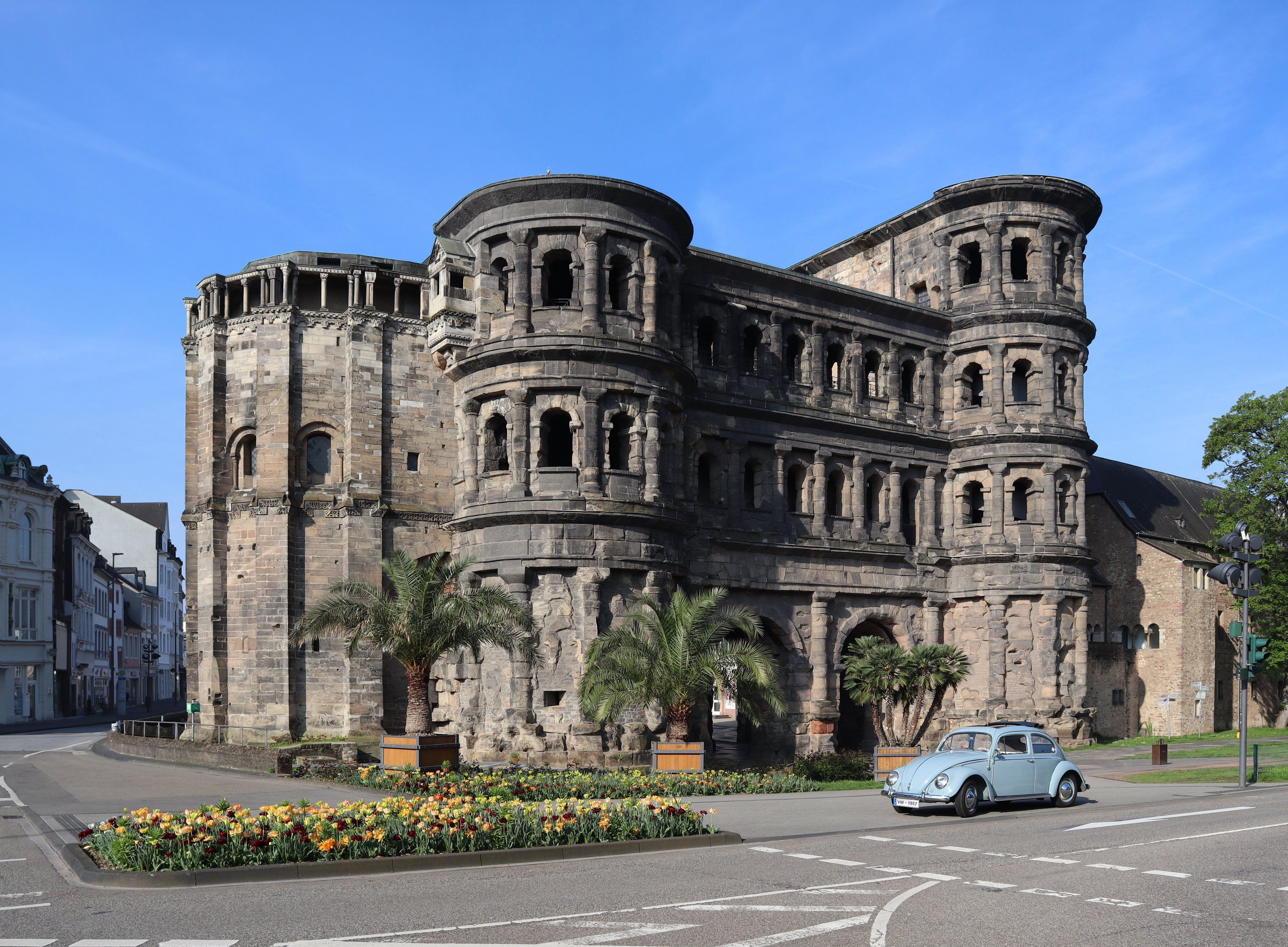
Porta Nigra
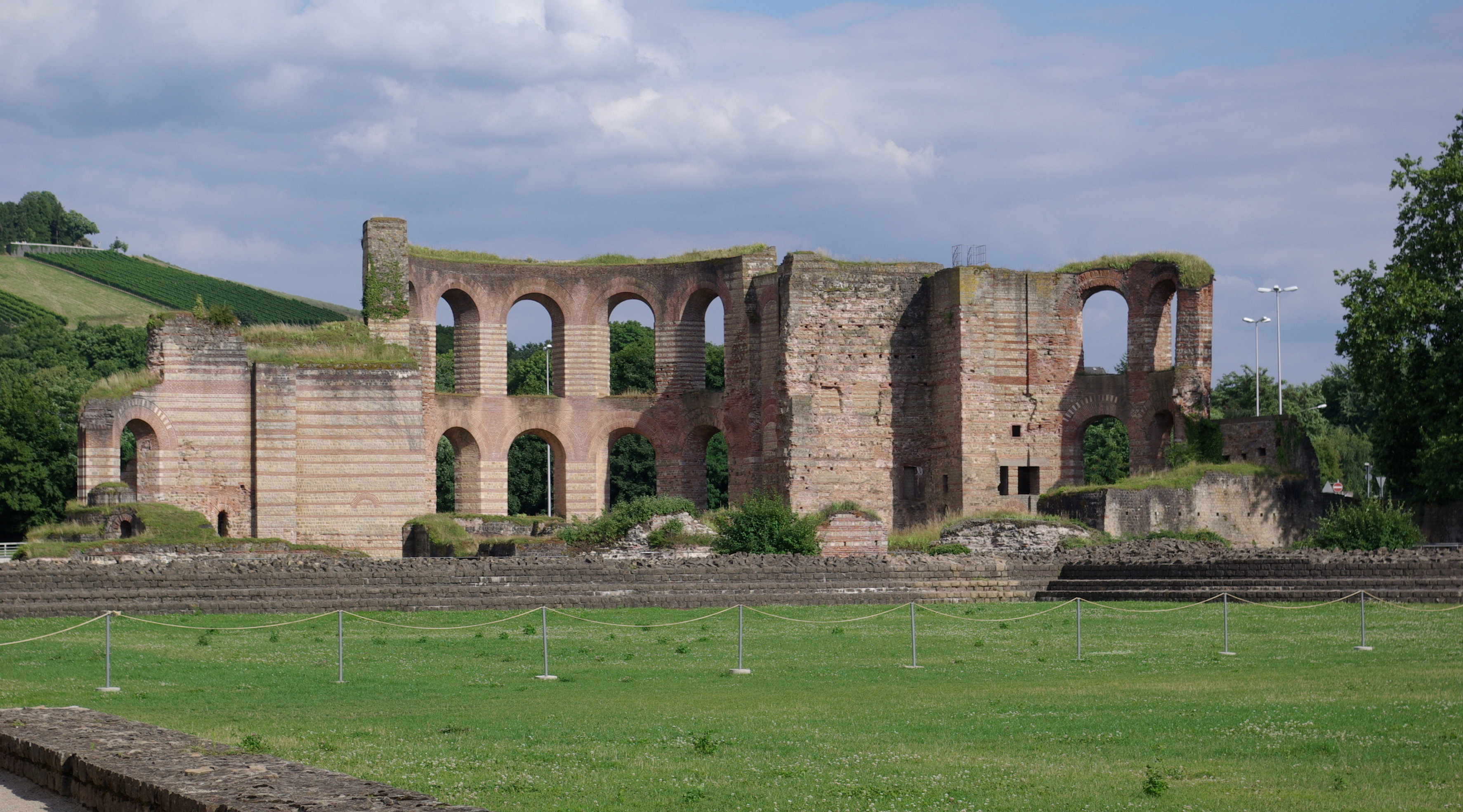
Kaiserthermen (Innenansicht)
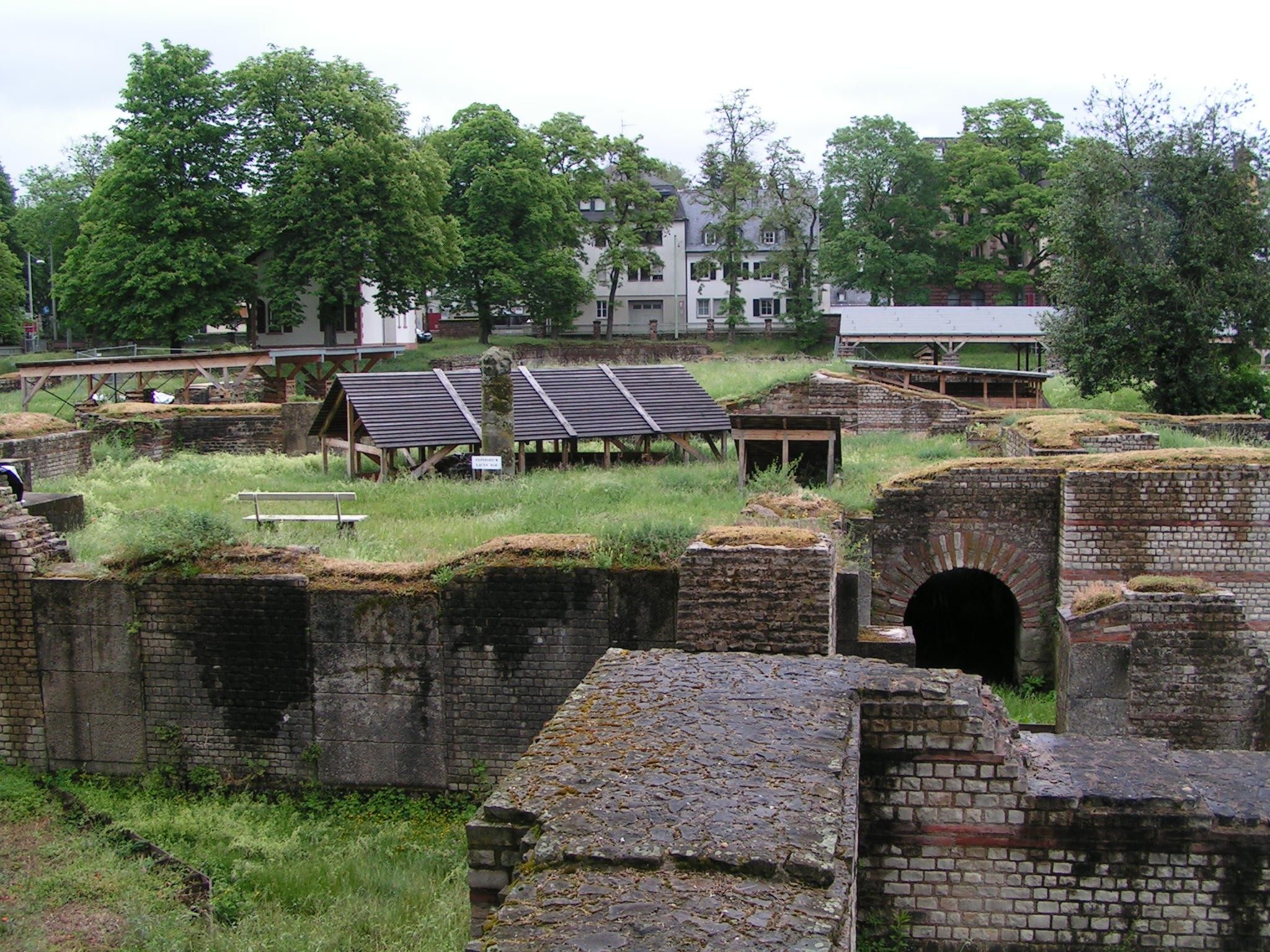
Barbarathermen
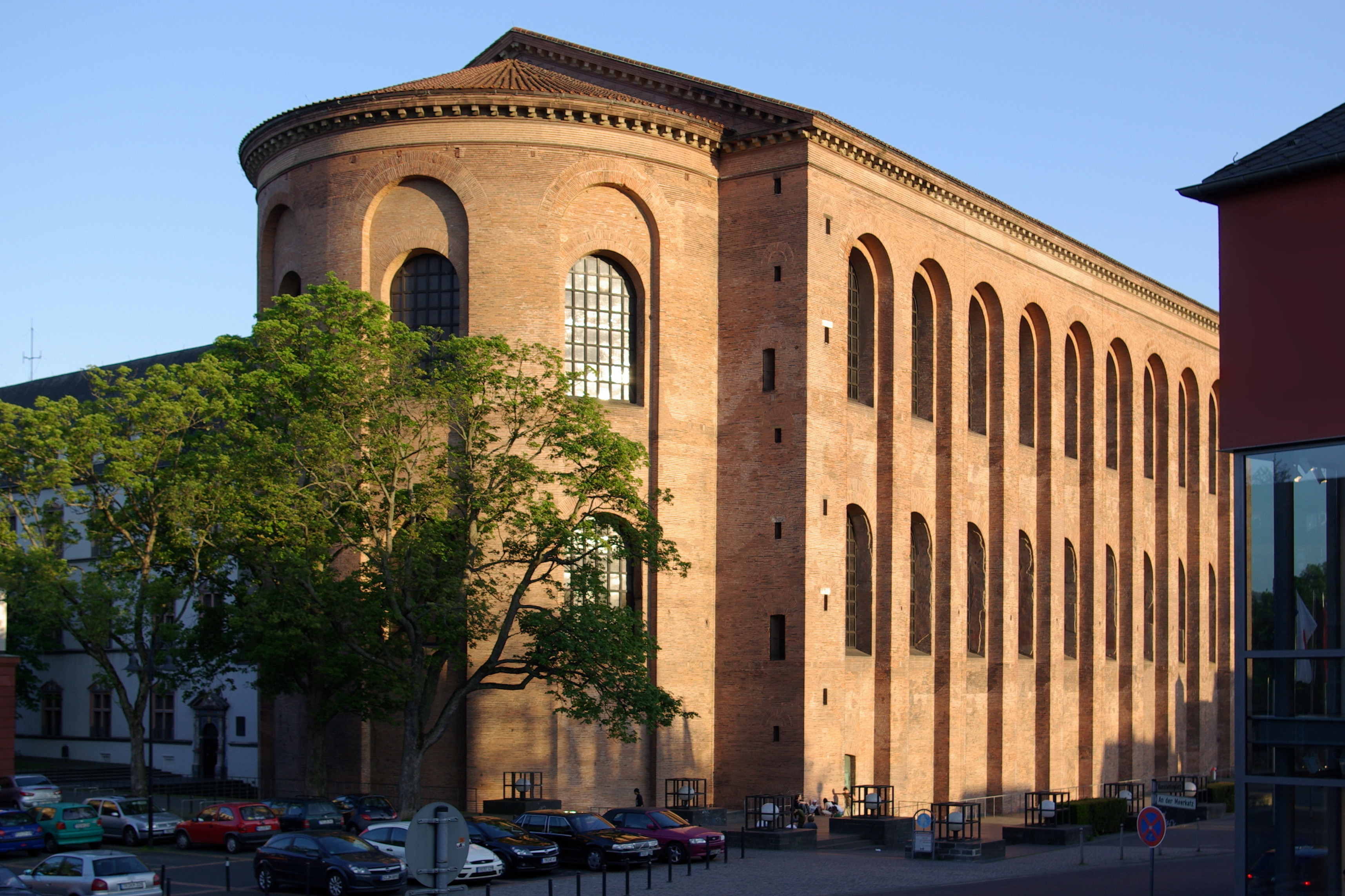
Konstantinbasilika
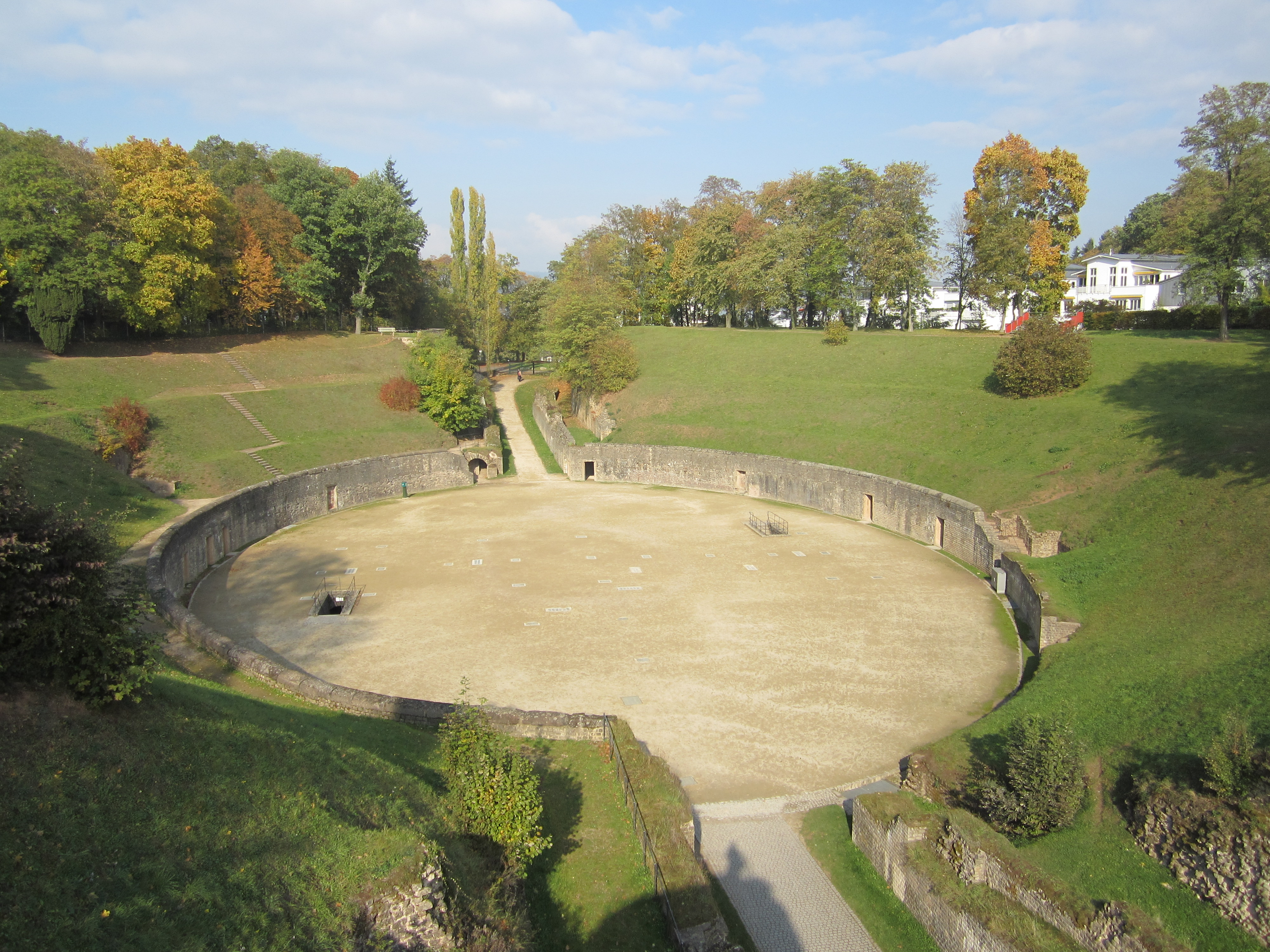
Amphitheater

#### Mittelalter und Renaissance
Mittelalterliche Bauwerke in Trier sind allen voran der Trierer Dom St. Peter, die älteste Bischofskirche Deutschlands, und die mit dem Dom durch einen Kreuzgang verbundene gotische Liebfrauenkirche (1227–1243 erbaut). Außerhalb der mittelalterlichen Stadtgrenzen steht die Benediktinerabtei St. Matthias mit ihrer romanischen Kirche, die der Legende nach das Grab des Apostels Matthias beherbergt. Reste der ehemaligen Stiftskirche in Trier-Pfalzel bilden das Querschiff der heutigen Pfarrkirche. Ursprünglich romanischer Architektur ist auch die Heiligkreuz-Kapelle in Trier-Heiligkreuz.
Von einst zahlreichen wehrhaften romanischen Wohntürmen haben sich der Frankenturm, der Turm Jerusalem und der Konviktsturm erhalten. Weniger einem Wehrturm als einem befestigten Wohnhaus gleicht das frühgotische Dreikönigenhaus in der Simeonstraße. Aus dem Mittelalter stammen auch die ältesten Teile des Hauptmarkts mit der rekonstruierten Steipe, dem Marktkreuz, der von Wohnhäusern umbauten Kirche St. Gangolf und der naheliegenden Judengasse. In der Renaissance wurde der Petrusbrunnen auf dem Platz errichtet. Am Domfreihof enthält der ursprünglich gotische Bau Kurie Von der Leyen nach Umbauten heute Renaissance- und Barockelemente.
Zu weiteren Überresten des mittelalterlichen Triers gehören Reste der Stadtmauer Triers, der Stadtmauer des heutigen Stadtteils Ehrang und der Befestigungen im Stadtteil Pfalzel. Von der ehemaligen Burg Pfalzel sind mehrere Türme erhalten. Eines der ältesten erhaltenen Gebäude in Pfalzel ist das Rosportsche Haus von 1579. Der Zewener Turm im Stadtteil Zewen ist eine wehrhafte ehemalige Zollanlage.
An der Mosel stehen die alten Kräne „Alter Krahnen“ von 1413 und der barocke „(Alte) Zollkran“ von 1774, auch „Jüngerer Moselkran“ genannt.

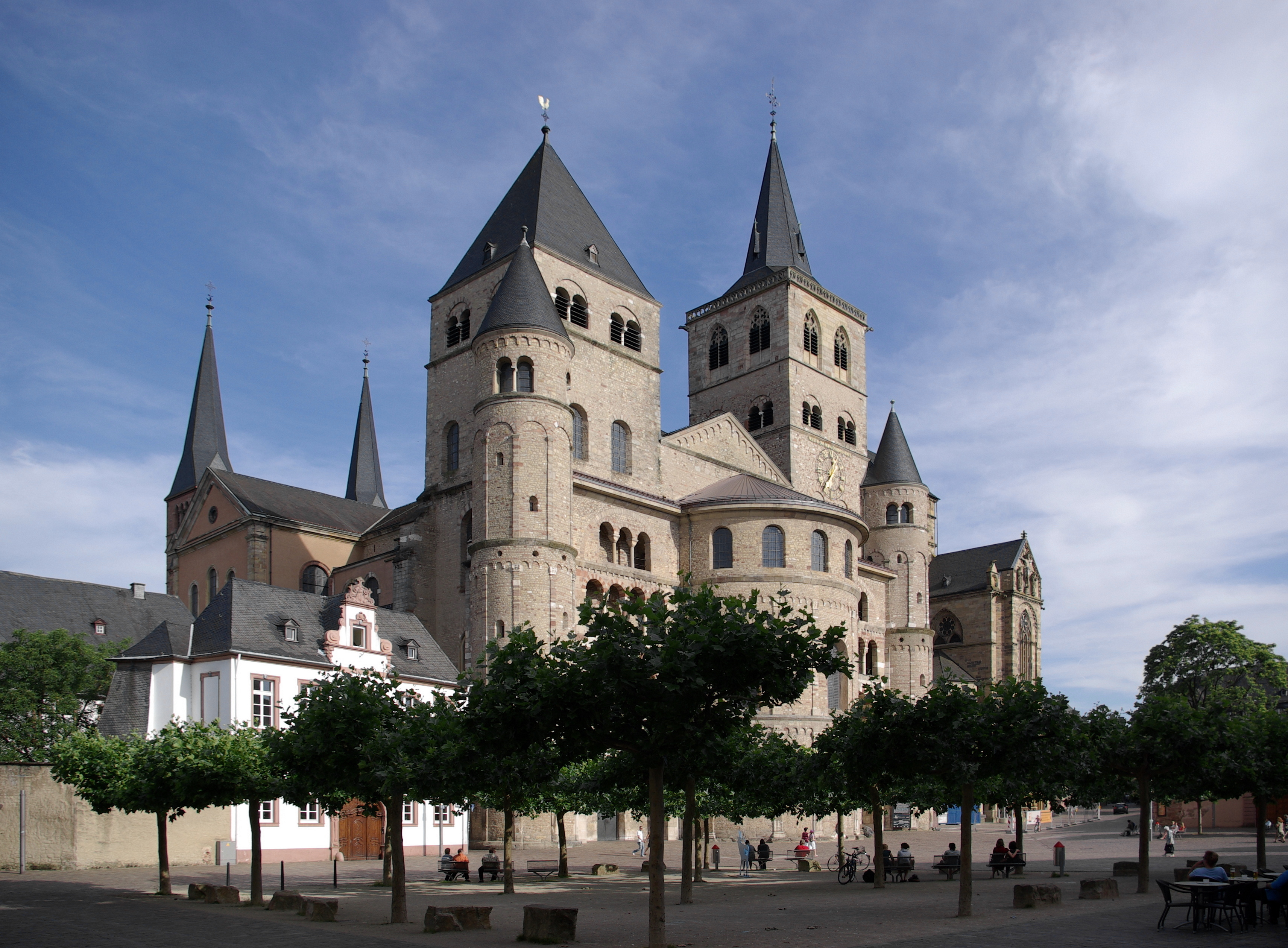
Hoher Dom
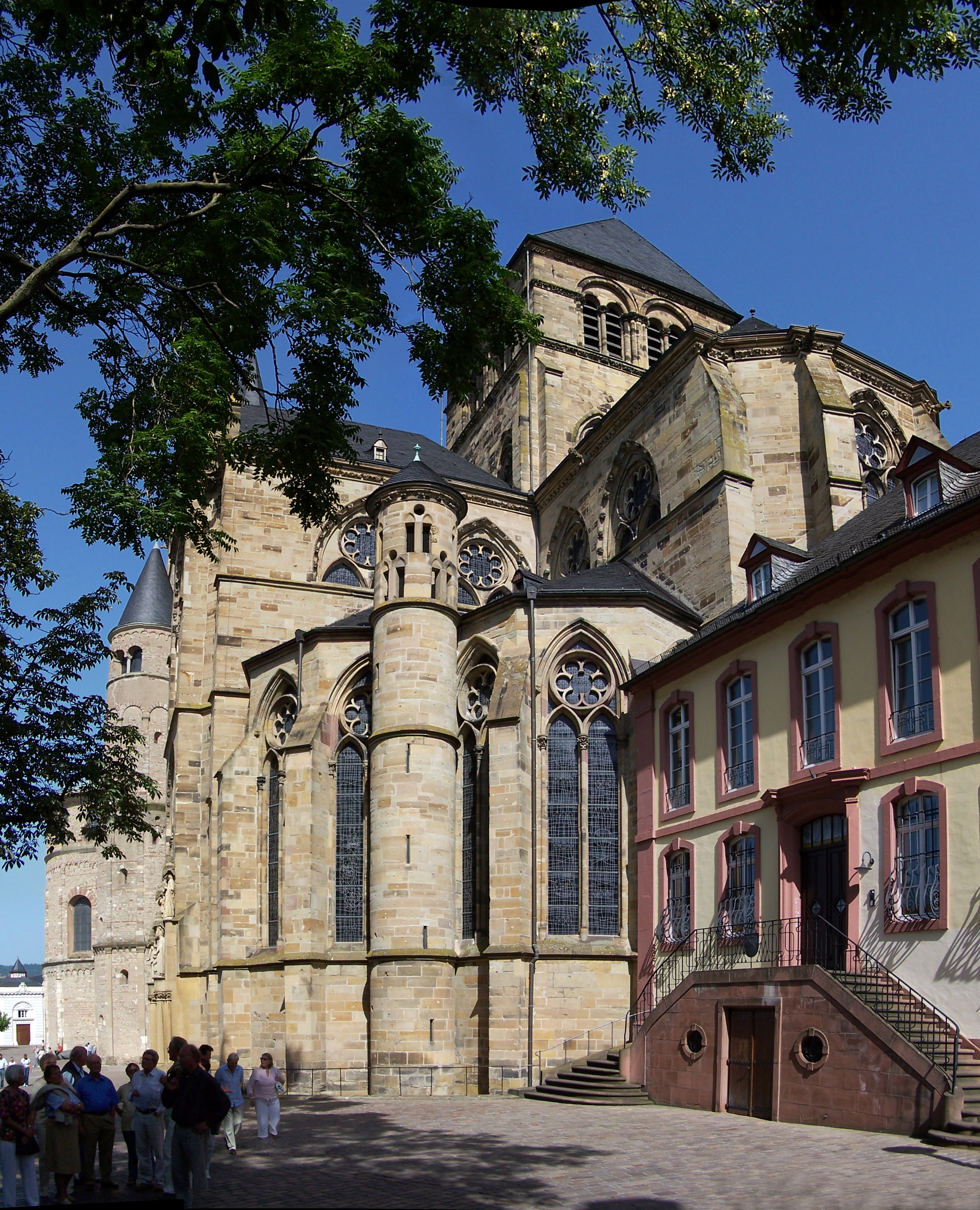
Liebfrauenkirche
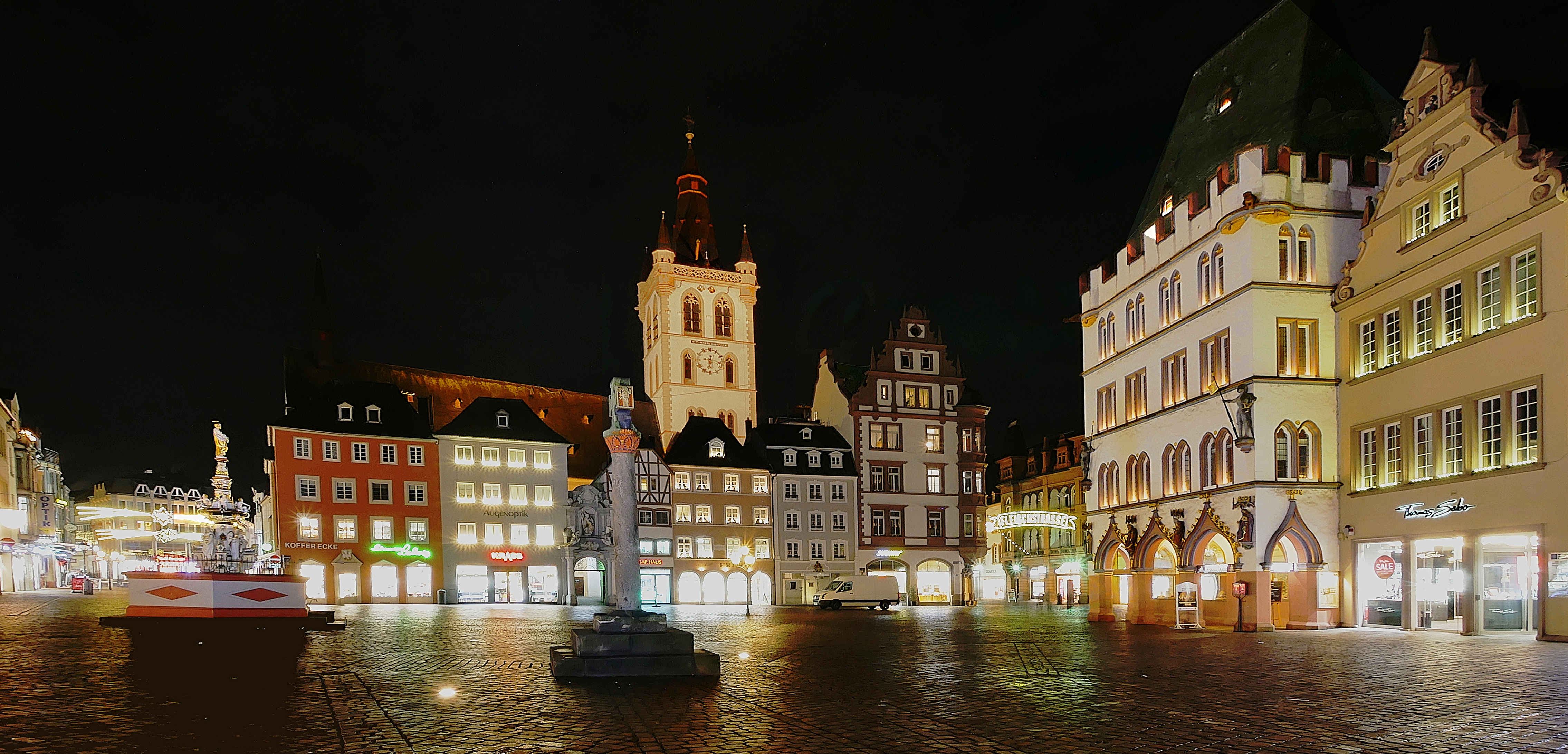
Hauptmarkt
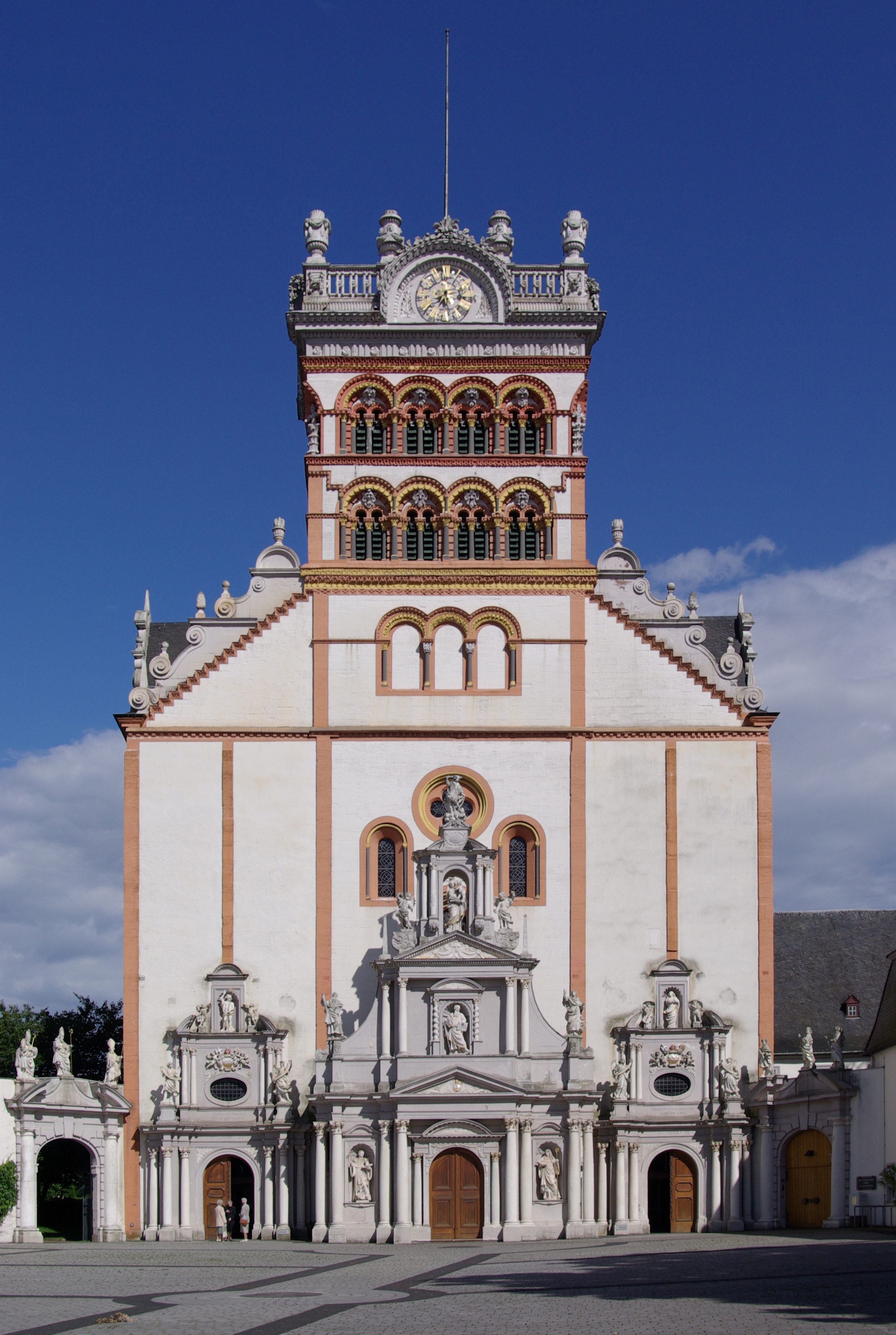
St. Matthias
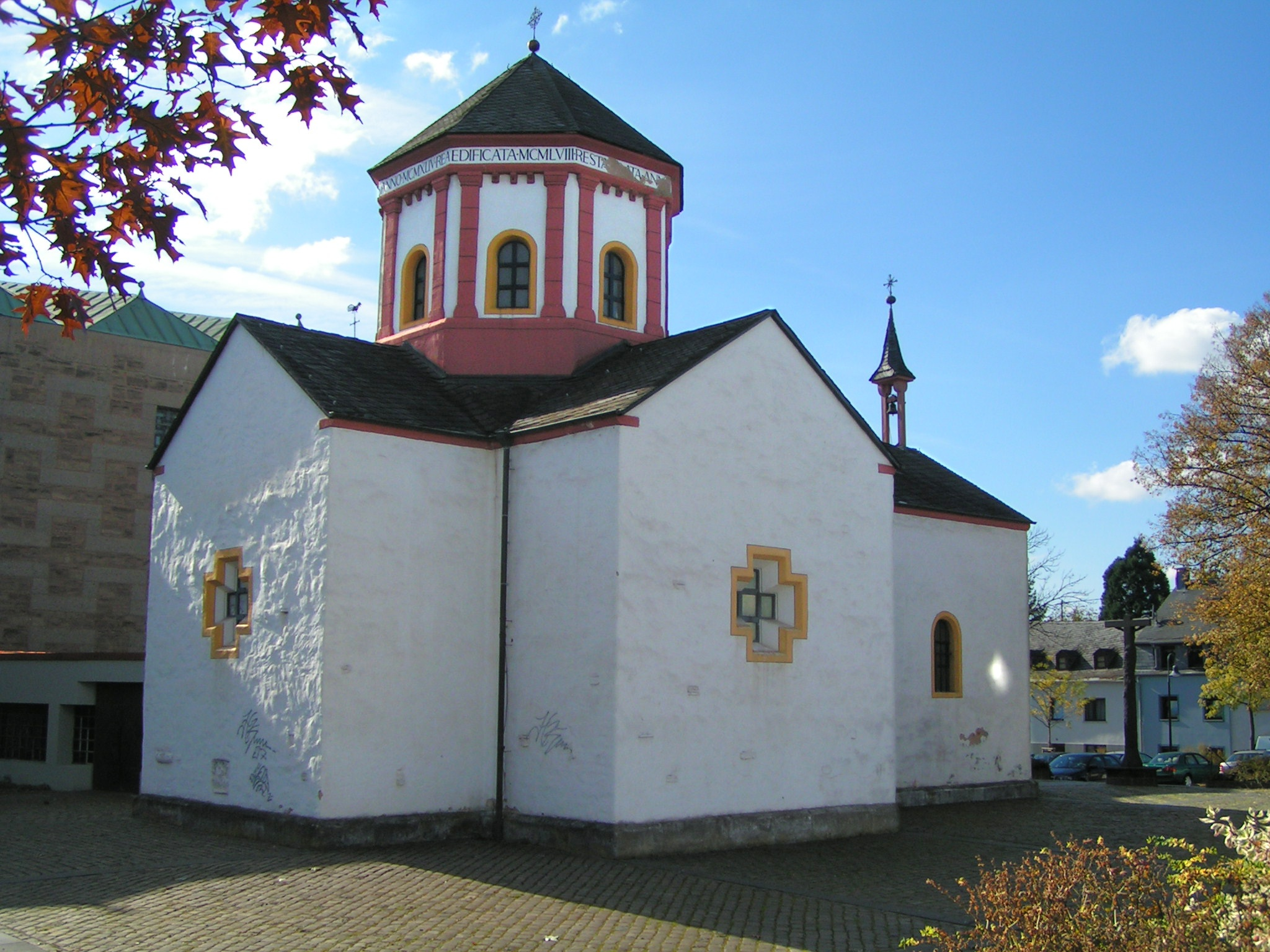
Heiligkreuz-Kapelle

#### 17. und 18. Jahrhundert
Das Kurfürstliche Palais wurde im 17. Jahrhundert unter Lothar von Metternich und Philipp Christoph von Sötern als Residenz der Erzbischöfe und Kurfürsten mit einem vierflügeligen Hochschloss errichtet, aber nur wenig dauerhaft genutzt. Vom sich nördlich anschließenden Niederschloss sind nur das St.-Petersburg-Portal und der Rote Turm aus dem Jahr 1647 erhalten, letzterer dient heute als Glockenturm der Konstantinbasilika. Diese wurde beim Bau des Kurfürstlichen Palais zunächst teilweise niedergelegt, teilweise in dessen Westflügel integriert. Im 18. Jahrhundert erhielt das Palais einen Rokokoflügel auf der Südseite. Für den Wiederaufbau der Basilika wurde der Westflügel des Palais abgerissen und der Südflügel verkürzt.
Weitere Schlossbauten außerhalb der Kernstadt sind das Quinter Schloss im Stadtteil Trier-Quint und das Schloss Monaise zwischen Zewen und Euren.
In der Trierer Altstadt stehen noch viele barocke Wohn- und Geschäftsgebäude. Aus dem 17. Jahrhundert stammt das Rote Haus am Marktplatz. Sowohl das Karl-Marx-Haus genannte Geburtshaus des Gesellschaftstheoretikers mit Museum als auch das Karl-Marx-Wohnhaus, in dem er aufwuchs, stammen im Kern aus dem 18. Jahrhundert. Erhaltene barocke Stadtpalais sind das Palais Kesselstatt und das Palais Walderdorff. Als älteste Apotheke Deutschlands gilt die Löwen-Apotheke am Hauptmarkt in einem Gebäude aus dem späten 17. oder frühen 18. Jahrhundert. Der Georgsbrunnen auf dem Kornmarkt gilt als besonders schöner Rokokobrunnen.
Kirchenbauten des Barock und Rokoko sind die Basilika St. Paulin, die ehemalige Klosterkirche St. Irminen und die Kapelle des ehemaligen Leprosoriums St. Jost mit einem Siechenhaus und dem ehemaligen Leprosenfriedhof in Trier-Biewer.
Im Stadtteil Pallien findet sich ein Ensemble im alten Ortskern mit dem Hofhaus der Abtei St. Martin, Handwerker- und Tagelöhnerhäusern sowie der Kirche St. Simon und Juda.

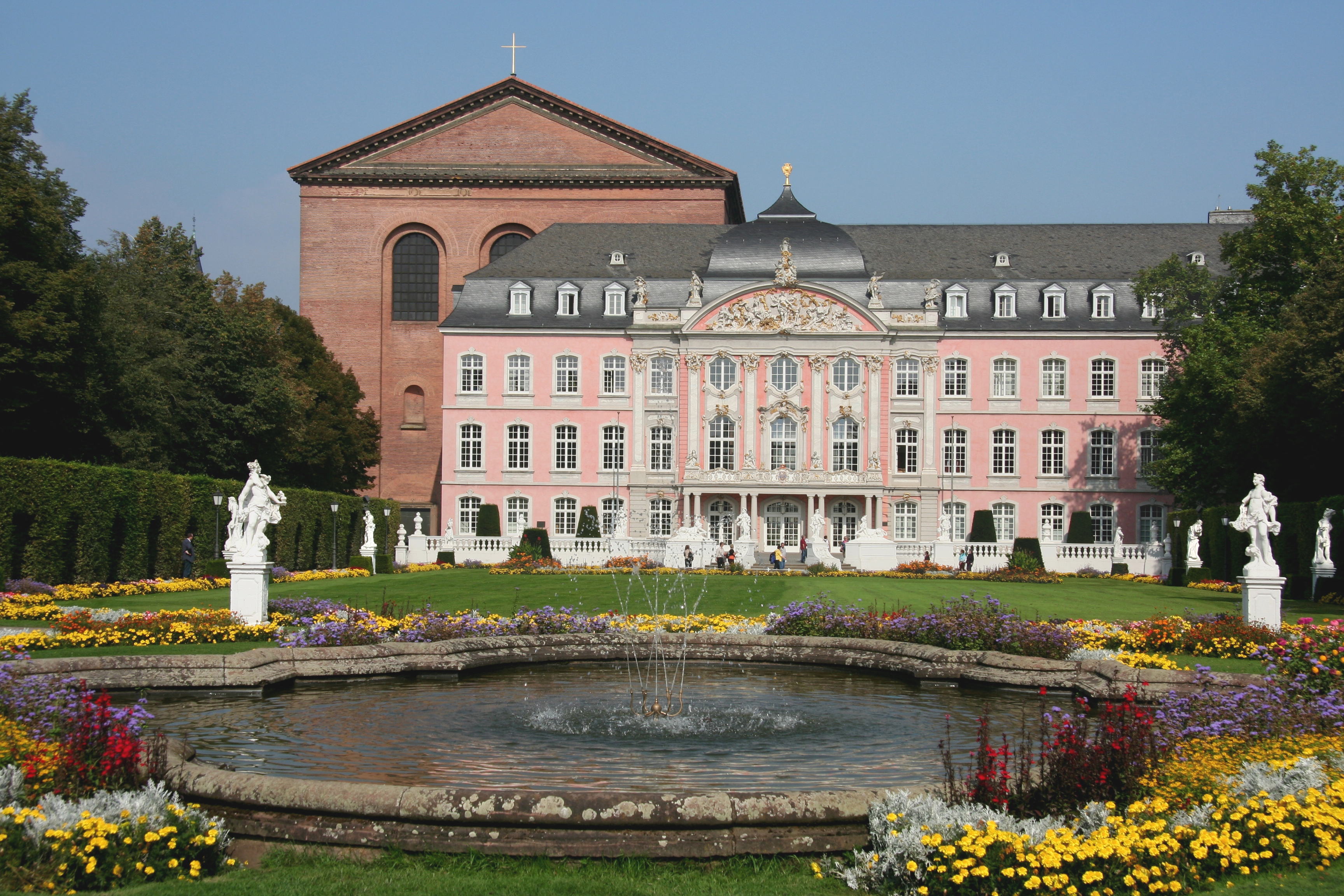
Kurfürstliches Palais
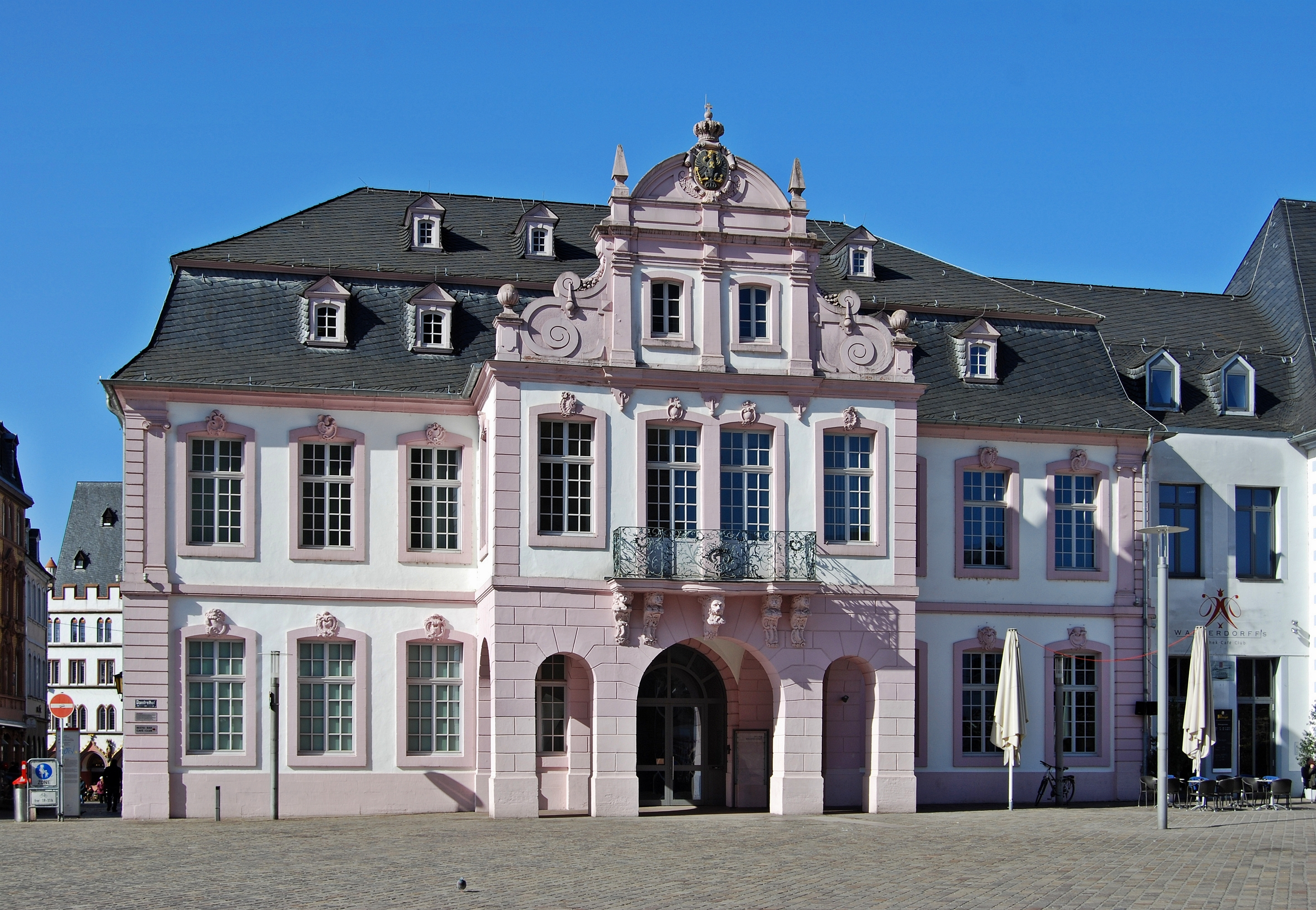
Palais Walderdorff
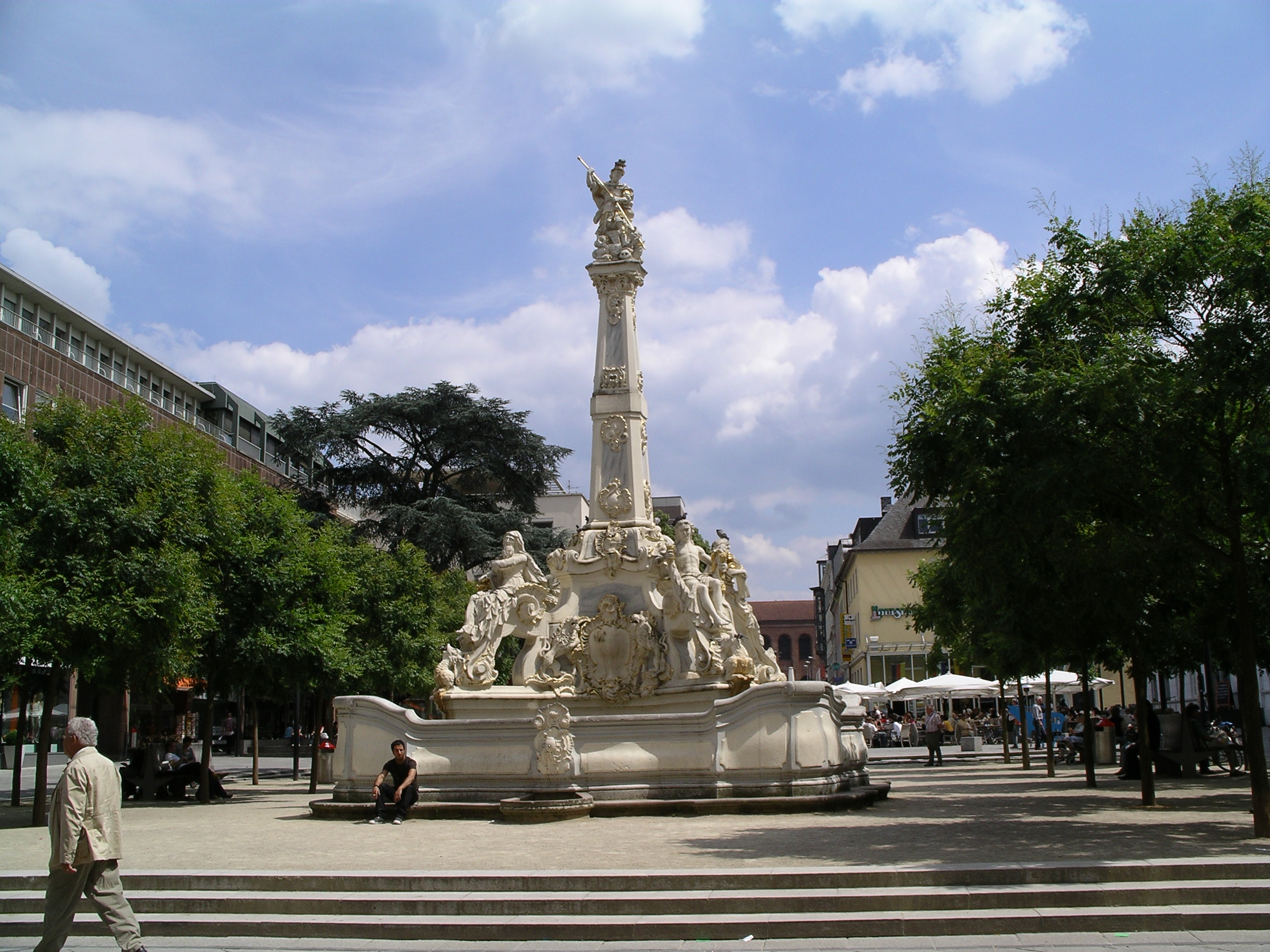
St. Georgsbrunnen
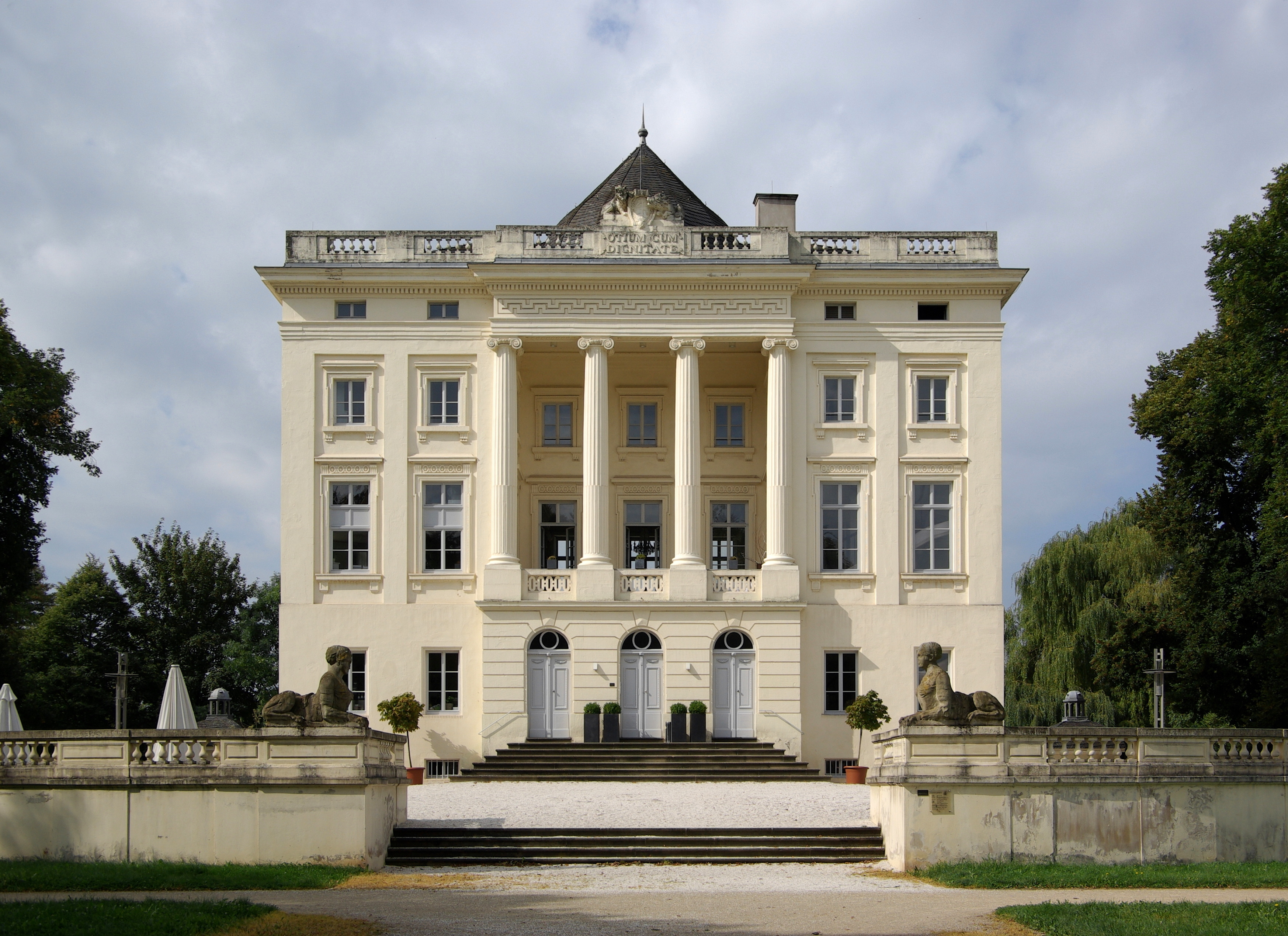
Schloss Monaise
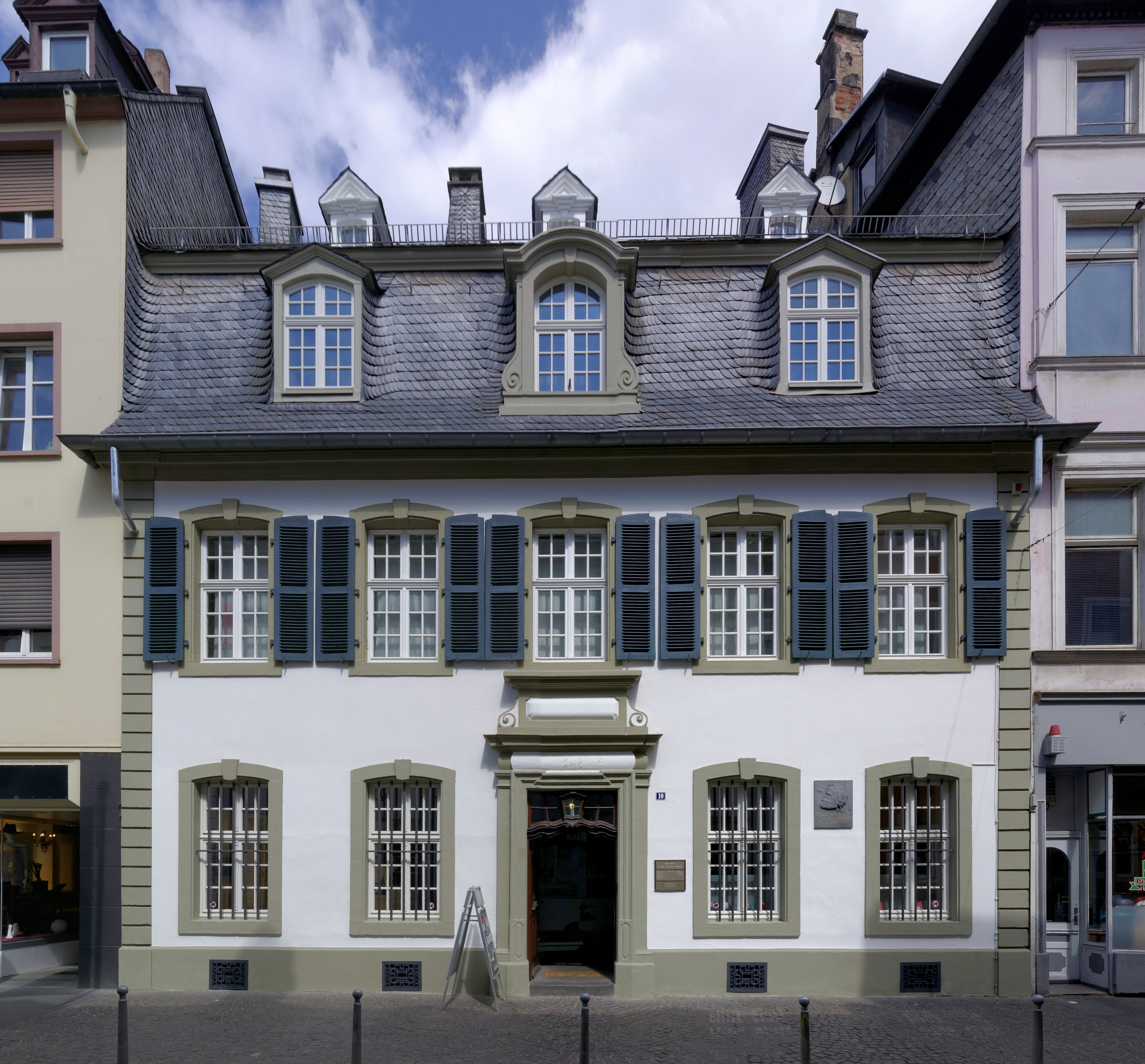
Karl-Marx-Haus

#### 1800 bis 1933
1804 wurde der Hauptfriedhof Trier angelegt, auf dem Grabmäler aus dem 19. und 20. Jahrhundert erhalten sind. Der jüdische Friedhofsteil wird seit 1920 belegt. Der vorher genutzte, schon im 17. Jahrhundert angelegte Alte Jüdische Friedhof an der Weidegasse enthält noch 446 Grabsteine, der älteste erhaltene aus dem Jahr 1686.
Aus dem frühen 19. Jahrhundert stammt das klassizistische ehemalige Französische Casino am Kornmarkt. Ensembles von Jugendstilhäusern stehen noch in den Bereichen Eberhardstraße, Fleischstraße, Nagelstraße, Neustraße, Speestraße und Im Gartenfeld. Der Historismus hinterließ zahlreiche katholische Kirchenbauten: Neuromanisch sind St. Martin im Maarviertel und das Redemptoristenkloster St. Josef in der Feldstraße, neugotisch dagegen Herz Jesu in Trier-Süd, St. Helena in Euren, St. Peter in Ehrang und St. Germanus in Feyen-Weismark. Bereits zur Frühmoderne lassen sich die ehemalige Klosterkirche St. Clara des Klarissinnenklosters auf dem Petrisberg (1930) und die Evangelische Kirche in Ehrang zählen.
Bedeutende Denkmäler aus der Zeit bis 1900 sind die Mariensäule (1859–1866) auf dem Pulsberg und der Balduinbrunnen (1897) im Nordosten des Alleenrings.
Über das gesamte Stadtgebiet finden sich Gebäude der teilweise erhaltenen Kasernenanlagen: Maximinkaserne (1802–ca. 1944), Palastkaserne (1803–1930), Städtische Kaserne (Trier) (auch Gneisenaukaserne) (1899–ca. 1930), Hornkaserne (Trier) (1889–1930), Artilleriekaserne (Trier) (1912–1928), Goeben-Kaserne (Trier) (1912–1930), Jägerkaserne (Trier-Nord) (1913–1992), Jägerkaserne (Trier-West) (1913–2014), Kemmelkaserne auf dem Petrisberg (1936–1999), Neue Hornkaserne (1937–1985), Kaserne Feyen (1938–1999) und General-von-Seidel-Kaserne (1952–2012).

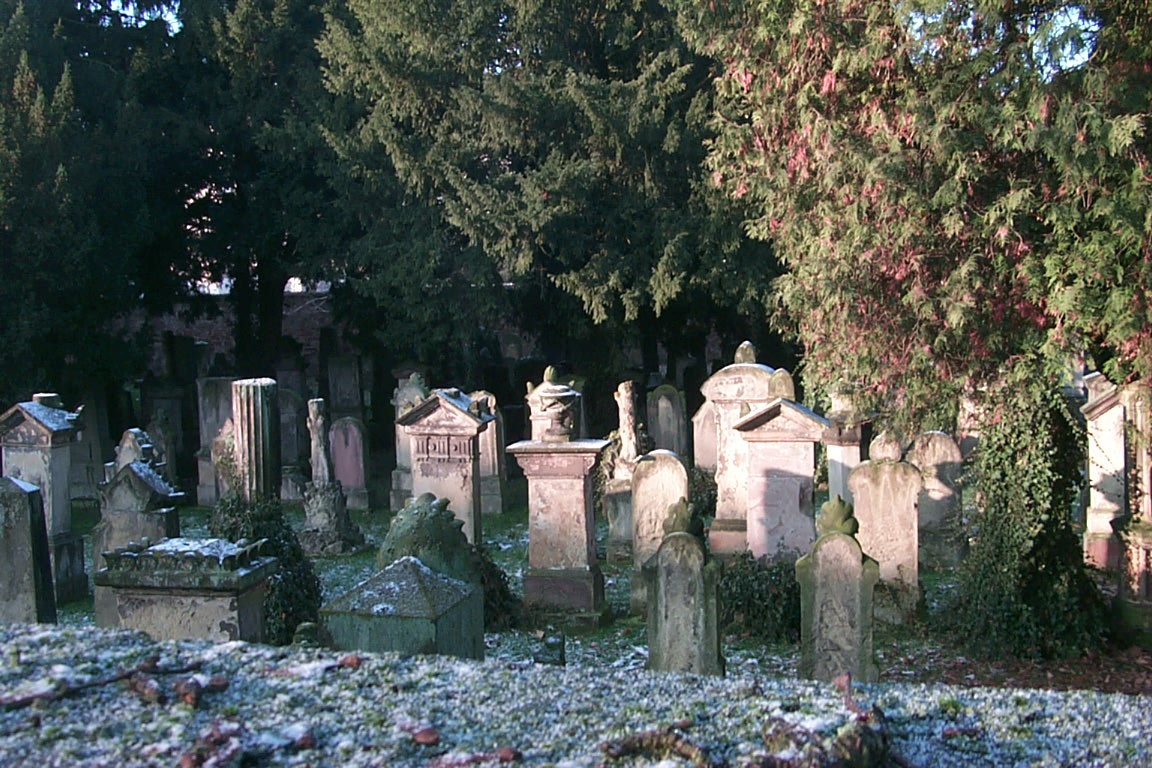
Alter Jüdischer Friedhof
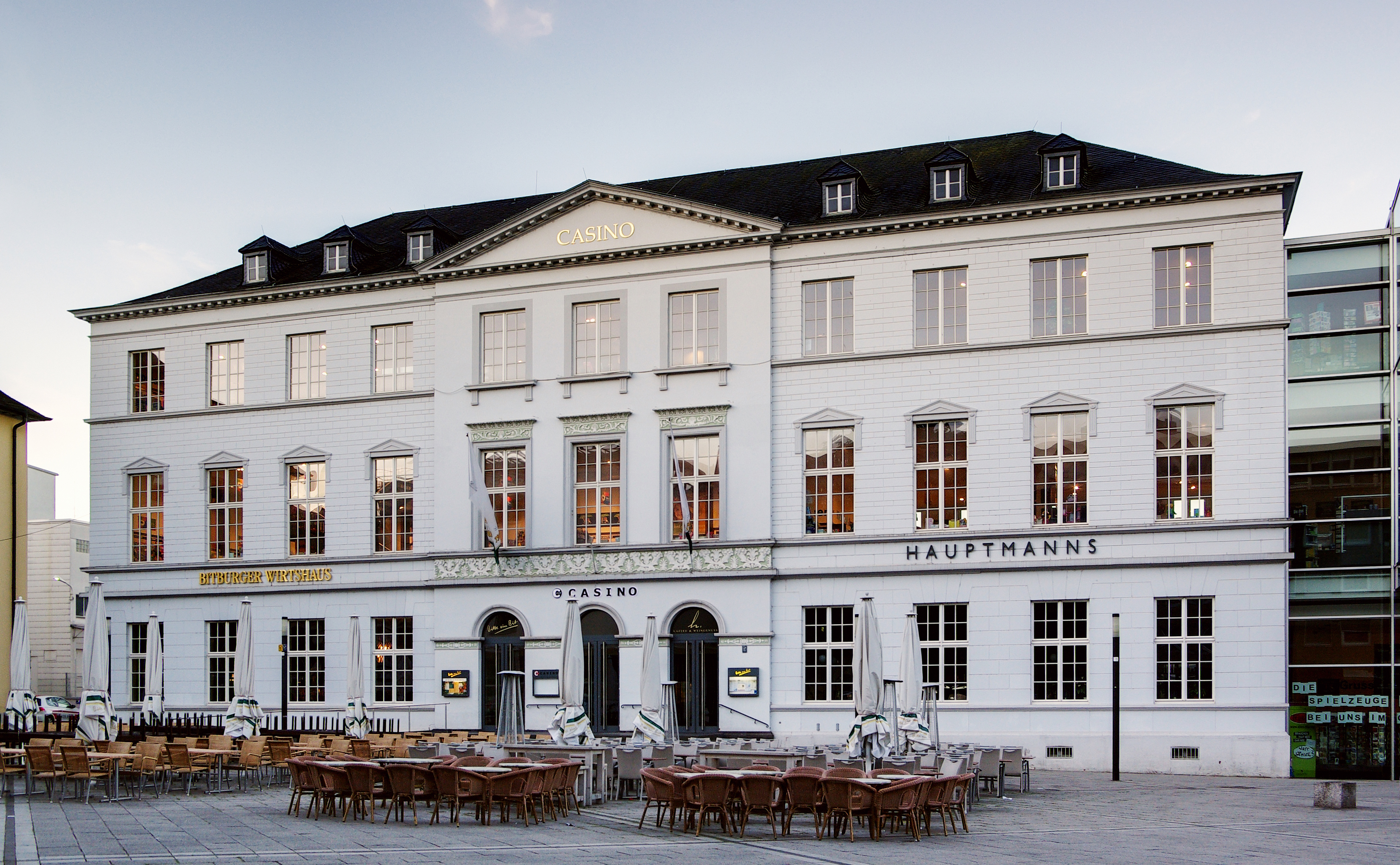
Französisches Kasino
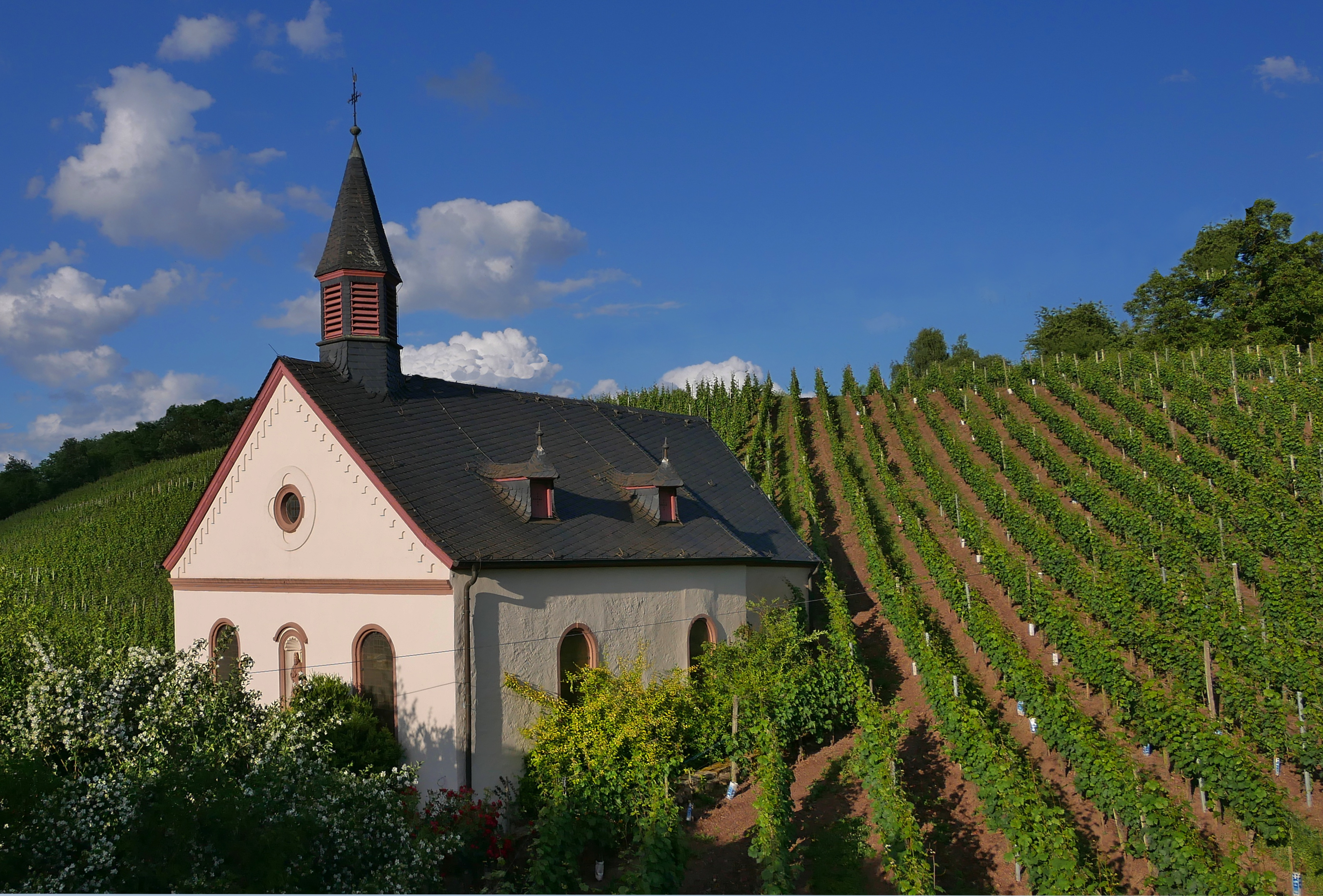
St. German ad undas
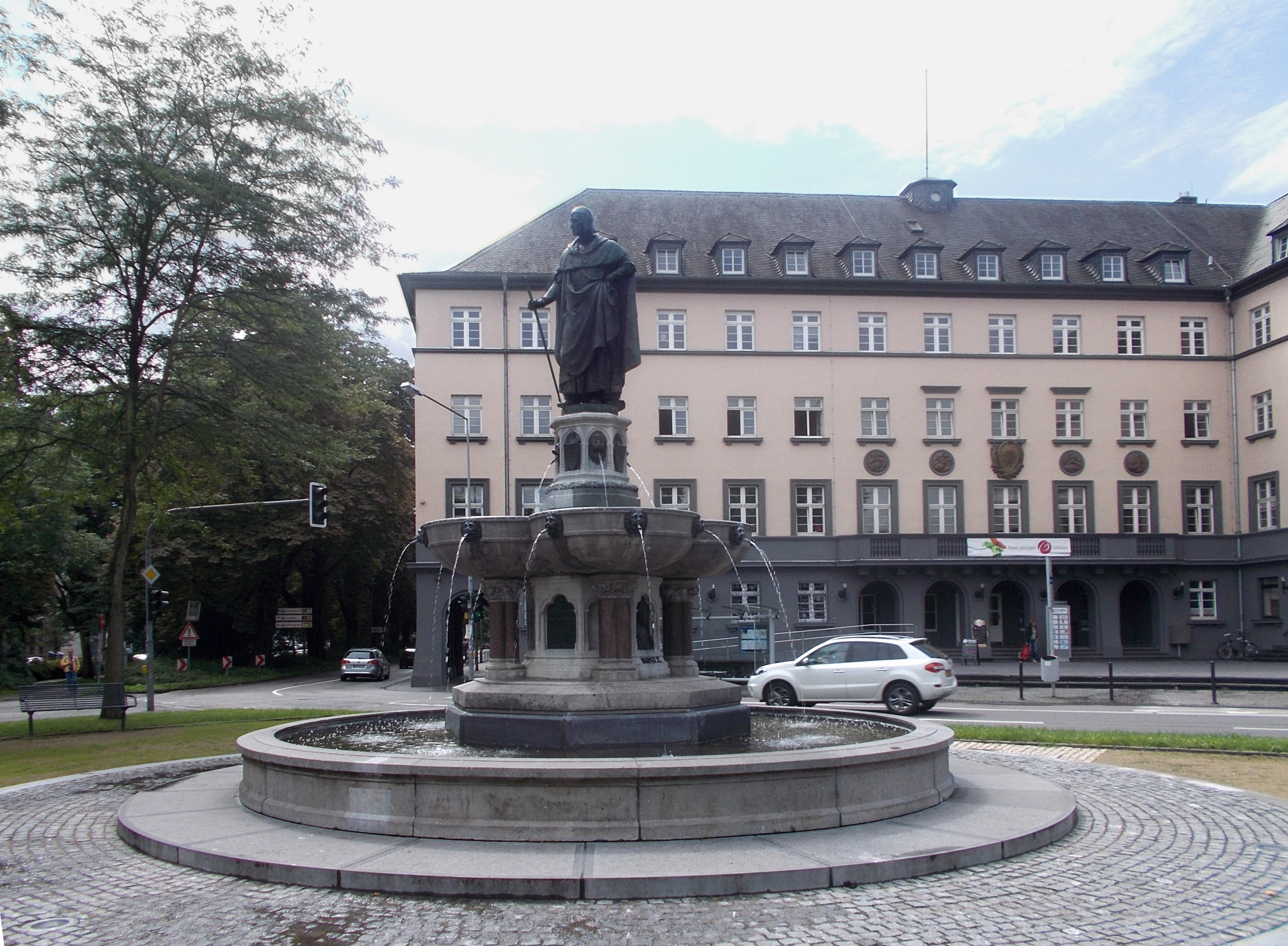
Balduinbrunnen
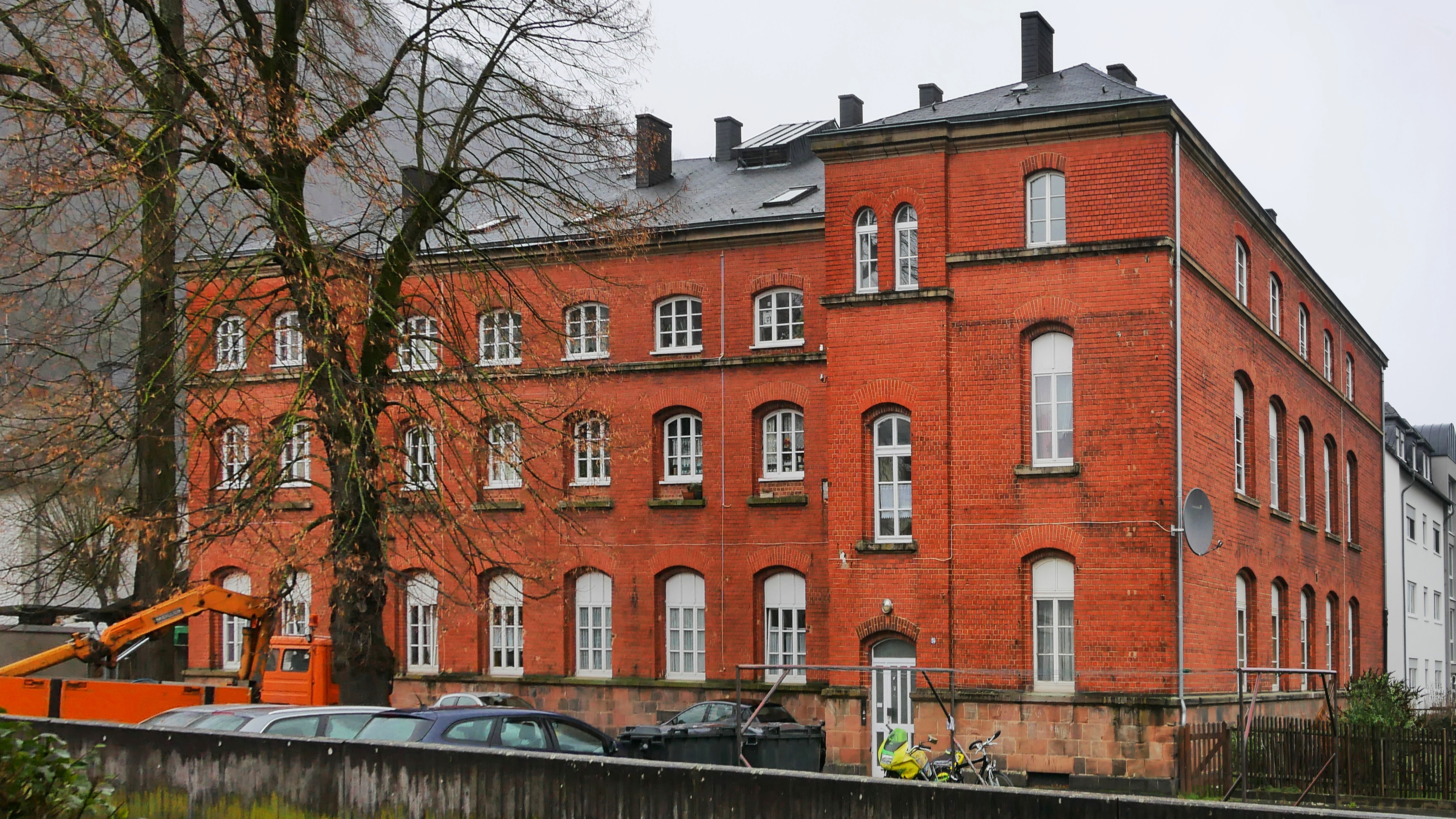
Hornkaserne

#### Zeit des Nationalsozialismus

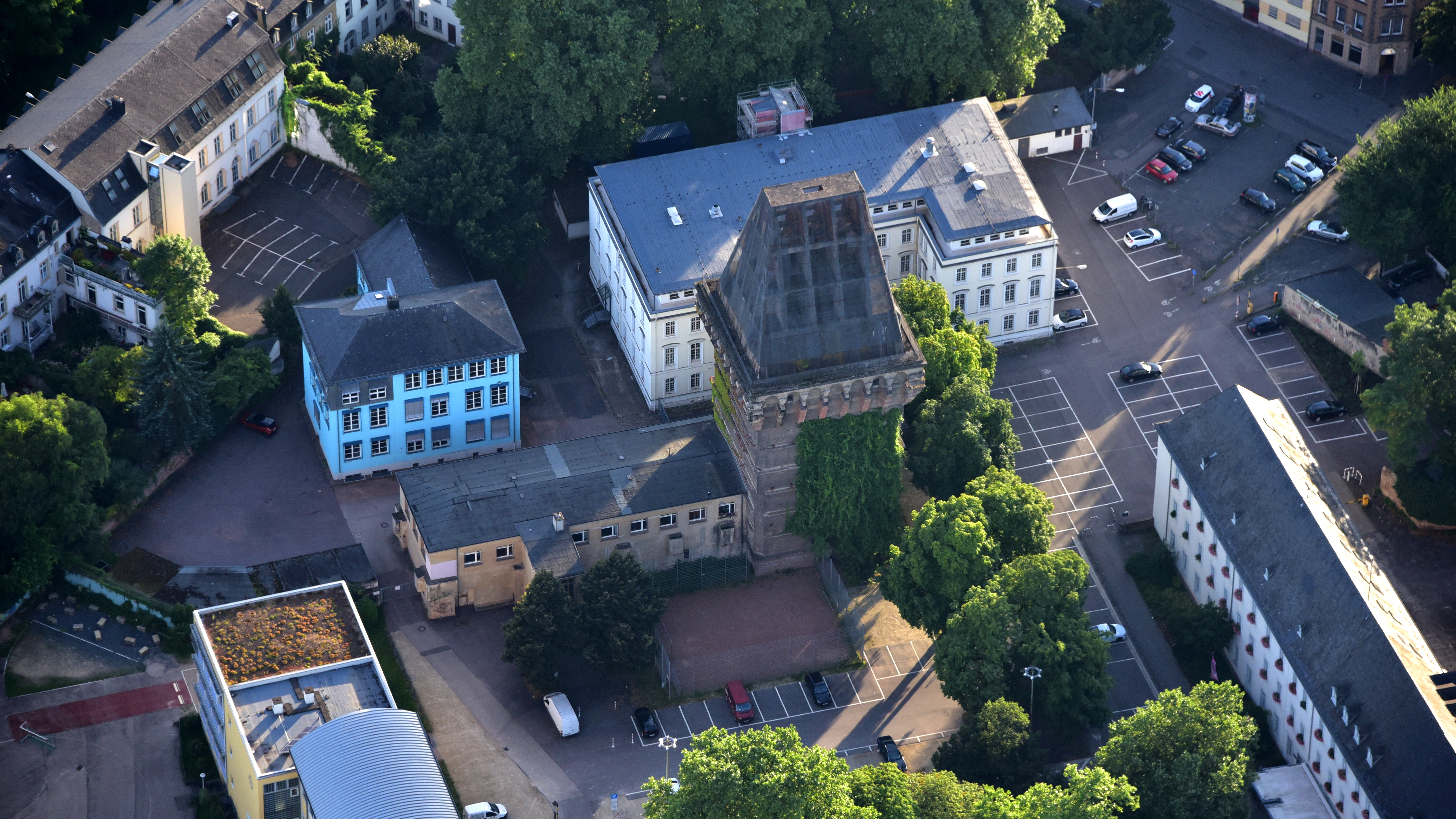
Hochbunker Augustinerhof

Beispiele für Nationalsozialistische Architektur im Stadtbild sind die ehemalige nationalsozialistische Lehrerbildungsanstalt (heute Altbauten auf dem Campus Schneidershof der Hochschule Trier) und die ehemalige Staatsjugendschule für die Trierer Hitlerjugend in Trier-Biewer. Aus dem Zweiten Weltkrieg sind fünf Hochbunker in Trier erhalten, darunter der Hochbunker Augustinerhof beim Rathaus und der Hochbunker in Trier-Feyen, ferner mehrere Westwallbunker an der Grenze zwischen Trier-Zewen und Igel sowie bei Trier-Ruwer (am Grüneberg und in Richtung Kenn).

#### Nachkriegszeit
Auf dem Hauptfriedhof erinnern Mahnmale wie das 1950 geschaffene Denkmal für die Opfer der Gewaltherrschaft 1933–1945, das Denkmal für 92 ermordete polnische Kinder oder das Ehrenmal für die sowjetischen Kriegsgefangenen an die Gräuel des Nationalsozialismus und der Weltkriege.
Zu den markanten Bauten aus der Nachkriegszeit zählen der Neubau des Theaters Trier von Gerhard Graubner aus dem Jahr 1964 oder der Wasserturm auf dem Petrisberg (1958). Ebenfalls auf dem Petrisberg wurden in den 1970er und 1980er Jahren der erste und in den 1990ern der zweite Campus der Universität Trier errichtet. Vom Architekten Oswald Mathias Ungers stammen der moderne Schutzbau der Viehmarktthermen, der Eingangsbereich der Kaiserthermen sowie der Vorplatz der Konstantinbasilika.
Zahlreiche Kirchen im Stil des Brutalismus und der Postmoderne existieren im Stadtbild: zum einen die pyramidenartige, 1969/70 vom Architekten K. Schmitz erbaute Kirche St. Michael im Stadtteil Mariahof, zum anderen Kirchen des Dombaumeisters Karl Peter Böhr wie St. Simeon (1966) in Trier-West (2019 entweiht, heute Bistumsarchiv), St. Agritius im Gartenfeld (1971) oder die Maria-Hilf-Kapelle (1990).
An den bis 1999 bestehenden französischen Truppenstandort erinnert die Siedlung für französische Offiziere mit Bauten in Holzrahmenbauweise. Die Siedlung wurde 1948 bis 1950 in Trier Nord erbaut (Hochwaldstraße und Wittlicher Straße Nähe Nells Park). Auf dem ehemaligen Truppenübungsplatz der Französischen Streitkräfte sind künstliche Ruinen zum Häuserkampftraining und Graffiti mit afrikanischen Landschaften (oberhalb des Stadtteils Trier-Feyen) erhalten.
Aus dem 21. Jahrhundert stammt die begehbare Stahlskulptur Turm Luxemburg auf dem Landesgartenschaugelände von 2004, die die Stadt Luxemburg anlässlich des Ereignisses an Trier schenkte. Ebenfalls für die Landesgartenschau entstand das Wasserband auf dem Petrisberg. Zum 200. Geburtstag von Karl Marx wurde am 5. Mai 2018 die von der Volksrepublik China geschenkte Karl-Marx-Statue auf dem Simeonstiftplatz enthüllt.

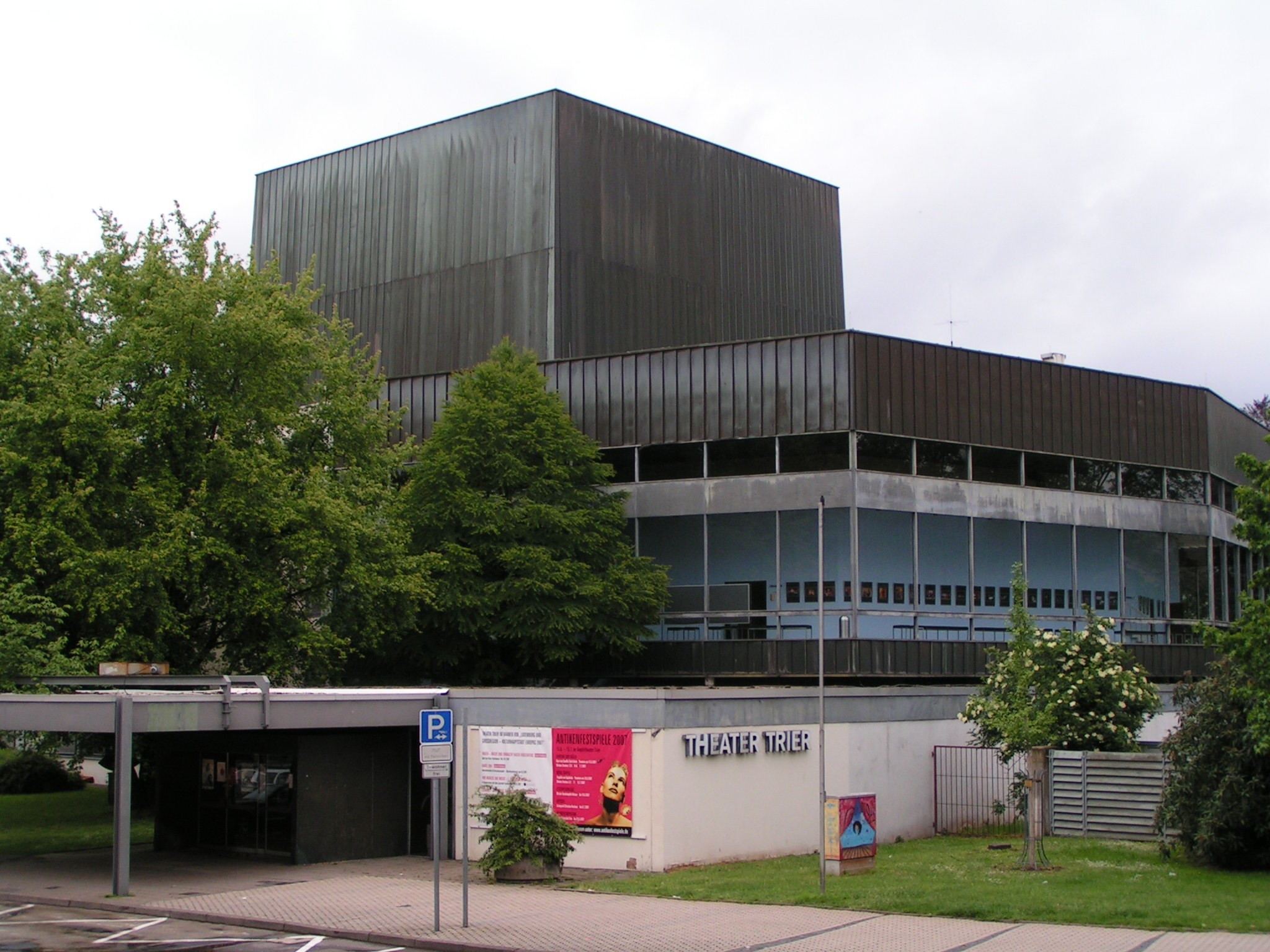
Theater Trier
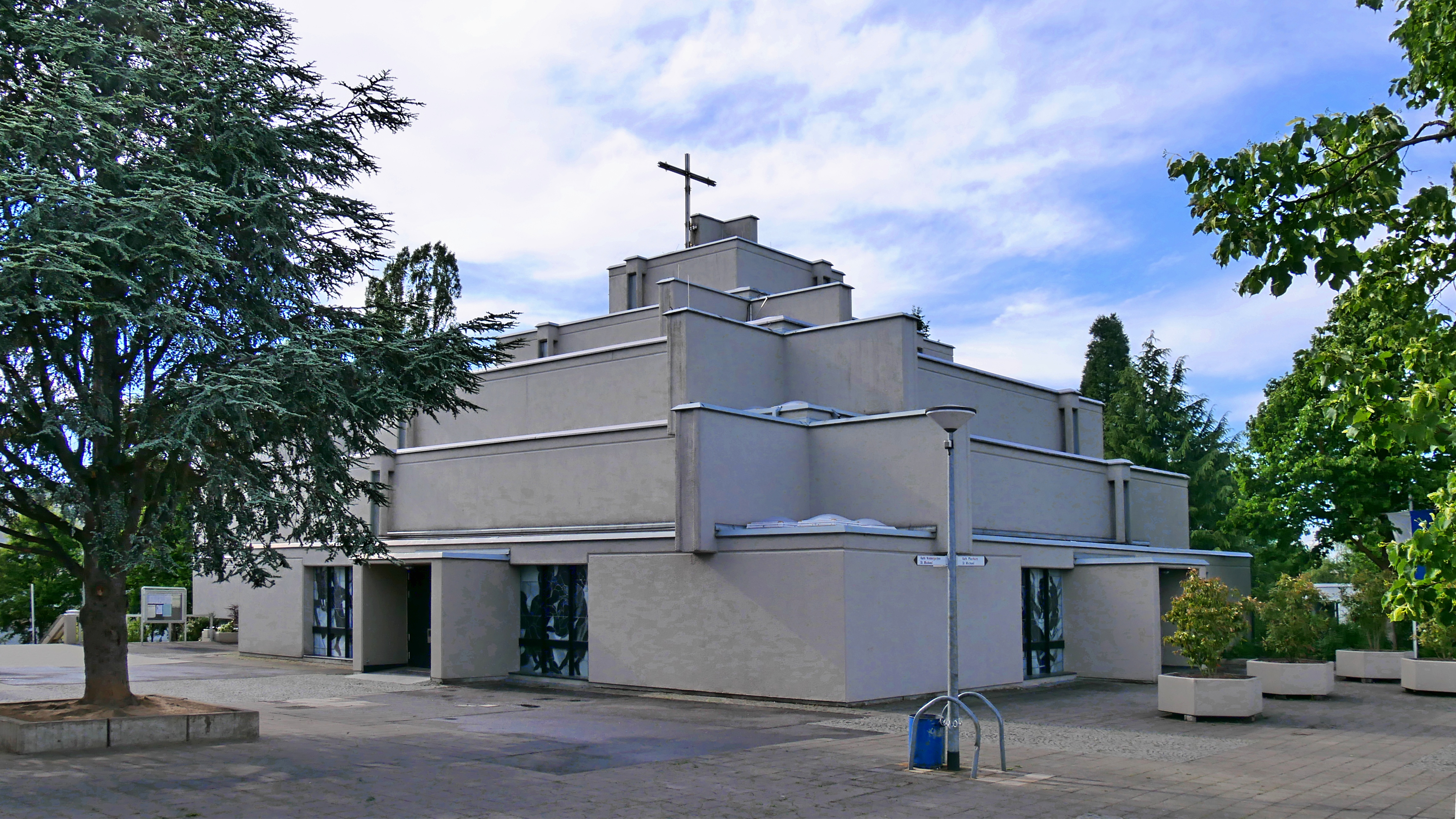
St. Michael in Mariahof
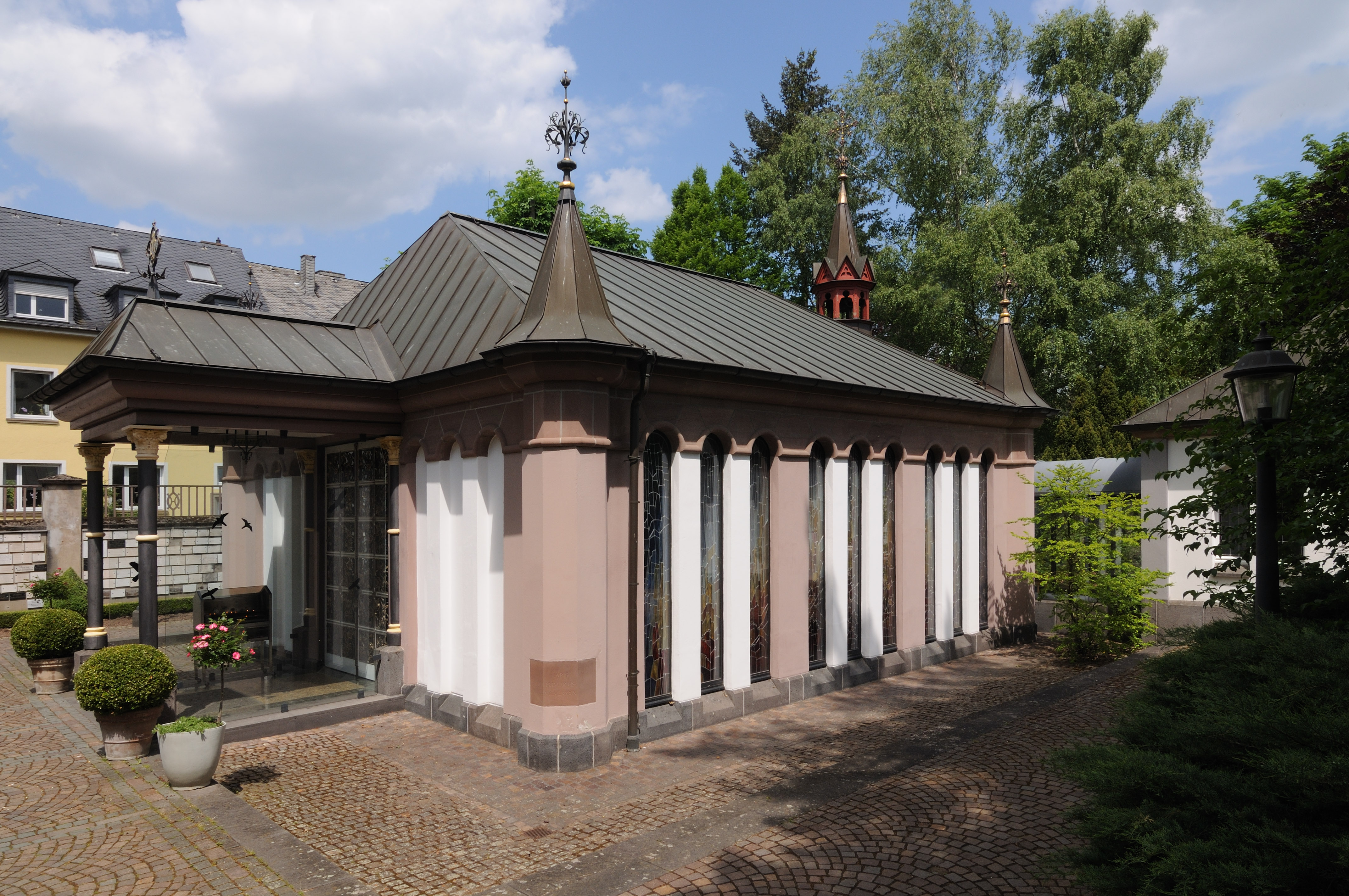
Maria-Hilf-Kapelle
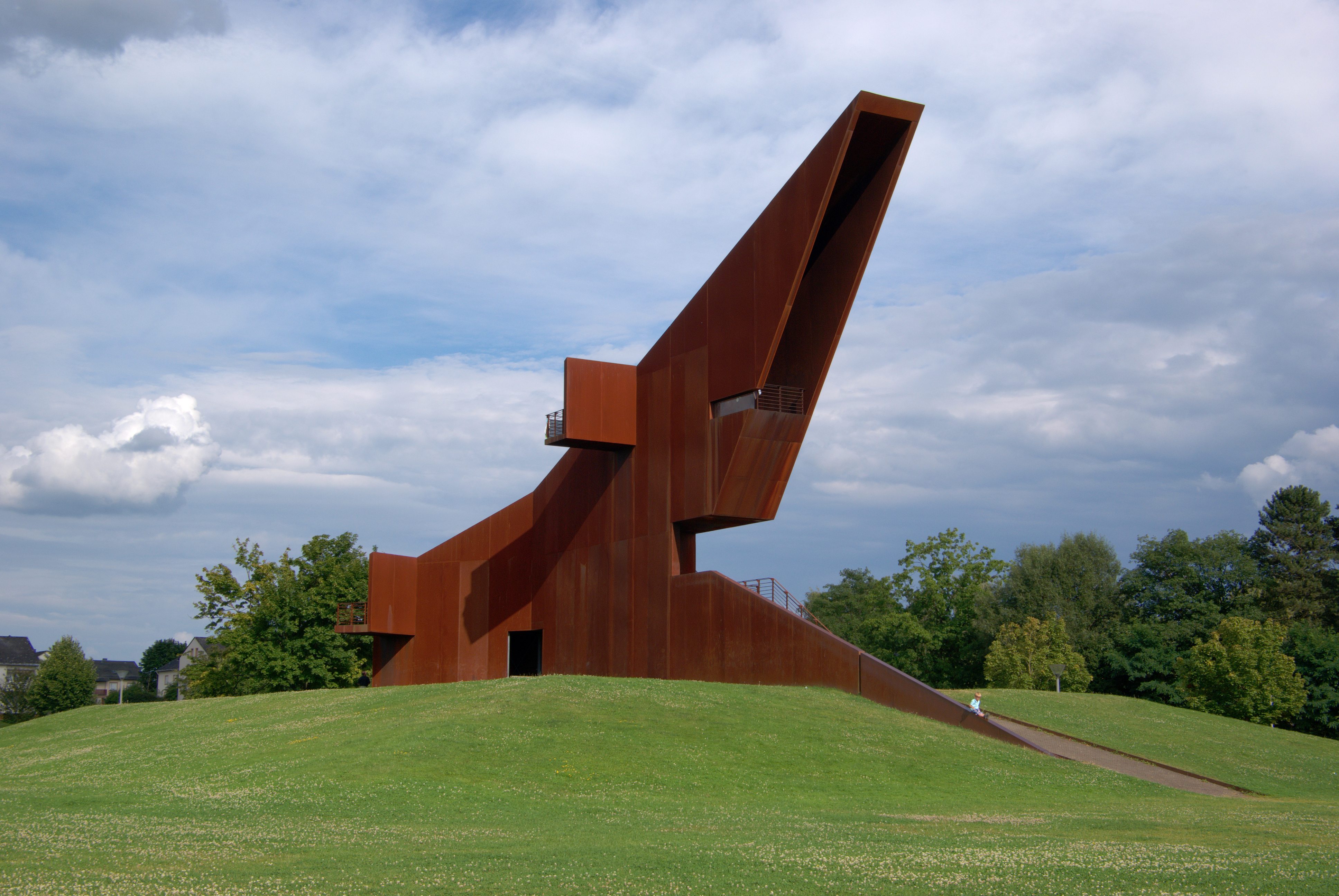
Turm Luxemburg

### Grünflächen und Naherholung
In und um die Kernstadt von Trier gibt es große Waldgebiete sowie mehrere Parks und Schutzgebiete.
Im Zentrum liegt der Palastgarten zwischen Kurfürstlichem Palais und Kaiserthermen, der erstmals zu kurfürstlicher Zeit ein Park war und der in den 1930er-Jahren erneut als solcher angelegt wurde. Das Zentrum ist umgeben von langgezogenen Grünstreifen entlang des Trierer Alleenrings. In Trier-Nord gibt es den bereits 1793 bis 1801 im englisch-holländischen Stil angelegten Nells Park und den Hauptfriedhof Trier als größte innerstädtische Grünanlage. Im Süden der Stadt zwischen Heiligkreuz und Feyen/Weismark liegt die Parkanlage Mattheiser Weiher am Aulbach. Das Gelände der ehemaligen Landesgartenschau auf dem Petrisberg wurde seit 2004 zunehmend bebaut und besteht nur noch zum Teil aus Grünanlagen.
Die umliegenden größeren Waldgebiete sind der Ehranger Wald, der Pfalzeler Wald, der Trierer Stadtwald und der Hospitienwald links der Mosel sowie der Mattheiser Wald rechts davon, der gleichzeitig als Naturschutz- (447 Hektar) und Fauna-Flora-Habitat-Gebiet ausgewiesen ist. Weitere Naturschutzgebiete um Trier herum sind das Gillenbachtal (47 Hektar), das Orchideenbiotop Kahlenberg am Sievenicherhof (15,5 Hektar), der Kenner Flur (31,4 Hektar) und die Kiesgrube bei Oberkirch (4,7 Hektar).
Siehe auch: Liste der Naturschutzgebiete in Trier.
Trier liegt im Bereich der Landschaftsschutzgebiete Meulenwald und Stadtwald Trier und Moseltal.
Als Landschaftsbestandteil sind die Gebiete Hecken bei Trier-Eitelsbach, Ehemaliger Biergarten Löwenbrauerei und am rechten Moselufer zwischen Nordbad und Zollkran der Baumbestand am Moselradweg Trier geschützt.
Darüber hinaus gibt es über 200 Naturdenkmale in Trier, das sind ganz überwiegend Bäume, Felsformationen oder Höhlen.
In Trier gibt es zwölf Kleingartenanlagen, die vom Stadtverband Trier der Kleingärtner e. V. verwaltet werden.
Die ersten Kleingärten (Schrebergärten) in Trier wurden 1904 vom Verein für häusliche Blumenpflege angelegt.

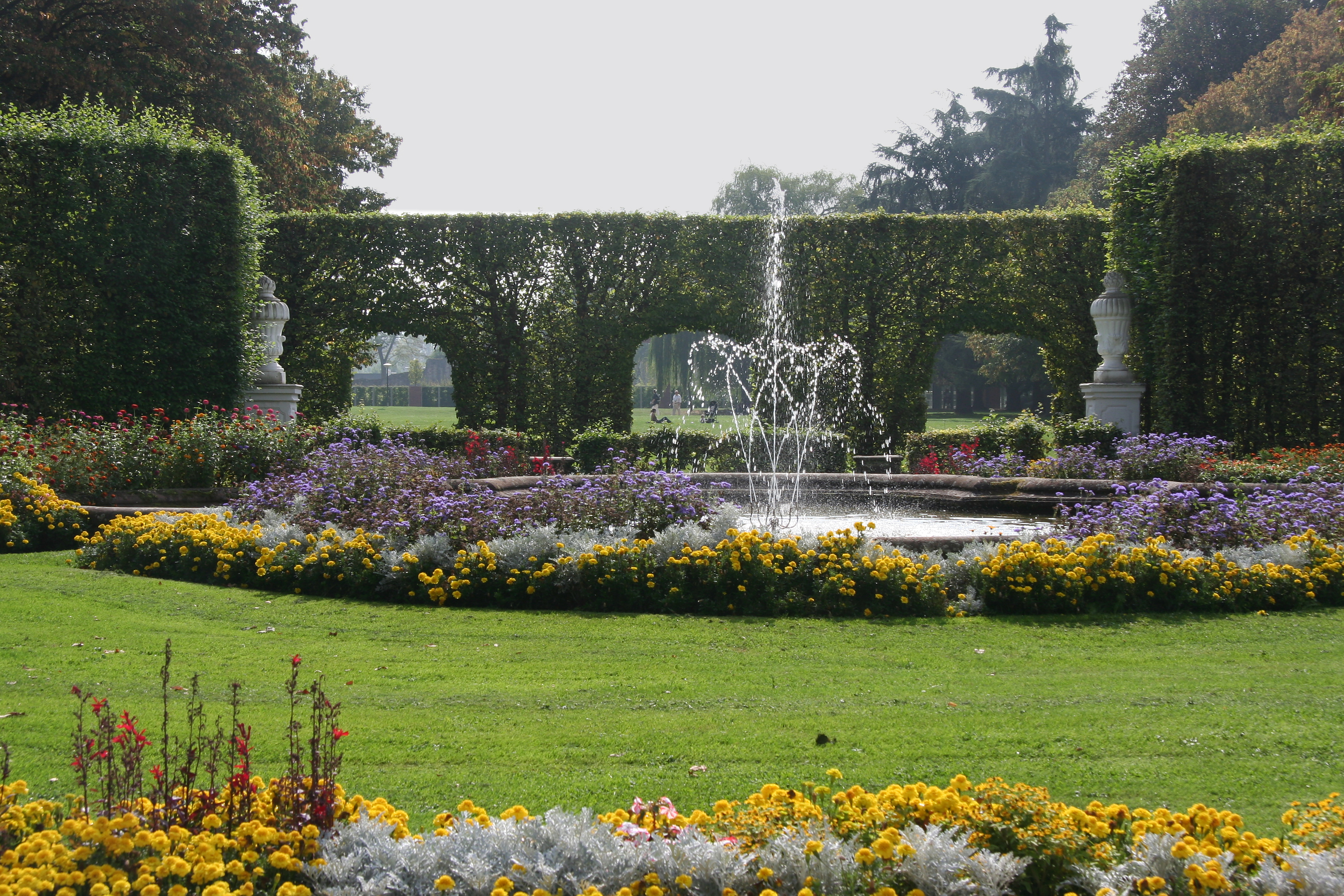
Palastgarten
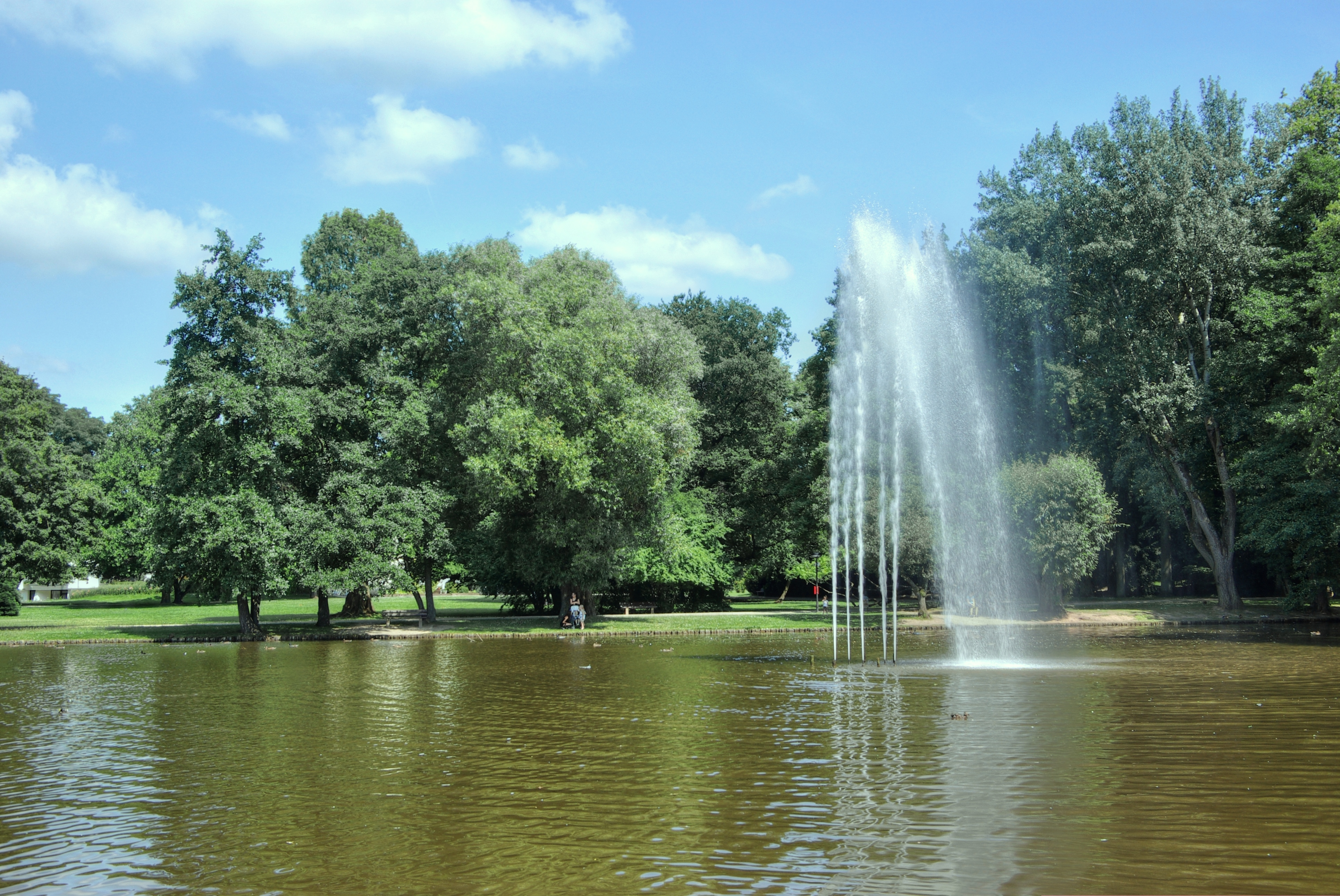
Nells Park
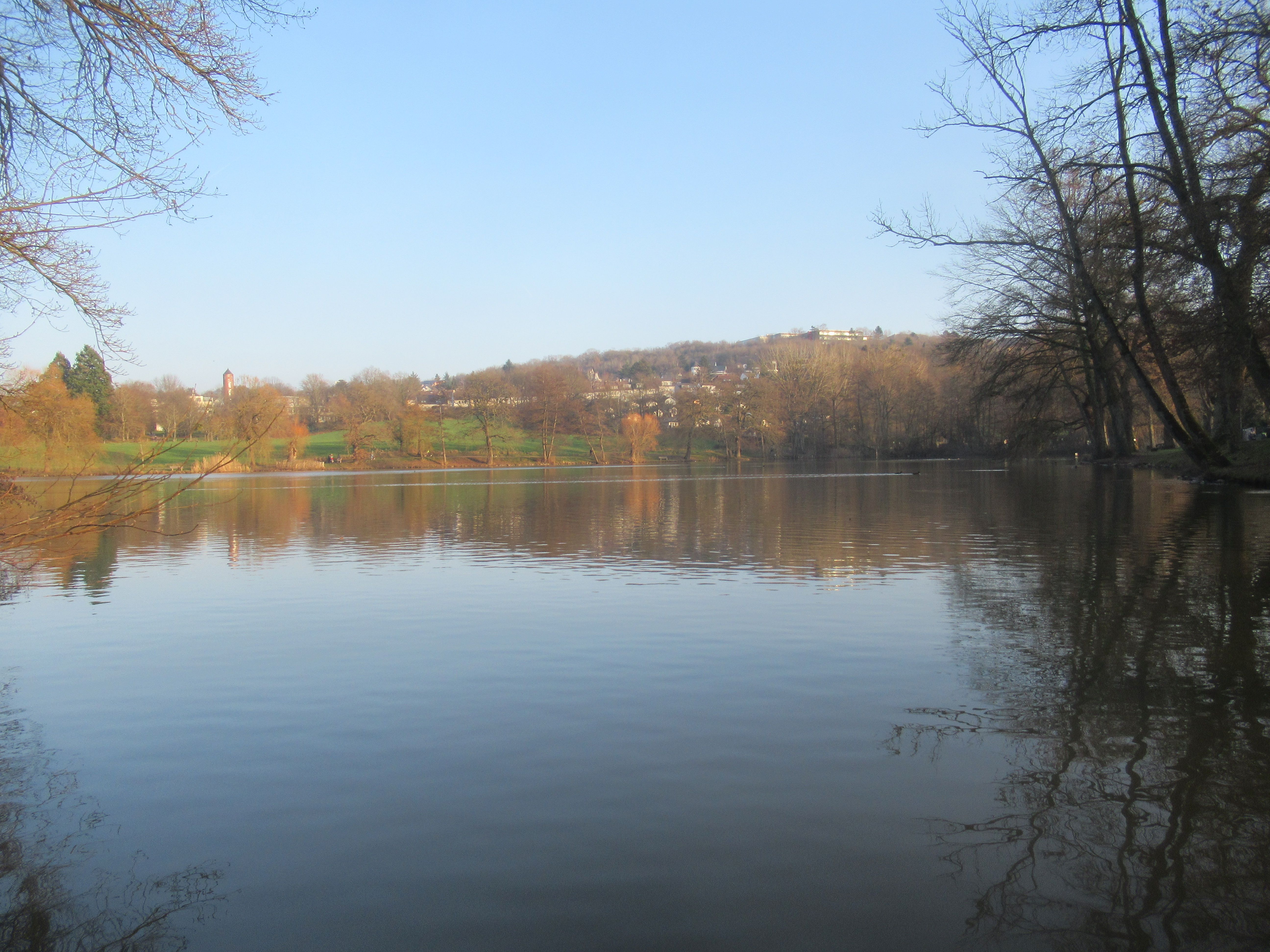
Mattheiser Weiher
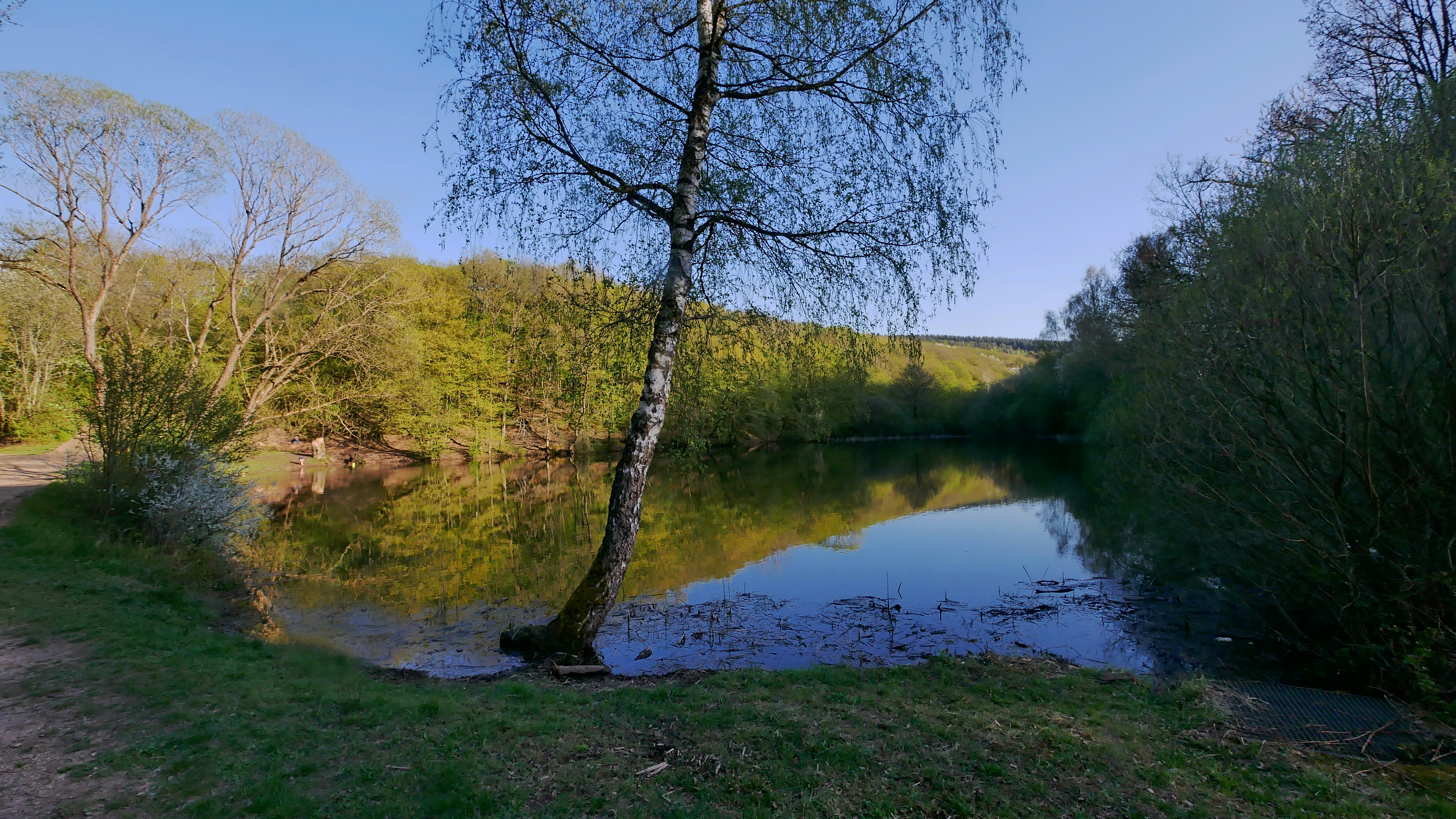
Pfahlweiher im Mattheiser Wald
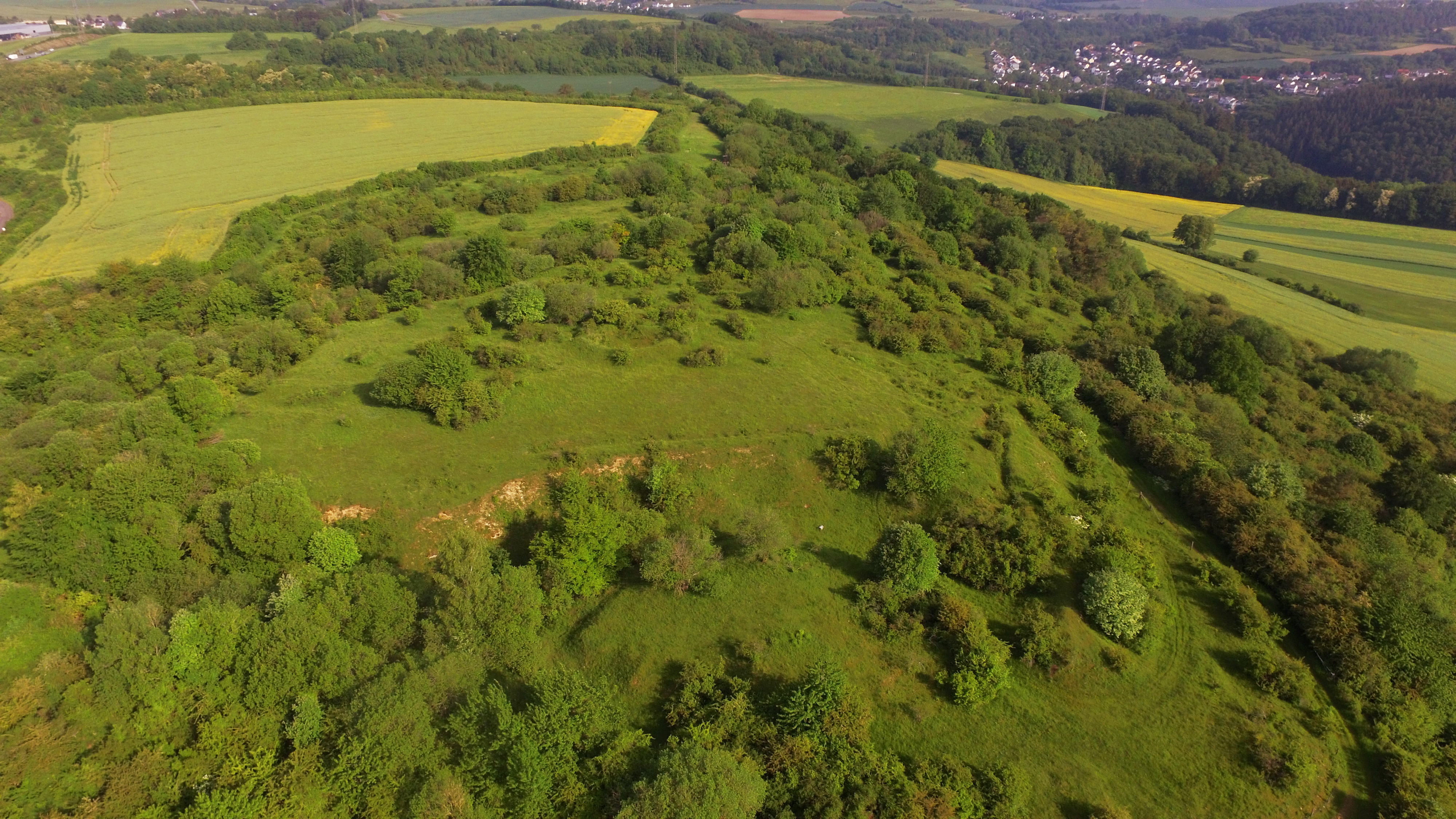
Kahlenberg am Sievenicherhof

### Sport
Gemäß der Sportvereinsbefragung 2012 gibt es in Trier 112 Sportvereine. In den 67 Vereinen, die sich an der Befragung beteiligten, sind insgesamt 21.297 Sportler organisiert, dabei sind Frauen mit 39,7 % unterrepräsentiert. Mitgliederstärkster Verein ist der Post-Sportverein Trier (aus dem Jahr 1929) mit 3100 Mitgliedern. Rund 83 Prozent aller Funktionsträger in den befragten Vereinen sind ehrenamtlich tätig. Beliebteste Sportarten sind Fußball bei den Männern und Turnen bei den Frauen.

#### Ballsport

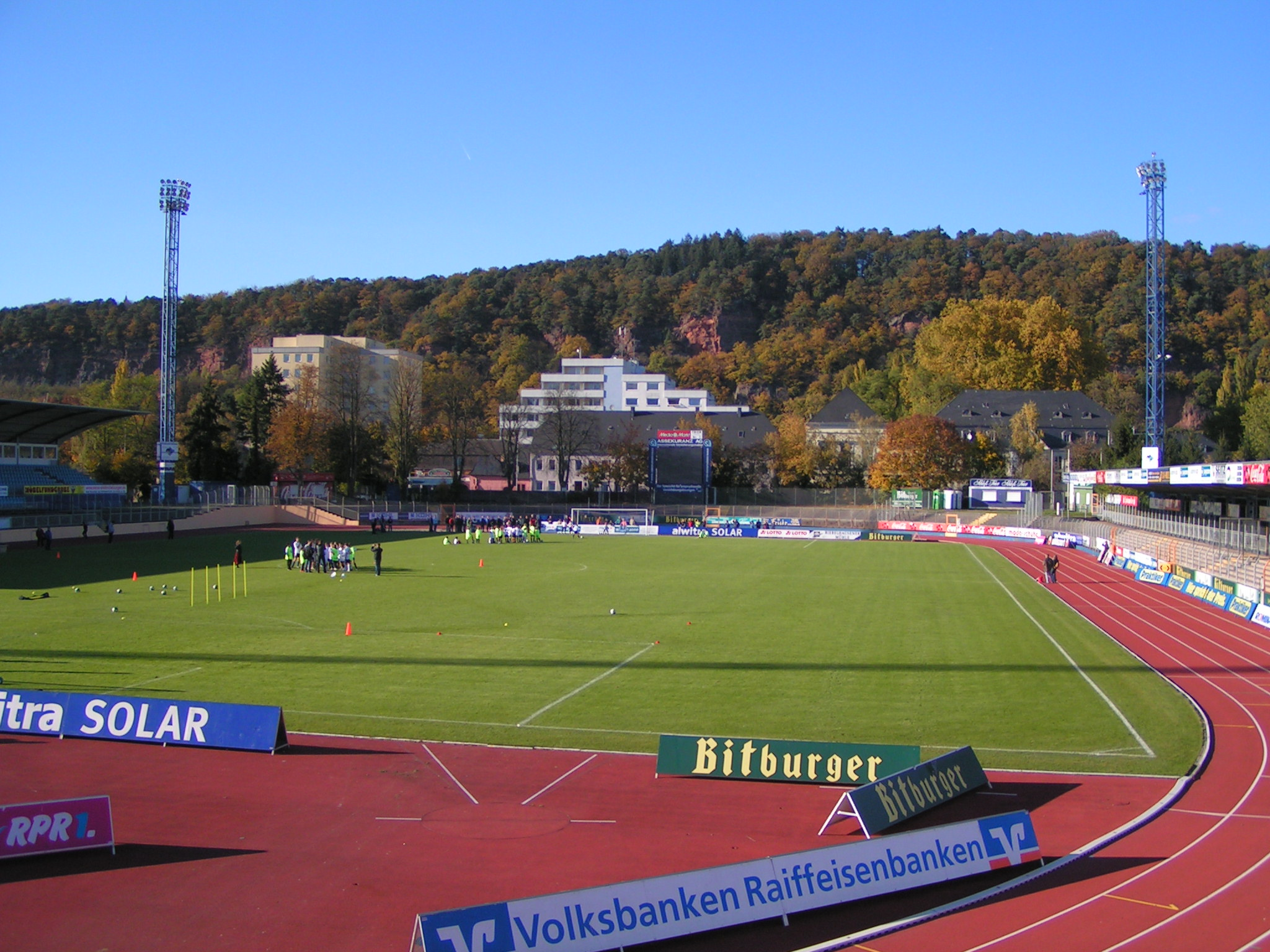
Moselstadion, Spielstätte von Eintracht Trier

Die Fußballmannschaft Eintracht Trier brachte es 1998 im DFB-Pokal bis ins Halbfinale und verpasste nach einem Elfmeterschießen nur knapp die Teilnahme am Europapokal. Im Sommer 2002 schaffte sie nach langer Abstinenz den Aufstieg in die Zweite Bundesliga, stieg aber 2005 wieder in die Regionalliga und ein Jahr darauf in die Oberliga ab. In der Saison 2023/24 errang der Verein vorzeitig die Meisterschaft in der Oberliga Rheinland-Pfalz/Saar und sicherte sich dadurch den Aufstieg in die Regionalliga Südwest.
In der Basketball-Bundesliga war Trier von 1990 bis 2015 mit dem TVG Trier, später TBB Trier, vertreten. Zu den größten Erfolgen zählt der zweimalige Gewinn des Deutschen Pokals 1998 und 2001. 2015 wurde die Mannschaft nach einer Insolvenz aufgelöst. Den Startplatz in der 2. Bundesliga ProA übernahm die neu gegründete Mannschaft Gladiators Trier. Trainer Jacques Schneider führte die Mannschaft in der Saison 2024/25 zum Gewinn des Meistertitels in der 2. Bundesliga ProA und damit zum Bundesliga-Aufstieg.
Die Damenhandballmannschaft des DJK/MJC Trier („Die Miezen“) spielte von 2000 bis 2015 in der 1. Bundesliga und errang 2003 die deutsche Meisterschaft. Damenhandball- und Basketballmannschaft tragen ihre Heimspiele in der SWT-Arena aus. Die Rollstuhlbasketball-Mannschaft Trier Dolphins spielt ebenfalls in der 1. Bundesliga, sie trägt ihre Heimspiele in der Mäusheckerhalle aus.
Weiterhin etablierten sich in Trier auch amerikanische Sportarten. Das Baseballteam der Trier Cardinals gewann in den Jahren 1995 und 1996 die deutsche Meisterschaft. Nach Rückzug von Sponsoren begann allerdings bald darauf ein langer Niedergang. Zurzeit spielen sie in der Landesliga des Südwestdeutschen Baseball- und Softball-Verbandes e. V. (SWBSV). Das Mixed-Softball Team belegte 2007 den dritten Platz in der inoffiziellen Deutschen Softball Mixed Meisterschaft.
Als weitere amerikanische Sportart ist American Football mit zwei Vereinen in der Stadt vertreten. Bereits 1990 wurden die Trier Stampers des Post-Sportvereins Trier gegründet. Sie verpassten 1999 nur knapp den Aufstieg in die 2. Bundesliga. Die Damenmannschaft der Stampers spielte bis 2023 in der 2. Damenbundesliga. Ein weiteres Football-Team sind die 2008 gegründeten Trier Wolverines, die mit ihrem Jugend-Team im selben Jahr den zweiten Tabellenplatz der Jugendaufbauliga erreichten.
Die Herren-Rugby-Mannschaft des FSV Trier-Tarforst spielt in der Verbandsliga NRW (Stand: 2023/24).

#### Motorsport

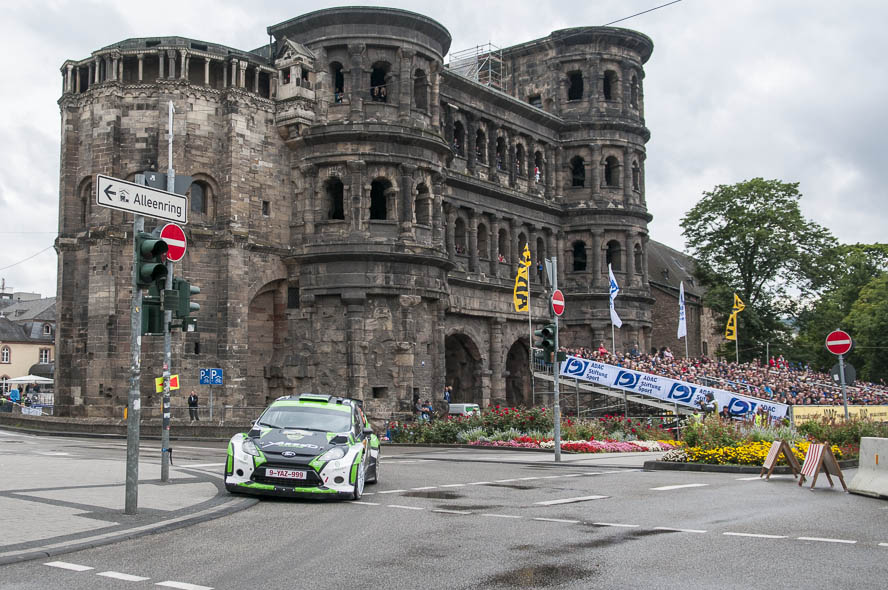
Rallye (2012)

Im August wurde in Trier und Umgebung von 2000 bis 2016 die Rallye Deutschland ausgetragen, die seit 2002 zur Rallye-Weltmeisterschaft zählt.
Das Internationale Trierer Bergrennen wurde von 1971 bis 2011 vom Racing Team Trier 1967 e. V. veranstaltet und war seit 1991 ein Lauf zur Europa-Bergmeisterschaft.
Auf dem Flugplatz Euren fanden in den 1950er- und 1960er-Jahren verschiedene Flugplatzrennen statt.

#### Sonstiger Sport

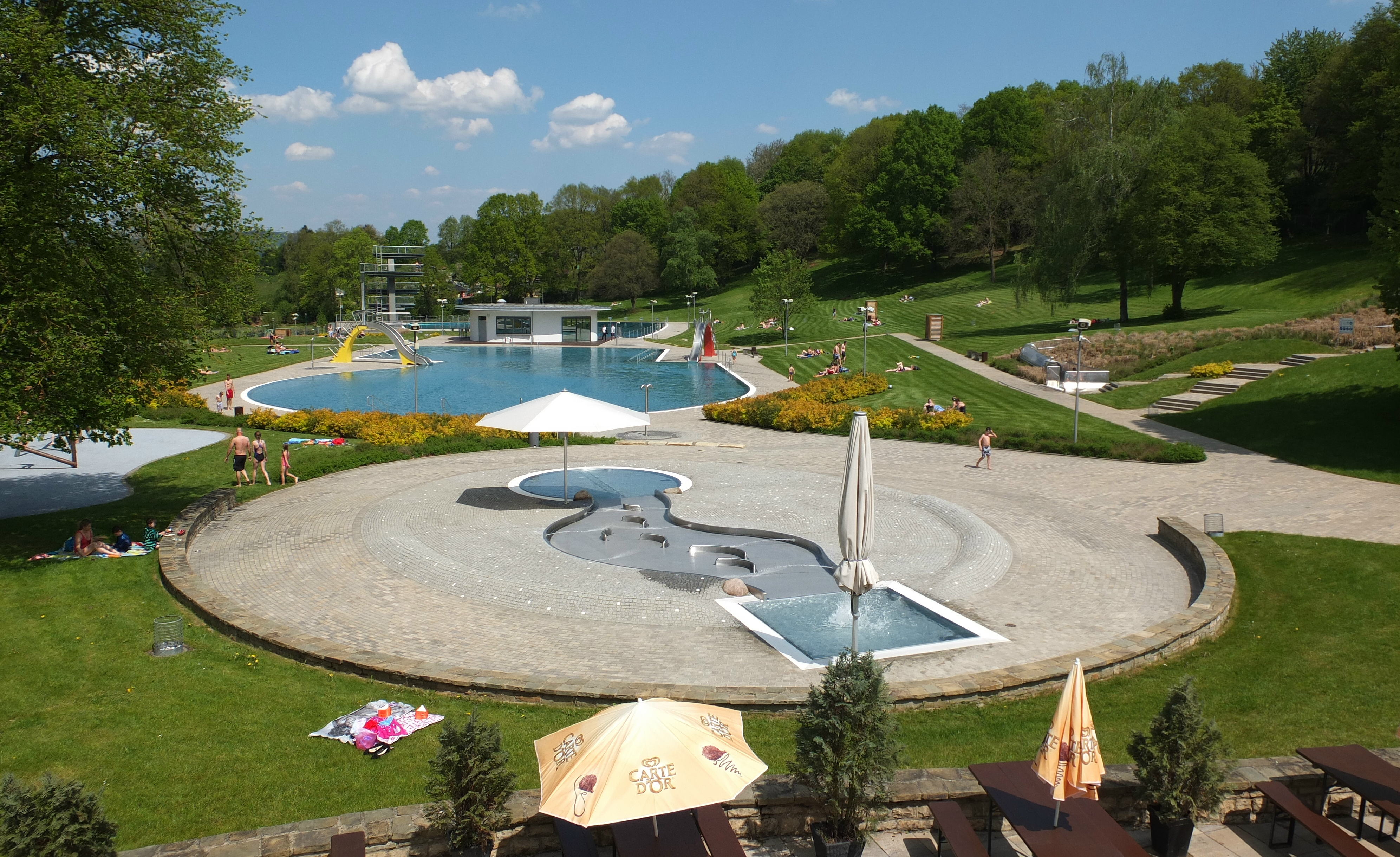
Südbad

Zu den lokalen Sportvereinen gehören der Kegelclub Domstein Trier, der in der Kegel-Bundesliga (Schere) mehrfach Deutscher Meister wurde und der Schachverein SG Trier 1877, der von 2007 bis 2017 der Schachbundesliga angehörte. Die Trierer Go-Sektion des Deutschen Go Bundes spielt als gemeinsames Team mit Luxemburg (TriLux) in der 2. Bundesliga. Die Trierer Go-Gruppe zeichnet sich vor allem durch eine erfolgreiche Jugendarbeit aus, aus der sowohl der deutsche Jugendmeister 2014 als auch die deutschen Schulmannschaftsmeister der Jahre 2014 und 2015 (Friedrich-Wilhelm-Gymnasium) hervorgingen. Der PBC Trier spielte zeitweise in der 1. Poolbillard-Bundesliga.
Der RV Treviris Trier ist der Heimatverein des Ruderers Richard Schmidt, der in den Jahren 2009 bis 2021 mit dem Deutschland-Achter Olympia- und WM-Medaillen gewann. Der Verein Trierer Kanufahrer 1948 (TKF) befindet sich in der Nähe der heutigen modernen Römerstadt-Jugendherberge im ehemaligen Jugendherbergshaus (Hans-Karl-Schmitt-Haus). Auf dem Flugplatz Trier-Föhren ist der 1975 gegründete Fallschirmsportclub Trier e. V. ansässig.
Auch der Radsportverein RV Schwalbe 1932 e.V. (kurz: Schwalbe Trier) zählt mit fast 300 Mitgliedern und der Teilnahme an über 100 Rennen im Jahr zu den lokal bekannteren Sportvereinen.
In Trier gibt es die drei Schwimmbäder Das Bad an den Kaiserthermen (kurz Stadtbad) als einziges Hallenbad sowie die beiden Freibäder Das NordBad an der Mosel (Nordbad) und Das SüdBad an den Weihern (Südbad).
Regelmäßige Sportveranstaltung ist der Silvesterlauf Trier jedes Jahr am 31. Dezember. Er gilt als einer der bestbesetzten Jahresabschlussläufe in Europa und wird in Anlehnung an den berühmten brasilianischen Silvesterlauf „deutsches São Paulo“ genannt.

#### Inklusion
2021 bewarb sich die Stadt als Host Town für die Gestaltung eines viertägigen Programms für eine internationale Delegation der Special Olympics World Summer Games 2023 in Berlin. 2022 wurde sie als Gastgeber für Special Olympics Panama ausgewählt. Die Delegation bestand aus 18 Personen. Damit wurde die Stadt Teil des größten kommunalen Inklusionsprojekts in der Geschichte der Bundesrepublik mit mehr als 200 Host Towns.

### Veranstaltungen
Größere Veranstaltungen in Trier sind das Altstadtfest am letzten Wochenende im Juni oder der Weihnachtsmarkt ab Ende November in der Innenstadt. Viele Stadtteile feiern jährliche Kirmes oder Weinfeste wie das Olewiger Weinfest, bei dem traditionell die Trierer Weinkönigin gekrönt wird. Sehr beliebt sind auch das Zurlaubener Heimatfest oder der Ehranger Markt. Eine lange Tradition haben die Peter-und-Paul-Messe Ende Juni oder die Allerheiligenmesse Anfang November.
Auf dem Viehmarktplatz findet dienstags und freitags ein regelmäßiger Wochenmarkt statt. Zusätzlich gibt es einen ständigen Markt jeden Werktag auf dem Hauptmarkt.
Der Trierer Karneval gehört zu den größten Karnevalsfesten in Rheinland-Pfalz, womit Trier zu den großen rheinischen Karnevals-, Fastnachts- und Faschingshochburgen zählt. Der älteste und größte Trierer Karnevalsverein ist die Karnevalsgesellschaft Heuschreck von 1848. Sie übergab 1977 den Heuschreckbrunnen an die Stadt, auf dem neben anderen Trierer Originalen wie Fischers Maathes zwei einstige Büttenredner der Gesellschaft dargestellt sind.
Größere Konzerte werden entweder in der Messeparkhalle, Europahalle oder in der SWT-Arena veranstaltet. Unter anderem im regionalen Kulturzentrum Tufa, einer umgenutzten ehemaligen Tuchfabrik, finden kleinere Konzerte verschiedener Stilrichtungen und Kleinkunstveranstaltungen statt.
Die Kunsthalle der Europäischen Kunstakademie organisiert regelmäßig thematische Ausstellungen und Vernissagen mit Künstlern aus dem In- und Ausland sowie Podiumsgespräche, Atelierbesuche, Sommerfeste und Konzerte.

### Kulinarische Spezialitäten
Typisch Trierer Gerichte sind Dippelappes, Teerdisch oder Krompernschniedscher und Flieten, typische Getränke sind Moselwein oder Viez aus einer Viezporz.

## Wirtschaft und Infrastruktur
Im Jahr 2016 erbrachte Trier, innerhalb der Stadtgrenzen, ein Bruttoinlandsprodukt (BIP) von 4,741 Milliarden € und belegte damit Platz 65 innerhalb der Rangliste der deutschen Städte nach Wirtschaftsleistung. Das BIP pro Kopf lag im selben Jahr bei 42.142 € (Rheinland-Pfalz: 34.118 €, Deutschland 38.180 €). Das BIP je Erwerbsperson beträgt 58.640. 2016 wuchs das BIP der Stadt nominell um 0,3 %, im Vorjahr betrug das Wachstum 4,7 %. In der Stadt waren 2016 ca. 80.900 Erwerbstätige beschäftigt. Die Arbeitslosenquote lag im Dezember 2018 bei 4,3 % und damit leicht über dem Durchschnitt von Rheinland-Pfalz von 4,1 % (im benachbarten Landkreis Trier-Saarburg betrug sie 2,5 %).
Der Weinbau ist in Trier seit römischer Zeit sehr bedeutend. Die heutigen Weinlagen des Stadtgebietes liegen im Weinbaugebiet Mosel und gehören zum großlagenfreien Bereich Ruwer oder zur Großlage Römerlay im Bereich Bernkastel, so zum Beispiel der Eitelsbacher Karthäuserhofberg oder der Trierer Augenscheiner.

### Unternehmen

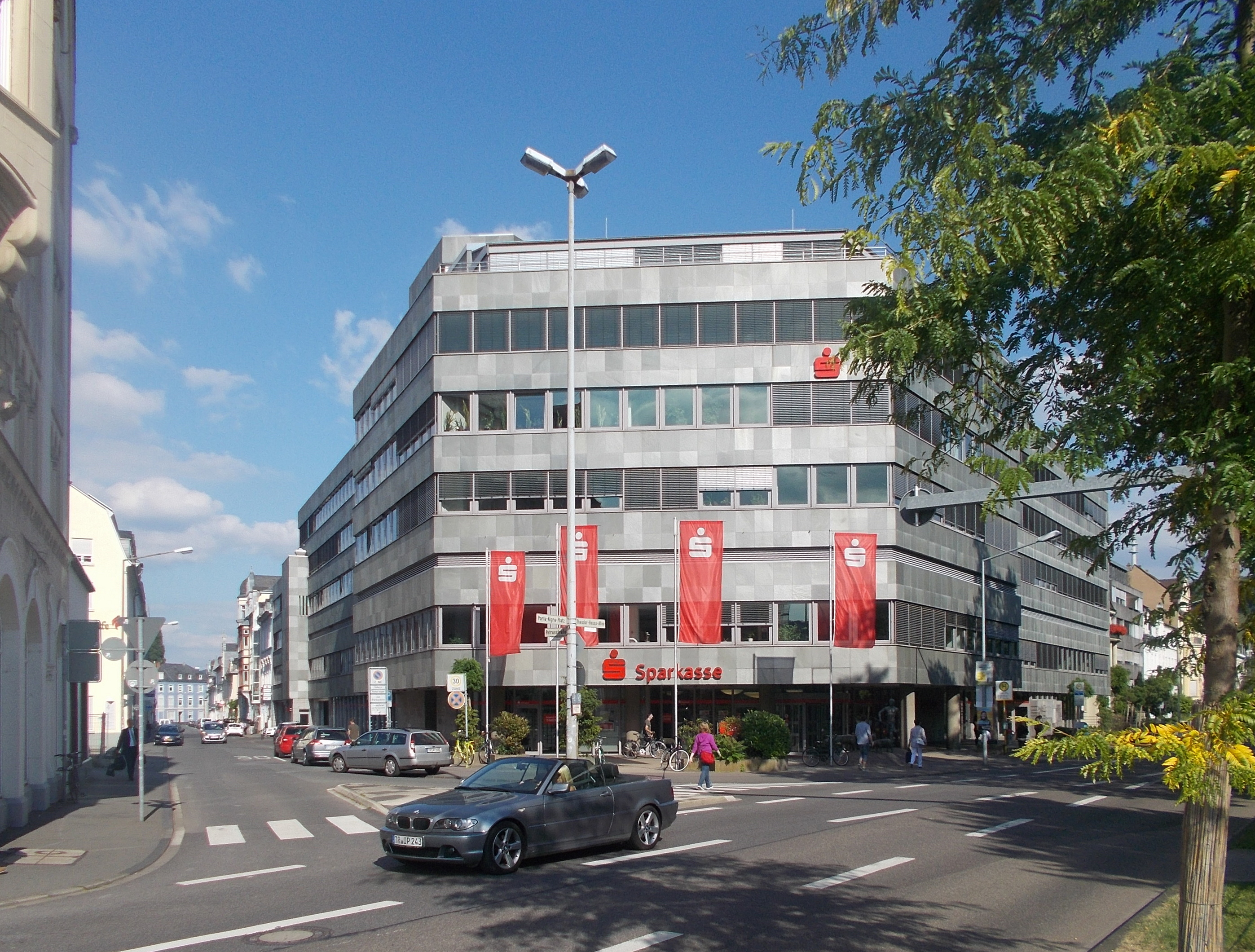
Sparkasse Trier

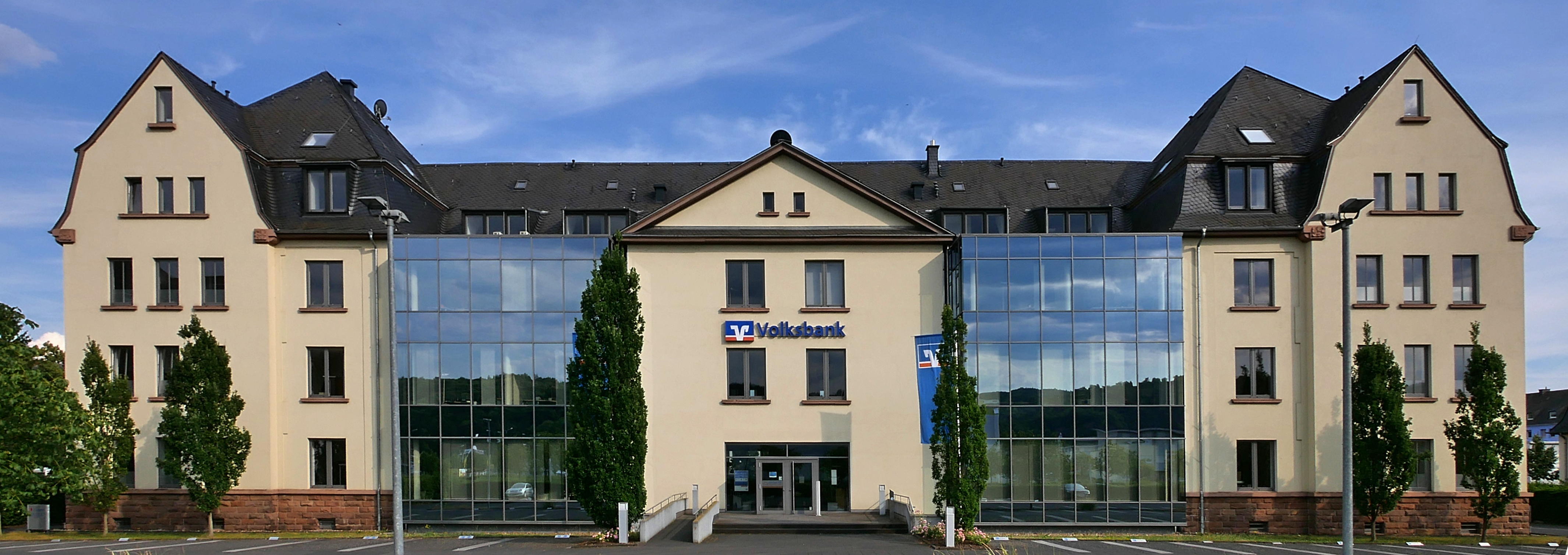
Volksbank Trier Eifel

Neben den Weingütern (Bischöfliche Weingüter, Gut Avelsbach, Weingut Karthäuserhof, Weingut Vereinigte Hospitien u. v. a.) haben auch die drei Sekthersteller Schloss Wachenheim AG, Peter Herres Wein- und Sektkellerei und Bernard-Massard Sektkellerei GmbH in Trier ihren Sitz. Regional tätige Banken sind die Sparkasse Trier und die Volksbank Trier Eifel.
Trier ist mit den beiden dort ansässigen Zigarettenherstellern JT International und Heintz van Landewyck eines der Zentren der deutschen Tabakwarenindustrie.
Weiterhin haben in Trier das Recyclingunternehmen Steil Holding, die Schiffswerft Hans Boost, Trier, Maschinen- und Stahlbau, und das Immobilienunternehmen Triwo, das mehrere Flugplätze und Gewerbeparks betreibt, ihren Hauptsitz. Das niederländische Touristikunternehmen Landal GreenParks hat hier seinen Deutschlandsitz.
Die cusanus trägergesellschaft trier mbH (ctt) ist ein kirchliches Gesundheits- und Sozialunternehmen mit Sitz in Trier.
Das heutige Gartenzentrum Lambert & Söhne KG geht auf eine 1830 von Nikolaus Lambert gegründete Gemüse- und Blumengärtnerei zurück. Ursprung von Leyendecker HolzLand GmbH & Co. KG ist eine Holz- und Baustoffgroßhandlung aus dem Jahr 1860 in Löwenbrücken.
Traditionell gab es in Trier wenige große Industriebetriebe, eines der größten war das Trierer Walzwerk in Kürenz, das von 1900 bis 2014 bestand. Die Joh. Rendenbach jr. GmbH & Co. KG von 1871 war eine der letzten Gerbereien, die nach dem traditionellen Eichenloh-Grubengerbverfahren arbeiteten. Nach dem Betriebsende 2022 gingen die Markenrechte an ein Unternehmen in Viechtach.
Der Verlag Trierischer Volksfreund (gegründet 1875) gibt die lokale Tageszeitung heraus. Er gehört heute zur Rheinischen Post Mediengruppe.
Über 500 Unternehmen aus der gesamten Region Trier sind Mitglied der 1963 gegründeten Vereinigung Trierer Unternehmer in der Region Trier e. V. mit Sitz in Trier.

### Medien

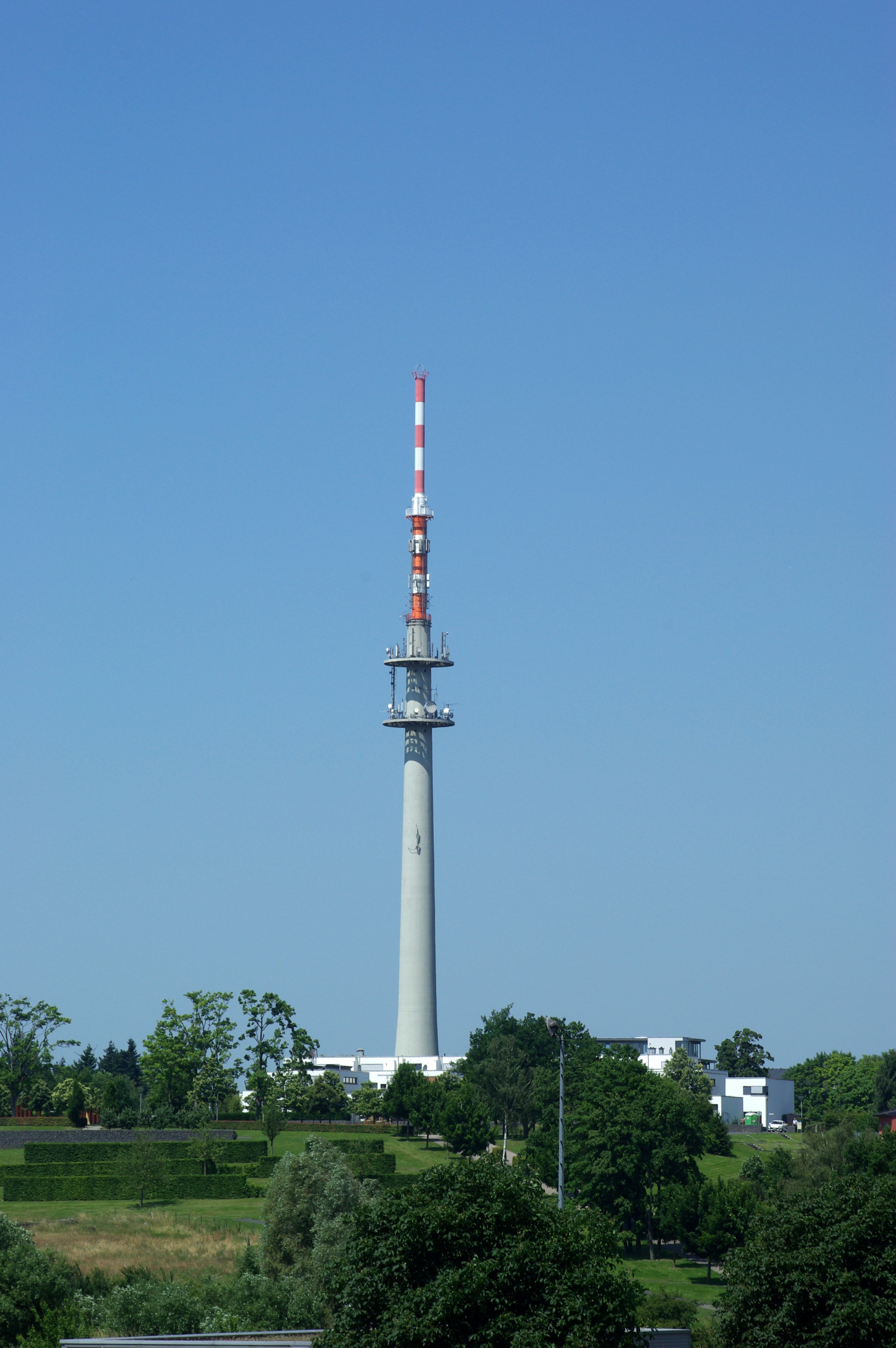
Fernmeldeturm Trier-Petrisberg

Seit Einstellung der Trierischen Landeszeitung im Jahr 1974 ist der Trierische Volksfreund (TV) die einzige regionale Tageszeitung. Daneben wird die „Rathauszeitung“ als behördliches Mitteilungsblatt für amtliche Bekanntmachungen kostenlos an alle städtischen Haushalte ausgegeben. Ebenso kostenfrei ist der Wochenspiegel, der als Wochenzeitung an alle Haushalte verteilt wird. Im Bereich Onlinemedien gibt es mehrere einer gewissen Fluktuation unterliegende Onlineportale/Stadtmagazine wie 2016 5vier.de, lokalo.de oder trier-reporter.de. Eines davon war von 2007 bis 2014 die lokale Nachrichtenseite „16 VOR“, die darüber hinaus von 2014 bis 2015 als gedrucktes Magazin erschien. Des Weiteren gibt es ein Studio des öffentlich-rechtlichen Südwestrundfunks (SWR), der das regionalisierte Radioprogramm SWR4 Rheinland-Pfalz zeitweise aus Trier sendet, sowie ein Regionalstudio des landesweiten privaten Hörfunksenders RPR1. Das Bürgerfernsehen OK54 ist aus dem 1987 gegründeten Offenen Kanal Trier hervorgegangen.
Zum 13. November 2010 hat das Cityradio Trier die Sendefrequenzen von 884 Trier übernommen.
Der private Radiosender nutzt die ehemals von Antenne West belegten Frequenzen 88,4 MHz Trier-Petrisberg, 94,7 MHz Wittlich und 87,8 MHz Welschbillig.
Gesendet wird ein „Adult Contemporary“-Format, das in Trier und Umgebung zu empfangen ist.
- Sendeanlagen in Trier: Fernmeldeturm Trier-Petrisberg, SWR-Sender Trier-Markusberg, Sender Trier

### Öffentliche Einrichtungen

#### Ämter, Behörden und weitere Einrichtungen

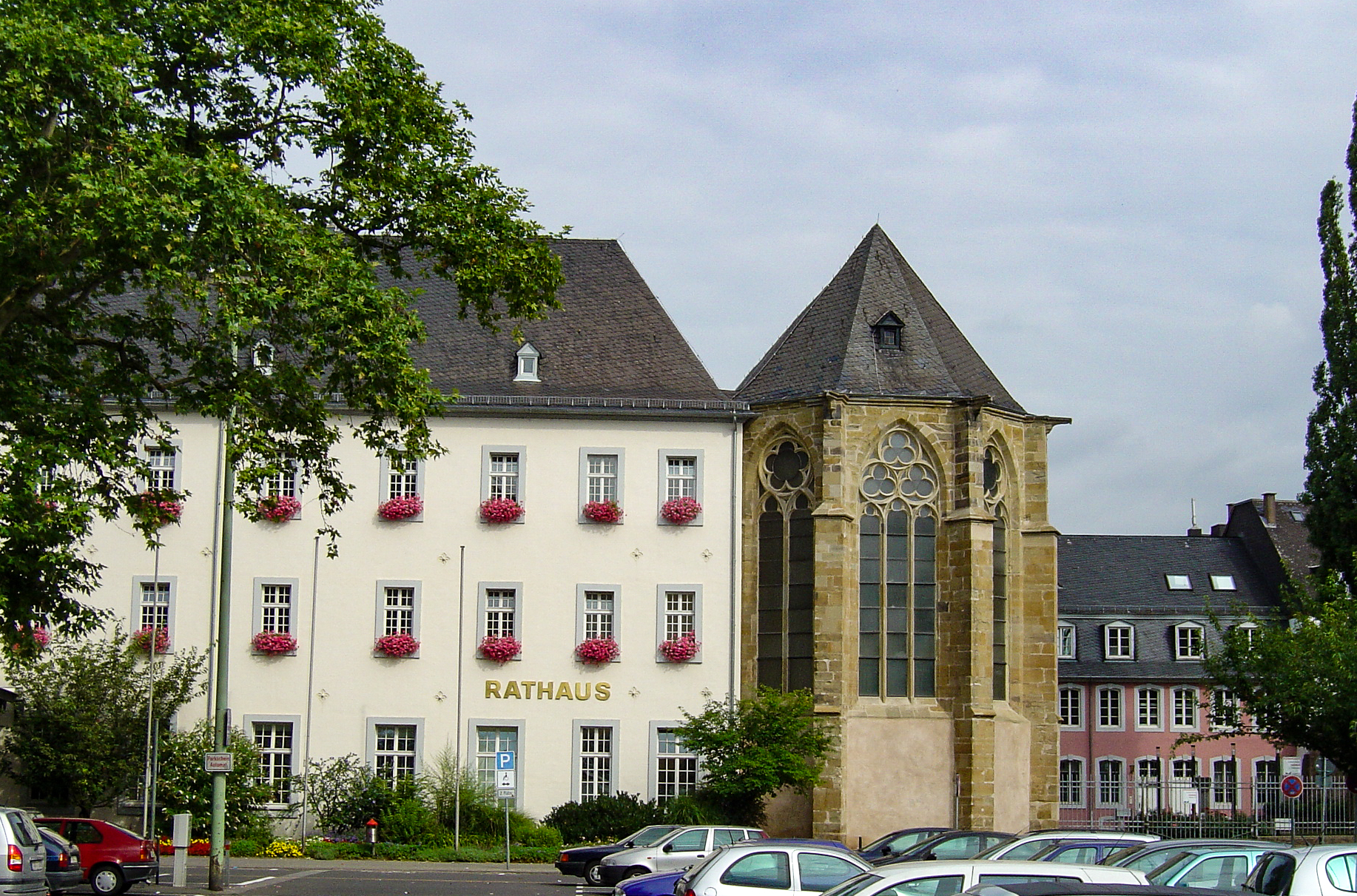
Rathaus am Augustinerhof

Trier ist einer der vier Dienstorte der Bundeskasse sowie Sitz einer Nebenstelle der Bundesagentur für Immobilienaufgaben. Weitere Bundesbehörden in der Stadt sind eine Bundespolizeiinspektion und die Wehrtechnische Dienststelle für landgebundene Fahrzeugsysteme, Pionier- und Truppentechnik der Bundeswehr in Trier-Kürenz.
Zu den Landesbehörden in Trier zählen die Aufsichts- und Dienstleistungsdirektion (ADD, bis 1999 Bezirksregierung Trier),
das Finanzamt Trier, eine Außenstelle des Rechnungshofs Rheinland-Pfalz, das Polizeipräsidium Trier und die diesem zugehörige Polizeidirektion Trier, mehrere Dienststellen des Landesuntersuchungsamtes sowie eine Dienststelle des Landesamtes für Soziales, Jugend und Versorgung Rheinland-Pfalz.
Ansässige Justizbehörden sind das Amtsgericht Trier, das Landgericht Trier, das Arbeitsgericht Trier, das Sozialgericht Trier, das Verwaltungsgericht Trier, die Staatsanwaltschaft Trier sowie die Justizvollzugsanstalt Trier in Trier-Euren.
Die Stadtverwaltung Trier hat ihren Sitz im Rathaus am Augustinerhof.
Darüber hinaus haben die Verwaltungen des Landkreises Trier-Saarburg und der Verbandsgemeinde Trier-Land ihren Sitz in Trier.
Weitere öffentliche Einrichtungen sind die Feuerwehr Trier, das Technische Hilfswerk Trier, die Industrie- und Handelskammer Trier, die Handwerkskammer Trier, das Studierendenwerk Trier oder der Zweckverband A.R.T.
In Trier-Zewen auf dem Heidenberg besteht ein Tierheim, das durch den Tierschutzverein Trier und Umgebung e. V. betrieben wird. Es ist zuständig für Tiere aus der gesamten Region Trier. Die vier Landkreise der Region und die kreisfreie Stadt Trier sind Miteigentümer des Grundstücks, auf dem sich das Tierheim befindet.

#### Medizinische Versorgung

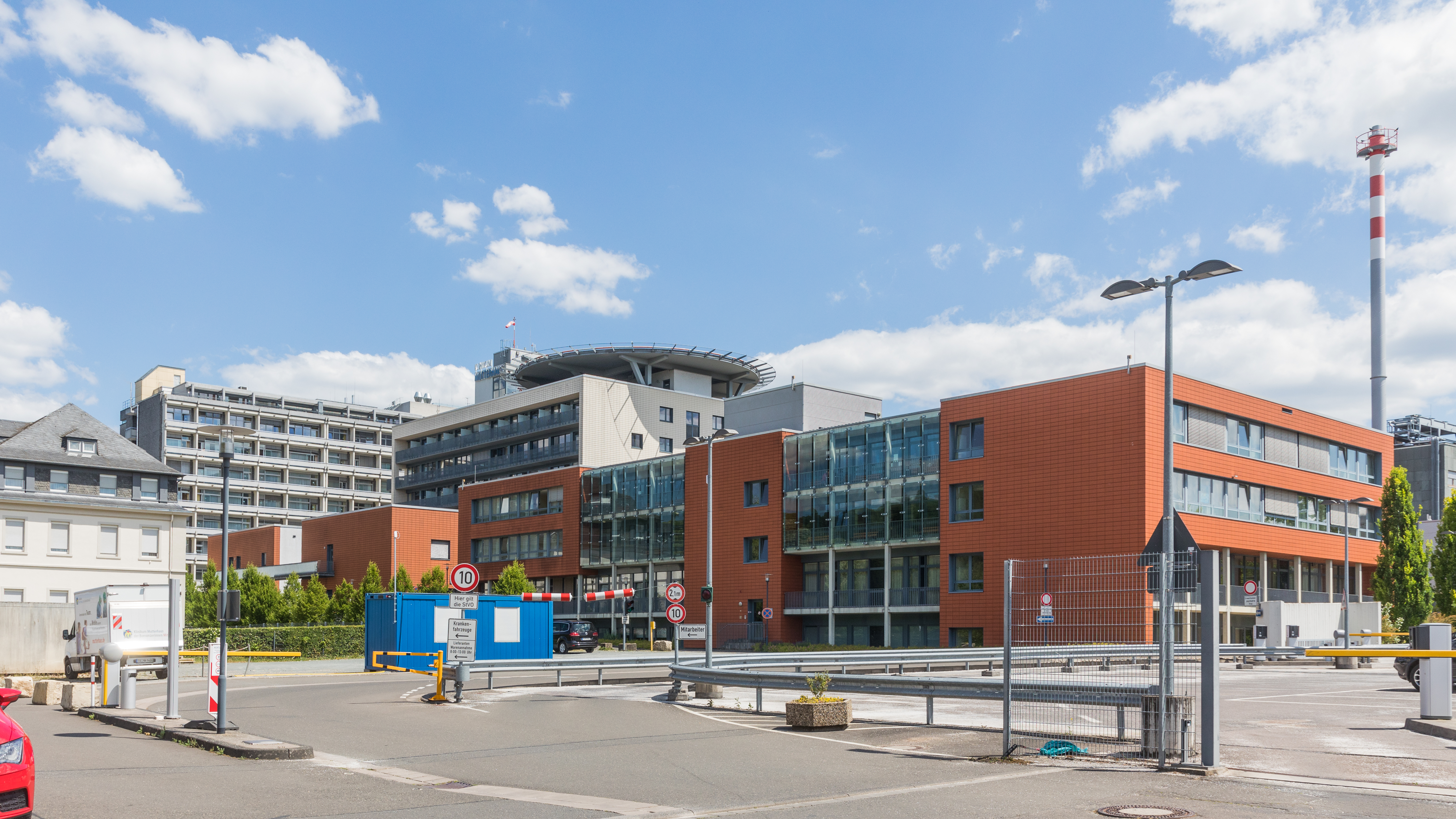
Klinikum Mutterhaus der Borromäerinnen
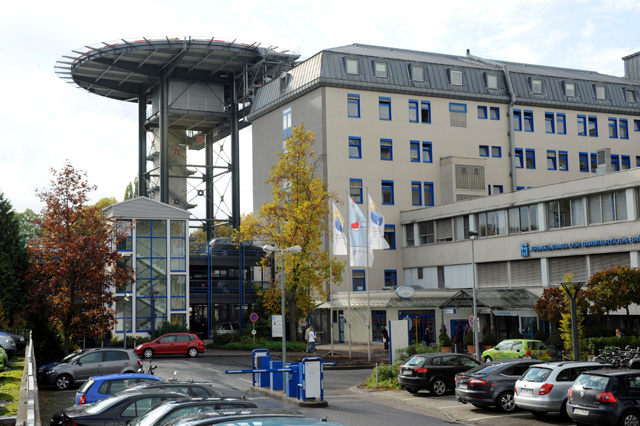
Krankenhaus der Barmherzigen Brüder

Die Stadt Trier übernimmt für den ehemaligen Regierungsbezirk Trier sowie die Hochwaldregion und Teile des Saarlands die Funktion als medizinisches Oberzentrum mit Leistungen der Maximalversorgung und der spezialisierten Facharztversorgung im ambulanten Sektor. In den Mittelzentren der Umgebung sind lediglich noch Krankenhäuser der Grund- und Regelversorgung mit 100 bis rund 300 Betten angesiedelt, von denen einige mittelfristig von Schließung bedroht sind. Im Bereich der Stadt Trier gibt es drei Kliniken. Veränderungen in den letzten Jahren waren die Übernahme der Klinik in Ehrang (nach Hochwasserschäden im Jahr 2021 geschlossen) und des ehemaligen evangelischen Elisabeth-Krankenhauses durch das Mutterhaus im Jahr 2016 und die Schließung des Herz-Jesu-Krankenhauses im Jahr 2006. Insgesamt verfügen die Kliniken der Stadt heute über etwa 1500 Betten:
- Klinikum Mutterhaus der Borromäerinnen, 667 Betten, 2500 Beschäftigte
  - Klinikum Mutterhaus der Borromäerinnen Nord (ehemals Elisabeth-Krankenhaus; 182 Betten)
- Krankenhaus der Barmherzigen Brüder (Brüderkrankenhaus), 612 Betten, 2400 Beschäftigte[124]
- Geriatrische Rehabilitationsklinik St. Irminen, 80 Betten, eine Sozialeinrichtung der Vereinigten Hospitien

Historische medizinische Einrichtungen während des Mittelalters waren unter anderem das St.-Jakobs-Hospital und die Leprosorien St. Jost.

#### Trinkwasserversorgung

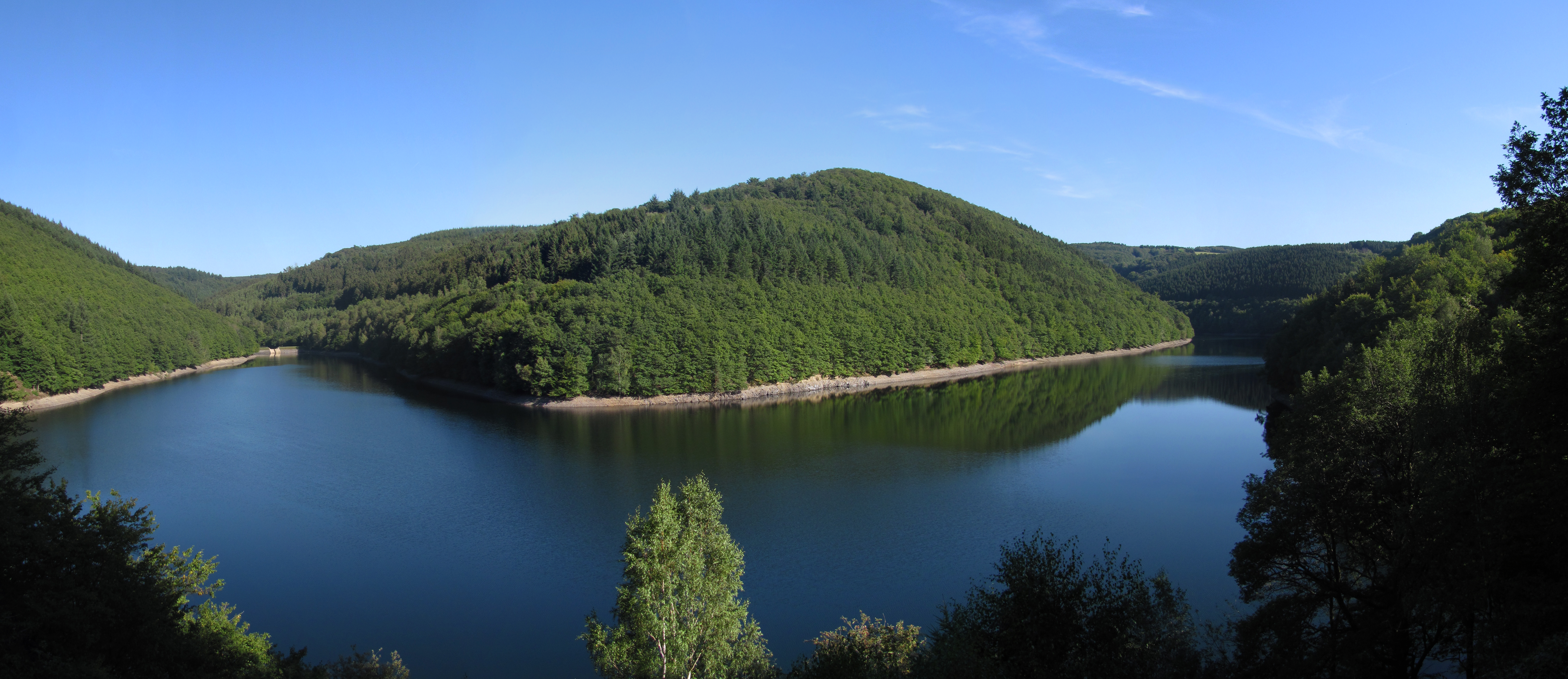
Riveristalsperre

Die Gewinnung, Aufbereitung und Verteilung des Trinkwassers wird von den Stadtwerken Trier übernommen. In zwei Wasserwerken wird das Rohwasser aus unterschiedlichen Quellen aufbereitet: Im Wasserwerk Irsch  aus der Riveristalsperre und im Wasserwerk Kylltal  aus 24 Brunnen, die Grundwasser aus der Bitburg-Trierer Mulde fördern.
Für die Aufbereitung des Talsperrenwassers kommt im Wasserwerk Irsch Ultrafiltration zur Reinigung des Wassers zum Einsatz. Anschließend wird das Wasser über Kalkstein gefiltert, um es aufzuhärten. Desinfiziert wird es seit 2015 über UV-Lampen. Das Wasser ist mit einer Gesamthärte von 0,8 mmol/l (4,2 °dH) dem Härtebereich „weich“ zuzuordnen.
Die Filtration des Grundwassers erfolgt über große Filterbecken, die Partikel weitestgehend zurückhalten. Das Wasser entspricht mit einer Gesamthärte von 1,6 mmol/l (9,0 °dH) dem Härtebereich „mittel“.
Das Wasserwerk Irsch übernimmt grundsätzlich die Versorgung der Stadtteile Kürenz, Gartenfeld, Olewig, Auf der Hill, Kernscheid, Irsch, Filsch, Tarforst, Trimmelter Hof und Weidengraben sowie der Gemeinden Korlingen, Gutweiler und Sommerau. Alle anderen Stadtteile werden je nach Talsperrenstand entweder aus dem Wasserwerk Irsch oder Kylltal versorgt. Zumeist kommt das Trinkwasser des gesamten Stadtgebietes in den Monaten Februar bis September aus der Riveristalsperre. In den Wintermonaten wird der Stausee durch die Niederschläge erneut gefüllt.
Jährlich werden insgesamt ca. 10 Mio. m³ Trinkwasser abgegeben. Im 680 km langen Leitungsnetz sind 20 Hochbehälter zur Zwischenspeicherung und zur Sicherstellung des Wasserdrucks eingebaut. Der Energiebedarf für die Trierer Trinkwasserversorgung (1,7 Mio. kWh pro Jahr) wird inzwischen vollständig durch Eigenenergieerzeugung gedeckt. Dazu gibt es mehrere Turbinen im Netz und Photovoltaikanlagen auf den Dächern von Hochbehältern, Pumpwerken und dem Wasserwerk Irsch.
Der Brutto-Verbrauchspreis liegt bei 1,74 Euro je Kubikmeter.

#### Abwasserentsorgung

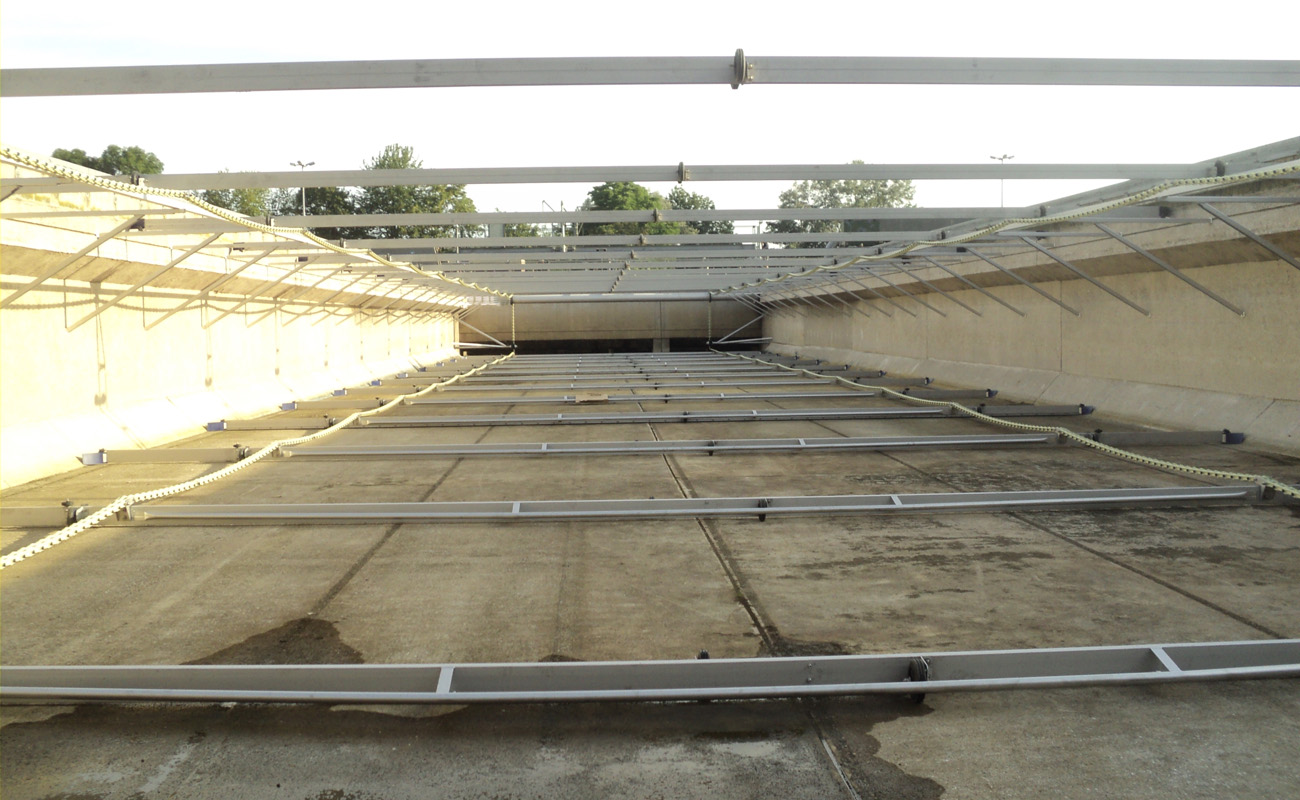
Kettenräumer in der Kläranlage Trier

Die Ableitung und Reinigung des anfallenden Abwassers fällt überwiegend in den Zuständigkeitsbereich der Trierer Stadtwerke. Das Kanalnetz hat eine Länge von 499 Kilometern, 386 Kilometer davon im Mischsystem (77 %). Im Stadtgebiet gibt es 13.300 Schachtbauwerke und 16.000 Straßenabläufe („Gullys“). Der Anschlussgrad an die Kanalisation liegt bei 99,9 %. Die Abwasserreinigung geschieht im Hauptklärwerk in der Metternichstraße  (erbaut 1959, 170.000 Einwohnerwerte), im Klärwerk Trier-Ehrang  (erbaut 1984, 24.000 Einwohnerwerte) oder für die Stadtteile Ruwer und Eitelsbach in der Kläranlage Unteres Ruwertal bei Eitelsbach  (erbaut 1966, 30.500 Einwohnerwerte). Diese Anlage wird betrieben durch das Abwasserwerk der Verbandsgemeinde Ruwer. Die Kanalnetze dieser beiden Stadtteile werden jedoch durch die Stadtwerke Trier unterhalten.
Wie auch bei der Trinkwasserversorgung ist das Hauptklärwerk Trier inzwischen energieautark. 2016 standen einem Stromverbrauch von 3,05 Mio. kWh eine Energieerzeugung von 3,28 Mio. kWh gegenüber. Zum einen wurde die Autarkie durch die Einsparung von Energie durch Prozessoptimierung, intelligente Steuerung und energieeffizientere Technik erreicht, zum anderen durch Erzeugung in zwei Blockheizkraftwerken, die das anfallende Klärgas verstromen, durch Photovoltaik und durch Turbinen im Ablauf des Klärwerks.

#### Wärmeversorgung
Die Wärmeerzeugung in Trier erfolgt größtenteils dezentral. Eine größere Fernwärmeversorgung gibt es nur im Stadtteil Mariahof, die 2,8 % (Stand: 2015/16) des Wärmebedarfs der Stadt deckt. Trier ist in weiten Teilen mit einem Erdgasnetz erschlossen. Die Anteile der Energieträger zur Wärmeversorgung in der Stadt insgesamt sind (Stand: 2024) 64 % Erdgas, 23 % Heizöl und 10 % erneuerbare Energien.

### Bildung

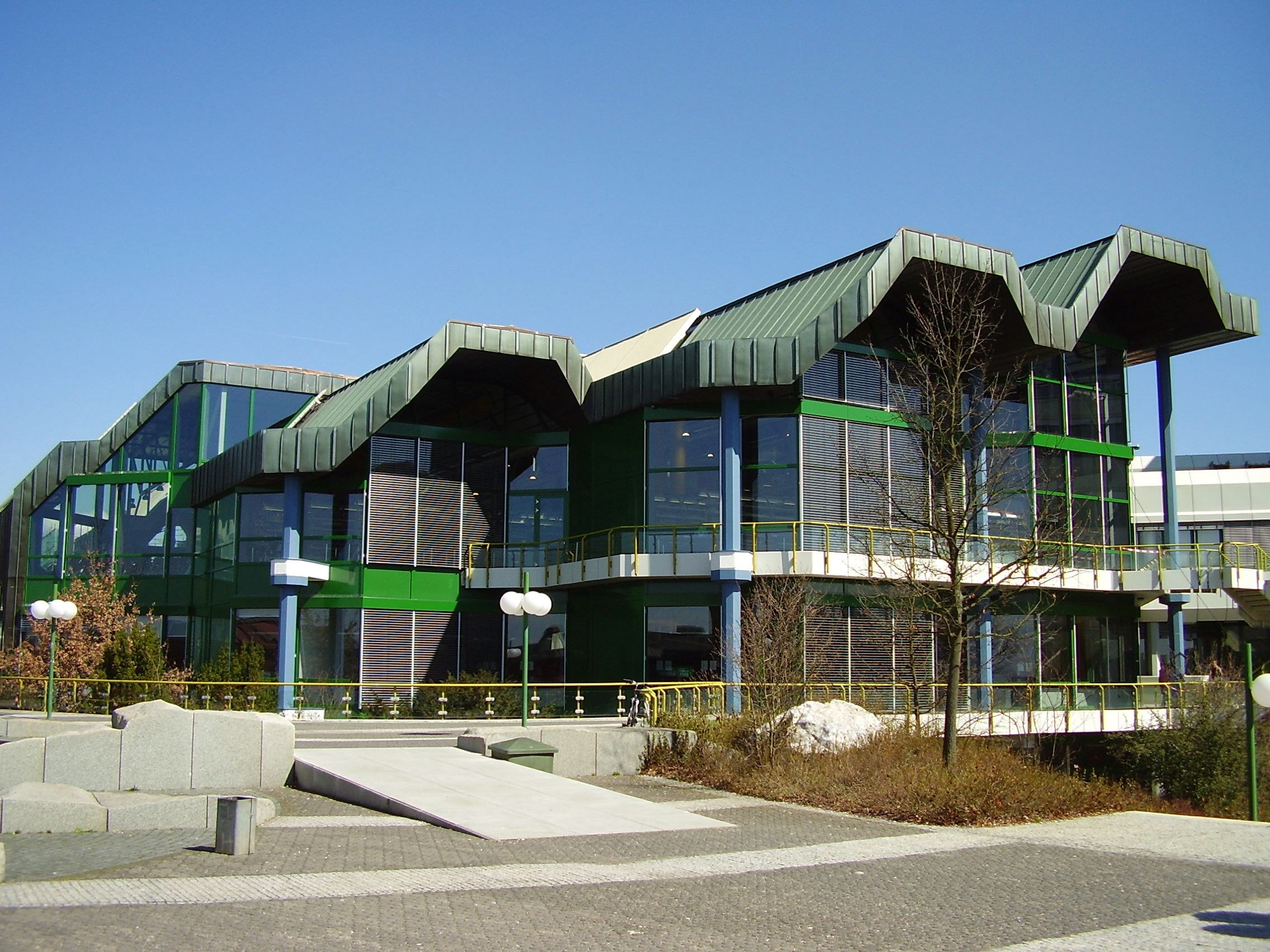
Universitätsbibliothek Trier

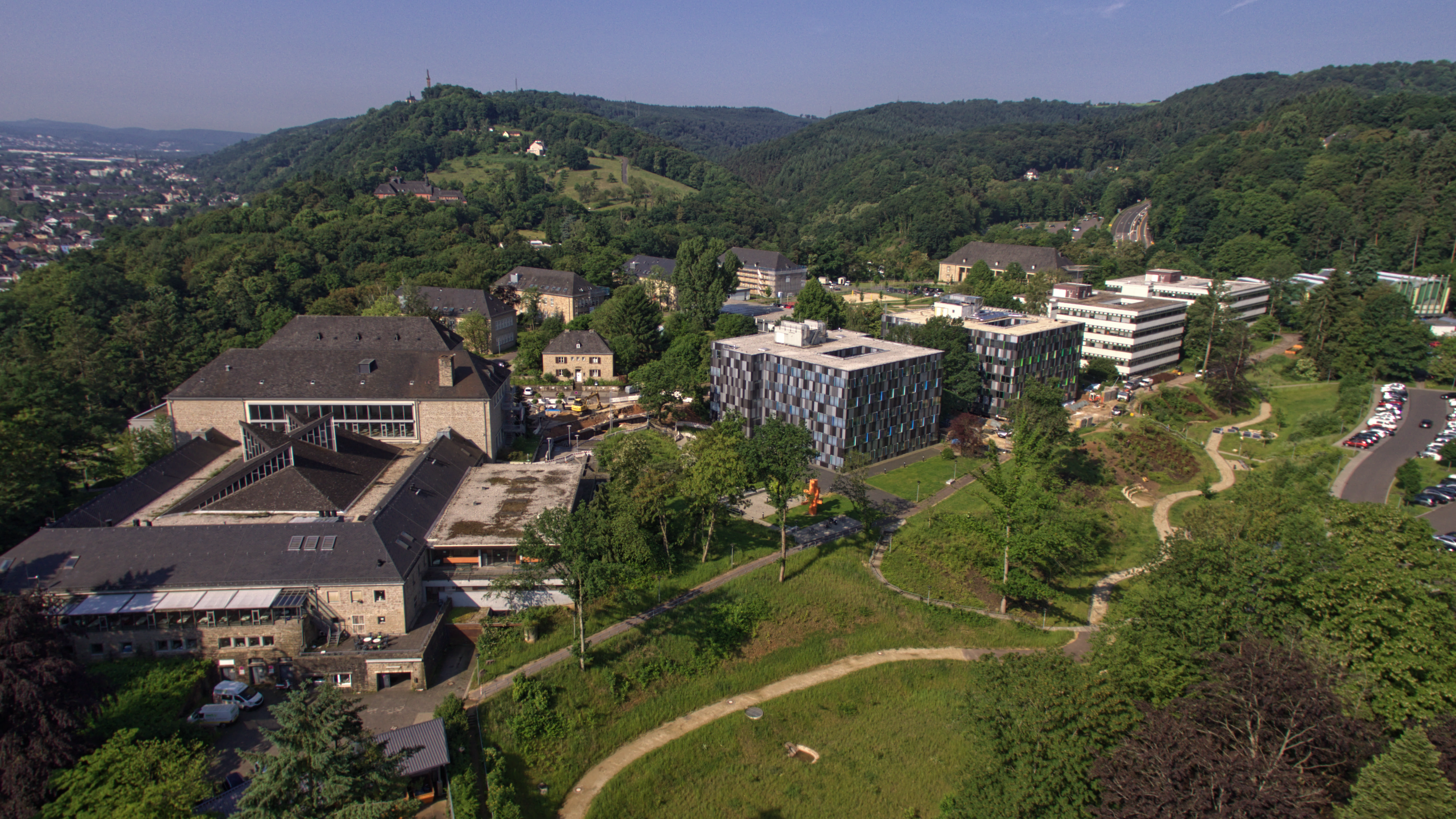
Hauptcampus der Hochschule Trier

#### Hochschulen und Akademien
Die Universität Trier wurde schon 1473 gegründet und 1798 geschlossen. Erst 1970 wurde sie als Teil der Universität Trier-Kaiserslautern neu gegründet und ist seit 1975 selbständig. In enger Kooperation mit ihr steht die seit 1950 bestehende Theologische Fakultät Trier als organisatorisch unabhängige Hochschule, die unter anderem Räumlichkeiten und Dienstleistungen der Universität nutzt.
Die Hochschule Trier wurde 1971 durch Vereinigung mehrerer Vorgängereinrichtungen als Abteilung Trier der Fachhochschule Rheinland-Pfalz gegründet. Im Jahr 1996 erfolgte die Verselbstständigung als Fachhochschule Trier. Neben Trier hat die Hochschule noch die zwei Außenstandorte Birkenfeld und Idar-Oberstein.
Der berufsbegleitenden Weiterbildung und Berufsfortbildung dienen die Europäische Kunstakademie Trier, eine 1977 von Erich Kraemer gegründete künstlerische Ausbildungsstätte, die Deutsche Richterakademie zur überregionalen Fortbildung von Richtern und Staatsanwälten oder die Europäische Rechtsakademie als Fortbildungsstätte für Juristen im Europarecht. Die Europäische Akademie des Rheinland-Pfälzischen Sports ist eine Einrichtung der Aus-, Fort- und Weiterbildung von Führungskräften im organisierten Sport.

#### Allgemein- und Berufsbildende Schulen
Im Stadtgebiet von Trier gibt es über 20 Grundschulen, darunter die Grundschule am Dom in Trägerschaft des Bistums, außerdem eine Freie Montessori-Schule und eine Freie Waldorfschule.
Förderschulen und Schwerpunktschulen sind die Privatschule St. Josef, die Medard-Schule, die Porta-Nigra-Schule, die Treverer-Schule und die Wilhelm-Hubert-Cüppers-Schule.
Realschulen plus sind die Kurfürst-Balduin-Realschule plus, die Nelson-Mandela-Realschule plus, die Moseltal Realschule plus Trier, die Privatschule St. Maximin und die weiterführende Schule der Freien Montessori-Schule. Als private Realschule für Mädchen gibt es die Blandine-Merten-Realschule.
In Trier gibt es sechs Gymnasien sowie mehrere gymnasiale Oberstufen an den Berufsbildenden Schulen. Das Friedrich-Wilhelm-Gymnasium (FWG) wurde als eine der ältesten Schulen Deutschlands 1561 als Jesuitenkolleg gegründet. Einen mathematisch-naturwissenschaftlichen Schwerpunkt hat das Max-Planck-Gymnasium (MPG), einen Schwerpunkt auf Sprachen und einen Zweig für Hochbegabtenförderung das Auguste-Viktoria-Gymnasium Trier (AVG). Das Humboldt-Gymnasium Trier (HGT) ermöglicht den gleichzeitigen Erwerb des Abiturs und des französischen Baccalauréat. Einzige G8-Ganztagsschule in der Stadt ist das Friedrich-Spee-Gymnasium (FSG). Unter Trägerschaft des Bistums steht das Angela-Merici-Gymnasium (AMG) als reine Mädchenschule.
Trier hat darüber hinaus eine Integrierte Gesamtschule und zahlreiche Berufsbildende Schulen, darunter das Balthasar-Neumann-Technikum (FS), Fachschule für Technik, in Trägerschaft des Landkreises Trier-Saarburg und die St. Helena-Schule Trier.

### Verkehr

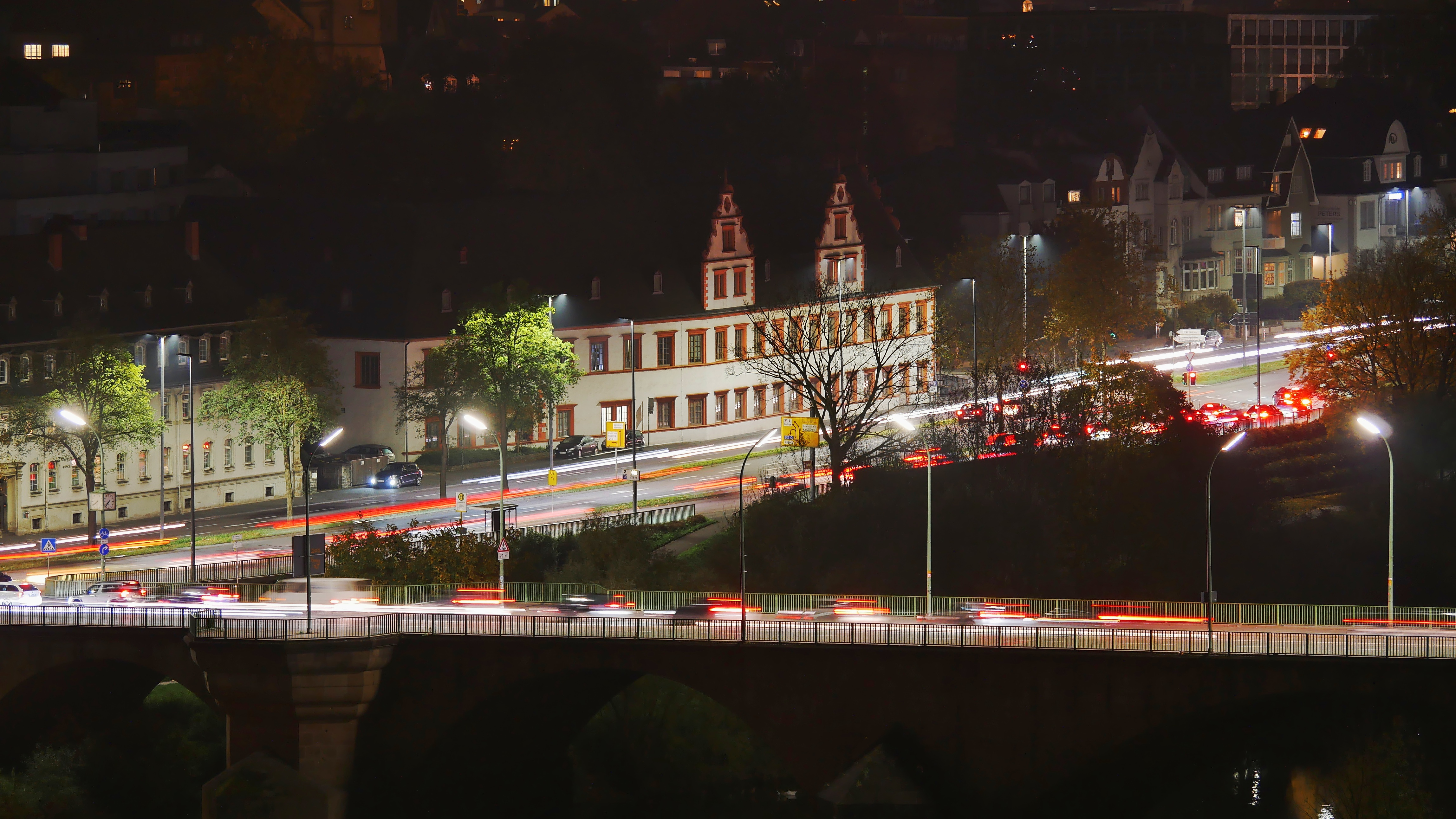
Verkehrsstau am Martinsufer

#### Innerstädtischer Individualverkehr
Der Individualverkehr in Trier verläuft hauptsächlich auf den vorhandenen Bundes-, Landes- und Kreisstraßen.
Das Mobilitätskonzept Trier 2025 wurde 2013 und die Fortschreibung dieses Konzepts wurde 2018 vom Stadtrat Trier beschlossen.
In einem Zehnjahreskonzept der Straßenbaumaßnahmen wurden folgende Schwerpunkte festgelegt, die einer jährlichen Überprüfung unterliegen:
- Verschiedene Verkehrsmaßnahmen in Trier-West (Priorität: 1), davon ist der Verkehrskreisel Römerbrückenkopf West bereits verwirklicht;
- Neuanbindung des Aveler Tals über die Straße Am Grüneberg und über die Bahngleise bis zur Dasbachstraße und zur Bundesautobahn 602 (Priorität: 2a)
- Ausbau von Aul- und Arnulfstraße in Trier-Süd (südlicher Tangentenring) (Priorität: 2b)
- Moselbahndurchbruch (zwischen Kürenzer Straße und Metternichstraße) (Priorität: 3), ab 2027;
- Wasserwegdurchbruch (zwischen Herzogenbuscher Straße und Zurmaiener Straße) (nördlicher Tangentenring) (Priorität: 4), nicht im 10-Jahres-Plan enthalten;
- Sonderprojekt Neugestaltung des Bahnhofsvorplatzes des Hbf Trier im Zuge der Umsetzung des ÖPNV-Konzeptes RLP-Nord

#### Überregionaler Straßenverkehr

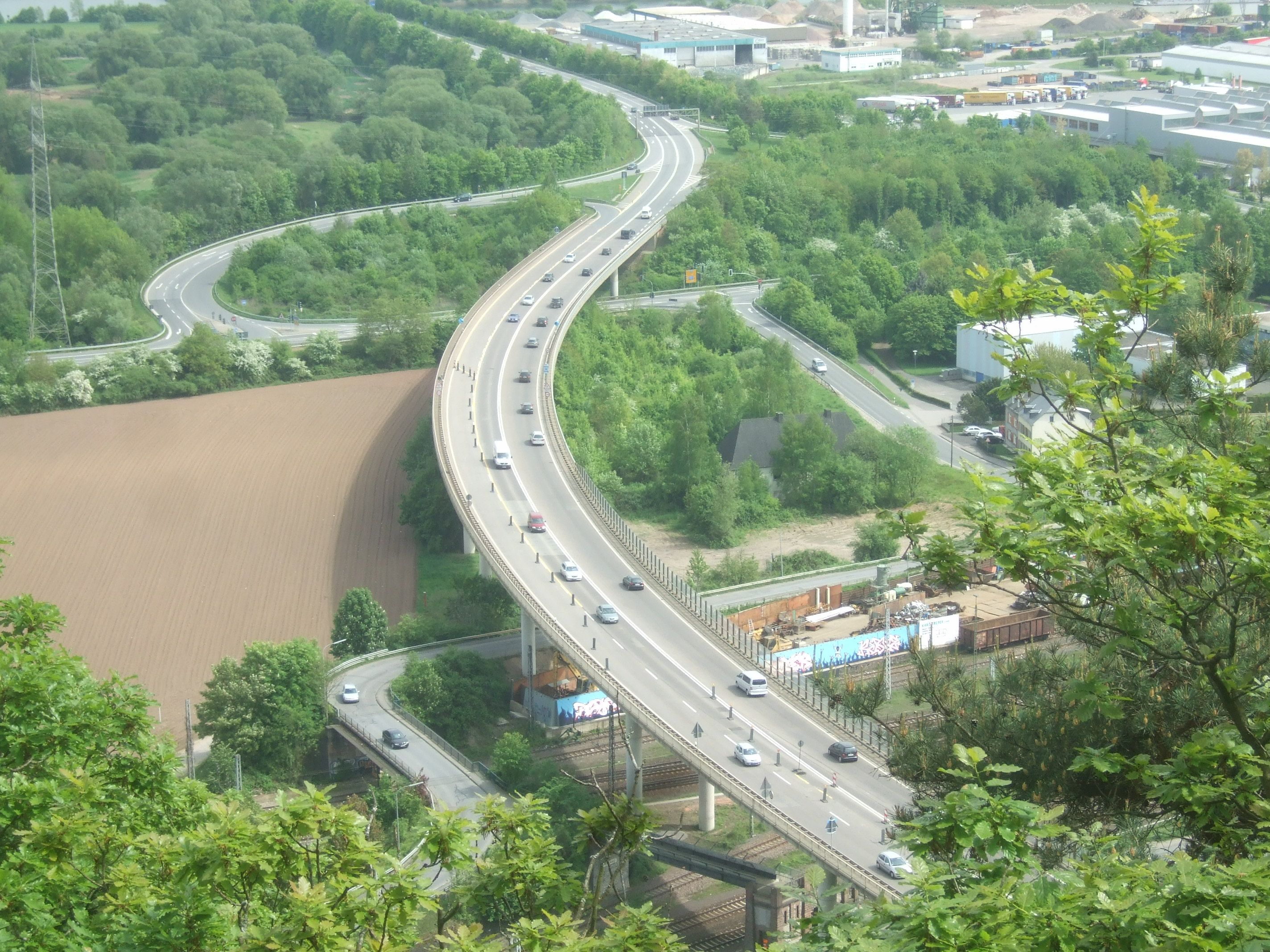
A 64a bei Ehrang, frühere B 52

Folgende Autobahnen führen von/nach Trier:
- A 64: Trier–Luxemburg (dort Autoroute 1)
- A 64a: Kenn–Moselbrücke Ehrang–Ehrang–Pfalzeler Wald–A 64
- A 602: Verteilerkreis Trier–Autobahndreieck Moseltal–A 1

Folgende Bundesstraßen führen durch das Stadtgebiet:
- B 49: Grenzübergang Wasserbillig (L)–Trier–Koblenz
- B 51: Grenzübergang Hanweiler (F)–Saarbrücken–Trier–Bitburg–Köln
- B 53: Trier–Schweich–Mehring–Bernkastel-Kues–Zell–Alf
- B 268: Trier–Losheim am See–Heusweiler–Riegelsberg–Saarbrücken
- B 422: Ehrang–Kordel–Welschbillig–Helenenberg

#### Öffentlicher Personennahverkehr
Der öffentliche Personennahverkehr wird zum Großteil durch die Buslinien der Stadtwerke Trier (SWT) betrieben. Zudem verkehren in Trier zahlreiche unvertaktete Regionalbuslinien verschiedener Busunternehmen. Auf allen Trierer Buslinien gilt der Tarif des Verkehrsverbundes Region Trier (VRT).
Von 1890 bis 1951 existierte außerdem die Straßenbahn Trier. Sie wurde durch den 1940 eingeführten Oberleitungsbus Trier ersetzt, der wiederum 1970 eingestellt wurde.

#### Schienenverkehr

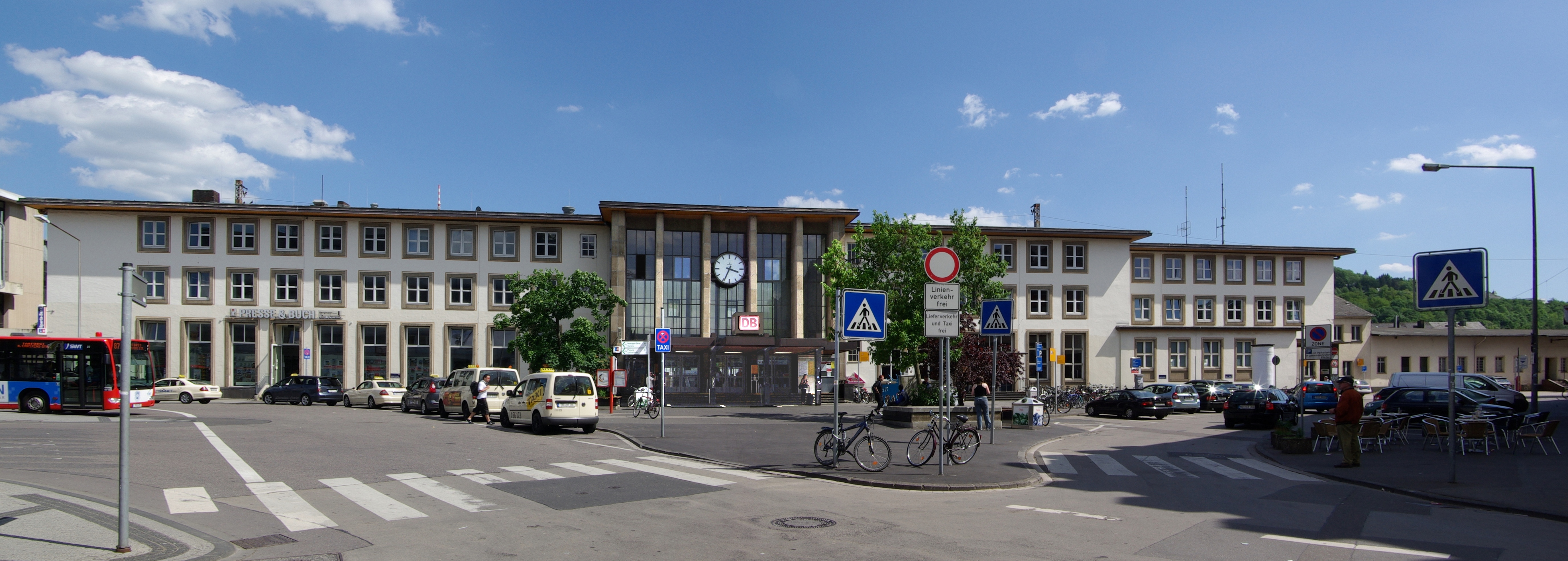
Empfangsgebäude des Trierer Hauptbahnhofs (2010)

Der 1878 eröffnete Hauptbahnhof befindet sich im nordöstlichen Bereich der Innenstadt zwischen den Bezirken Mitte-Gartenfeld und Nord. Trier ist nach Norden über die Moselstrecke an Koblenz und über die Eifelstrecke an Köln angebunden; nach Süden führen die Trierer Weststrecke nach Luxemburg, die Saarstrecke nach Saarbrücken und die Obermoselstrecke nach Perl bzw. Metz (Frankreich). Durchgehende Züge fahren von Koblenz nach Saarbrücken und weiter nach Mannheim oder Luxemburg sowie montags bis freitags von Wittlich nach Perl, ansonsten ist der Trierer Hauptbahnhof in der Regel Endstation. Weitere Bahnhaltepunkte in Trier sind nördlich des Hauptbahnhofs Pfalzel, Ehrang, Ehrang-Ort und Quint sowie südlich Trier Süd. Direkt nördlich des Hauptbahnhofs liegt ein Betriebsbahnhof der Deutschen Bahn (ehemals Bahnbetriebswerk Trier). In Ehrang befindet sich ein ehemaliger Rangierbahnhof, der von der Deutschen Bahn AG noch in geringem Umfang als Güterbahnhof genutzt wird.
Bis Ende 2014 war Trier Hbf an das Intercity-Netz der Deutschen Bahn angeschlossen. Zuletzt gab es eine Verbindung nach Norddeich Mole (IC 35). Ein Intercity-Express (ICE) fuhr sogar von 2005 bis 2011 direkt von und nach Berlin. Seit 2015 gibt es nur eine Fernzugverbindung pro Tag durch die luxemburgische CFL über Koblenz nach Düsseldorf. Ab Ende 2025 soll das Angebot auf zwei weitere Verbindungen pro Tag über Koblenz nach Köln erweitert werden.
Im Juni 2008 beschloss das Land Rheinland-Pfalz, dass die Trierer Weststrecke zwischen Trier-Ehrang und Trier-Zewen für den Personenverkehr reaktiviert werden soll, um vor allem die Anschlüsse für Pendler nach Luxemburg zu verbessern. Nach Jahren der Planung und vorbereitender Baumaßnahmen begann im Frühjahr 2024 der Bau der Haltepunkte; im März 2025 wurde die Strecke für den Personenverkehr eröffnet. Außerdem ist an der Moselstrecke die Errichtung zweier neuer Bahnhaltepunkte – in Trier-Nord, sowie südlich des Haltepunktes Trier Süd – geplant. Deren Bau ist Stand 2022 für das Jahr 2027 oder später in Aussicht genommen.

#### Radverkehr
Das Radwegnetz ist im Trierer Stadtgebiet mäßig ausgebaut. Insbesondere Fahrradfahrer, die sich im Stadtbereich bewegen, müssen oft auf enge, vielbefahrene Straßen ausweichen und die entsprechenden Sicherheitsrisiken in Kauf nehmen. Der ADFC bewertete die Situation für Radfahrer in Trier 2010 noch als „mangelhaft bis ausreichend“. Jedoch bekam Trier 2014 im ADFC-Fahrrad-Klima-Test den „3. Aufholer“-Preis in der Stadtgrößengruppe 100.000 bis 200.000 Einwohner und liegt nun auf Platz 29 von 37 (untere 22 %) (Vgl. 2012: 39 von 42: untere 8 %). Im Jahr 2015 wurde das Radverkehrskonzept Trier 2025 beschlossen.

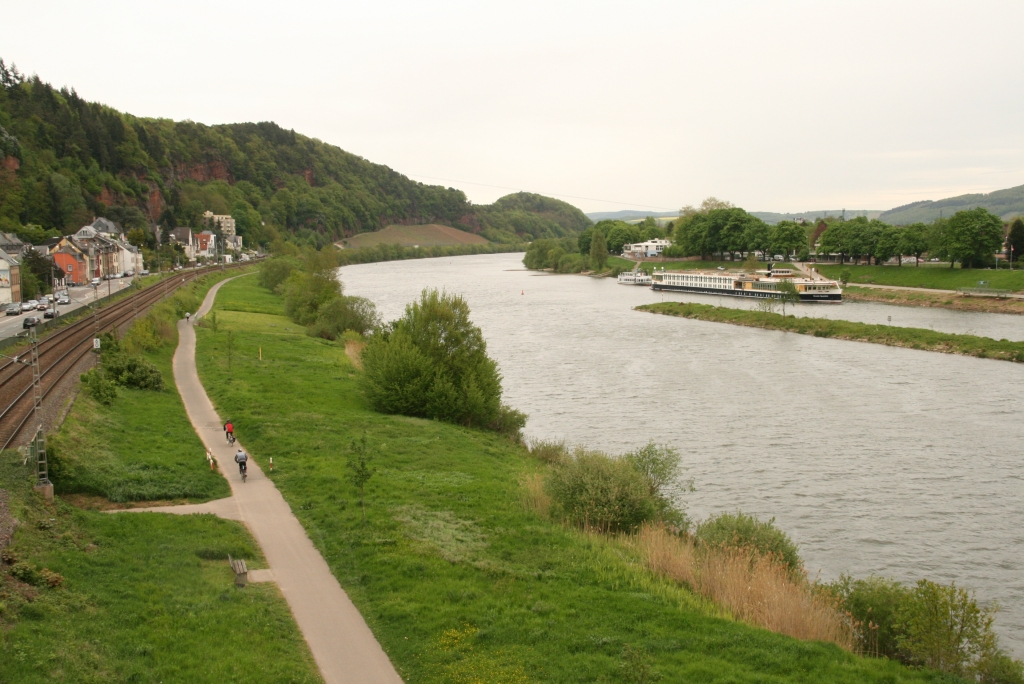
Moselradweg

Der Mosel-Radweg führt durch die Stadt und ist Teil der internationalen Radwanderroute Velo Tour Moselle. In Trier-Ehrang beginnt der Kyll-Radweg in die Eifel und in Trier-Ruwer der Ruwer-Hochwald-Radweg in den Hunsrück. Der Nahe-Hunsrück-Mosel-Radweg verläuft zwischen Bingen am Rhein und Trier.

#### Schifffahrt

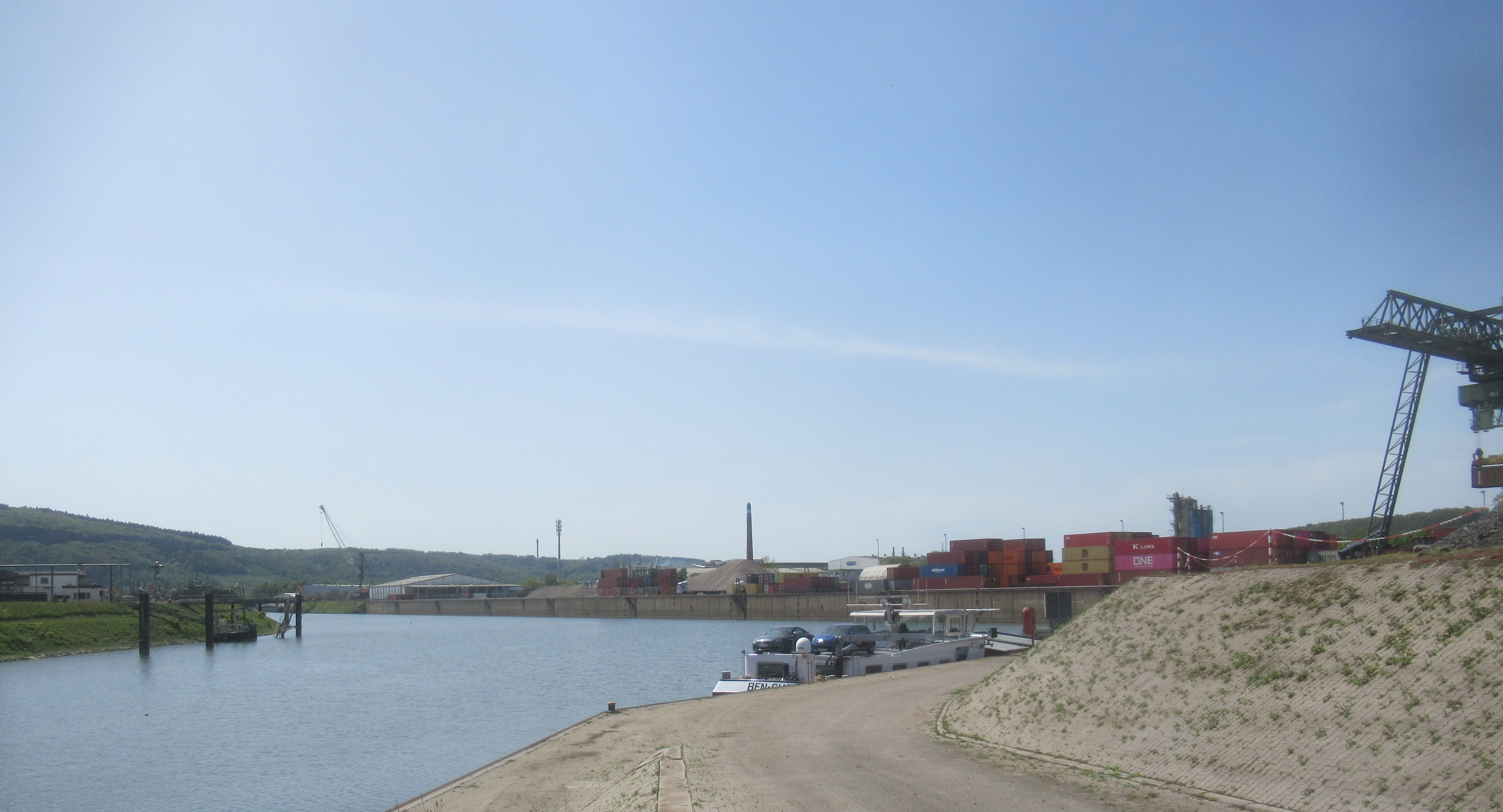
Trierer Hafen

Mit der Kanalisierung der Mosel zwischen 1958 und 1964 zu einer internationalen Großschifffahrtsstraße ist Trier mit dem Industriegebiet Lothringen, dem Land Luxemburg, den westdeutschen Industriezentren und den Nordseehäfen in den Niederlanden und Belgien über die Binnenschifffahrt verbunden. Trier ist Sitz der 1962 gegründeten Moselkommission zur Regelung aller Angelegenheiten der Schifffahrt auf der Mosel. Die 1962 gegründete Trierer Hafengesellschaft stellte 1965 den Handels- und Industriehafen in Trier-Ehrang fertig. Mit der Eröffnung am 26. Mai 1965 wurde Trier Hafenstadt. Der Trierer Hafen ist ein Umschlagplatz für den Güterverkehr, der sich hauptsächlich aus dem Transport von Erd- und Mineralöl sowie Erzen und Metallabfällen zusammensetzt. Eine Erweiterung der Hafenanlage erlaubt seit 1998 auch den Umschlag von Containern. Die Hafenanlage ist direkt an das Straßennetz und das Schienennetz angeschlossen.
Touristische Attraktionen sind die Moselfahrten auf Passagierschiffen sowohl nach Luxemburg als auch in Richtung Koblenz.
Das Wasserstraßen- und Schifffahrtsamt Trier existierte seit 1952 und kam 2019 durch eine Zusammenlegung mit den Ämtern in Koblenz und Saarbrücken zum Wasserstraßen- und Schifffahrtsamt Mosel-Saar-Lahn mit einem Standort in Trier am Pacelliufer.

#### Luftverkehr
Nächstgelegener Flughafen für nationale und internationale Verbindungen ist der Flughafen Luxemburg, rund 40 Kilometer entfernt. Etwa 25 Kilometer vom Stadtzentrum entfernt befindet sich außerdem der von Trier-Euren (von 1910 bis 1977 in Betrieb) nach Föhren verlegte Trierer Flugplatz. Zum Flughafen Frankfurt-Hahn sind es ca. 70 Kilometer und der Flughafen Saarbrücken ist ca. 105 km entfernt.

#### Wanderwegenetz

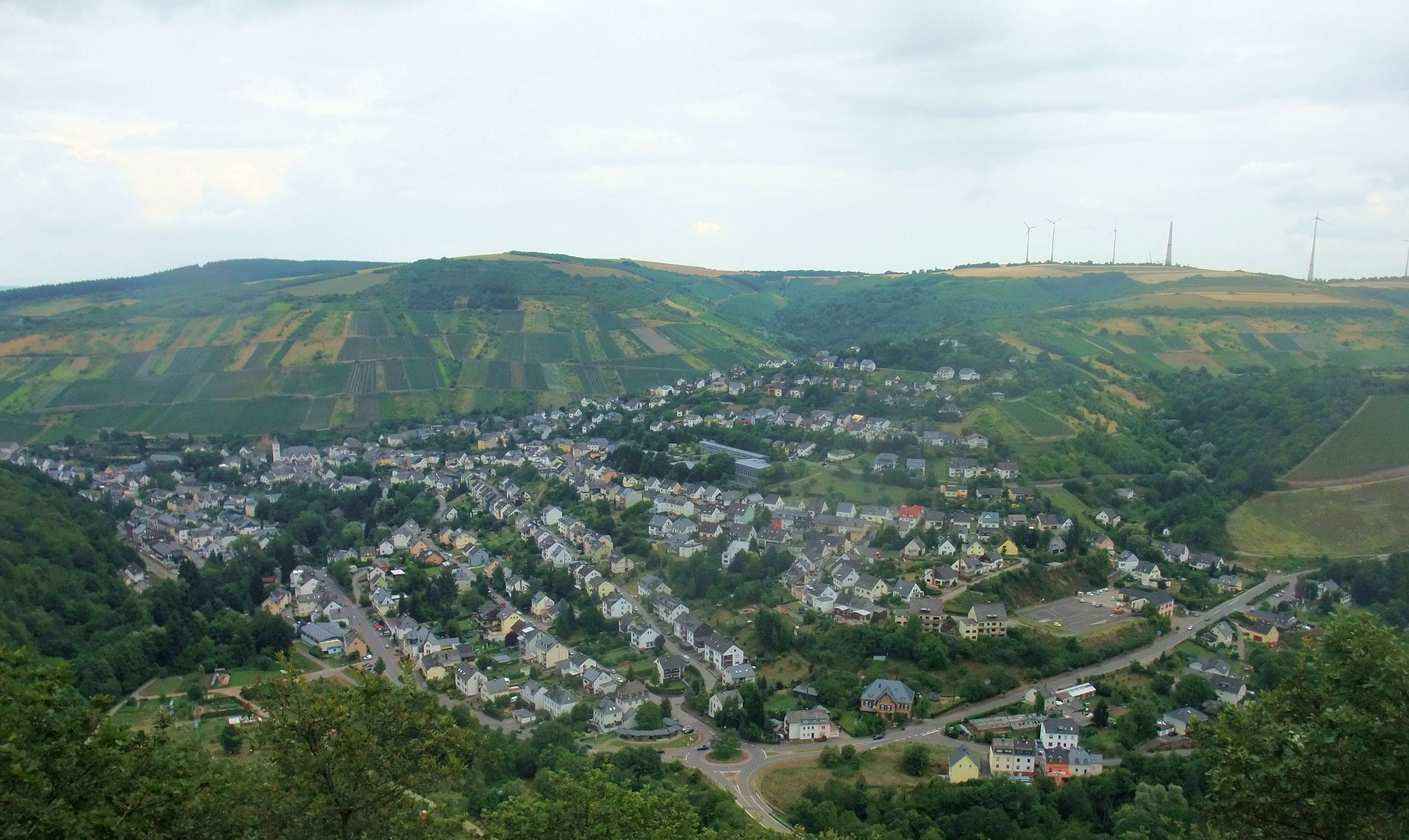
Blick vom Naumeter Kopf

Im rheinland-pfälzischen Wanderwegenetz bildet Trier einen Knotenpunkt. Neben dem Eifelsteig hat hier auch der Saar-Hunsrück-Steig seinen Start- bzw. Endpunkt. Eine Traumschleife am Saar-Hunsrück-Steig ist die Trierer Galgenkopftour, ein 15,8 km langer Höhenweg, der u. a. zum Naumeter Kopf führt. Der Moselhöhenweg verläuft sowohl auf der Eifelseite als auch auf der Hunsrückseite durch das Stadtgebiet von Trier. Seit April 2014 wird Trier zusätzlich über den im Wechsel auf beiden Seiten des Moseltals verlaufenden Moselsteig angebunden. Der Ausoniusweg von Trier nach Bingen am Rhein ist seit Juni 2013 auch als Hunsrücker Jakobsweg gewidmet.

#### Park and Ride
Park-and-ride-Parkplätze stehen sowohl im Südwesten (Messepark) als auch im Norden (Riverside/Verteilerkreis) der Stadt zur Verfügung. Bei größeren Veranstaltungen ist zudem der Parkplatz der Hochschule Trier am Schneidershof als Park-and-ride Parkplatz offen. An den Adventssamstagen werden drei spezielle kostenlose P+R-Linien im 10-Min-Takt angeboten (finanziert durch die City-Initiative); ansonsten werden die Parkplätze durch den normalen Linienverkehr bedient.

#### Brücken
Über fast zwei Jahrtausende führte der Weg zum linken Moselufer nur über die Römerbrücke, deren erste Version 18 v. Chr. / 17 v. Chr. erbaut wurde. Erst Anfang des 20. Jahrhunderts folgte die Kaiser-Wilhelm-Brücke als zweite Flussüberquerung; im Jahr 1973 kam die Konrad-Adenauer-Brücke hinzu, die seitdem moselaufwärts die letzte Straßenbrücke komplett innerhalb Deutschlands ist (die nächste Brücke führt 18 km flussaufwärts von Wellen nach Grevenmacher). Die 1949 errichtete Pfeiffersbrücke in Ehrang überbrückt die Bahnlinie Koblenz–Trier und verbindet die Servaisstraße mit der B 53. Außerdem gibt es eine Eisenbahnbrücke zwischen Pfalzel und dem Industriegebiet Nord (Moselstrecke Trier-Koblenz), im Volksmund „Pfalzeler Brücke“ genannt, die auch Fußgängern und Radfahrern die Moselüberquerung ermöglicht. Im Norden der Stadt liegt die Moselbrücke Ehrang der Bundesautobahn 64a zwischen Trier-Ehrang und Kenn, auf der ebenfalls auch Fußgänger und Radfahrer den Fluss überqueren können. Sie verbindet A 602 und B 53, hat jedoch durch ihre Lage außerdem eine innerstädtische Erschließungsfunktion. Die Konzer Moselbrücke führt von Konz nach Trier-Zewen. Sie verbindet die Saarstrecke und die Obermoselstrecke mit der Trierer Weststrecke. In Trier-Pallien überspannt die Napoleonsbrücke das Tal des Sirzenicher Baches. Sie ist Teil der Bundesstraße 51. Die Aulbrücke in St. Matthias überquert die Bahnstrecke zwischen dem Trierer Südbahnhof und Konz-Karthaus. Weitere Brücken sind die Biewerbachtalbrücke oder die Gartenfeldbrücke.

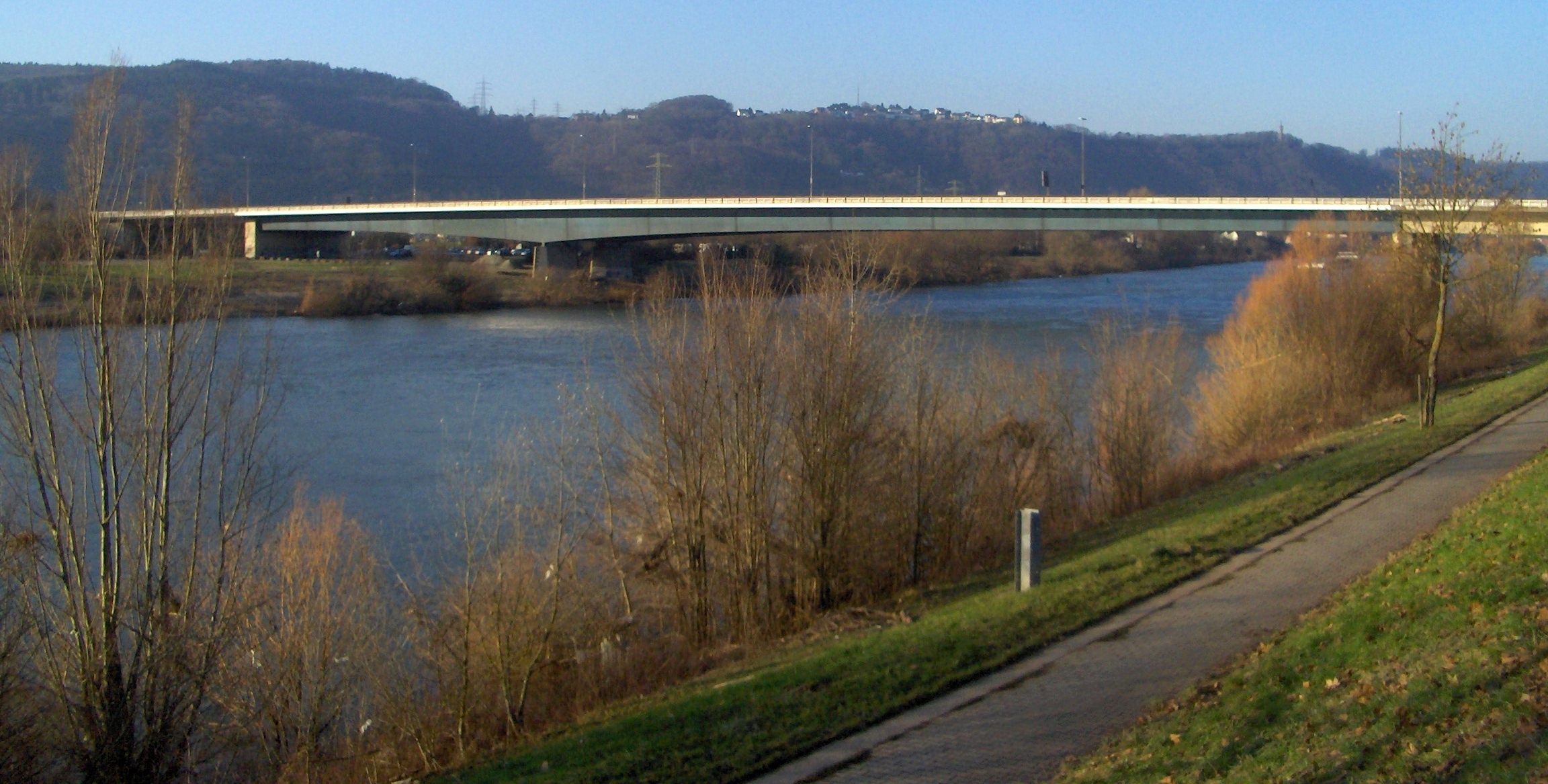
Konrad-Adenauer-Brücke
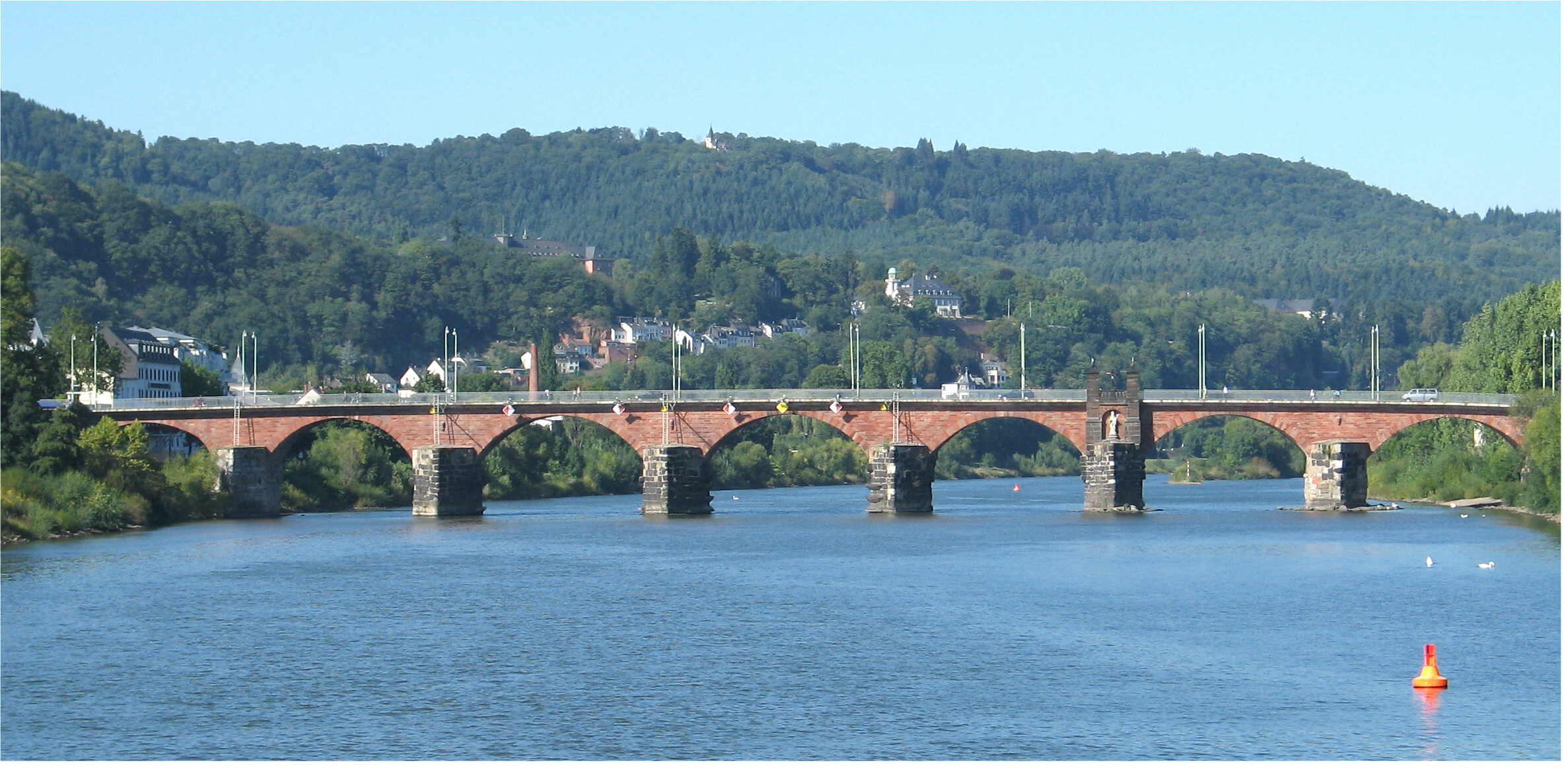
Römerbrücke
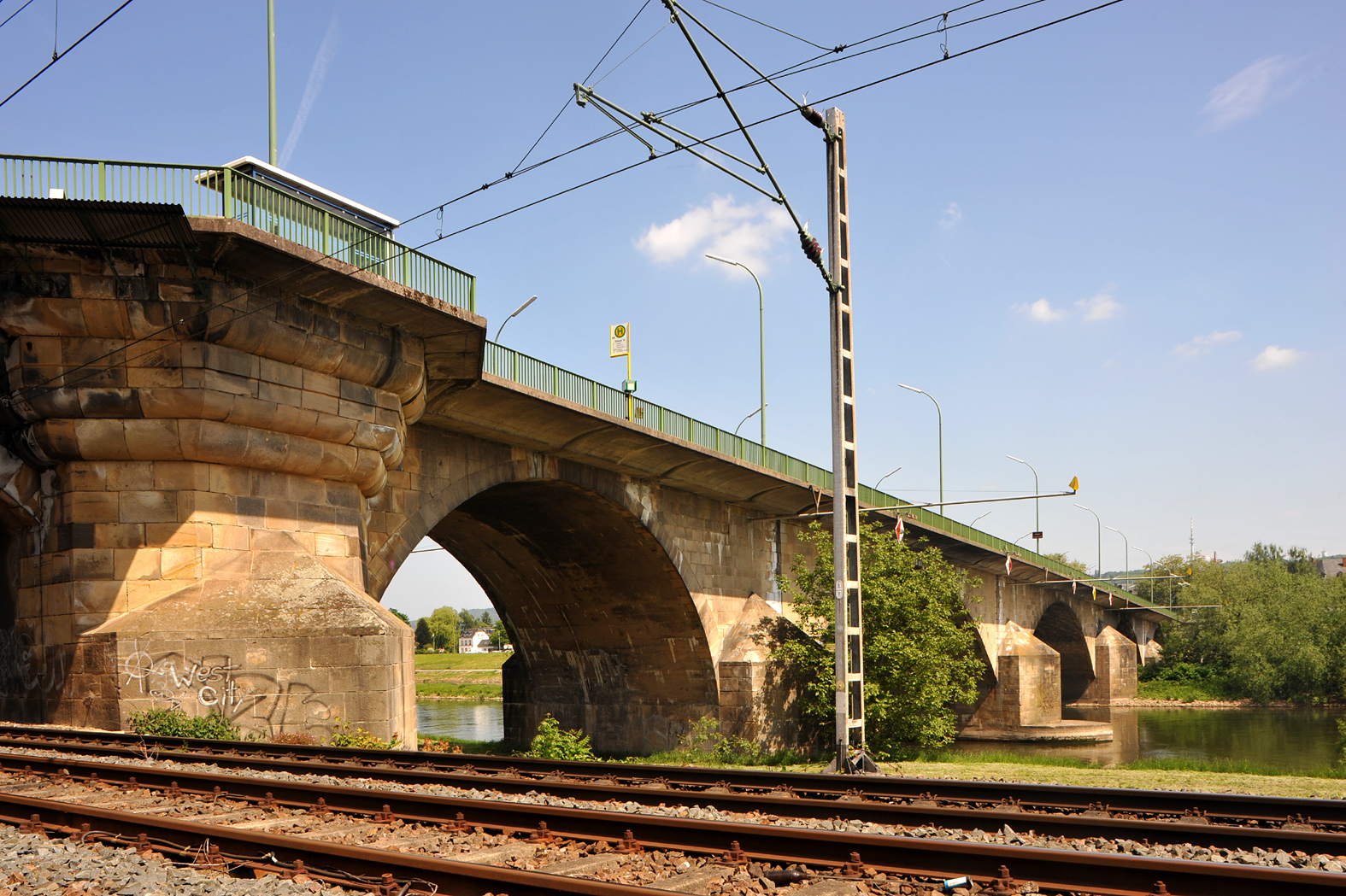
Kaiser-Wilhelm-Brücke
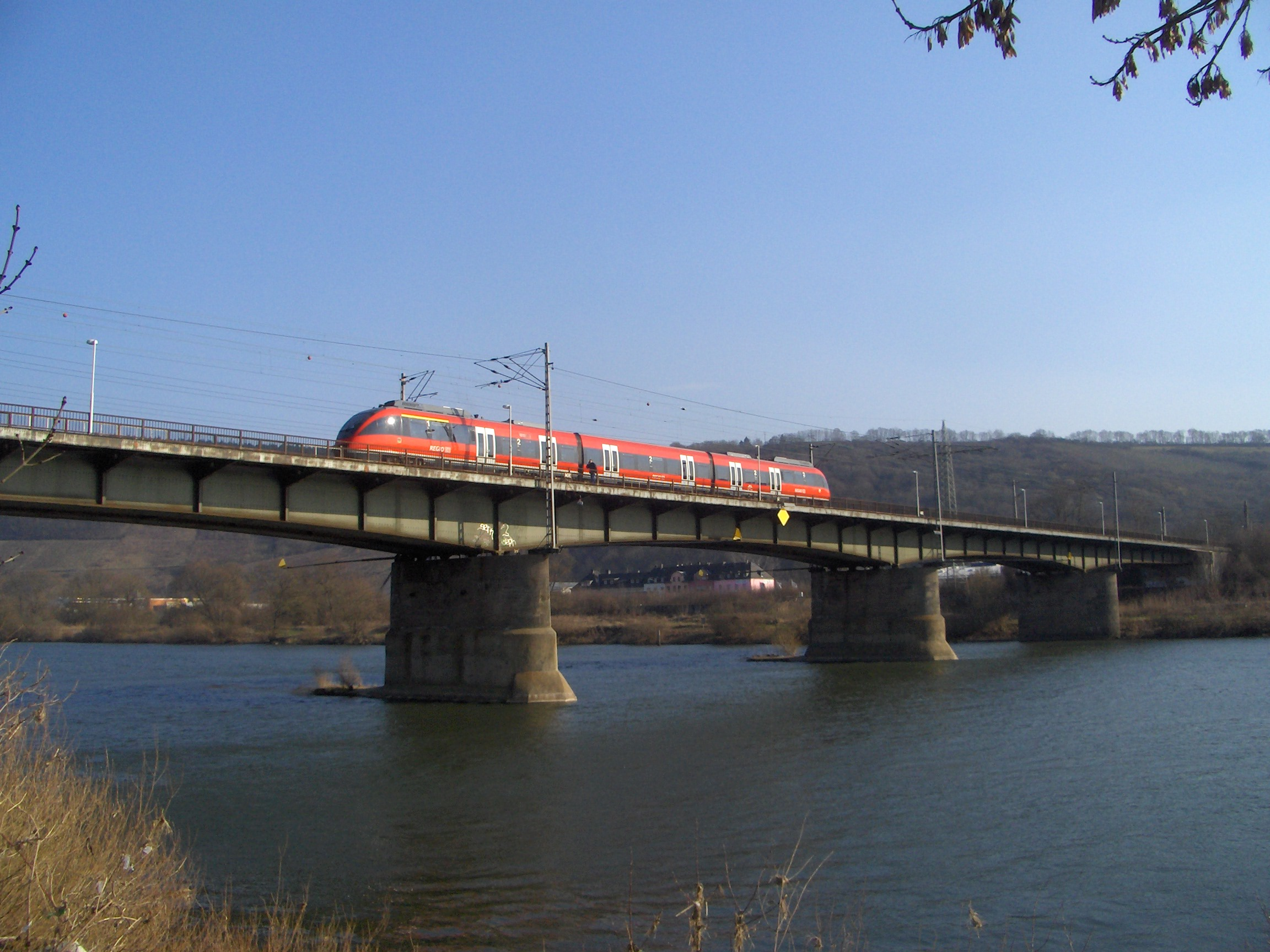
Pfalzeler Brücke

### Konversion

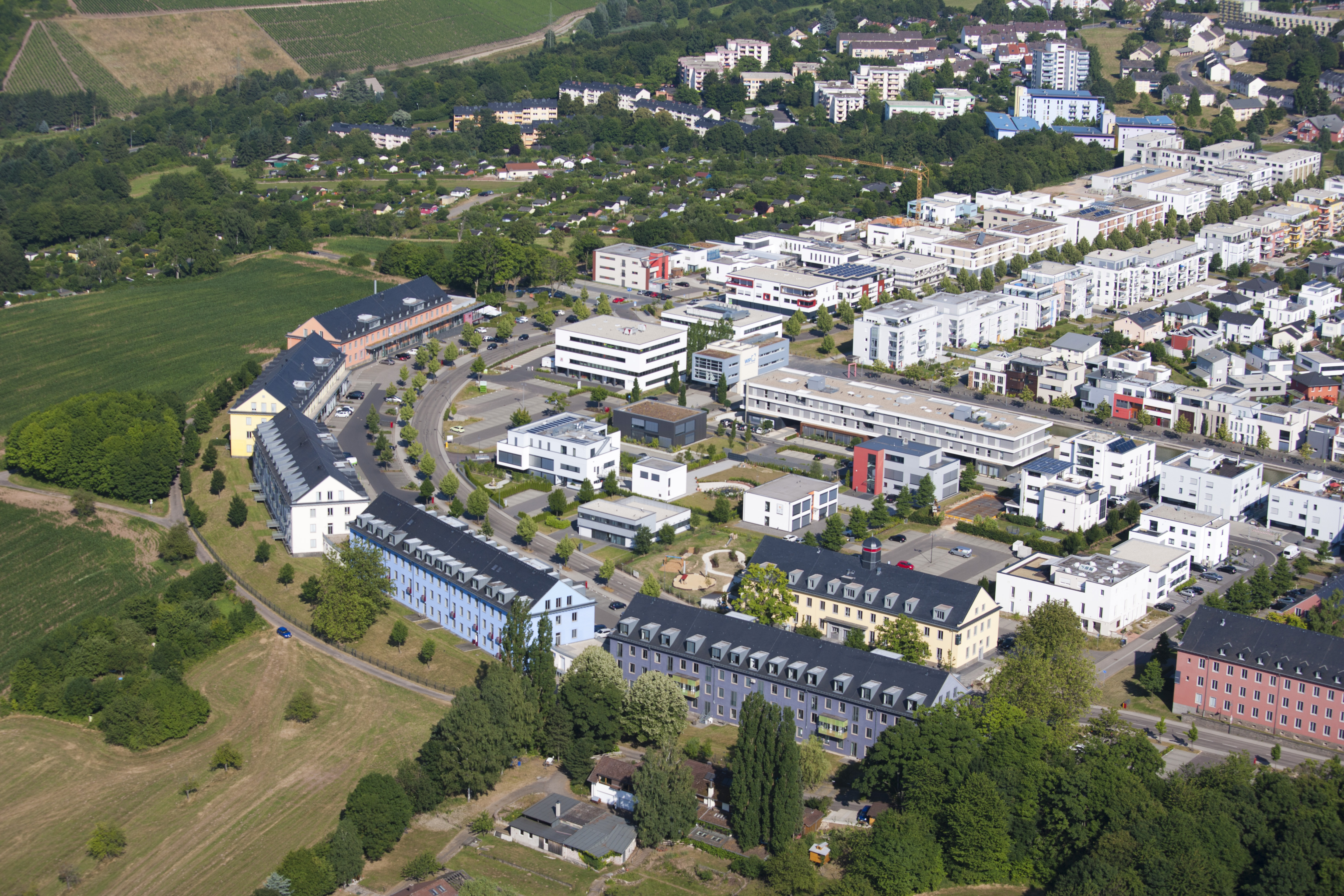
Neuer Stadtteil Petrisberg

Im Rahmen des Abzugs französischer Streitkräfte wurden die frei gewordenen Flächen zur Konversion genutzt. Das bisher größte Projekt dieser Art wurde Mitte der 2000er-Jahre auf dem Petrisberg verwirklicht, das neben einem Gebiet zum Wohnen und Arbeiten (Wissenschaftspark „WIP“) auch umfangreiche Grün- und Freizeitflächen umfasst, die im Rahmen der Landesgartenschau 2004 entstanden sind. Das von der Kernstadt im Tal sichtbare charakteristische historische Bauensemble blieb erhalten. Das ehemalige Castel Feuvrier zwischen Mosel und Zurmaiener Straße wurde mit einigen Jahren Verzögerung von einem privaten Investor ab 2017 mit einem Hotel sowie Mietwohnungen bebaut. Darüber hinausgehende Pläne wie eine Gastronomie am Moselufer und ein Moselsteg scheiterten. Im Castelnau-Gelände in Feyen entstanden ein Einkaufszentrum und Wohneinheiten.
Neben dem ehemals militärisch genutzten Gelände befassen sich Konversionsprojekte in Trier auch mit brachliegenden Bahn- und Gewerbeflächen sowie mit der Umnutzung frei gewordener Gebäude, die zuvor von der Öffentlichen Hand oder den Religionsgemeinschaften genutzt wurden.

## Persönlichkeiten
Persönlichkeiten mit einem besonderen Bezug zu Trier sind Kaiser Augustus, Kaiser Konstantin, Kaiserin Helena, Ambrosius von Mailand, Simeon aus Syrakus, Balduin von Luxemburg, Caspar Olevian, Friedrich Spee, Karl Marx, Clara Viebig oder Oswald von Nell-Breuning.

## Trier als Namensgeber für andere Orte

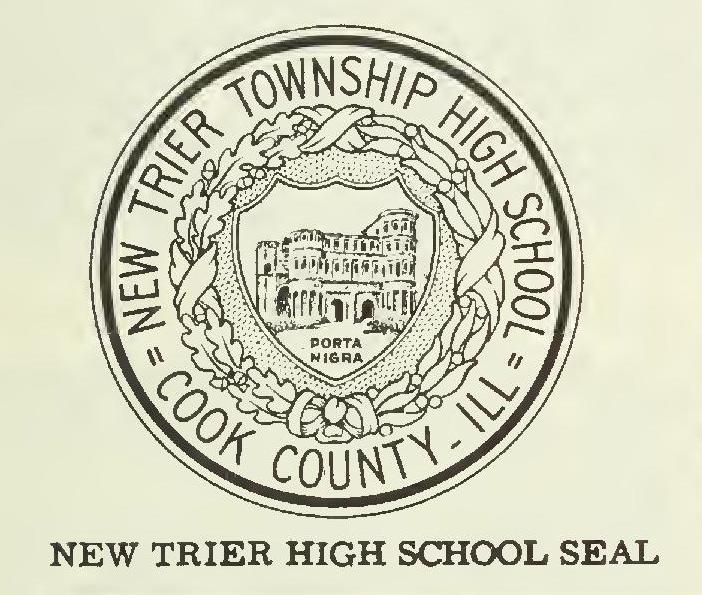
Siegel der High School

- Neu-Trier war eine Missionsstation in der ehemaligen deutschen Kolonie Deutsch-Ostafrika. Mbulu (Iraqw Imboru, deutsch früher Neu-Trier) ist heute Hauptort des gleichnamigen Distrikts in der Region Manyara in Tansania.

- Trier Township bezeichnet eine Township mit 27 Einwohnern (gemäß dem United States Census 2020) im Cavalier County, North Dakota, Vereinigte Staaten.

- New Trier ist ein Ort mit 86 Einwohnern (United States Census 2020) im Dakota County, Minnesota, Vereinigte Staaten.

- New Trier Township ist eine Township mit 57.371 Einwohnern (United States Census 2020) im Cook County, Illinois, Vereinigte Staaten. Die New Trier (Township) High School führt in ihrem Siegel eine Abbildung der Porta Nigra.

## Trivia
Die Ortsnecknamen für die Trierer sind Trierer Peifi oder Trierer Hoani.
Die französischsprachige Bezeichnung Triers lautet Trèves. Unter diesem Namen existieren in Frankreich mehrere Ortschaften: Trèves (Gard), Trèves (Rhône), Trèves (Maine-et-Loire) (seit 1973 Chênehutte-Trèves-Cunault) und Saint-Laurent-de-Trèves (früher in Kurzform auch Trèves Lozère).

### Allgemein
- Jort Blazejewski, Stephan Laux, Nina Schweisthal (Hrsg.): Quellen zur Geschichte der Stadt Trier in der frühen Preußenzeit (1815–1850) (= Publikationen aus dem Stadtarchiv Trier. Band 4). Verlag für Geschichte und Kultur 2018, ISBN 978-3-945768-04-4.
- Gabriele B. Clemens, Lukas Clemens: Geschichte der Stadt Trier. München 2007, ISBN 978-3-406-55618-0.
- Lukas Clemens: Trier – Eine Weinstadt im Mittelalter (= Trierer Historische Forschungen. Band 22). Trier 1993, ISBN 3-89890-018-5.
- Elisabeth Dühr, Christl Lehnert Leven (Hrsg.): Unter der Trikolore, Trier in Frankreich – Napoleon in Trier (2 Bände). Trier 2004. ISBN 978-3-930866-20-5.
- Jens Fachbach, Stefan Heinz, Georg Schelbert, Andreas Tacke (Hrsg.): Architekturführer Trier. Imhof, Petersberg 2015, ISBN 978-3-86568-728-9.
- Marcello Ghetta: Spätantikes Heidentum. Trier und das Trevererland. Kliomedia, Trier 2008, ISBN 978-3-89890-119-2.
- Joachim Gilles, Karl-Josef Gilles: Mit Straßenbahn und Obus unterwegs durch Trier 1935 bis 1970. Auf Schienen unterwegs. Sutton 2007, ISBN 978-3-86680-223-0.
- Gottfried Kentenich (Hrsg.): Die Geschichte der Stadt Trier von ihrer Gründung bis zur Gegenwart. Denkschrift zum hundertjährigen Jubiläum der Zugehörigkeit der Stadt zum preußischen Staat. Lintz, Trier 1915. (urn:nbn:de:0128-2-301)
- Hermann Kickton: Die Urzeit des Trierer Landes. Gesellschaft für nützliche Forschungen zu Trier, Trier 1925.
- Michael Matheus: Trier am Ende des Mittelalters. Studien zur Wirtschafts-, Sozial- und Verfassungsgeschichte der Stadt Trier vom 14. bis 16. Jahrhundert (= Trierer historische Forschungen, 5; Dissertation 1981). Trier 1984. ISBN 978-3-923087-04-4.
- Heinz Monz (Gesamtbearbeitung): Trierer Biographisches Lexikon. Verlag der Landesarchivverwaltung Rheinland-Pfalz, Koblenz 2000, ISBN 3-931014-49-5.
- Rheinisches Landesmuseum Trier (Hrsg.): Trier: Augustusstadt der Treverer. Stadt und Land in vor- und frührömischer Zeit. 2. Auflage. Von Zabern, Mainz 1984, ISBN 978-3-8053-0792-5.
- Rheinisches Landesmuseum Trier (Hrsg.): Trier: Kaiserresidenz und Bischofsstadt. Die Stadt in spätantiker und frühchristlicher Zeit. 2. Auflage. Mainz 1984, ISBN 978-3-8053-0800-7.
- Universität Trier (Hrsg.): 2000 Jahre Trier. 3 Bände. Spee, Trier 1996–1997.
  - Hans Hubert Anton, Alfred Haverkamp (Hrsg.): Trier im Mittelalter. Spee, Trier 1996, ISBN 3-87760-066-2.
  - Kurt Düwell, Franz Irsigler (Hrsg.): Trier in der Neuzeit. Spee, Trier 1988, ISBN 3-87760-067-0.
  - Heinz Heinen: Trier und das Trevererland in römischer Zeit. Spee, Trier 1985, ISBN 3-87760-065-4.
- Heinrich Volbert Sauerland: Trierer Geschichtsquellen des 11. Jahrhunderts. Trier 1889. Digitalisat
- Edith M. Wightman: Roman Trier and the Treveri. Hart-Davis, London 1970.
- Thomas Zuche (Hrsg.): StattFührer. Trier im Nationalsozialismus. 2. Auflage. Spee, Trier 1997, ISBN 3-87760-057-3.

### Denkmaltopographien
- Patrick Ostermann (Bearb.): Stadt Trier. Altstadt. (= Kulturdenkmäler in Rheinland-Pfalz. Denkmaltopographie Bundesrepublik Deutschland. Band 17.1). Wernersche Verlagsgesellschaft, Worms 2001, ISBN 3-88462-171-8.
- Ulrike Weber (Bearb.): Stadt Trier. Stadterweiterung und Stadtteile. (= Denkmaltopographie Bundesrepublik Deutschland, Kulturdenkmäler in Rheinland-Pfalz. Band 17.2). Wernersche Verlagsgesellschaft, Worms 2009, ISBN 978-3-88462-275-9.